# Wuppertal

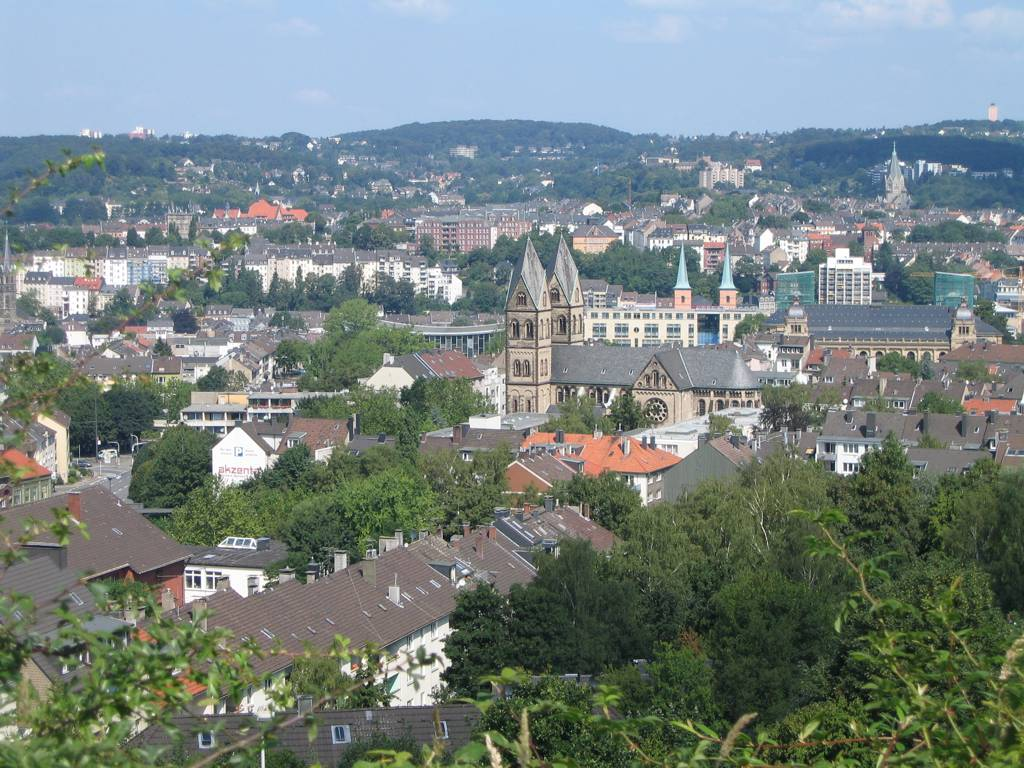
Ansicht von Wuppertal-Elberfeld quer zur Talachse in Richtung Norden

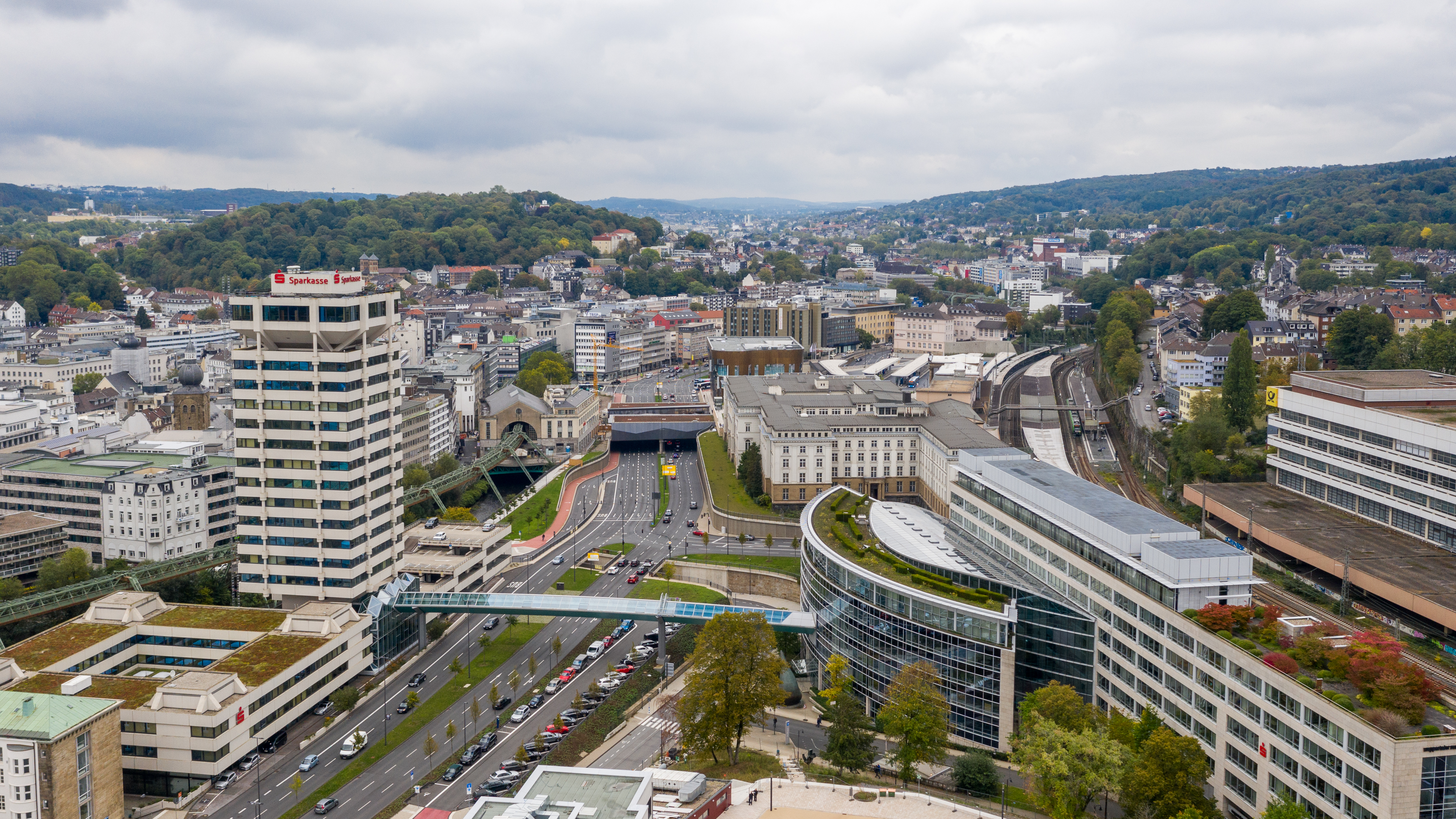
Ansicht von Wuppertal-Elberfeld entlang der Talachse in Richtung Osten

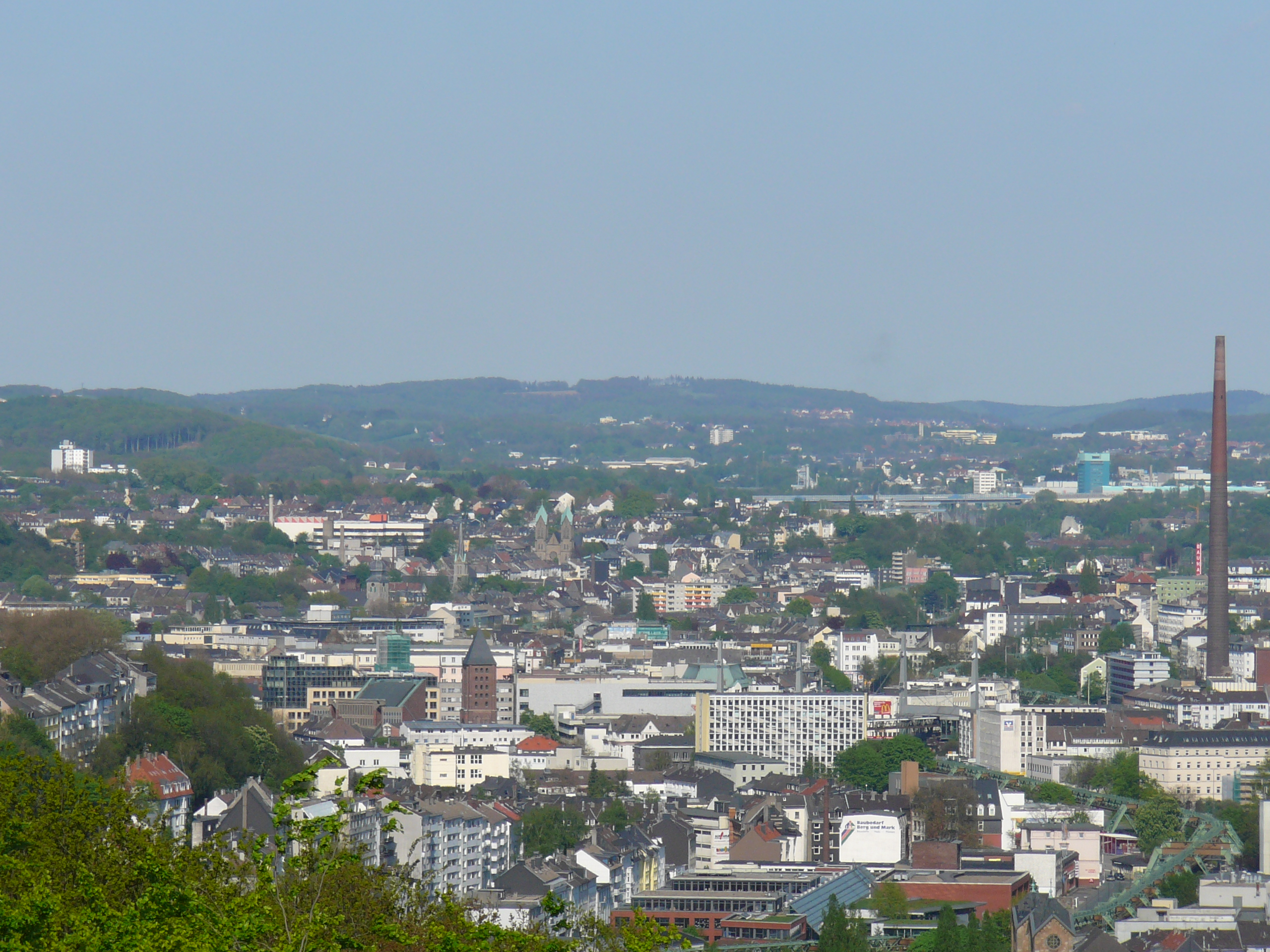
Ansicht von Wuppertal-Barmen entlang der Talachse in Richtung Osten

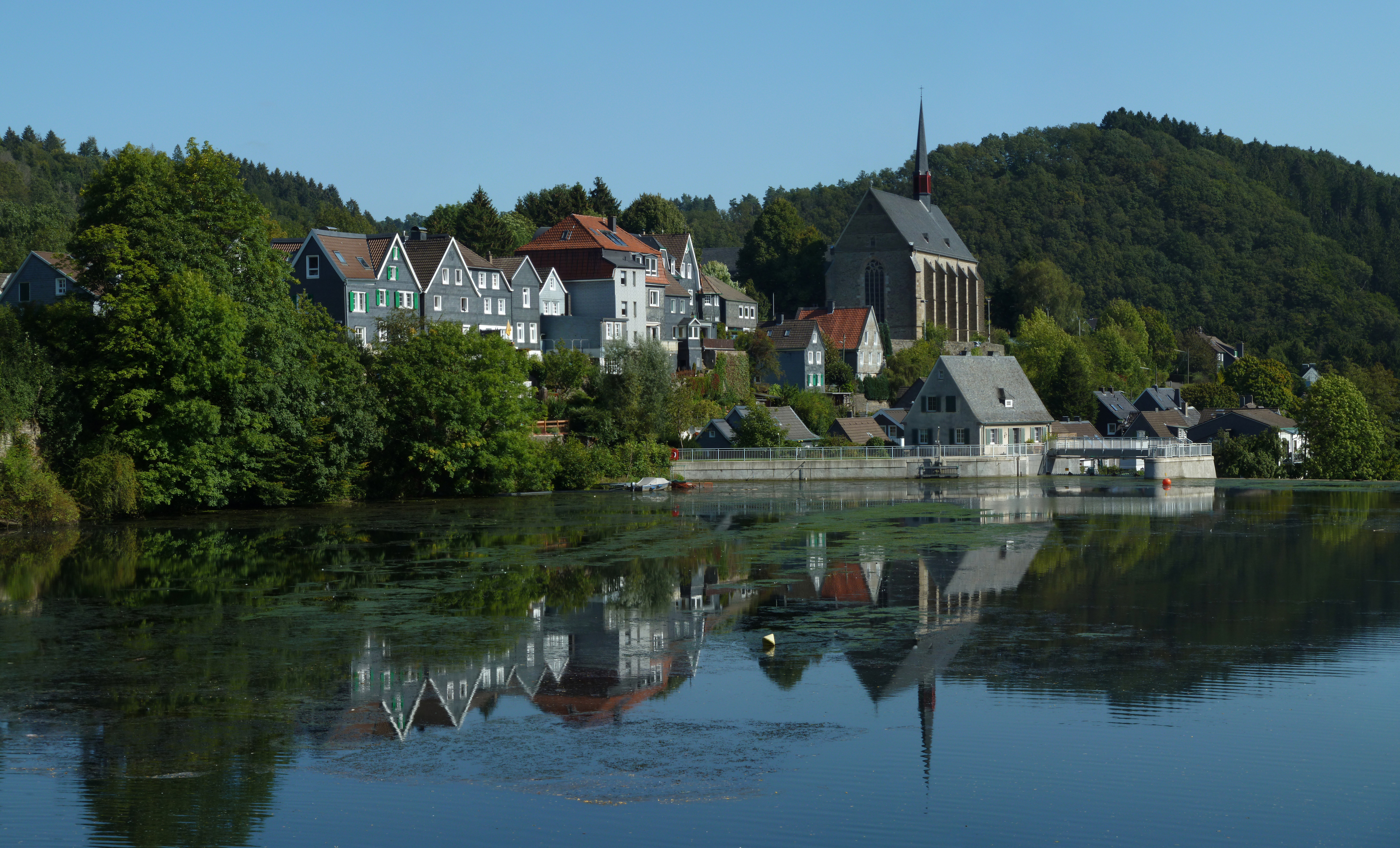
Blick auf Wuppertal-Beyenburg mit der Klosterkirche

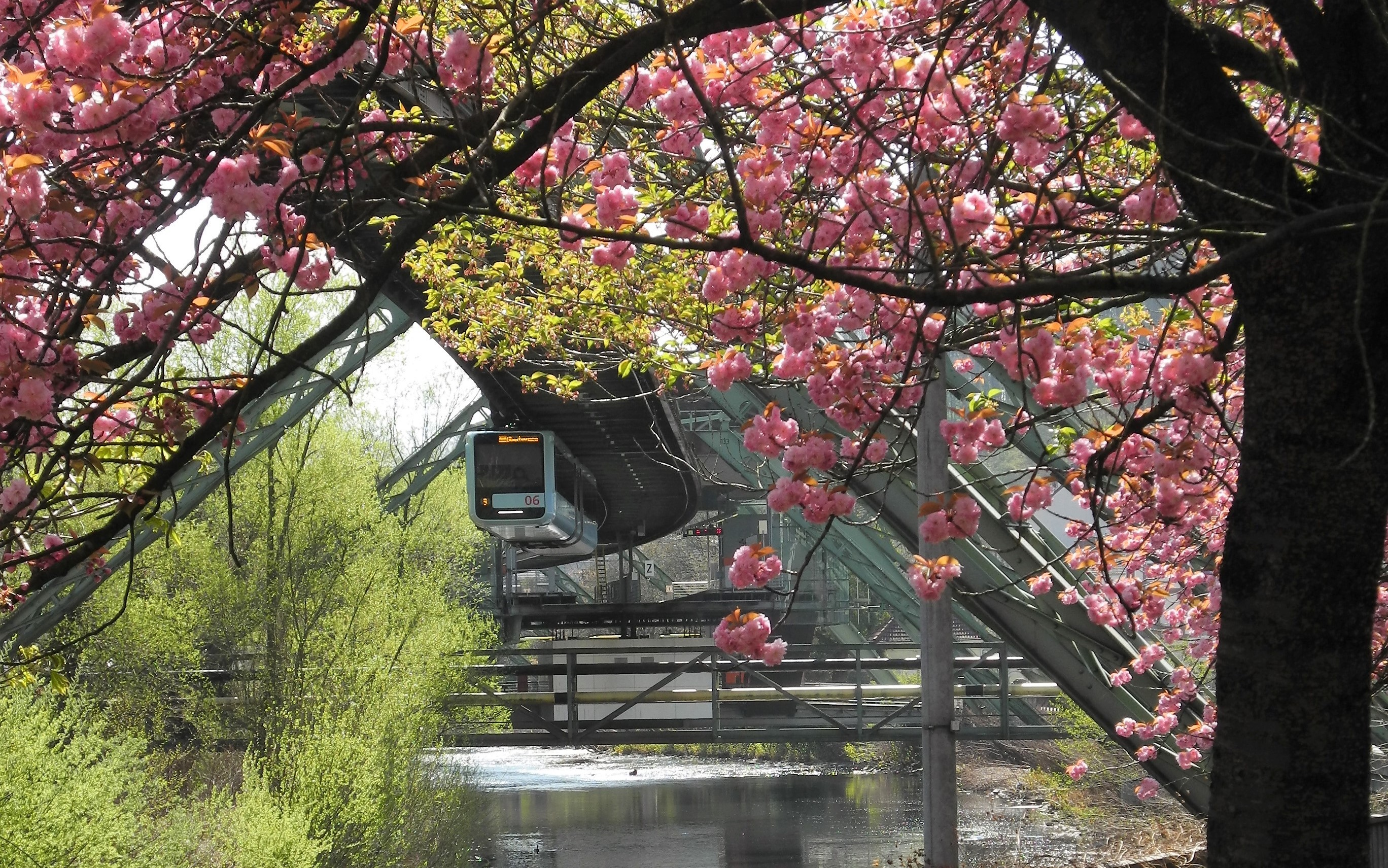
Wuppertaler Schwebebahn über der Wupper

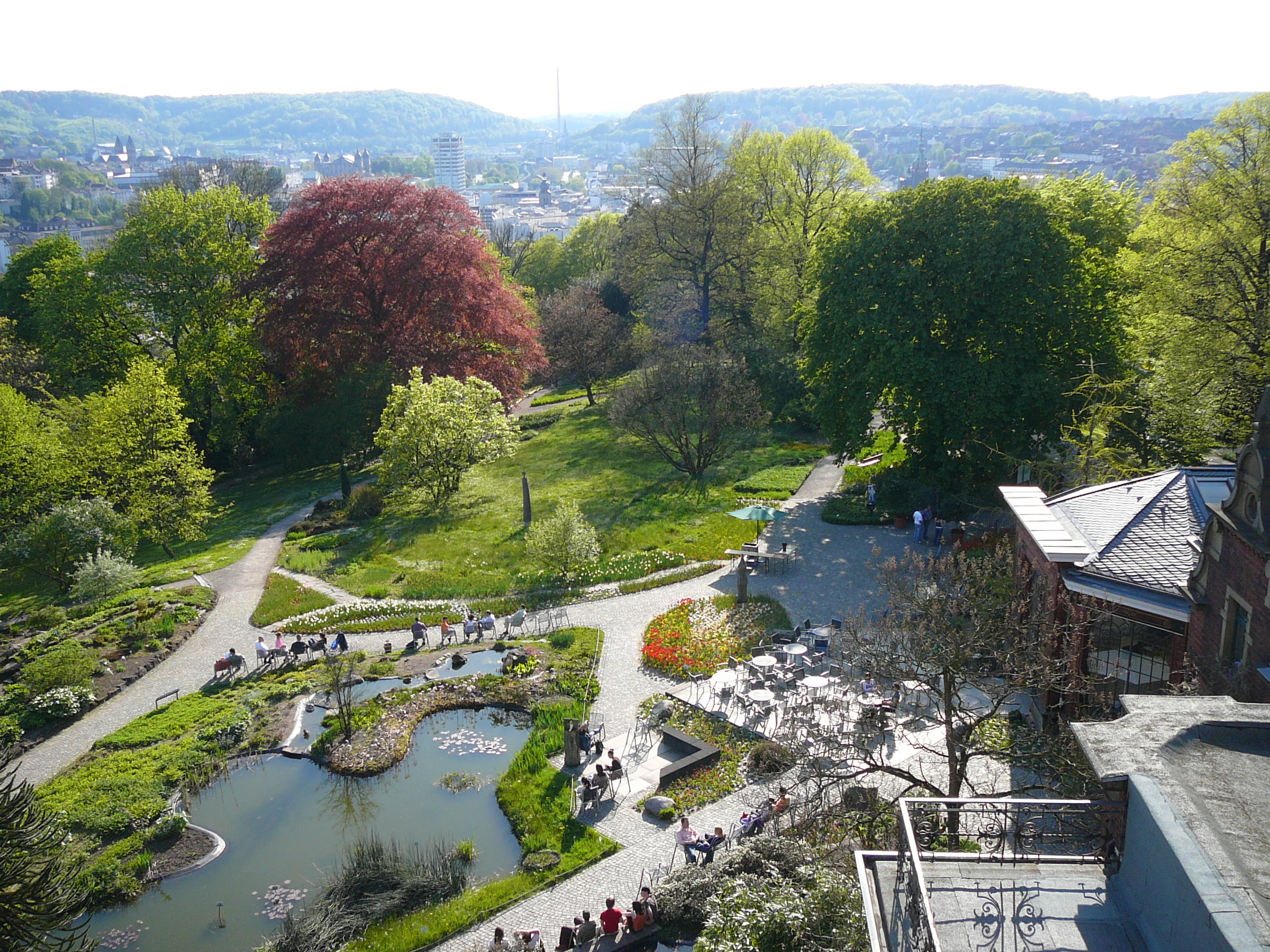
„Großstadt im Grünen“ – Botanischer Garten mit Blick über die Stadt

Wuppertal ist mit 358.193 Einwohnern (31. Dezember 2024) die größte Stadt und das Industrie-, Wirtschafts-, Bildungs- und Kulturzentrum des Bergischen Landes im Westen Deutschlands. Die Großstadt liegt südlich des Ruhrgebiets im Regierungsbezirk Düsseldorf und ist als siebzehntgrößte Stadt Deutschlands eines der Oberzentren des Landes Nordrhein-Westfalen.
Erste urkundliche Erwähnungen von Siedlungen stammen aus dem mittleren 11. Jahrhundert. Über viele Jahrhunderte war das heutige Stadtgebiet auf unterschiedliche Herrschaftsgebiete aufgeteilt. Bis ins 19. Jahrhundert entwickelte sich die Region zu einem Zentrum der deutschen und europäischen Frühindustrialisierung; vor allem die Textilindustrie bescherte der Region Wohlstand und Wachstum. Die Stadt wurde zum 1. August 1929 durch Vereinigung der kreisfreien Städte Elberfeld (Großstadt seit etwa 1883) und Barmen (Großstadt seit etwa 1884) sowie der Städte Ronsdorf, Cronenberg und Vohwinkel unter dem Namen Barmen-Elberfeld als kreisfreie Stadt gegründet und im Jahr 1930 in Wuppertal umbenannt; diese Namensvergabe brachte die geografische Lage der Städte Barmen und Elberfeld im Tal der Wupper zum Ausdruck.
Im Nationalsozialismus war die Stadt ein wichtiges Zentrum sowohl der NSDAP als auch des Widerstands, sowohl der Gewerkschaften und politischen Opposition als auch der Kirchen, was nicht zuletzt die Barmer Erklärung zum Ausdruck brachte. Nach weitreichenden Zerstörungen im Zweiten Weltkrieg nahm die Bedeutung der Stadt ab.
Die Topografie wird durch das Tal der Wupper geprägt, die sich rund 20 km durch das Stadtgebiet windet und deren steile Hänge oft bewaldet sind. Auf den nördlichen und südlichen Hochflächen gelegene Stadtteile gehen in die Wiesen und Wälder des Bergischen Landes über und machen Wuppertal, zusammen mit weitläufigen Grün- und Waldflächen wie etwa dem Barmer Wald, Scharpenacken oder dem Staatsforst Burgholz, zu einer „Großstadt im Grünen“. Als „Wiege der Industrialisierung in Deutschland“ ist die Stadt zugleich reich an großen Villenvierteln und Wohnhäusern aus der Gründerzeit: Etwa 4500 Baudenkmale befinden sich im Stadtgebiet.
Die seit 1901 bestehende Schwebebahn ist das Wahrzeichen und die herausragende Sehenswürdigkeit Wuppertals, aufgrund des Verkehrsmittels umgangssprachlich auch Schwebebahnstadt genannt. Sie ist die älteste, immer noch in Betrieb befindliche und mit über 13 km Streckenlänge eine der längsten Hängebahnen der Welt. Der größte Teil der Strecke verläuft über der Wupper.
Bekannt ist die Stadt darüber hinaus für das international renommierte Tanztheater Wuppertal Pina Bausch und das Wuppertal Institut für Klima, Umwelt, Energie, den Zoologischen Garten, die Historische Stadthalle, das Sinfonieorchester Wuppertal, das Von der Heydt-Museum für bildende Kunst, das Historische Zentrum mit dem Engels-Haus, den Skulpturenpark Waldfrieden sowie für weitreichende Parkanlagen und Wälder mit Deutschlands größtem Arboretum im Staatsforst Burgholz und für die größte Konfessionsvielfalt Deutschlands.
Bekannte Wuppertaler Sportvereine sind der ehemalige Fußball-Erstligist und UEFA-Cup-Teilnehmer Wuppertaler SV und der Handballbundesligist Bergischer HC, hinzu kommen Bundesligisten in weiteren Sportarten mit zahlreichen nationalen und internationalen Titeln.
Darüber hinaus sind durch Geburt oder Wirken zahlreiche Persönlichkeiten mit der Stadt verbunden, so etwa Pina Bausch, Friedrich Bayer, Gerhard Domagk, Friedrich Engels, Hans-Dietrich Genscher, Else Lasker-Schüler, Johannes Rau, Hans Wolfgang Singer oder Rezo.

## Geografie

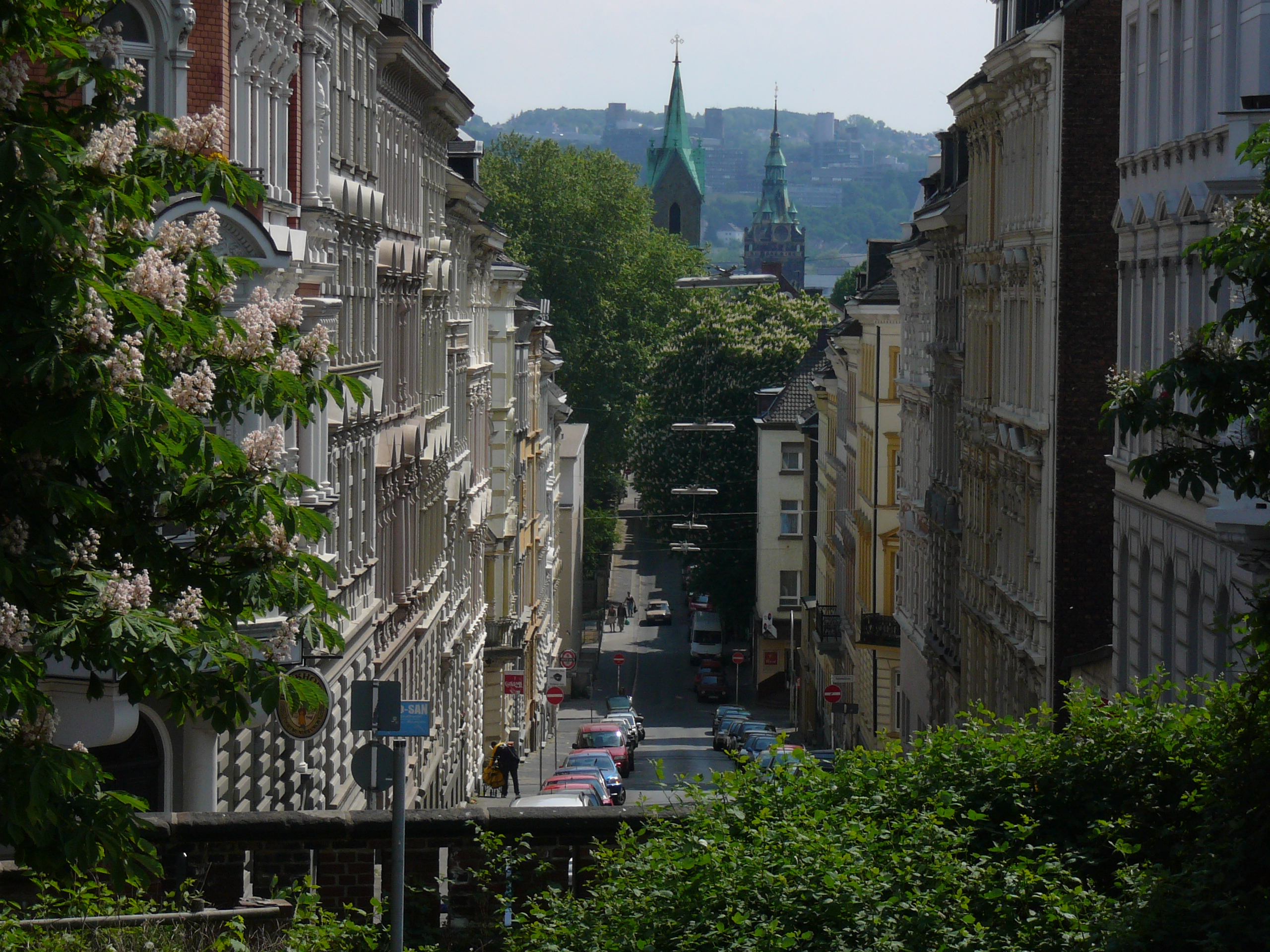
Typisch für Wuppertal sind steile, enge Straßenzüge wie hier in der Elberfelder Nordstadt

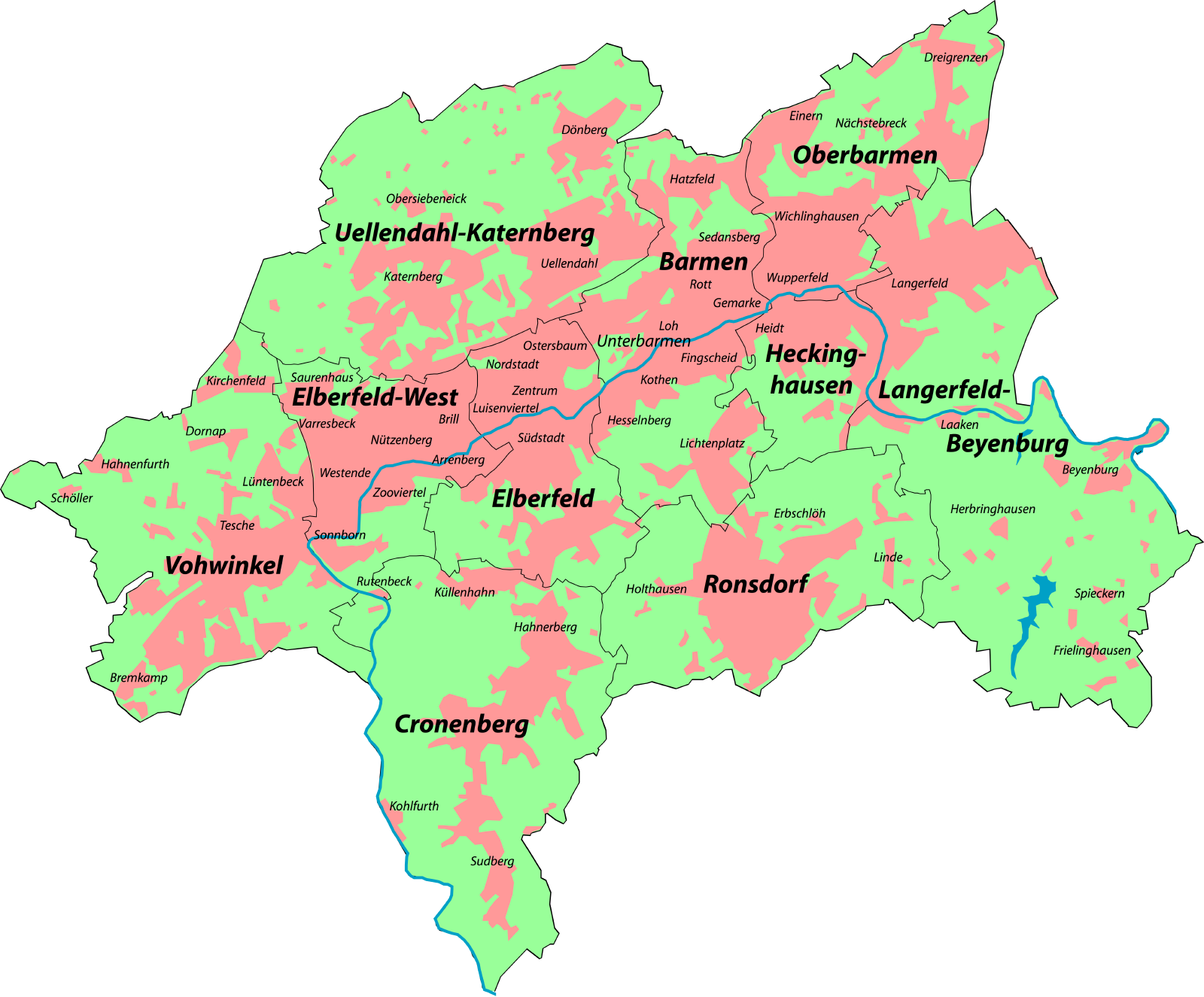
Karte der Stadt Wuppertal mit Stadtteilen und Stadtbezirken

### Lage
Wuppertal liegt in einem Bogen der Wupper entlang der Grenze zum Niederbergischen im Norden und den oberbergischen Hochflächen im Süden. Der südöstliche Teil des Stadtgebietes gehört zu den Bergischen Hochflächen mit Höhen bis zu etwa 350 m, die durch tiefe Kerbtäler von Gewässerläufen durchschnitten werden. Der nördliche Bereich des Stadtgebietes ist Teil des Niederbergisch-Märkischen Hügellands, das Geländehöhen bis zu etwa 322 m aufweist. Das Tal der Wupper selbst wird naturräumlich als Wuppertaler Senke bezeichnet.
Die Stadt ist Teil der Metropolregionen Rhein-Ruhr und Rheinland, des Landschaftsverbands Rheinland sowie des Bergischen Städtedreiecks.
Aufgrund der erheblichen Höhenunterschiede gibt es zahlreiche Treppen und steile Straßen. Wuppertal gilt als die Stadt mit den meisten öffentlichen Treppen Deutschlands und ist für Filmregisseur Tom Tykwer – ein gebürtiger Wuppertaler – das „San Francisco Deutschlands“.

### Geologie
Wuppertal liegt am Rand des Rheinischen Schiefergebirges, eines deutschen Mittelgebirges, dessen Gesteine hauptsächlich aus der Zeit des Devons (vor ca. 416–360 Millionen Jahren) und des Karbons (vor ca. 360–300 Millionen Jahren) stammen. In den südöstlichen Stadtteilen findet man mit Tonschiefer, Grauwacken und Konglomeraten des Unterdevons die erdgeschichtlich ältesten Gesteine. Nordwestlich davon schließen sich Wechselfolgen von mittel-devonisch schieferigen Tonböden, Schluffen und Grauwacken an.
Eine Absenkung der Erdoberfläche und des Meeresbodens führte im späteren Mittel- bis Oberdevon zur Ausbildung von Riffkomplexen, deren Massenkalk sich in nordost-südwestlicher Richtung quer durch das Wuppertaler Stadtgebiet erstreckt. Er gehört zum Rheinisch-westfälischen Kalkzug, der vom Nordrand des Sauerlandes und des Bergischen Landes von Düsseldorf über Wuppertal und Iserlohn bis nach Brilon läuft.
Bereits im 9. Jahrhundert wurde Kalk gewonnen; im Ortsteil Dornap und den angrenzenden Städten Mettmann und Wülfrath gibt es seit der Industrialisierung bis heute noch Kalktagebau. Ein Kalktrichterofen aus dem 19. Jahrhundert ist als Industriedenkmal im Stadtbezirk Elberfeld-West erhalten. Im Stadtteil Wichlinghausen gibt es kleinere Vorkommen des Vulkangesteins Diabas (Grünstein), die im Oberdevon auf dem Meeresboden gebildet wurden. Im Norden sind als jüngste Schichten Schiefer, Quarzite und Grauwacken aus der Zeit des Karbon erhalten.
Die abgelagerten Gesteine wurden im Laufe der Erdgeschichte teilweise unter erhöhtem Druck und hoher Temperatur gefaltet und gegeneinander verschoben. Es können daher häufig gefaltete und steil aufgestellte Gesteinsschichten beobachtet werden, besonders gut im Barmer Nordpark.
Im Tertiär (vor ca. 65–2,6 Millionen Jahren) wurden in einigen Tälern Sande und Kiese abgelagert. Während des Eiszeitalters wurde im gesamten Bereich sehr fruchtbarer, gelb-brauner Löss angeweht. Vom Gymnasium Sedanstraße über den Barmer Nordpark bis zum Naturschutzgebiet des Dolinengebietes im Hölken führt der 9,5 Kilometer lange Geologie-Lehrpfad „Geopfad“.
Simulationen der Fraunhofer-Einrichtung für Energieinfrastruktur und Geothermie ergaben, dass unter dem nördlichen Stadtgebiet in rund 2000 Metern Tiefe wahrscheinlich 60 bis 80 Grad Celsius heiße Wasserreservoire gibt. Die Wuppertaler Stadtwerke erwägen, dieses Wasser zu fördern, die Wärme in einem Geothermiekraftwerk zu nutzen und sie in das Wuppertaler Fernwärmenetz einzuspeisen.

### Ausdehnung des Stadtgebiets
Die Stadtgrenze hat eine Länge von 94,5 Kilometern. Das Tal der Wupper erstreckt sich mit einer Länge von 33,9 Kilometern überwiegend von Osten nach Westen und weist Aufweitungen mit Breiten von bis zu zwei Kilometern auf, in denen die Stadtzentren Barmen und Elberfeld liegen.
Höchster Punkt ist die Erhebung Lichtscheid mit 350 Metern über dem Meeresspiegel, der tiefste Punkt mit 101 Metern über NN liegt bei Müngsten, wo der Morsbach in die Wupper mündet.

### Nachbargemeinden
Von den Wuppertal umgebenden Städten und Gemeinden gehören Hattingen, Sprockhövel, Schwelm und Ennepetal zum Ennepe-Ruhr-Kreis und Radevormwald zum Oberbergischen Kreis. Remscheid und Solingen sind kreisfreie Städte, Haan, Mettmann, Wülfrath und Velbert gehören zum Kreis Mettmann.
| Velbert Wülfrath | Hattingen                                   | Sprockhövel       |
| Mettmann         | Kompassrose, die auf Nachbargemeinden zeigt | Schwelm Ennepetal |
| Haan Solingen    | Remscheid                                   | Radevormwald      |

### Stadtgliederung

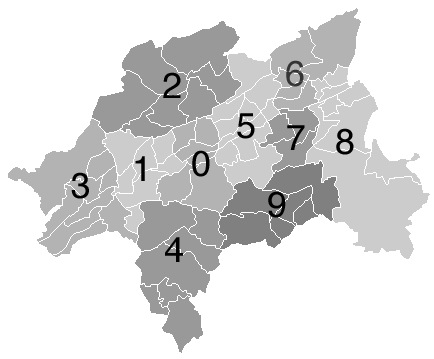
Stadtbezirke und Quartiere

Das Stadtgebiet ist seit 1979 in zehn Stadtbezirke eingeteilt.
- 0 Elberfeld
- 1 Elberfeld-West
- 2 Uellendahl-Katernberg
- 3 Vohwinkel
- 4 Cronenberg
- 5 Barmen
- 6 Oberbarmen
- 7 Heckinghausen
- 8 Langerfeld-Beyenburg
- 9 Ronsdorf

Die Stadtbezirke sind für statistische Zwecke in insgesamt 69 Quartiere unterteilt.
Mit etwa 68.000 Menschen ist Elberfeld der meistbevölkerte Stadtbezirk, Cronenberg mit knapp 21.000 Einwohnern der kleinste. Das Wohnquartier Herbringhausen im Stadtbezirk Langerfeld-Beyenburg ist das flächenmäßig größte Wohnquartier.

### Stadtstruktur

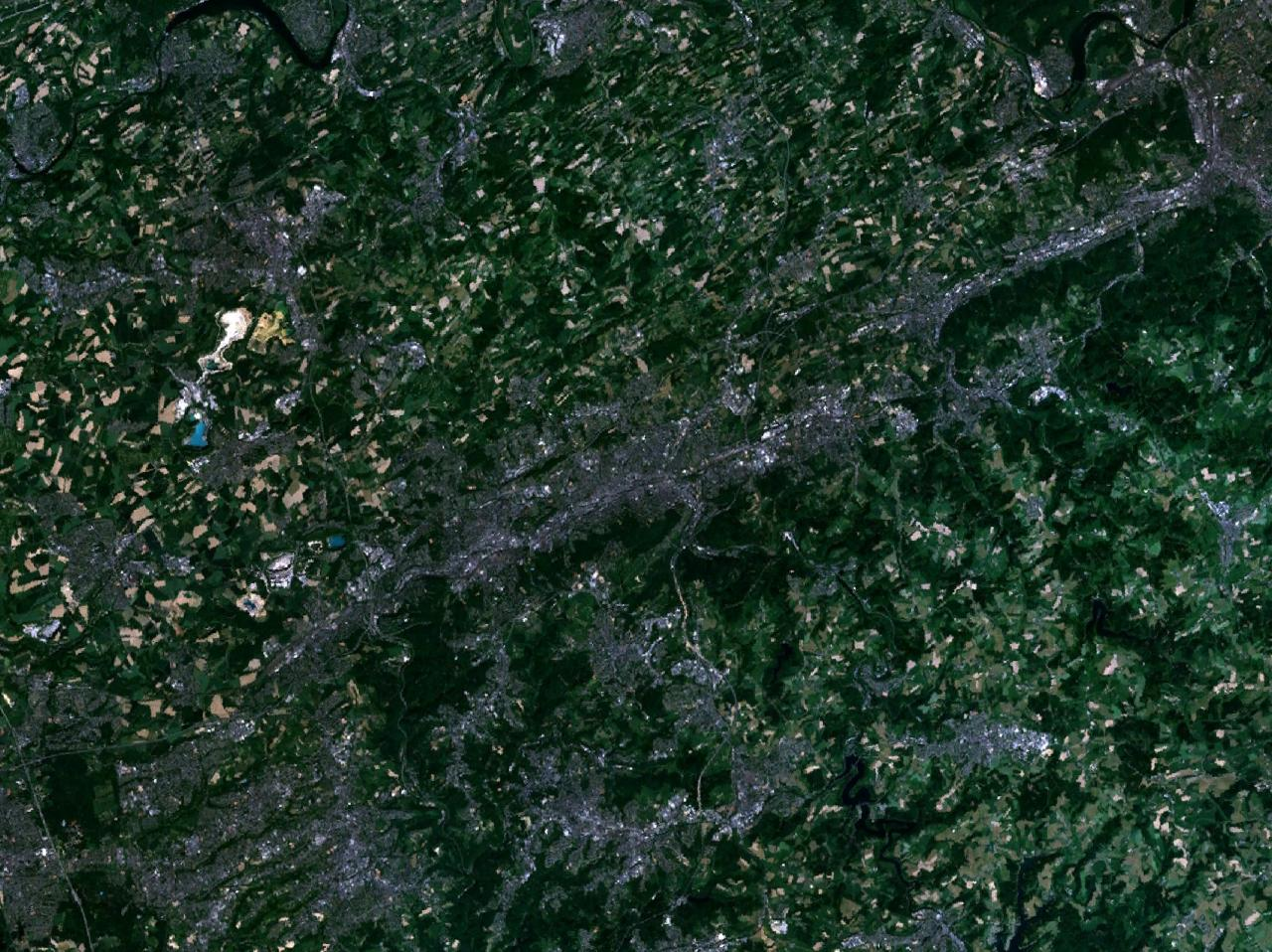
Ansicht aus dem All

Die Stadtstruktur stellt als Typologie eine Besonderheit dar. Durch die längliche ostwestliche Tallage ergibt sich ein Agglomerationsband, das im deutschen Raum stadträumlich keine Parallele hat. Entlang einer Achse aus Hauptverkehrsstraße (Bundesstraße 7), Haupteisenbahnlinie und Fluss mit der Schwebebahn reihen sich alle wichtigen Funktionen der Stadt auf einer Länge von rund 15 Kilometern aneinander. Die topografische Lage bedingt den Zusammenhalt als städtische Einheit mit gemeinsamer Industriegeschichte und ähnlichen Wachstumsbedingungen. Die großen Höhenunterschiede ermöglichen an vielen Stellen einen Weitblick über die Stadt. Die am Hang gelegenen gründerzeitlichen Villenviertel Brill, Zoo und Toelleturm sind den Zentren nah.
Die heutige Gesamtstadt ist aus mehreren Einzelstädten und -dörfern entstanden: Mit Elberfeld und Barmen hat Wuppertal zwei größere Innenstädte sowie weitere Stadtteile, die aus historischen Gründen eine eigene, kleinstädtische Stadtmitte haben. Nach dem 2020 aktualisierten Zentrenkonzept fungieren die Innenstädte von Elberfeld und Barmen weiterhin als Hauptzentren, wobei Elberfeld einen größeren Einzugsbereich hat. Als Nebenzentren zählen die zentralen Bereiche in Cronenberg, Oberbarmen, Ronsdorf und Vohwinkel, deren Angebote über die Nahversorgung hinausgehen. Daneben gibt es zahlreiche kleinere Zentren.
Im Strukturwandel wurden viele Fabrikstandorte im Tal aufgegeben und einige neue Gewerbeflächen in den städtischen Randgebieten ausgewiesen.

### Grünflächen
Typisch für Wuppertal sind die Grünflächen und Hangwälder, die auch im innerstädtischen Bereich vielerorts bis auf wenige hundert Meter an die Talachse reichen. Bei einem Ranking aus dem Jahr 2013 wurde Wuppertal zu Deutschlands grünster Großstadt von insgesamt 25 Großstädten gekürt. Bezogen auf alle 79 Städte mit über 100.000 Einwohnern kam Wuppertal nach einer Satellitenbildauswertung 2016 auf den 25. Platz mit 77,5 % Grünanteil.
Städtebaulich ist seit den 2010er Jahren die Rede von einer Verdichtung der grünen Wohngebiete auf den Wuppertaler Höhen, wie Scharpenacken, Nächstebreck und die Kleine Höhe. Grünflächen werden mit Häusern oder großen Einkäufsmärkten bebaut, der alte Baumbestand, die Naherholungsgebiete und Frischluftzonen werden verringert, Biotope zerstört.
Die Bezirksregierung Düsseldorf plant eine weitere Bebauung von Grünflächen. Die Bauleitplanung der Stadt Wuppertal wägt die Auswirkungen wie folgt ab: „Die voraussichtlichen erheblichen Umweltauswirkungen werden aufgrund des hohen Wohnbauflächenbedarfes im Wege der planerischen Abwägung in Kauf genommen.“

### Klima
Wuppertal liegt im nordwestdeutschen Klimabereich, wobei das maritime, subatlantisch geprägte kühlgemäßigte Klima zu allgemein kühlen Sommern und relativ milden Wintern führt. Einflüsse des Reliefs (Talsituation) und der Landnutzung führen zu lokal unterschiedlichen Ausprägungen der Klimaparameter. An den Höhen des Bergischen Landes treffen feuchte atlantische Luftmassen mit den vorherrschenden westlichen Luftströmungen erstmals auf ein Hindernis und werden gestaut. Dadurch steigen die Wolken in höhere Luftschichten, die gewöhnlich kälter sind, kondensieren und regnen als Steigungsregen ab. In Elberfeld sind etwa 1100 mm Niederschlag zu verzeichnen, dieser Wert steigt in Barmen/Oberbarmen auf 1200 mm.
Die niederschlagsreichsten Monate sind der September und der Juli, die meisten Regentage hingegen gibt es im Dezember. Die durchschnittliche jährliche Niederschlagsmenge mit 1116 mm im Tal und 1183 mm auf den Höhen gehört zu den höchsten in einer deutschen Stadt. In der Redensart „In Wuppertal werden die Kinder mit dem Regenschirm geboren“ spiegelt sich diese Tatsache im Volksmund wider.
|                        | Jan | Feb | Mär  | Apr  | Mai  | Jun  | Jul  | Aug  | Sep  | Okt  | Nov | Dez |   |      |
| Mittl. Temperatur (°C) | 3,1 | 4,1 | 6,3  | 9,8  | 13,5 | 17,6 | 18,7 | 18,1 | 14,5 | 10,9 | 6,7 | 5,5 | ⌀ | 10,8 |
| Mittl. Tagesmax. (°C)  | 5,6 | 7,7 | 10,7 | 15,3 | 19,0 | 23,0 | 24,5 | 23,9 | 20,2 | 15,0 | 9,8 | 8,0 | ⌀ | 15,3 |
| Mittl. Tagesmin. (°C)  | 0,6 | 0,7 | 2,0  | 4,1  | 7,9  | 12,1 | 13,0 | 12,7 | 9,6  | 7,2  | 3,5 | 2,9 | ⌀ | 6,4  |
|                        |     |     |      |      |      |      |      |      |      |      |     |     |   |      |
| Niederschlag (mm)      | 125 | 102 | 93   | 50   | 53   | 82   | 67   | 85   | 76   | 74   | 105 | 113 | Σ | 1025 |
|                        |     |     |      |      |      |      |      |      |      |      |     |     |   |      |
| Sonnenstunden (h/d)    | 1,9 | 2,4 | 4,0  | 5,5  | 6,4  | 6,6  | 6,5  | 6,1  | 4,8  | 3,7  | 2,0 | 1,5 | ⌀ | 4,3  |
|                        |     |     |      |      |      |      |      |      |      |      |     |     |   |      |
| Regentage (d)          | 21  | 16  | 18   | 15   | 13   | 15   | 14   | 15   | 15   | 16   | 18  | 20  | Σ | 196  |
|                        |     |     |      |      |      |      |      |      |      |      |     |     |   |      |
| Luftfeuchtigkeit (%)   | 82  | 74  | 75   | 70   | 67   | 70   | 69   | 70   | 70   | 72   | 79  | 77  | ⌀ | 72,9 |

| 0,6 |

| 0,7 |

| 2,0 |

| 4,1 |

| 7,9 |

| 12,1 |

| 13,0 |

| 12,7 |

| 9,6 |

| 7,2 |

| 3,5 |

| 2,9 |

| 0,6 |

| 0,7 |

| 2,0 |

| 4,1 |

| 7,9 |

| 12,1 |

| 13,0 |

| 12,7 |

| 9,6 |

| 7,2 |

| 3,5 |

| 2,9 |

Die Temperatur liegt im Jahresdurchschnitt bei etwa 11 °C. In der Vegetationszeit, in der an 150 bis 180 Tagen eine Temperatur von mehr als 10 °C herrscht, liegt die mittlere Temperatur bei 13 bis 16 °C. Der Juli ist mit mittleren Temperaturen von 19,4 °C der wärmste Monat, der Januar mit 3,4 °C der kälteste. Im Mittel gibt es 26 Sommertage mit Temperaturmaxima über 25 °C und 62 Frosttage.
Die mittlere jährliche Sonnenscheindauer liegt mit 1300 bis 1400 Stunden etwas unterhalb des deutschen Mittelwertes von 1550 Stunden. Die mittleren jährlichen Windgeschwindigkeiten variieren von etwa 2,9 m/s im Tal bis etwa 3,8 m/s in höheren Lagen. Die natürliche Vegetation hat bei diesen Klimamerkmalen sehr günstige Wachstumsbedingungen, durch die Gefahr von Starkregenfällen und Spätfrösten sind die Bedingungen für die Landwirtschaft allerdings eher schwierig.

### Luftqualität und Umweltschutz
Saubere Luft zu bewahren oder sie wiederherzustellen ist Ziel einer systematischen Luftreinhaltepolitik, die seit 1956 verfolgt wird. Der von der Bezirksregierung Düsseldorf aufgestellte Luftreinhalteplan für Wuppertal stammt aus dem Jahr 2008 und gilt derzeit in der ersten Fortschreibung von 2013. Trotz erheblicher Anstrengungen wird die Luftqualität in Wuppertal noch immer beträchtlich durch Stickstoffdioxid (NO2) belastet. Die Immissionsmessungen zeigen weiterhin deutliche Überschreitungen des NO2-Grenzwertes (Jahresmittelwert) von 40 µg/m2 wie festgelegt in der Verordnung über Luftqualitätsstandards und Emissionshöchstmengen. Zum Beispiel lagen für 2011 die Messwerte an der Station „Gathe“ bei 55 µg/m2 im Jahresmittel und für 2016 an der Station „Briller Strasse“ für bei 64 µg/m2. In Wuppertal wohnen etwa 194.000 Bürger – entsprechen 54 % der Bevölkerung – in einem NO2-Belastungsgebiet. Insofern besteht dringender Handlungsbedarf zur weiteren Verminderung der NO2-Belastung im Plangebiet.

### Naturräume
29 % (das entspricht 4858 Hektar) des Stadtgebietes sind Wald- und Freiflächen, 7,8 % (entspricht 1318 Hektar) Parkanlagen und Grünfläche, 21 % (etwa 3500 Hektar) werden landwirtschaftlich genutzt. Außerdem gibt es etwa 8000 Kleingärten auf 380 Hektar und 46 Friedhöfe auf einer Fläche von 160 Hektar. In Wuppertal befinden sich 20 vom Landesamt für Natur, Umwelt und Verbraucherschutz Nordrhein-Westfalen (LANUV) verwaltete Naturschutzgebiete und Naturdenkmäler.
Einige innenstadtnahe Gebiete wurden wegen des steilen Geländes nicht bebaut. Manche Felsformationen reichen bis an die Wupper heran und sind bis heute baumbestanden. Einige dieser Gebiete wurden zu Parks oder Landschaftsgärten gestaltet. Andernorts, wie in Sonnborn auf Höhe des Stadions oder am Südhang des Hardtberges zwischen Barmen und Elberfeld, wurden die Felsen entlang der Hauptstraßenzüge der Talachse zu Gunsten der Gewinnung von Baumaterial sowie einer leichteren Bebauung geringfügig abgetragen.

#### Wälder

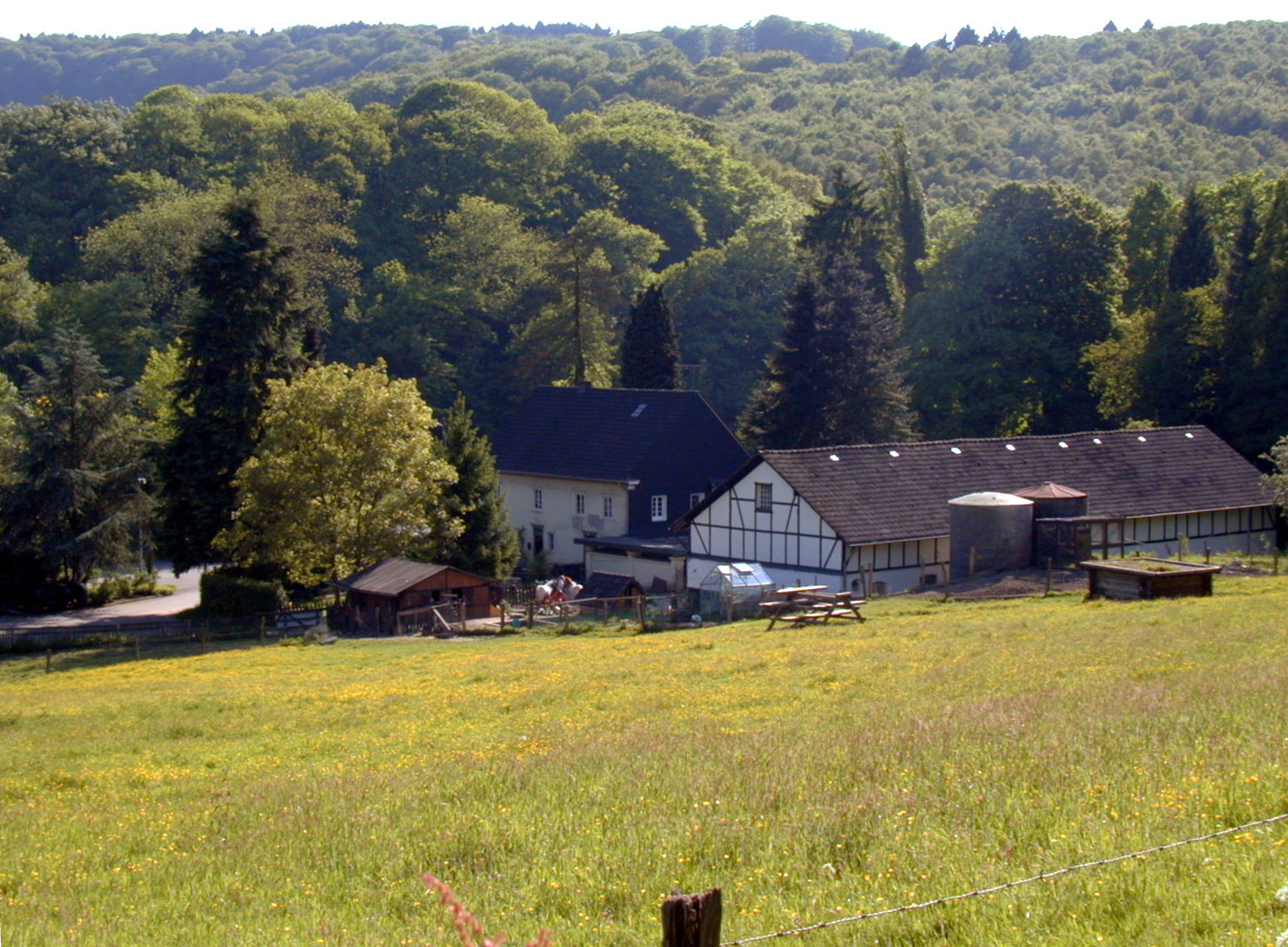
Burgholz mit typisch bergischem Bauernhof

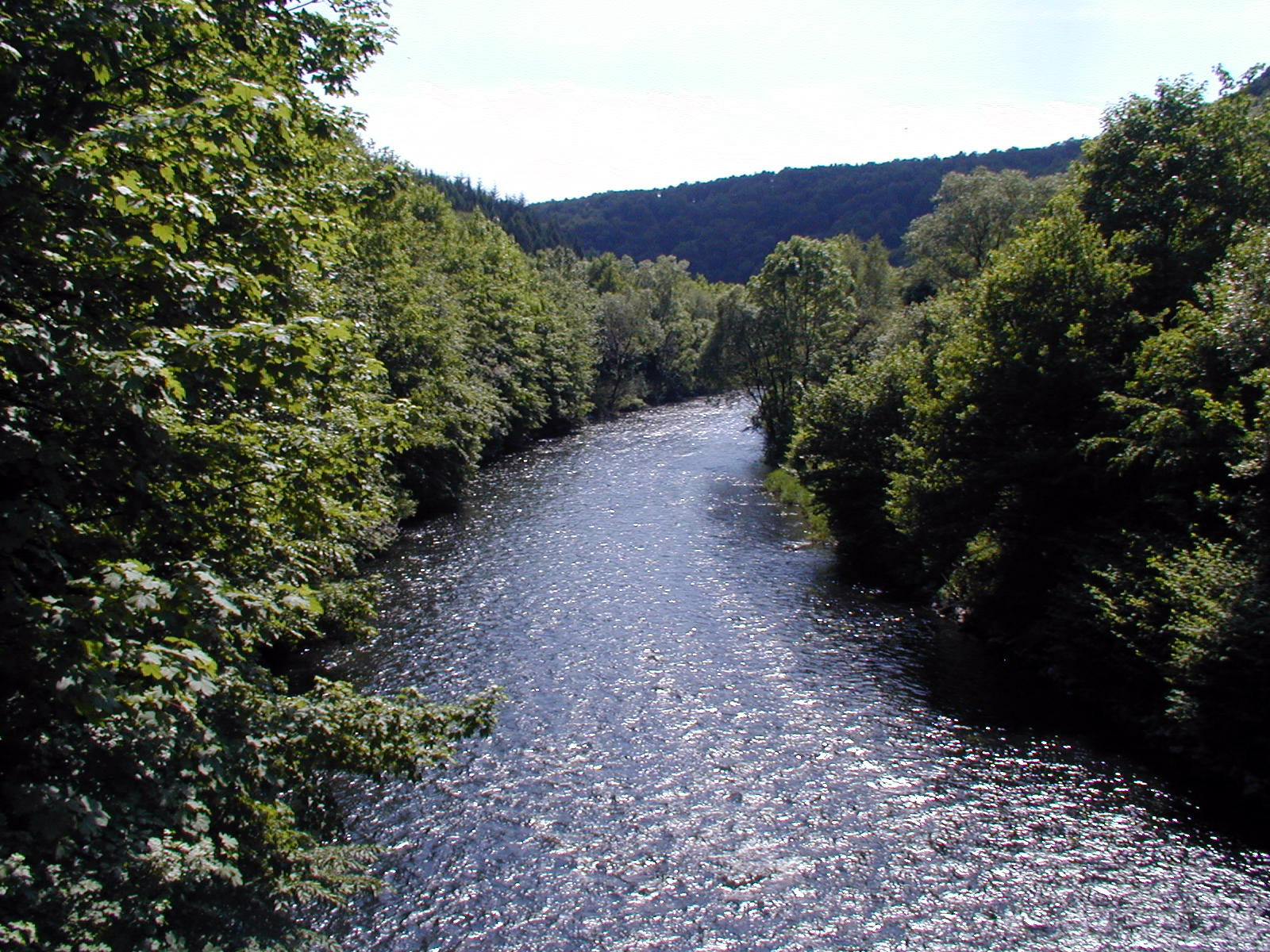
Die Wupper im Staatsforst Burgholz

Im Stadtgebiet sowie in den angrenzenden Städten und Gemeinden gibt es zahlreiche Waldgebiete, die Wuppertal zu einer Stadt im Grünen machen. Der Staatsforst Burgholz in Cronenberg ist mit seiner bundesweit einmaligen Sammlung verschiedener teils auch exotischer Gehölze auf einer Fläche von knapp 250 Hektar das größte forstwissenschaftlich betriebene Arboretum Deutschlands. Besucher können auf Waldlehrpfaden den Bestand erkunden.
Das Naturschutzgebiet Gelpetal bildet zusammen mit dem Saalbachtal ein bewaldetes Naherholungsgebiet im Süden der Stadt, in dem bereits seit dem 14. Jahrhundert Eisen und Stahl protoindustriell bearbeitet wurde. Entlang eines Industrie-Geschichtslehrpfads sieht man Überreste früher Hammerwerken und Schleifkotten.
Das an den Barmer Wald angrenzende Naherholungsgebiet Scharpenacken ist durch weitläufige Wald- und Freiflächen mit unverbauten Aussichten geprägt. Es steht unter Landschaftsschutz und beherbergt einige wertvolle Biotope, wie den Schmalenhofer Bach, die größten Magerwiesen des Niederbergischen Landes und einige kleine artenreiche Feuchtbiotope bei Erbschlö.
Weitere Wälder unter den Südhöhen sind der Christbusch und der Kothener Busch. Im Südosten liegt nahe der Ortschaft Linde mit dem Staatsforst Marscheider Wald ein ausgedehntes Waldgebiet, an das sich östlich der Herbringhauser Wald und der Sondernbusch anschließen.
Der hohe Freizeitwert von Wuppertals Wäldern wird durch die Einrichtung von 650 Kilometern Wanderwegen, 50 Kilometern Reitwegen, 18 Wetterschutzhütten und 14 Wanderparkplätzen deutlich.

#### Gewässer
Die mehr als 500 Fließgewässer (Bäche und Flüsse) sind mit einer durchschnittlichen Fließgewässerdichte von etwa 1,9 km Gewässerlänge je Quadratkilometer besonders prägende Landschaftsbestandteile. Des Weiteren gibt es mit der Herbringhauser Talsperre, der Ronsdorfer Talsperre und dem Beyenburger Stausee drei größere Standgewässer. Viele der Fließgewässer münden im Stadtgebiet in die Wupper oder einen ihrer Zuflüsse, weshalb sie erst außerhalb der Randgebiete der Stadt oberirdisch verlaufen.

## Geschichte
Die Stadt Wuppertal entstand erst im Jahr 1929, als sie, abgesehen von einer kleineren Gebietsreform 1975, ihre heutige Form erhielt. Die damals zu Wuppertal vereinten Städte und Gemeinden besitzen eine lange eigene Geschichte, die detailliert in den jeweiligen Artikeln zu den Vorgängerkommunen aufgeführt wird.

### Frühgeschichte und Mittelalter
Erste Spuren von menschlichen Siedlungen und Aufenthalten im Tal der Wupper gehen auf das Jahr 1000 v. Chr. zurück. Eine etwa sechs Quadratmeter große bronzezeitliche Fundstelle mit Bruchstücken von Keramik wurde im Jahr 2003 bei Erdarbeiten unter dem Deweerth’schen Garten in Elberfeld entdeckt.
Ab dem 7. Jahrhundert erfolgte die relativ späte und spärliche Besiedelung des Wupperraums durch germanische Volksstämme. Einzelne Höfe Barmens (Westkotten, Wichlinghausen) werden aufgrund von Ortsnamenforschung auch ohne urkundliche Belege auf eine Besiedlung durch die unter sächsischer Herrschaft stehenden Borchter im 8. bis 9. Jahrhundert datiert. Die Region war lange Zeit Grenzgebiet zwischen dem Herrschaftsraum der Franken und Sachsen, was größere Siedlungsstrukturen verhinderte.
Karl der Große ließ zur Sicherung des Wuppergebiets fränkische Herrenhöfe anlegen, unter anderem vermutlich auch Elberfeld. Der Bau einer Kirche in Sonnborn, an deren Stelle heute die Hauptkirche steht, ist um 874 belegt. Eine Kirche in Elberfeld kann bis vor 931 nachgewiesen werden. Der in Corvey wirkende Geschichtsschreiber Widukind berichtete gegen Ende des 10. Jahrhunderts von den ersten Herren einer Fliehburg Elberfeld. Diese Fliehburg war ab 955 im Besitz des Kölner Erzbischofs und diente vermutlich als Versorgungsstation an der Heerstraße nach Soest.
Urkunden belegen die ursprünglichen Vorgängersiedlungen der heutigen Stadt Wuppertal größtenteils etwa um die erste Jahrtausendwende. Sie wurden wie folgt erstmals gesichert urkundlich erwähnt: Cronenberg 1050, Barmen 1070, Elberfeld 1161, Schöller 1182, Ronsdorf 1246, Beyenburg 1298 (einzelne Ortslagen bereits 1189), Langerfeld 1304, Dönberg 1355 und Vohwinkel 1356.
Nach der Gründung des Heiligen römischen Reiches im 10. Jahrhundert setzte die große Rodungszeit im Wuppergebiet ein, die bis ins 16. Jahrhundert dauerte. Damit verbunden waren viele neue Siedlungen und ein Ausbau der Herrenhöfe zu Burgen. 1101 wurde Adolf von Berg erstmals urkundlich als Graf erwähnt. Die Grafen und später Herzöge von Berg erwarben durch Kauf, Heirat, Erbschaft und Verpfändungen im Laufe der nächsten Jahrhunderte den größten Teil des heutigen Wuppertaler Stadtgebiets und verwalteten es durch die Burg Elberfeld und die Burg Beyenburg.

### Epoche der Frühindustrialisierung

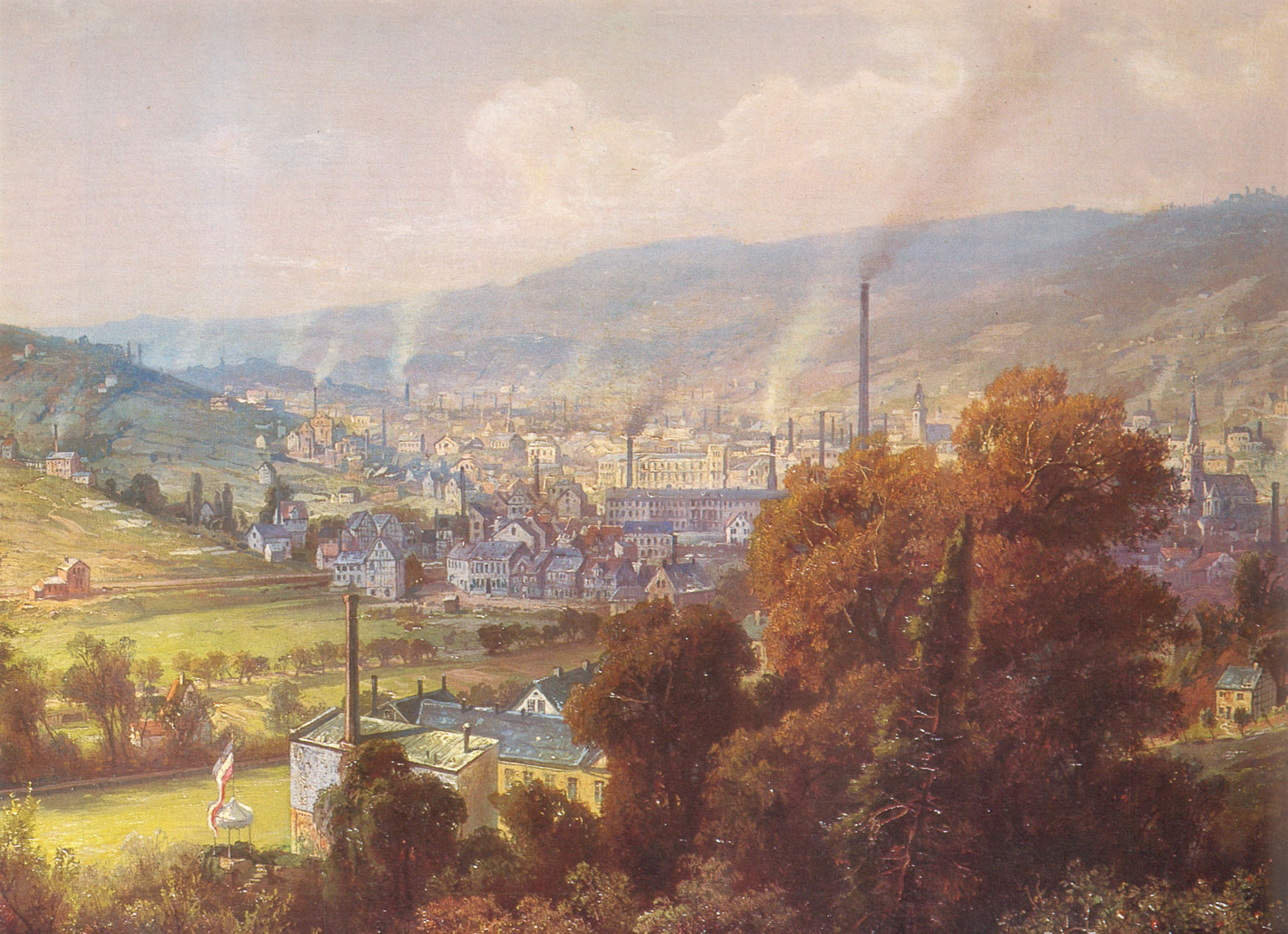
Das hochindustrialisierte Barmen um 1870 (vom Ehrenberg), Gemälde von August von Wille (Ausschnitt)

Die Region Wuppertal, mit Barmen und Elberfeld als Zentren, war Mitte des 19. Jahrhunderts eines der größten Wirtschaftszentren des europäischen Kontinents und eine der ersten Industrieregionen Deutschlands. Die Herstellung von Textilien und deren Bleichung ist im Tal der Wupper seit dem Jahr 1450 belegt. Das Bleichen der Garne mit Wupperwasser auf den Talwiesen und das anschließende Färben begründeten die Entwicklung einer vielfältigen Textilindustrie. 1549 wurde urkundlich in einem Vertrag zwischen Schwelm und Elberfeld das „Lindtwirken“ (Weben von Bändern) erwähnt. Im Jahr 1527 verlieh Herzog Johann III. von Jülich-Cleve-Berg den Elberfeldern und Barmern das Privileg der Garnnahrung, also das ausschließliche Recht, im Herzogturm Berg Garne und Tücher zu färben, weben und zu wirken. Zu Beginn des 18. Jahrhunderts wurden dazu Spitzen, Lingetten und Schnürriemen hergestellt. Um 1750 folgte die Mechanisierung mittels der ersten von Hand angetriebenen Flechtmaschinen, den sogenannten Riemengängen, die ab 1780 mit Wasserkraft betrieben wurden.
Die frühe Industrialisierung basierte auf den vier in der Gegend vorkommenden Industriefaktoren Eisenerz, Kohle, Holz und Wasser. Wasserkraft wurde, nach Erwerb der Nutzungsrechte, als Antrieb für Textilmühlen, Blasebälge für Rennöfen und Schmiedefeuer, Hammerwerke, Klöppelmaschinen, Band- und Webstühle oder sonstige Maschinen benutzt. Der Ruhrkohlebergbau begann im Mittelalter unweit nördlich der heutigen Stadtgrenze im Raum Sprockhövel, wo die Kohlenflöze an die Oberfläche traten, sodass der Abbau einfach war.
Nicht zu unterschätzen ist die konfessionelle Prägung der Region: Die Konfessionspolitik der Landesherren des Herzogtums Berg war verhältnismäßig liberal. In Elberfeld und Barmen konnten sich die reformierte Konfession etablieren und calvinistische Familien stellten im 18. Jahrhundert einen großen Teil der Unternehmerschaft. Sie zeichneten sich durch einen ausgeprägten Unternehmergeist aus, Unternehmerfamilien aus Elberfeld und Barmen suchten in ganz Europa nach neuen Herstellungstechniken, sicherten den Absatz ihrer Waren mit einem Netz von Handelsniederlassungen, während ihre Investitionen von einem sich entwickelnden heimischen Banksektor finanziert wurden (z. B. durch das Bankhaus von der Heydt-Kersten & Söhne). Diese Innovationsbereitschaft der Wuppertaler Unternehmer verschaffte der Region bis weit in das 19. Jahrhundert hinein einen Entwicklungsvorsprung in Deutschland – lange bevor sich bis zur Jahrhundertwende mit dem Ruhrgebiet, Sachsen, Berlin, Oberschlesien oder der Rheinschiene neue (schwer)industrielle Zentren herausbildeten.
Das Ruhrgebiet hat einen großen Teil seines Aufschwungs der Funktion als Rohstofflieferant der Wuppertaler Region zu verdanken und entwickelte sich erst später. Bis Anfang des 20. Jahrhunderts waren die Städte Barmen und Elberfeld bedeutender als Dortmund, Duisburg oder Düsseldorf.
Das wichtigste wirtschaftliche Standbein im Tal der Wupper war die Textilindustrie, hier reihten sich Webereien und Fertigungshallen aneinander. Im Zentrum von Elberfeld bestand über viele Jahrzehnte eine dauerhafte Welttextilmesse, auf der lokal produzierte Stoffe aller Art präsentiert und verhandelt wurden. In dieser Zeit war Wuppertal einer der bedeutendsten Textilstandorte der Welt. In den Seitentälern und auf den Höhen gab es hunderte Handwerksbetriebe aller Art, die neben der Bandwirkerei sich vor allem mit der Werkzeugfertigung und Herstellung und Bearbeitung ihrer Vorprodukte beschäftigten.
Der ab Beginn des 19. Jahrhunderts durchweg mechanisierten Textilindustrie folgten unterstützende Gewerbezweige wie die chemische Industrie, die zunächst sich der Entwicklung von Textilfarbstoffen widmete, der Maschinenbau (Textilmaschinen) und der Elektrotechnik. Die Werkzeugindustrie, deren Tradition bis in das Spätmittelalter zurückgeht, etablierte sich vor allem im heutigen Stadtteil Cronenberg und stellt auch heute noch Weltmarktführer in ihrem Bereich. Daneben entwickelte sich Elberfeld zu einem umschlagsstarken Handelszentrum, das vor allem lokale Produkte (Barmer Artikel) weltweit vermarktete. Das Unternehmen Bayer wurde am 1. August 1863 im Barmen von Friedrich Bayer und Johann Friedrich Weskott gegründet und produziert bis heute im Elberfelder Stammwerk. Als „Barmer Teppichfabrik Vorwerk & Co“ begann in Barmen die Geschichte des Unternehmens Vorwerk. International bedeutend war auch die Klavierfabrik Ibach.

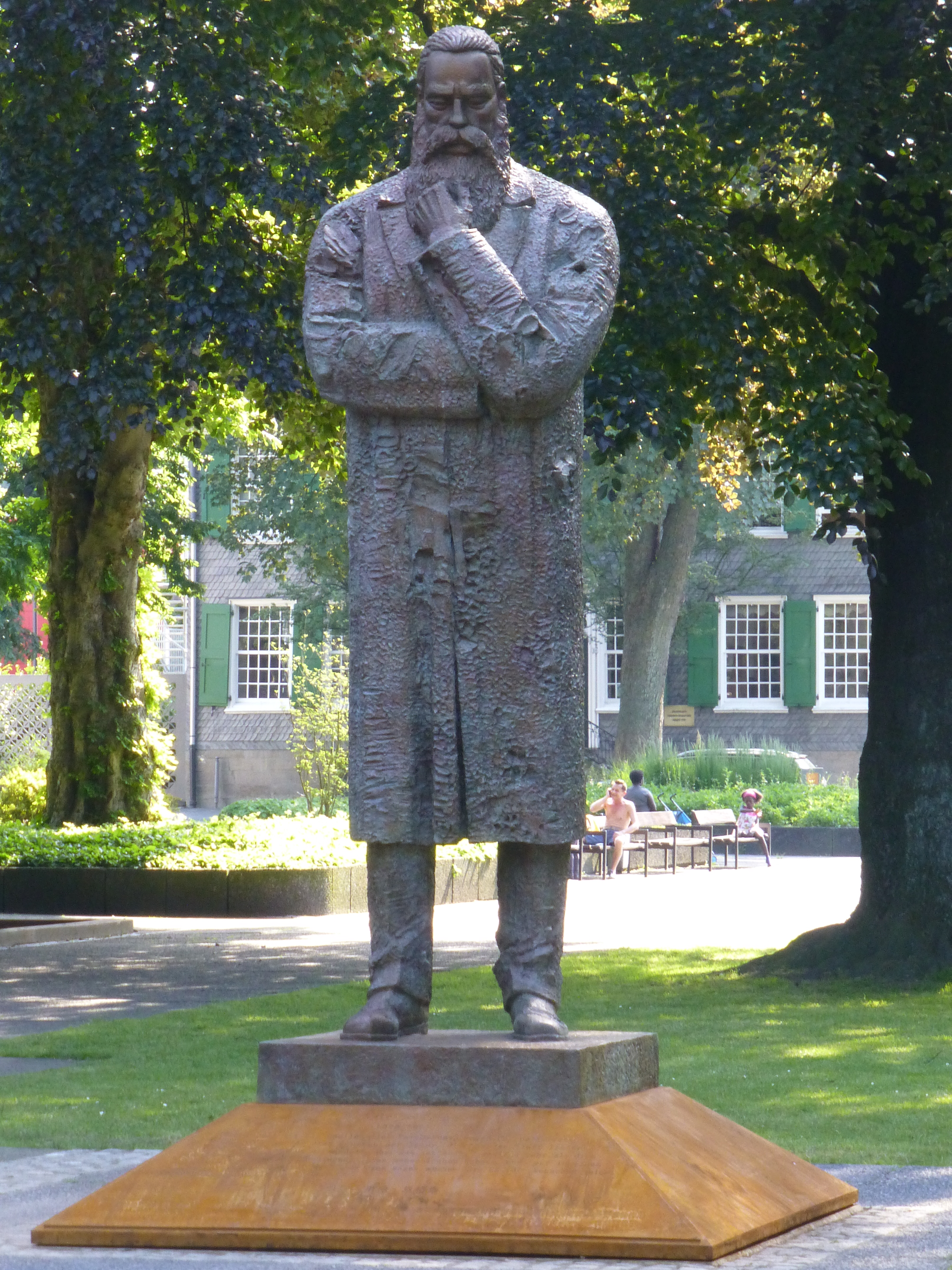
Friedrich Engels: Statue im Engelsgarten. Im Hintergrund: Das Engels-Haus/Museum Industriekultur Wuppertal

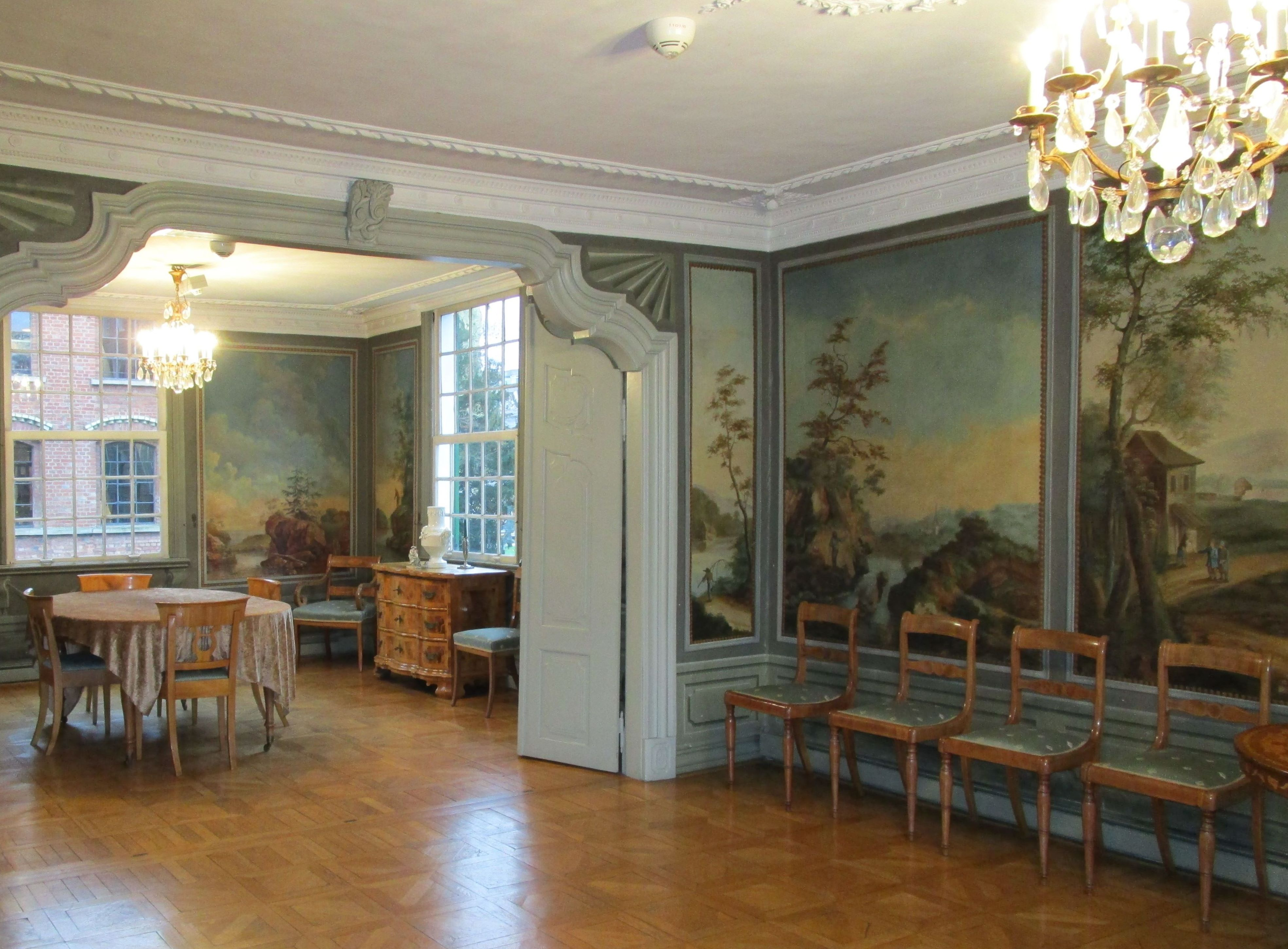
Engels-Haus/Museum Industriekultur Wuppertal: Salon der Fabrikantenfamilie Engels

Dem Wachsen der Wirtschaft folgte ein erheblicher Anstieg der Bevölkerung, deren Zuwachs vor allem aus der zugewanderten Arbeiterschaft bestand. Zwischen 1830 und 1885 vervierfachte sich die Einwohnerschaft und Barmen und Elberfeld wuchsen jeweils zu Großstädten. Durch die sprunghafte Industrialisierung traten im „deutschen Manchester“, wie Barmen und Elberfeld in Bezug auf die britische Industriestadt auch genannt wurde, die sozialen Probleme des Pauperismus zuerst auf. Es entstanden Elendsviertel wie zum Beispiel in Elberfeld An der Fuhr. Dem daraufhin entstehenden bürgerlichen Engagement (siehe auch Elberfelder System) gegen diese sozialen Verwerfungen entstammt der Barmer Textilfabrikantensohn Friedrich Engels, der, die Probleme aus erster Hand kennend, mit seinem Weggefährten Karl Marx die als Marxismus bezeichnete Gesellschafts- und Wirtschaftstheorie entwickelte.
Zahlreiche Transportstrecken führten zu den Stadtkreisen, wie die Bergische Eisenstraße oder mehrere Kohlenwege aus dem Ruhrgebiet. Im Hardensteiner Bezirk wurde zum Beispiel 1829 eine Pferde-Kohlenbahn von den Gruben im Muttental bis in die Gegend von Herbederholz gebaut. Sie war ca. 6 km lang und führte von Witten bis zur Hauptstraße nach Elberfeld. Hier standen die benötigte Transportkapazität für Rohstoffe und der weltweite Versand der Erzeugnisse im Vordergrund, sodass das Verkehrs- und Transportwesen florierte. Die heutige Bundesstraße 7 (B 7), von Hagen kommend, war eine der ersten befestigten Straßen in Preußen.
Der Eisenbahnbau nach Barmen-Elberfeld wurde frühzeitig von Düsseldorf (Düsseldorf-Elberfelder Eisenbahn-Gesellschaft) mit der ersten dampfbetriebenen Eisenbahnstrecke im Westen Deutschlands und von Essen mit der 1831 gegründeten Prinz-Wilhelm-Eisenbahn-Gesellschaft forciert. Der Streckenbau nach Köln und Hagen (Bergisch-Märkische Eisenbahn-Gesellschaft) folgte Mitte des 19. Jahrhunderts. Mehrere Gesellschaften erschlossen eigene Trassen durch das Stadtgebiet.
Das Bahnnetz erlaubte in seiner Vollausbaustufe den direkten Anschluss von Cronenberg (Burgholzbahn), Solingen (Korkenzieherbahn und Ronsdorf-Müngstener Eisenbahn), Remscheid (Bahnstrecke Wuppertal-Oberbarmen–Opladen und Ronsdorf-Müngstener Eisenbahn), Essen (Bahnstrecke Wuppertal-Vohwinkel–Essen-Überruhr), Witten (Elbschetalbahn), Hattingen (Bahnstrecke Wuppertal-Wichlinghausen–Hattingen), Gevelsberg-Silschede (Bahnstrecke Schee–Silschede), Mettmann (Bahnstrecke Düsseldorf-Derendorf–Dortmund Süd), Velbert (Niederbergbahn), Ratingen (Angertalbahn), dem Oberbergischen Land (Wippertalbahn) und dem märkischen Sauerland (Wuppertalbahn) mit jeweils einer eigenen Strecke.
Das Barmen-Elberfelder Straßenbahnnetz zählte zu den vier größten des Deutschen Reichs und reichte vom heutigen Ennepetal im Osten bis nach Düsseldorf-Benrath im Westen sowie von Essen im Norden bis nach Remscheid und Solingen im Süden. Eine von Adolf Vorwerk gegründete Aktiengesellschaft baute 1894 die erste elektrisch betriebene Zahnradbahn der Welt. Die Barmer Bergbahn führte von der Talsohle bis zum Toelleturm. Eine Stromerzeugungszentrale wurde eigens für die Bergbahn gebaut.
Um die Jahrhundertwende 1900 bescherten Kleineisenhandwerk und Textilindustrie mit florierender Produktion und beachtlichem Handel den Städten noch einmal einen kräftigen Wachstumsschub. Er ermöglichte den Bau der Schwebebahn, überdauerte jedoch den Ersten Weltkrieg nicht.

### Erster Weltkrieg, Kapp-Putsch und Zusammenwachsen

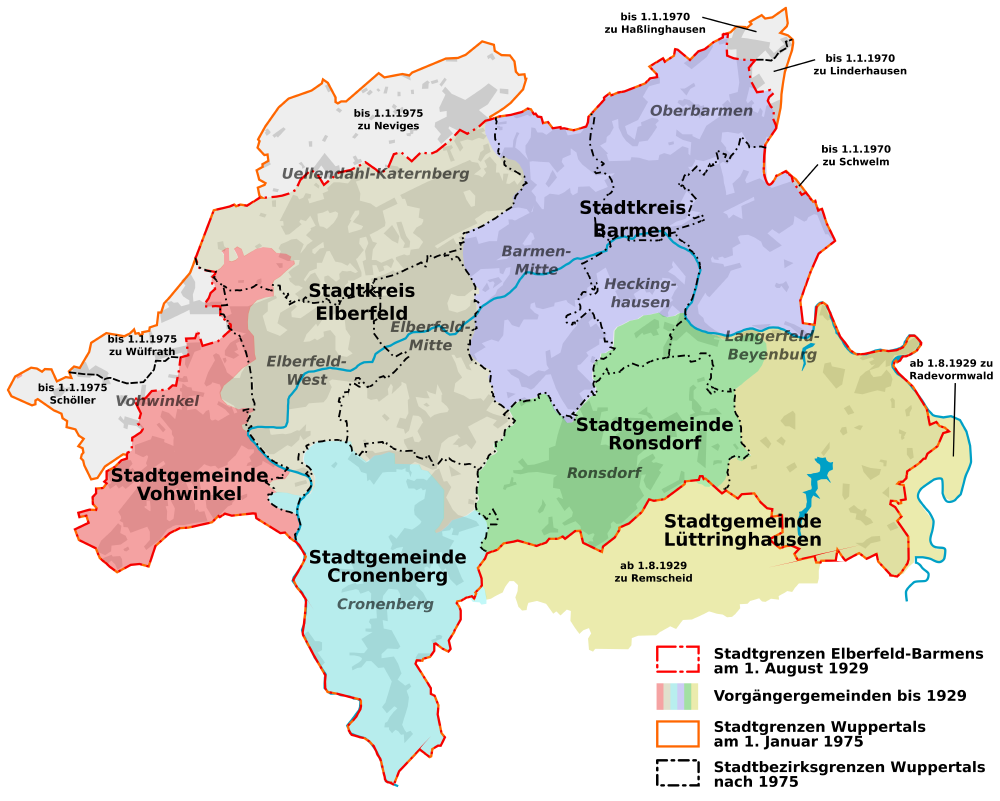
Entstehung Wuppertals

1861 schieden Elberfeld und Barmen aus dem Landkreis Elberfeld aus und wurden kreisfreie Städte. Der verbleibende Rest des Landkreises Elberfeld wurde in Landkreis Mettmann umbenannt und hieß ab 1929 Landkreis Düsseldorf-Mettmann. Erst ab 1975 kam der heutige Name Kreis Mettmann zustande.
Ab 1885 wurden im Stadtkreis Barmen nur noch sieben Wohnplätze unterschieden: Stadt Barmen, Hatzfeld, Lichtenplatz, Westen, Heckinghausen, Heidt, Carnap. 1922 erfolgte die Eingliederung der Gemeinden Langerfeld und Nächstebreck. In Elberfeld unterschied man 1885 insgesamt 20 Wohnplätze: Stadt Elberfeld, die Weiler Arrenberg, Hahnerberg, Hipkenberg, Rutenbeck, Steinbeck, Stockmannsmühle, Theishahn, Uellendahl, Weinberg, Wolfshahn und Wüstenhof, ferner einzelne Häuser wie Funkloch. Später wurden weitere Güter erworben, so etwa Buchenhofen, Evertsaue, Kirberg und Schloss Lüntenbeck.
Am 15. März 1920 ging der Widerstand gegen den Kapp-Putsch von Elberfeld aus, wo sich Vertreter von KPD, USPD und SPD trafen, in einem gemeinsamen Aufruf zum Widerstand gegen die Putschisten durch Streik und Erringung der politischen Macht aufriefen und so den Ruhraufstand in Gang setzten. Der Ruhraufstand führte auch in Wuppertal zu schweren und opferreichen Kämpfen zwischen Freikorps und Polizei auf der einen sowie bewaffneten Arbeitern der Roten Ruhrarmee auf der anderen Seite.
Mitte Januar 1924 kam es zu einem Streik der Textil-, Metall- und Bauarbeiter, dem sich Ende Januar die Gemeinde- und Staatsarbeiter, die Transportarbeiter, das Personal der Straßenbahnen und der Schwebebahn, die Bergleute in der Kalkindustrie und andere anschlossen. Da auch der Schlachthof bestreikt wurde, drohte die Fleischversorgung zusammenzubrechen. Insgesamt streikten mindestens 50.000 Personen über fünf Wochen lang. Der Ausstand richtete sich gegen die geplante Verlängerung des Arbeitstages von bisher acht auf zehn Stunden. Die Streikforderungen konnten jedoch nicht durchgesetzt werden, eine vom Arbeitsministerium geleitete Zwangsschlichtung für die Metall- und Textilindustrie wurde verbindlich. Der Streik endete im Februar 1924. In der Folge schrumpfte die Arbeiterbewegung im Wuppertal deutlich. Tausende Menschen wanderten aus, die Gewerkschaften verloren große Teile ihrer Mitglieder. Bei den nächsten Wahlen wurde das Bergisch-Märkische Industriegebiet in der Folge zur Hochburg der Kommunistischen Partei (KPD).
Die Vereinigung von Barmen und Elberfeld mit Cronenberg, Ronsdorf und Vohwinkel erfolgte mit dem Gesetz über die kommunale Neugliederung des rheinisch-westfälischen Industriegebiets zum 1. August 1929. Seinen heutigen Namen trägt Wuppertal allerdings erst seit dem 25. Januar 1930, da sich in der Zwischenzeit unter großer Teilnahme der Bevölkerung der damaligen Städte und Gemeinden mehrere Vorschläge ergaben und lange Zeit diskutiert wurden. Der von Oskar Hoffmann vorgeschlagene Name „Wuppertal“ erhielt hierbei den Zuschlag vor Bezeichnungen wie Barmen-Elberfeld, Elberfeld-Barmen, Barmen-Elberfeld-Vohwinkel, Barmenelb, Elbbarmen, Wupperstadt, Wupperberg, Wupperhausen, Bergmark, Bergstadt, Talberg, Großwupp, Wupperalis, Bergland, Hungerstadt, Barmerfeld oder Baelvort. Die erstgenannten Namenskombinationen fanden vor allem in den beiden Städten Elberfeld und Barmen großen Zuspruch, wobei bezüglich des erstgenannten Stadtnamens keine Einigung erfolgte. Der Vorschlag Hungerstadt kam aus Reihen der KPD und wurde schnell wieder verworfen. Baelvort wiederum sollte für Barmen-Elberfeld vereinigter Ort stehen. Diskutiert wurden diese zahlreichen Vorschläge vor allem vor dem Hintergrund, die Achtung vor der Geschichte der beiden damaligen Industriestädte zu wahren, weshalb die Vereinigung beider Städte auf große Kritik stieß.

### Zeit des Nationalsozialismus, Widerstand und Zweiter Weltkrieg
Wuppertal war in der Zeit des Nationalsozialismus (1933–1945) einerseits früh ein westdeutsches Zentrum der aufstrebenden NSDAP, andererseits eine wichtige Stadt des politischen, gewerkschaftlichen und kirchlichen Widerstandes. Adolf Hitler sprach am 24. Juli 1932 auf einer Wahlkampfkundgebung der NSDAP in Wuppertal. Zu dieser Kundgebung sollen laut „Wuppertaler Zeitung“ 120.000 Menschen gekommen sein, 50.000 mehr als zu Hitlers politischem Gegner Ernst Thälmann von der KPD. Bereits 1922 und 1926 hielt Hitler seine ersten Reden in (Wuppertal-)Elberfeld. Ab 1924 arbeitete (und ab 1925 wohnte) der spätere Propagandaminister Joseph Goebbels als Parteifunktionär und Agitator in Elberfeld. Durch Intrigen gegen regionale NSDAP-Funktionäre und gestützt durch Spenden aus Industriellenkreisen (u. a. finanzierte ihm der Direktor der Henrichshütte in Hattingen die Veröffentlichung eines Buches) ebnete Goebbels sich den Weg zu Hitler. In den Jahren von 1924 bis 1926 war Goebbels im Rahmen mehrerer Propagandaveranstaltungen von Elberfeld aus startend in Großstädten an Ruhr und Rhein sowie in benachbarten Gemeinden wie (dem heutigen Velbert-)Neviges und Langenberg.
Bis zum Sommer 1933 wurden 18 Einwohner der Stadt von Kommandos der SA ermordet. Der Stadtverordnete und besonders brutale SA-Führer Willi Veller wurde 1930 zum Reichstagsabgeordneten gewählt und im Juli 1933 zum kommissarischen Polizeipräsidenten der Stadt ernannt. Er ließ im selben Monat das KZ Kemna einrichten. Dieses bestand bis Anfang 1934 und zählt zu den berüchtigten frühen Konzentrationslagern. Veller wurde im Dezember 1933 wegen Korruption, Alkoholismus und Unterschlagung aus dem Amt entlassen sowie aus SA und NSDAP ausgeschlossen. Später wurde er dank guter Verbindungen zum Düsseldorfer Gauleiter rehabilitiert.
Bereits am 1. April 1933 wurden in einer von Schulen durchgeführten Aktion neben vielen anderen Büchern auch Werke der jüdischen Schriftstellerin und geborenen Wuppertalerin Else Lasker-Schüler öffentlich verbrannt. Später fanden Bücherverbrennungen in mehr als 50 deutschen Städten statt.
Am 11. April 1933 protestierte der pazifistische Schriftsteller Armin T. Wegner, dessen Werke ebenfalls verbrannt wurden, in einem offenen Brief an Adolf Hitler gegen die Judenverfolgungen. Wegner wurde von der Gestapo verhaftet, gefoltert und für mehrere Monate in Gefängnissen und Konzentrationslagern inhaftiert. Danach emigrierte er nach Italien.
Im Bergischen Land, das eine der Keimzellen der sozialistischen Arbeiterbewegung in Deutschland war, trafen die starke NS-Bewegung und die selbstbewusste Arbeiterbewegung besonders brutal aufeinander. Als es der Gestapo im Jahre 1935 schließlich gelungen war, die Partei- und Gewerkschaftsorganisationen der Arbeiterbewegungen im Rheinland und im Bergischen Land zu zerschlagen, begann eine beispiellose Serie von Massenprozessen gegen mehr als 650 Angeklagte, die auch im Ausland als Wuppertaler Gewerkschaftsprozesse bekannt wurden.
1934 formierte sich evangelischer Widerstand gegen Hitler in der Barmer Bekenntnissynode. Unter der Federführung von Karl Barth verabschiedete die von Reformierten, Lutherischen und Unierten gebildete Bekennende Kirche die Barmer Erklärung. Sie gilt bundesweit als das wichtigste Dokument evangelischer Ablehnung der Naziherrschaft.
Die Arisierung und sog. „Entjudung“ von Einzelhandelsgeschäften, die von jüdischen Besitzern betrieben wurde, wurde wie in anderen Städten auch von der Industrie- und Handelskammer (IHK) organisiert und entsprechend den Vorgaben aus Berlin 1:1 umgesetzt. Der ab Mitte der 1920er Jahre in völkischen Gruppierungen agierende und seit 1930 als NSDAP-Mitglied in Erscheinung tretende Friedrich Wachs wurde 1933 IHK-Präsident. Nach 1945 interniert, wurde er 1948 im Entnazifizierungsverfahren als Mitläufer eingestuft. Andere Protagonisten der Arisierung blieben der IHK noch Jahre später als leitende Mitarbeiter erhalten.
Die Aufrüstung der Wehrmacht durch das NS-Regime machte sich auch im Stadtbild bemerkbar. Wuppertal, das zuvor keine Garnison besessen hatte, erhielt vier Kasernenneubauten. Sie wurden nach dem Zweiten Weltkrieg von der Bundeswehr weitergenutzt und in der Zeit von 1993 bis 2004 sämtlich aufgegeben.
Im Zweiten Weltkrieg wurde die Innenstadt durch schwere Angriffe der Alliierten (zweimal mit mehreren tausend Toten) großteils zerstört. Die historische Bausubstanz in den urbanen Hauptzentren wurde bis auf wenige Ausnahmen zerstört oder so schwer beschädigt, dass zahlreiche markante Gebäude der Gründerzeit abgerissen werden mussten. Zum Opfer fielen kulturhistorisch bedeutende Gebäude wie beispielsweise die Barmer Stadthalle und das weltweit zweite Planetarium sowie hunderte der alten Bürgerhäuser.
Insgesamt wurden etwa 38 Prozent der bebauten Stadtfläche Wuppertals im Krieg zerstört. Am stärksten wurde die Talsohle mit ihrer Industrie und der bergisch-märkischen Eisenbahnstrecke im Süden getroffen, wobei die nahe der Bahntrasse gelegene Südstadt besonders stark zu leiden hatte. Die sehr eng mit Fachwerkhäusern bebauten Ufer der Wupper wurden großenteils zerstört, in der Folgezeit wurden dort zumeist breite Straßenzüge errichtet. Dagegen waren die ausgedehnten gründerzeitlichen Stadtviertel entlang der rheinischen Bahnlinie im Norden, die nun der wesentliche Verbindungsweg wurde, kaum betroffen. Auch bedeutsame Bauten wie das Empfangsgebäude des Hauptbahnhofs, das Elberfelder Rathaus, die Historische Stadthalle oder die reformierte Friedhofskirche wurden nur unwesentlich beschädigt und konnten erhalten werden.
Ende Februar 1945 kam es zum so genannten Burgholz-Massaker, bei dem Wuppertaler Gestapo- und Kripobeamte im Waldgebiet Burgholz in der Nähe eines Polizei-Schießstandes 30 russische Zwangsarbeiter und Zwangsarbeiterinnen ermordeten. Die Opfer wurden in einem Massengrab verscharrt, das erst nach der Befreiung im September 1945 entdeckt wurde. Die Leichen wurden exhumiert und auf dem Friedhof in Wuppertal-Cronenberg beigesetzt.
Im Laufe des Vormittags des 15. April 1945, einem Sonntag, setzte sich der damalige NSDAP-Kreisleiter Alfred Straßweg in seine Heimatstadt Wermelskirchen ab (am 24. Mai wurde er dort in der Wohnung seines Vaters von amerikanischen Soldaten verhaftet). Am 16. April 1945 eroberte die 78th Infantry Division der US Army die Stadt, die bei der Einnahme nur geringe Gegenwehr leistete. Bereits drei Tage zuvor hatten antifaschistische Arbeiter und Soldaten im Zuge blutiger Straßenschlachten führende Nazis festgenommen und die Stadt unter ihre Kontrolle gebracht. Im Zuge der Einteilung Deutschlands in Besatzungszonen kam Wuppertal am 16. Juni 1945 zur britischen Besatzungszone.

### Nachkriegsgeschichte
Die Zentrumsbereiche Elberfelds und Barmens verdanken ihr Aussehen dieser Zerstörung und den modernen Bauplanungen der 1950er Jahre, die vor allem die schnelle Errichtung von funktionellen wie schnörkellosen Baukörpern und die Schaffung breiter Straßenschneisen für den wachsenden Individualverkehr im Blick hatten. Überlegungen, auch das schwer zerstörte Schwebebahngerüst abzureißen, wurden schnell verworfen.
Die Stadt konnte insgesamt bis zur Stablisierungskrise 1966/1967 einen guten Neuanfang machen. Die Textilindustrie war bis weit in die 1970er Jahre wesentlicher wirtschaftlicher Faktor der Stadt, schrumpfte dann durch die Globalisierung des Textilmarktes in Wuppertal deutlich zusammen. Die großen Textilfirmen wie Baumsche Fabrik oder Frowein & Co. existierten in den 1970er Jahren nicht mehr. Diese zunehmende Deindustrialisierung machte Wuppertal als Industriestadt ähnlich wie den Ruhrgebietsstädten schwer zu schaffen. Durch die Gründung der Gesamthochschule Wuppertal 1972 versuchte die Politik, gegenzusteuern. Dennoch bewirkte der Strukturwandel eine Defunktionalisierung mit Verfalls- und Leerflächen in der Stadt und einen starken, bis 2012 anhaltenden Bevölkerungsrückgang.
In den 1990er Jahren wurde das Wuppertal Institut für Klima, Umwelt, Energie gegründet. Außerdem entstanden die Einkaufszentren Rathaus-Galerie und City-Arkaden in der Elberfelder Innenstadt, wodurch sie bedeutender als die Barmer City wurde. Seit Beginn des 21. Jahrhunderts konnte die Stadt von der staatlichen Städtebauförderung profitieren. Die Regionale 2006 förderte einzelne Projekte der Stadtentwicklung, etwa durch den Umbau Döppersberg am Hauptbahnhof oder den Bau der Sambatrasse. Auch bürgerschaftliche Initiativen wie der Skulpturenpark Waldfrieden, die Wuppertalbewegung (z. B. mit der Nordbahntrasse), die Junior Uni und die Utopiastadt prägten die Entwicklung der Stadt im neuen Jahrtausend mit.
2008 erhielt die Stadt den von der Bundesregierung verliehenen Titel „Ort der Vielfalt“. 2015 verlieh die Gemeinschaft Evangelischer Kirchen in Europa Wuppertal als 15. Stadt den Titel „Reformationsstadt Europas“.

### Eingemeindungen

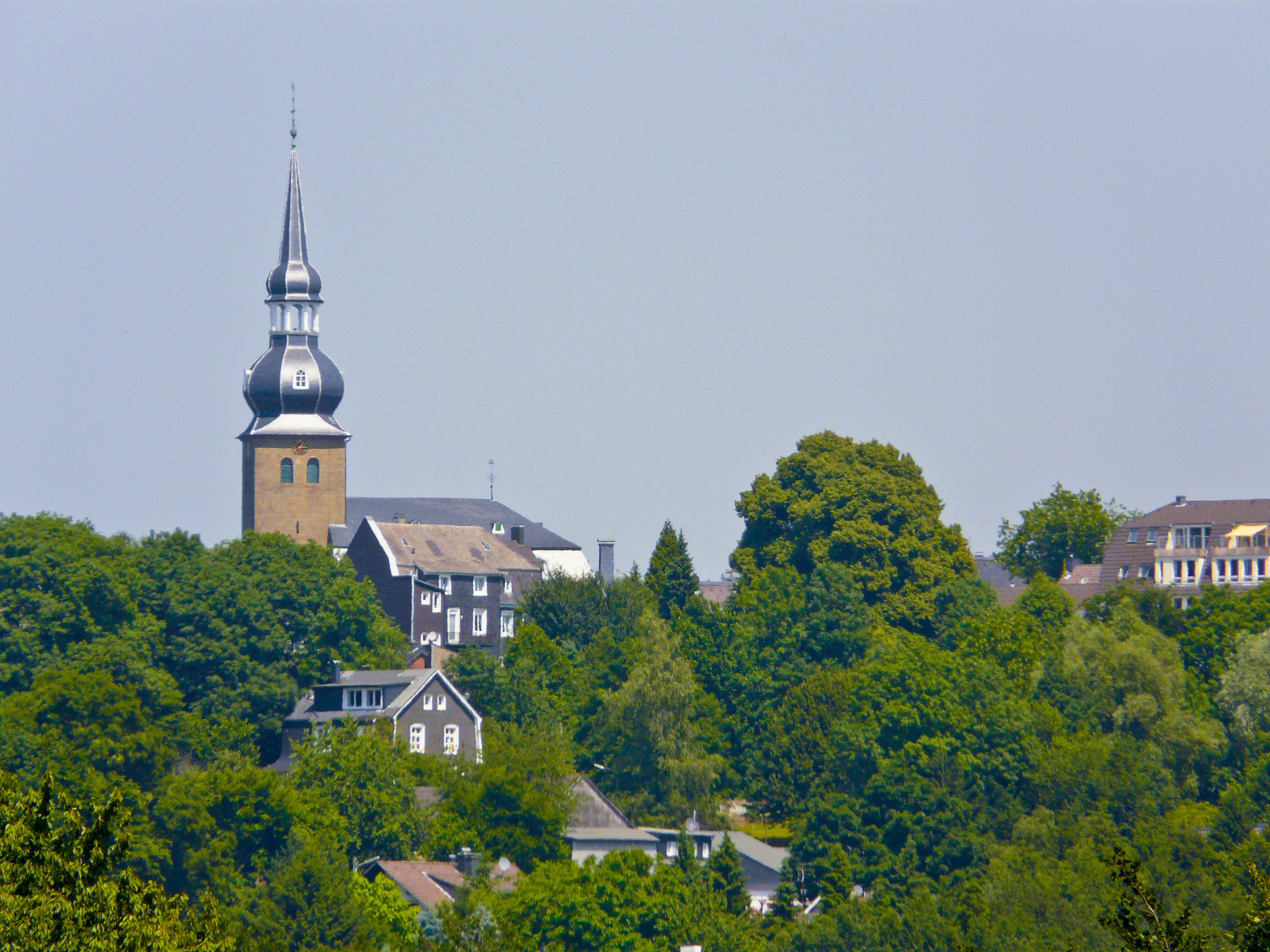
Blick von Süden auf die Reformierte Kirche Cronenberg

Bereits im Jahre 1807 wurde der Ort Sonnborn nach Elberfeld eingemeindet, später jedoch wieder ausgegliedert und 1888 erneut eingemeindet. 1922 kamen Langerfeld und Nächstebreck zu Barmen. Am 1. August 1929 fusionierten auf Grund des Gesetzes über die kommunale Neugliederung des rheinisch-westfälischen Industriegebiets Barmen, Elberfeld, Cronenberg, Vohwinkel, Ronsdorf sowie der Ortsteil Beyenburg der damaligen Stadt Lüttringhausen und Teile von Haan, Wülfrath, Hardenberg-Neviges, Schöller, Gruiten und Gennebreck zur Stadt Barmen-Elberfeld.
Am 25. Januar 1930 wurde die neue kreisfreie Stadt in Wuppertal umbenannt, womit die geografische Lage der Stadt am Flusstal zum Ausdruck gebracht wurde. Im Zuge weiterer Gebietsreformen kamen 1970 Teile der Städte Haßlinghausen und Schwelm zum Stadtgebiet hinzu. Schließlich erfolgte am 1. Januar 1975 im Rahmen der nordrhein-westfälischen Gebietsreform die Eingliederung der Ortsteile Dönberg (vorher Stadt Neviges) und Dornap (vorher Stadt Wülfrath) sowie der Gemeinde Schöller (vorher Amt Gruiten), die alle bis dahin zum Kreis Mettmann gehörten. Damit erreichte das Stadtgebiet seine heutige Ausdehnung.

#### Geschichte Elberfelds

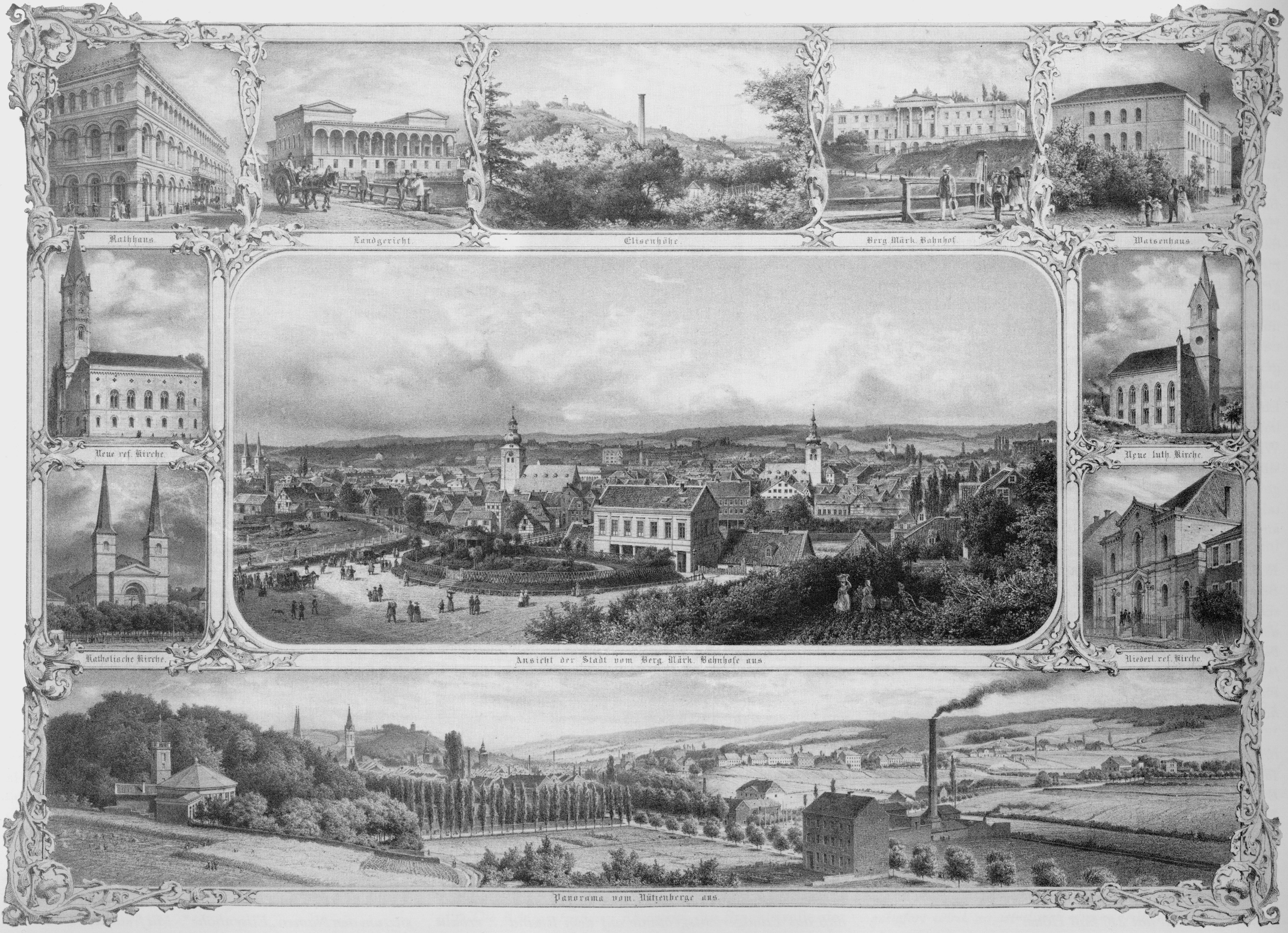
Elberfeld um 1855, Lithografie von Wilhelm Riefstahl

Für die Entstehung Elberfelds existieren keine näheren urkundlichen Belege, jedoch existiert ein archäologischer Fund, der belegt, dass es vor 931 eine Siedlung sowie einen Vorgängerbau der Alten reformierten Kirche und einen befestigten Herrenhof gab. Die Chroniken Widukinds sprechen von einem sächsischen Burgherrn namens Droste Brüning, Lehnsmann König Konrads I. Nach dessen Tod beanspruchte laut Widukind Eberhard von Franken die Burg. Trotz Belagerung konnte er seine Ansprüche nicht durchsetzen. 1161 wurde ein Schulte (Villicus/Gutsverwalter) vom Tafelhof Elverfeldt erstmals urkundlich erwähnt. Der Erzbischof von Köln verpfändete 1176 Elberfeld an den Grafen Engelbert von Berg. Nach wechselnden Herrschaftsverhältnissen blieb Elberfeld ab 1428 nun ständiger bergischer Besitz. Elberfeld wurde ab 1444 als „Freiheit“ bezeichnet (1530 als Stadt) und hatte damit eine städtische Ratsverfassung.
Das Stadtprivileg wurde jedoch erst 1610 erteilt und 1623 erweitert. Am 22. Mai 1687 zerstörte ein Stadtbrand 350 Häuser und damit das gesamte Ortszentrum, erst 1707 wurde das Rathaus neu aufgebaut. Nach dem Übergang an Preußen 1815 wurde Elberfeld Sitz eines Landkreises, der aus den Bürgermeistereien Elberfeld und Barmen gebildet wurde. Ihm wurden 1820 die Gemeinden des Landkreises Mettmann angegliedert.
Der Elberfelder Aufstand vom Mai 1849 war Teil der Reichsverfassungskampagne und brach vor dem Hintergrund der Nichtanerkennung der Frankfurter Reichsverfassung durch die preußische Staatsführung und der endgültigen Ablehnung des deutschen Kaisertitels durch König Friedrich Wilhelm IV. aus. Mehrere Tage lang übte ein Sicherheitsausschuss die Kontrolle über die Stadt aus, ehe der Aufstand zusammenbrach.

#### Geschichte Barmens
Der Name Barmen wurde 1070 das erste Mal als Barmon in einer Abgabenliste des Klosters Werden urkundlich erwähnt. 1244 gingen die Güter in Barmen („Bona de Barme“) aus dem Besitz des Grafen Ludwig von Ravensberg in den des Grafen von Berg über. Die dazugehörige Vertragsurkunde ist die zweite urkundliche Erwähnung Barmens. Barmen war zunächst die Sammelbezeichnung für ein Gebiet, das aus einem lockeren Verbund von Einzelhöfen und Siedlungsplätzen bestand. 1399 wird schließlich erstmals die Verwaltungszugehörigkeit Barmens zu dem frisch gegründeten bergischen Amt Beyenburg deutlich. Hauptort war Gemarke. 1808 wurde Barmen zur Stadt erhoben und gehörte ab 1815 zum Landkreis Elberfeld. Die Bürgermeisterei Barmen bestand aus der Stadt Gemarke, dem Flecken Wupperfeld (ab 1780 entstanden), den Dörfern Heckinghausen, Rittershausen und Wichlinghausen, dem Weiler Carnap und 58 kleineren Ortschaften und Gehöften.

#### Geschichte Vohwinkels
Vohwinkel ist nach Elberfeld und Barmen der drittgrößte Stadtteil Wuppertals und war bis 1929 sogar eine selbständige Stadt. Vorher gehörte Vohwinkel zum Kreis Mettmann und galt von 1877 bis 1929 als Verwaltungssitz des Landkreises. 1356 wurde Vowynkele von Ritter Heinrich von Schönrode an das Kloster Gräfrath (bei Solingen) verkauft. Die Urkunde dieses Kaufprozesses gilt heute als erste urkundliche Erwähnung Vohwinkels. Mit dem erweiterten Straßenbau sowie durch eine immer weiter wachsende gute Eisenbahnanbindung geriet der heutige Stadtteil Wuppertals in eine funktionale Wandlung. Vohwinkel wurde zunehmend zur Wirtschafts- und Fuhrmannsherberge. Durch den Bau der Bahnstrecke nach Düsseldorf im Jahr 1841 und der Bahnstrecke nach Essen im Jahr 1847 wuchs Vohwinkel zu einer noch größeren Siedlung heran. Nachdem es ursprünglich zur Gemeinde Sonnborn gehörte, wurde Vohwinkel erst 1888 eine eigenständige Landgemeinde, nachdem Sonnborn an Elberfeld aufgelöst wurde. 1921 erhielt Vohwinkel schließlich das Stadtrecht.

### Einwohnerentwicklung

Einwohnerentwicklung von Wuppertal von 1871 bis 2018. Vor der Stadtgründung 1929 sind die Grafen für Barmen und Elberfeld angegeben

Mit jeweils mehr als 12.000 Einwohnern gehörten Barmen und Elberfeld 1800 zusammen mit sechs weiteren Städten zu den größeren Orten der preußischen Rheinprovinz. 1884 überschritten die Bevölkerungszahlen der beiden Städte die Grenze von jeweils 100.000, wodurch beide zu Großstädten wurden. 1929 schlossen sich folgende Gemeinden zur Stadt „Barmen-Elberfeld“ mit 415.000 Einwohnern zusammen (in Klammern die Einwohnerzahl der Volkszählung vom 16. Juni 1925): Barmen (187.239), Elberfeld (167.025), Vohwinkel (16.105), Cronenberg (14.039) und Ronsdorf (12.526). Im Jahre 1963 erreichte die Bevölkerungszahl mit 423.453 ihren historischen Höchststand. Nach dem Ergebnis des Zensus 2011 lag die Einwohnerzahl am 9. Mai 2011 bei 342.661.

## Religionen

### Konfessionsstatistik
Ende Dezember 2023 waren nach Recherchen der Forschungsgruppe Weltanschauungen in Deutschland 18,1 % (66.185) der Einwohner der Stadt römisch-katholisch, 17,9 % (65.094) evangelisch und 64,1 % waren konfessionslos oder gehörten einer sonstigen Religionsgemeinschaft an. Der Anteil der Protestanten in Wuppertal lag Ende 2020 bei 24 % und der der Katholiken bei 18,1 %. 57,9 % hatten eine andere Konfession oder Religion oder waren konfessionslos. Ende 2016 gehörten 28,5 % (2012: 29,6 %) der Einwohner der evangelischen und 21,3 % (2012: 23,7 %) der römisch-katholischen Kirche an. 50,1 % (2012: 46,7 %) waren einer anderen Konfession oder Religion zugehörig oder konfessionslos.
Wuppertal galt als die Stadt Deutschlands mit den meisten unterschiedlichen Religionen, Sekten und Gemeinden. Die spätere Stadt Ronsdorf wurde von der christlichen Sekte der Zioniten unter Elias Eller gegründet, die heute jedoch nicht mehr existiert. Verschiedenen Angaben zufolge existieren etwa 80 bis 90 unterschiedliche Glaubensgemeinschaften in der Stadt.
Laut kirchlicher Statistik (Erzbistum Köln) waren am 31. Dezember 2023 von den Einwohnern 65.100 katholisch; zum 31. Dezember 2024 waren es 63.250 katholische Kirchenmitglieder.

### Christentum
Die nach dem Wuppertaler Stadtteil benannte Elberfelder Bibel (Abk. EB) ist eine bedeutende deutsche Bibelübersetzung, die erstmals 1855 (Neues Testament) bzw. 1871 (Altes Testament) erschien. Die Wörtlichkeit der Übersetzung hat in ihr Vorrang vor sprachlicher Schönheit. Damit wurde sie zum Vorbild für viele weitere Übersetzungen.

#### Evangelische

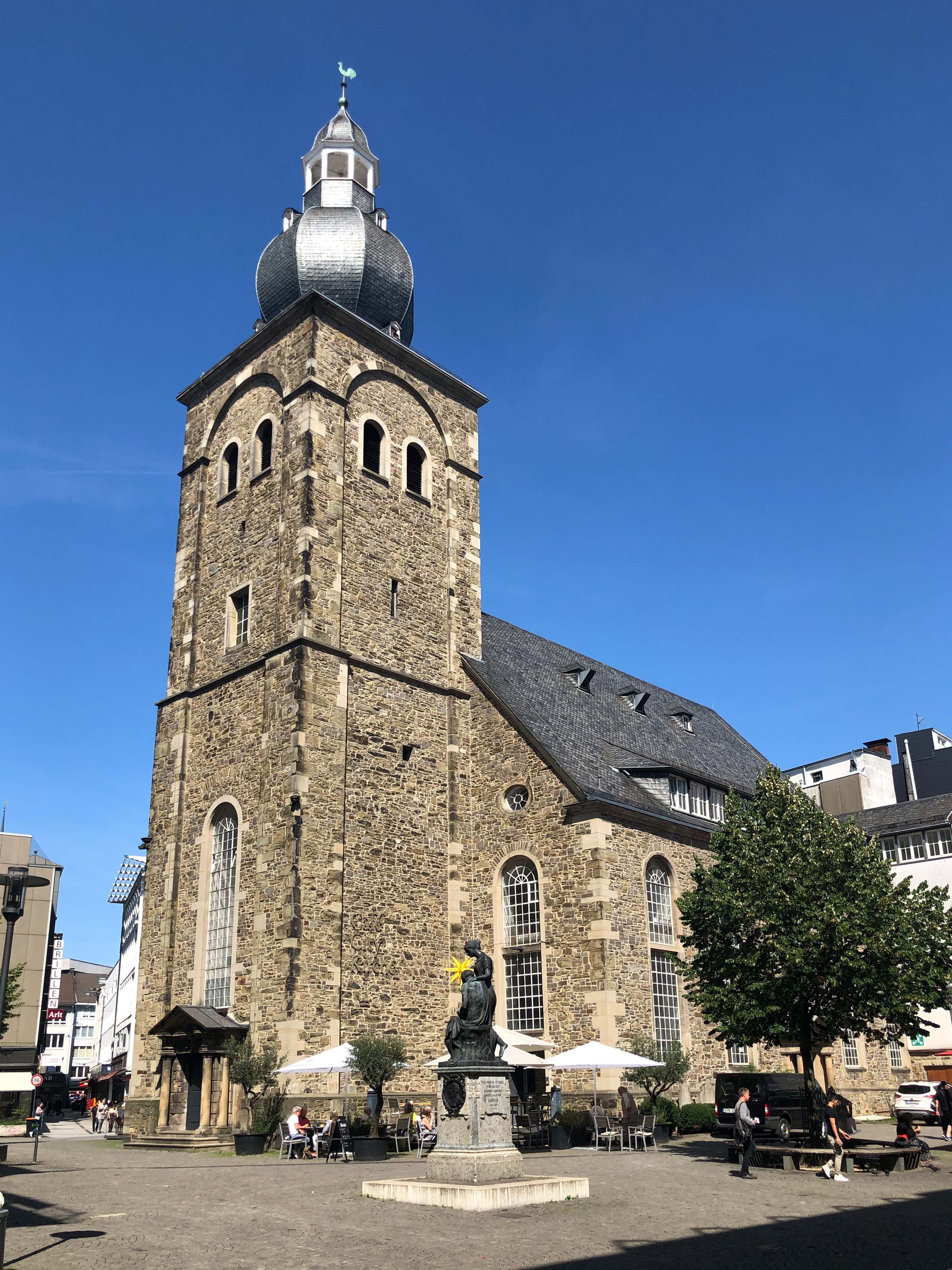
Alte reformierte Kirche Elberfeld

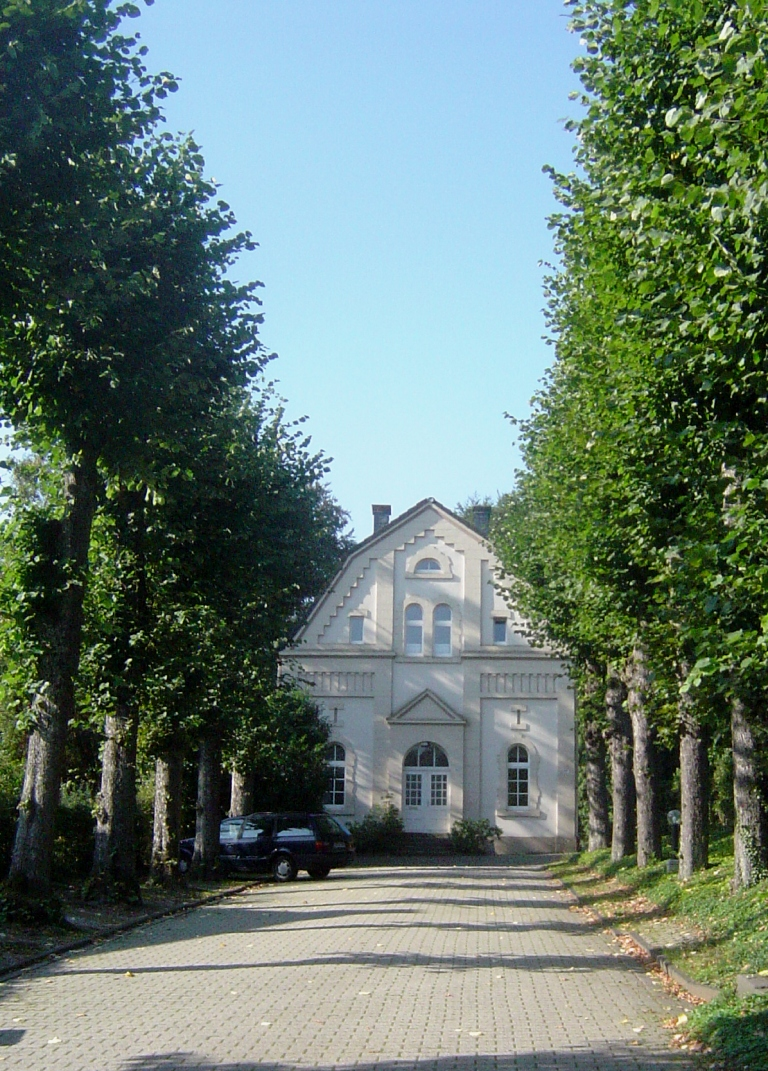
Niederländisch-reformierte Kirche

Im 16. Jahrhundert wurde in Elberfeld (1566 durch Peter Loh), Barmen und den meisten anderen heutigen Wuppertaler Stadtteilen die Reformation nach reformiertem Bekenntnis eingeführt. Während der spanischen Besatzung wurde der evangelische Gottesdienst zwischen 1625 und 1627 verboten. Ab 1690 gab es in Elberfeld, wie später auch in anderen Orten, auch lutherische Gemeinden. In Barmen trennte sich die reformierte Gemeinde Gemarke 1702 von der Pfarrei Schwelm. Die lutherische Gemeinde Wichlinghausen trennte sich 1744 ebenfalls, von dieser wiederum trennte sich 1778 die Wupperfelder Gemeinde ab. In einigen kleineren Orten entstanden erst viel später eigene reformierte beziehungsweise lutherische Gemeinden, so etwa in Beyenburg 1854 und in Vohwinkel 1886.
Nach dem Übergang der Stadt Elberfeld an Preußen unterstanden die reformierten und lutherischen Gemeinden zunächst dem Konsistorium in Düsseldorf (1814–1816, 1934–1947), Köln (1816–1826; zeitweise synchron) und Koblenz (1822–1934), das 1826 alleiniger Sitz der gesamten rheinischen Provinzialkirche (heute Evangelische Kirche im Rheinland) der Evangelischen Kirche in Preußen wurde.
Elberfeld und Barmen wurden Sitz einer Kreissynode (heute Kirchenkreis), zu dem auch die evangelischen Gemeinden von Sonnborn, Vohwinkel, Cronenberg und Ronsdorf bis heute gehören, sofern es sich nicht um Freikirchen handelt. Zum 1. Januar 2005 schlossen sich die bis dahin getrennten Kirchenkreise Elberfeld und Barmen zum Kirchenkreis Wuppertal zusammen, welchem mit Ausnahme der Kirchengemeinden Dönberg und Schöller (beide Kirchenkreis Niederberg) sämtliche evangelischen Kirchengemeinden auf Wuppertaler Stadtgebiet angehören.
Wenngleich in Preußen 1817 die Union zwischen reformierten und lutherischen Gemeinden eingeführt wurde, blieben die jeweiligen Gemeinden in ihrer Wahrnehmung ihren bisherigen Traditionen treu. So unterscheidet man heute in Wuppertal noch zwischen reformierten und lutherischen Gemeinden innerhalb der unierten Landeskirche. Einige Gemeinden wurden von Anfang an als „unierte“ Gemeinden gegründet, zum Beispiel Unterbarmen und Küllenhahn, wohingegen in Ronsdorf Reformierte und Evangelisch-Lutherische Gemeinde noch heute getrennt voneinander bestehen, was für eine Stadtteilgemeinde heute ein Unikum in der Rheinischen Landeskirche darstellt. Als Reaktion auf die Rheinisch-Westfälische Kirchenordnung von 1835, die eine vereinheitlichte Liturgie für die preußischen protestantischen Kirchen vorschrieb, trennten sich aus Bekenntnisgründen eine altlutherische Kirchengemeinde und die Niederländisch-reformierte Gemeinde von der unierten preußischen Kirche. Noch heute gibt es zwei lutherische Kirchengemeinden: In Barmen und Elberfeld, die zum Kirchenbezirk Rheinland der Selbständigen Evangelisch-Lutherischen Kirche gehören, sowie die Niederländisch-reformierte Gemeinde, die sich der Evangelisch-altreformierten Kirche in Niedersachsen angeschlossen hat.

#### Katholiken
Das Gebiet der heutigen Stadt gehörte zum Erzbistum Köln, Elberfeld und Unterbarmen zum Archidiakonat des Domdekans im Dekanat Neuss, Oberbarmen zum Archidiakonat St. Georg im Dekanat Lüdenscheid. Um 1300 wurde Elberfeld eine eigene Gemeinde, nachdem sie zuvor zu Richrath (heute zu Langenfeld (Rheinland)) gehörte. Die wenigen Katholiken, sechs Familien in Elberfeld im Jahr 1658, drei in Barmen im Jahr 1708, gehörten auch nach der Reformation zum Erzbistum Köln. In Barmen wurde zwischen 1708 und 1721 eine neue katholische Kirche gebaut, die von Franziskanern aus dem Kloster in Wipperfürth pastorisiert wurde, um 1800 gab es dort 2000 Katholiken, im 19. Jahrhundert nahm der Anteil im gesamten Wuppertal stark zu. 1830 wurden in Elberfeld knapp 5.800 Katholiken gezählt. In den Städten entstanden mehrere Pfarrgemeinden. Sowohl Elberfeld als auch Barmen wurde Sitz eines Dekanats innerhalb des Erzbistums Köln. Beide Dekanate bilden heute zusammen das „Stadtdekanat Wuppertal“. Zum Dekanat Elberfeld gehören auch die Pfarrgemeinden Cronenberg, Ronsdorf (früher zu Barmen) und Vohwinkel, zum Dekanat Barmen die Pfarrgemeinden Langerfeld und Beyenburg.
Hauptkirche der Wuppertaler Katholiken ist die klassizistische St.-Laurentius-Kirche in Elberfeld, die seit 2014 den Titel einer päpstlichen Basilica minor trägt.

#### Freikirchen
Zu den frühen freikirchlichen Gemeindegründungen gehörte die der ersten Baptistengemeinde durch Julius Köbner. 1854 wurde vom Geschäftsmann Hermann Heinrich Grafe zusammen mit fünf weiteren Männern in Elberfeld die erste Freie evangelische Gemeinde im damaligen deutschsprachigen Raum gegründet. Damit wurde der Grundstein für die 20 Jahre später erfolgte Gründung des Bundes Freier evangelischer Gemeinden in Deutschland gelegt. Etwa zeitgleich, 1875, entstand in Vohwinkel die erste deutsche Gruppierung der Siebenten-Tags-Adventisten.

#### Zeugen Jehovas
Zu den „christlichen Sondergemeinschaften“ zählen unter anderem Zeugen Jehovas (bis 1931 Bibelforscher), deren erste deutsche Niederlassung 1902 in Elberfeld war. Hier wurde vorerst ein Büro der Wachtturm-Gesellschaft eröffnet. 1903 wurde es zum Zweigbüro („Bethel“) der Wachtturm-Gesellschaft ausgebaut. In Elberfeld fand 1905 die erste deutsche Hauptversammlung der Bibelforscher statt. Das Zweigbüro zog 1908 nach Barmen um und existierte dort bis zum Krisenjahr 1923. In der Zeit des Nationalsozialismus waren auch sie schwerer Verfolgung ausgesetzt. Heute (2020) sind die Zeugen Jehovas in Wuppertal mit vier deutschen und mehr als zehn fremdsprachigen Versammlungen (Gemeinden) und Gruppen vertreten. Sie haben (2020) zwei Königreichssäle (Versammlungsstätten) in Wuppertal.

#### Weitere Kirchen
Es gab Ende 2017 in Wuppertal sechs Gemeinden der neuapostolischen Kirche mit insgesamt 1383 Gemeindemitgliedern.

### Islam
Die Anzahl der Muslime wird amtlich auf rund 28.000 geschätzt. Davon sind geschätzte 60 % türkischer Herkunft, etwa ein Viertel dürften Einwanderer aus Marokko sein. Sie sind überwiegend Sunniten und organisieren sich in verschiedenen Gemeinden, die in etwa die verschiedenen Gruppierungen türkischer religiöser Vereine (DİTİB, VIKZ, IGMG) in Deutschland repräsentieren. Daneben gibt es auch zwei Gemeindezentren der Aleviten, ein Gemeindezentrum der Bosnier sowie einige arabischsprachige Gemeinden. An der Krummacherstraße in der Varresbeck ist seit 2015 die Errichtung des bundesweit ersten muslimischen Friedhofs mit Bestattungen nach islamischem Gebrauch geplant.

### Judentum

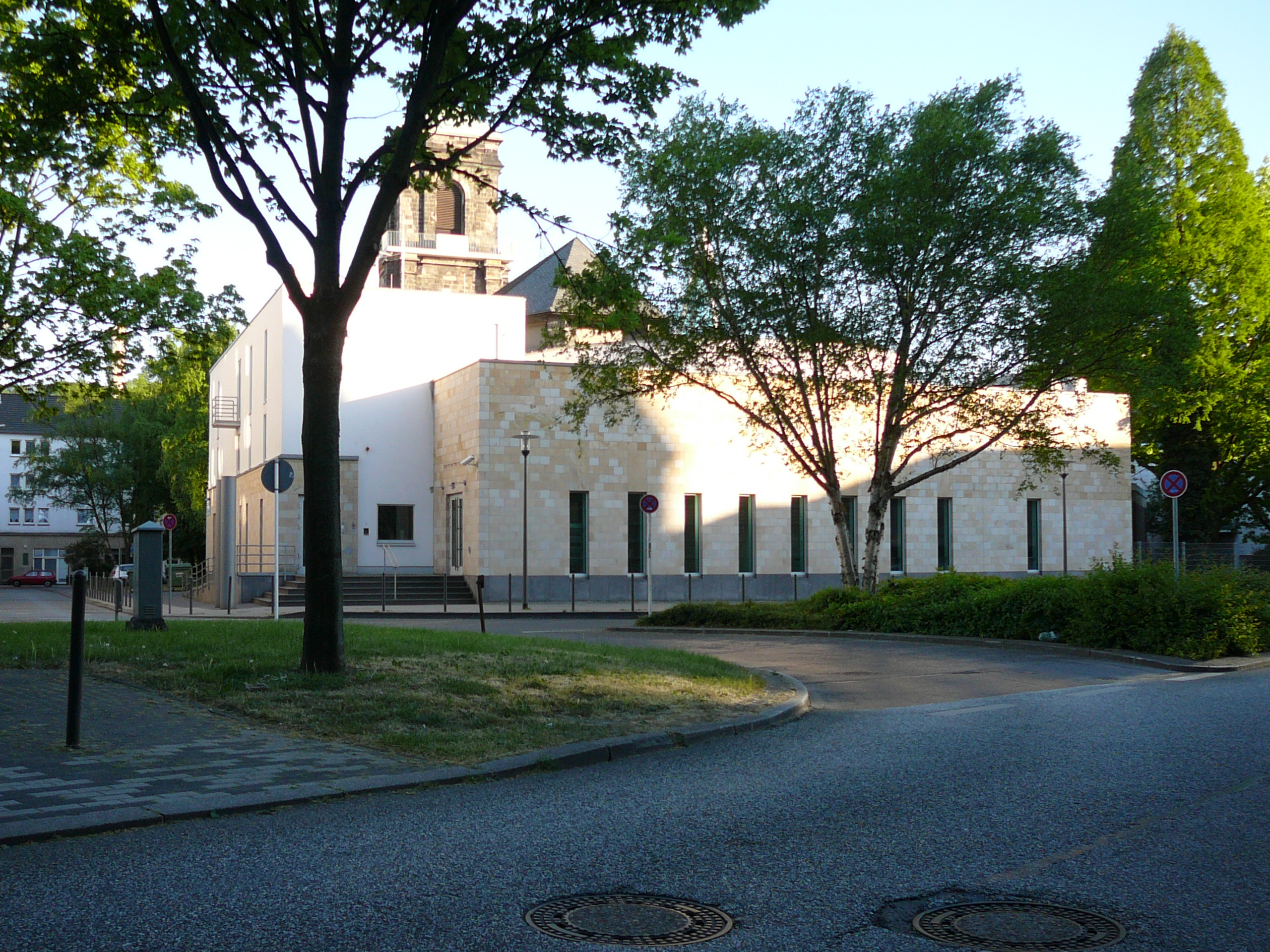
Neue Bergische Synagoge

Jüdische Gemeindemitglieder gab es in Elberfeld erst wieder ab 1694, nachdem sie 1595 auf Befehl des Herzogs von Berg vertrieben worden waren. In Barmen wurden 1802 zwei Familien gezählt. Im Jahre 1861 konnten die Juden beider Städte eine gemeinsame israelitische Gemeinde gründen, die jedoch in der Zeit der Nationalsozialisten unterging. Die Begegnungsstätte Alte Synagoge Wuppertal erinnert seit 1994 am ehemaligen Standort der Elberfelder Synagoge an die jüdische Gemeinde, deren Mitglieder während der Naziherrschaft fast vollständig vertrieben und ermordet wurden. Durch den Zuzug von Juden aus den Staaten der ehemaligen Sowjetunion stieg die Zahl der Gemeindemitglieder in den 1990er Jahren von 65 auf über 2.000 Personen, was 0,6 Prozent der Bevölkerung entspricht. Am 8. Dezember 2002 wurde mit der Bergischen Synagoge in Barmen wieder ein Synagogen-Neubau eingeweiht. Mit Mosche Katzav nahm erstmals ein israelischer Staatspräsident an der Eröffnung einer Synagoge in Deutschland teil. Unterstützt wurde der Bau auch von den Städten Remscheid, Solingen und Velbert.

### Weitere Religionsgemeinschaften
Im Buddhistischen Zentrum Wuppertal wird der Diamantweg-Buddhismus der Karma-Kagyü-Linie gelehrt, außerdem gibt es zwei Gruppen des Mahayana-Zen-Buddhismus. Vor allem Tamilen aus Sri Lanka beten im Hinduistischen Tempel in Unterbarmen.

### Interreligiöser Dialog
Dem jüdisch-christlichen Dialog widmet sich die Gesellschaft für Christlich-Jüdische Zusammenarbeit in Wuppertal.
Im interreligiösen Arbeitskreis Runder Tisch Wuppertal, an dem sich die jüdische Kultusgemeinde, die evangelische und die katholische Kirche sowie die örtliche islamische Gemeinde beteiligen, wird alljährlich ein jüdisch-christlich-muslimischer Kalender erarbeitet und herausgegeben.

### Bekenntnissynode
Während der Zeit des Nationalsozialismus wurde Wuppertal bekannt durch die Bekenntnissynode, die in der Zeit vom 29. bis 31. Mai 1934 in der Gemarker Kirche stattfand. Sie wurde von der Bekennenden Kirche einberufen und von lutherischen, reformierten und unierten Abgeordneten besucht. Hier entstand die so genannte Barmer Theologische Erklärung, die als eine der Bekenntnisgrundlagen der evangelischen Kirche sowie theologisches Fundament in der Zeit des Nationalsozialismus gilt.

## Bevölkerung
Ende 2022 waren in Wuppertal 85.088 Menschen mit ausländischer Staatsbürgerschaft gemeldet, was einem Anteil von 23,3 % der Gesamtbevölkerung entspricht. Im selben Zeitraum betrug der Anteil der Menschen mit Migrationshintergrund 43,4 %.
| Nationalität | 2022   |
| ------------ | ------ |
| Syrien       | 11.518 |
| Türkei       | 10.463 |
| Ukraine      | 6.346  |
| Italien      | 5.967  |
| Griechenland | 5.434  |
| Polen        | 4.524  |
| Rumänien     | 3.106  |

## Politik

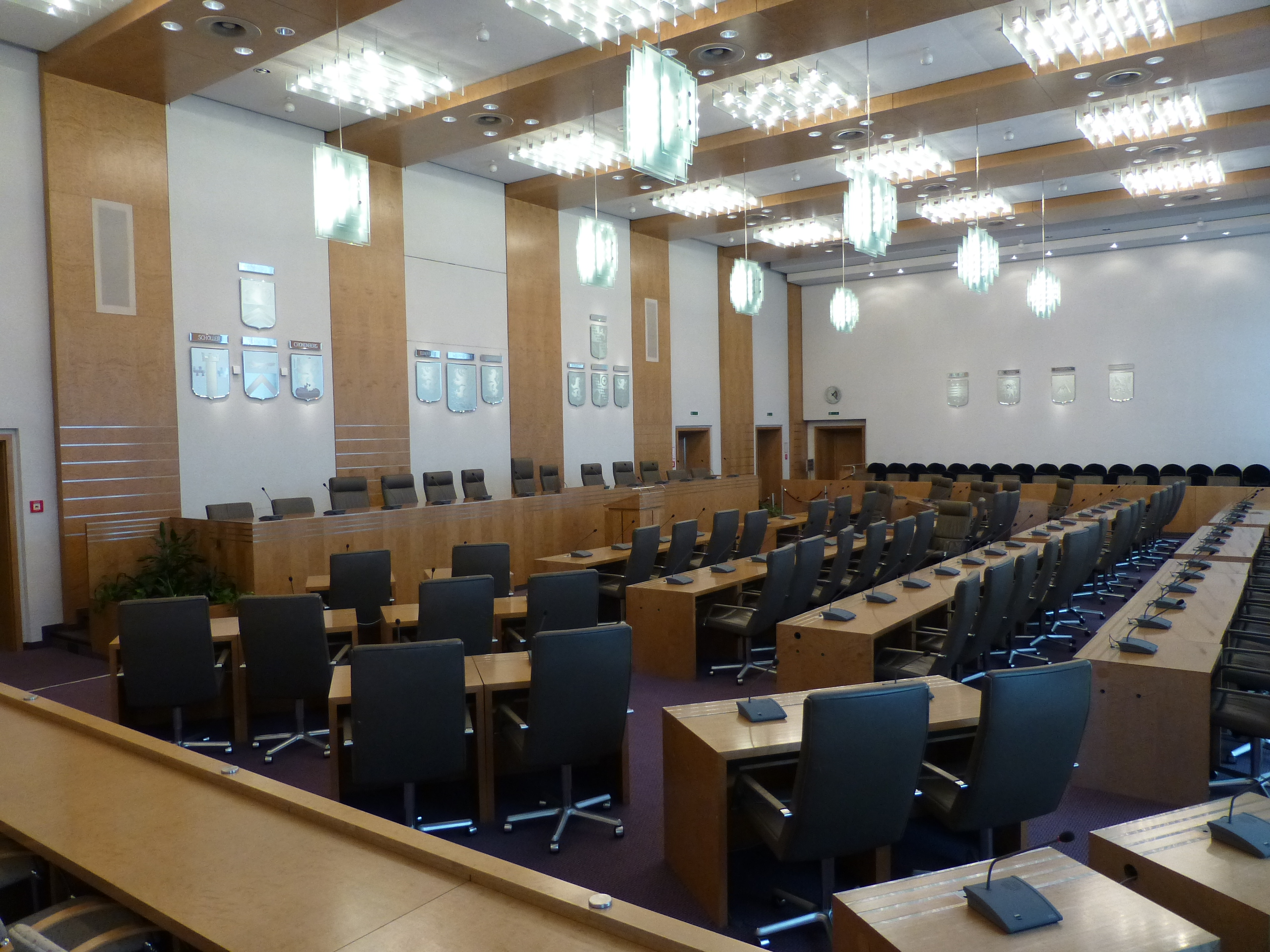
Der Ratssaal im Wuppertaler Rathaus

### Politische Geschichte
In Elberfeld gab es ab 1444 eine städtische Ratsverfassung mit einem Bürgermeister, einem Rat, einem Schultheißen und einem Schöffen. Nach der offiziellen Stadterhebung 1610 leitete ein herzoglicher Amtmann jährlich am 1. Mai die Wahlen zum Bürgermeister, zu den Ratsverwandten (Senatoren) und den Beigeordneten. Ab 1807 wurde die Stadtverwaltung nach französischem Vorbild eingeführt. Ab 1845 galt die rheinische Gemeindeordnung, ab 1857 die rheinische Städteordnung. An der Spitze der Stadt stand in der Folgezeit der Oberbürgermeister.

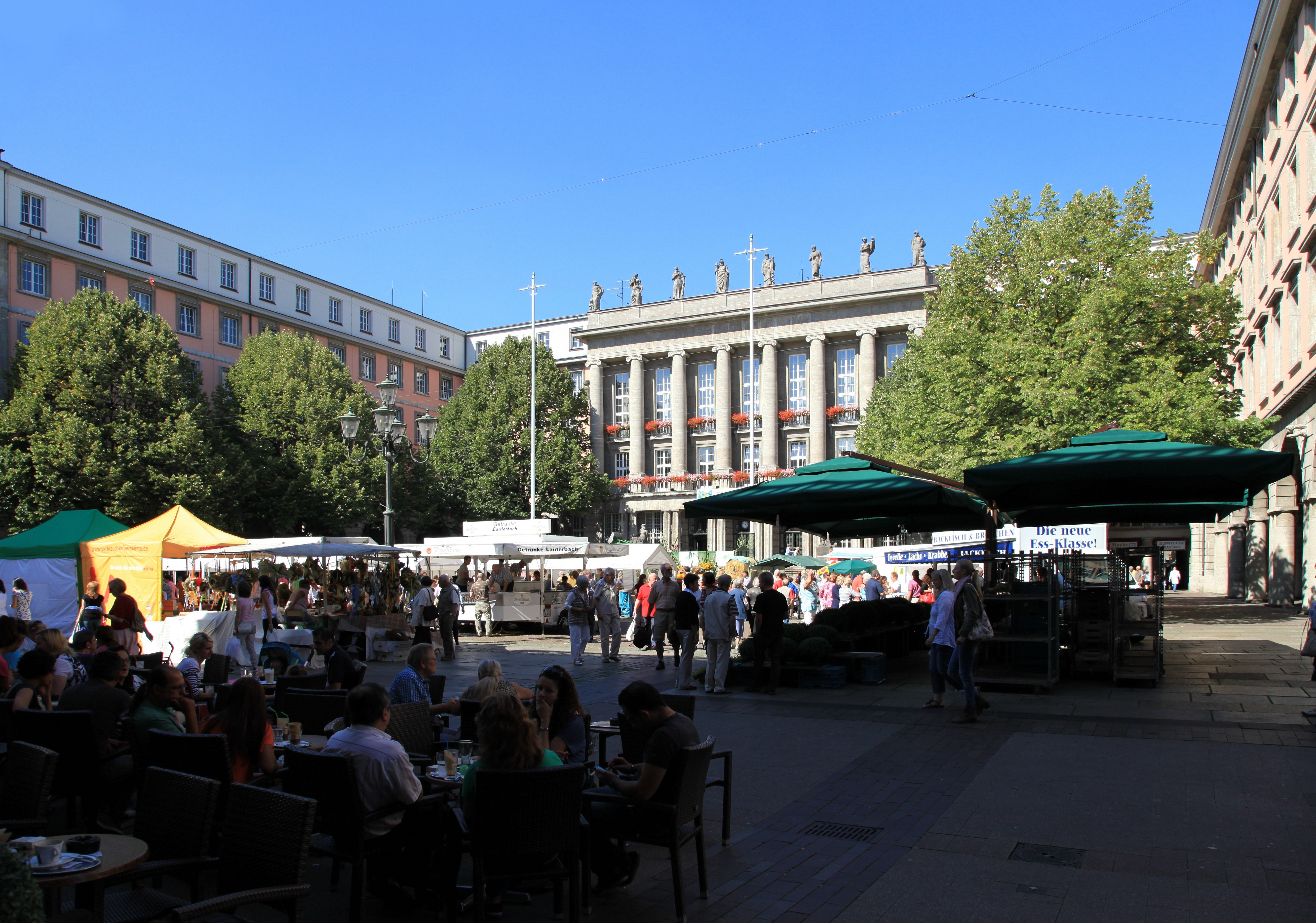
Rathaus Barmen, der Hauptsitz der Stadtverwaltung

In Barmen wurde nach der Stadterhebung 1808 zunächst die Munizipalverfassung mit einem Direktor an der Spitze der Stadt eingeführt. Ihm standen zwei Beigeordnete und 20 Munizipalräte zur Seite. 1809 leitete ein Maire die Stadt, später ein Bürgermeister und spätestens seit 1861, als Barmen zur kreisfreien Stadt erhoben wurde, ein Oberbürgermeister. Nach der Vereinigung zur neuen Stadt Barmen-Elberfeld leitete der bisherige Barmer Oberbürgermeister die Gesamtstadt. Während der Zeit der Nationalsozialisten wurde der Oberbürgermeister von der NSDAP eingesetzt.
Nach dem Zweiten Weltkrieg setzte die Militärregierung der britischen Besatzungszone einen neuen Oberbürgermeister ein und führte 1946 die Kommunalverfassung nach britischem Vorbild ein. Danach gab es einen vom Volk gewählten „Rat der Stadt“, dessen Mitglieder man als „Stadtverordnete“ bezeichnet. Der Rat wählte anfangs aus seiner Mitte den Oberbürgermeister als Vorsitzenden und Repräsentanten der Stadt. Er war ehrenamtlich tätig. Des Weiteren wählte der Rat ab 1946 ebenfalls einen hauptamtlichen Oberstadtdirektor als Leiter der Stadtverwaltung. Diese Regelung galt bis 1996, seither gibt es nur noch den hauptamtlichen Oberbürgermeister. Dieser ist Vorsitzender des Rates, Leiter der Stadtverwaltung und Repräsentant der Stadt. Er wird direkt vom Volk gewählt.

### Stadtrat
Der Stadtrat ist das Hauptorgan der Stadt und ist für alle kommunalpolitischen Grundsatzentscheidungen zuständig. Er legt die Grundsätze und Richtlinien für die Verwaltung fest und entscheidet über alle Angelegenheiten der Stadt, soweit nicht der Oberbürgermeister zuständig ist. Der Rat ist durch den Bürgermeister über alle wichtigen Angelegenheiten der Stadtverwaltung zu unterrichten. Der Stadtrat ist die Vertretung der Bürger und besteht in Wuppertal aus 66 ehrenamtlichen Mitgliedern, die bei der Kommunalwahl in Wuppertal 2014 in einer personalisierten Verhältniswahl gewählt wurden, und dem hauptamtlichen Oberbürgermeister als Vorsitzendem. Die Ratsmitglieder führen die Bezeichnung „Stadtverordnete“. Rechte und Pflichten der Ratsmitglieder sind in dem Gemeindeordnung für das Land Nordrhein-Westfalen festgehalten. 2014 hat der Rat zur Verbesserung der Korruptionsbekämpfung eine Ehrenordnung mit erweiterten Ehrenkodex beschlossen.
Entscheidungen über bestimmte Angelegenheiten hat der Rat auf Ausschüsse und den Bürgermeister übertragen. Der Rat regelt die Zusammensetzung der Ausschüsse und ihre Befugnisse. Der Rat kann übertragene Zuständigkeiten durch einfachen Beschluss wieder an sich zu ziehen. Beschlüsse von Ausschüssen können durchgeführt werden, wenn weder vom Bürgermeister noch von einem Fünftel der Ausschussmitglieder Einspruch eingelegt worden ist. Über den Einspruch entscheidet der Rat. Im Rahmen der vom Rat festgelegten allgemeinen Richtlinien entscheidet der Hauptausschuss über die Planung der Verwaltungsaufgaben von besonderer Bedeutung.
Die 80 Sitze im Stadtrat werden sich ab November 2020 wie folgt auf die einzelnen Fraktionen und Parteien verteilen:
| Sitzverteilung im Wuppertaler Stadtrat 2020Insgesamt 80 Sitze - Linke: 5 - Die PARTEI: 2 - Grüne: 16 - SPD: 23 - WfW/FW: 2 - FDP: 6 - CDU: 20 - AfD: 5 - PRO: 1 |

### Oberbürgermeister – Bürgermeister
Der Oberbürgermeister wird von den Bürgern nach den Vorschriften der Gemeindeordnung für das Land Nordrhein-Westfalen gewählt. Der Bürgermeister ist verantwortlich für die Leitung und Beaufsichtigung des Geschäftsgangs der Verwaltung. Darüber hinaus bereitet er die Beschlüsse des Rates, der Bezirksvertretungen und der Ausschüsse vor und führt diese Beschlüsse unter der Kontrolle des Rates durch. Der Stadtrat wählt bis zu drei ehrenamtliche Stellvertreter, die die Bezeichnung Bürgermeister führen. Der allgemeine Vertreter des Oberbürgermeisters führt in Wuppertal die Bezeichnung Stadtdirektor.
Oberbürgermeister von Barmen

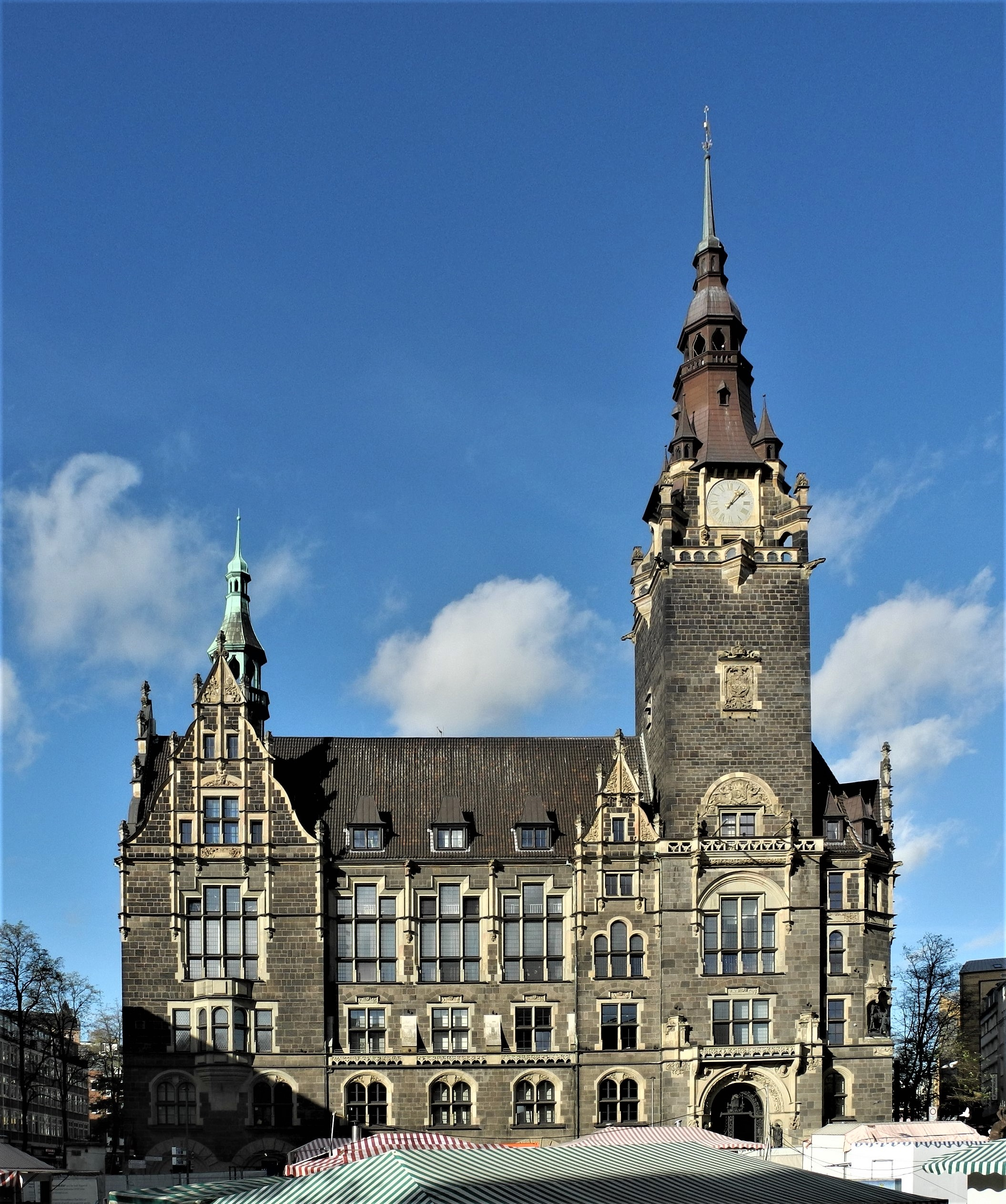
Das Elberfelder Rathaus, heute Verwaltungshaus, mit Brunnen

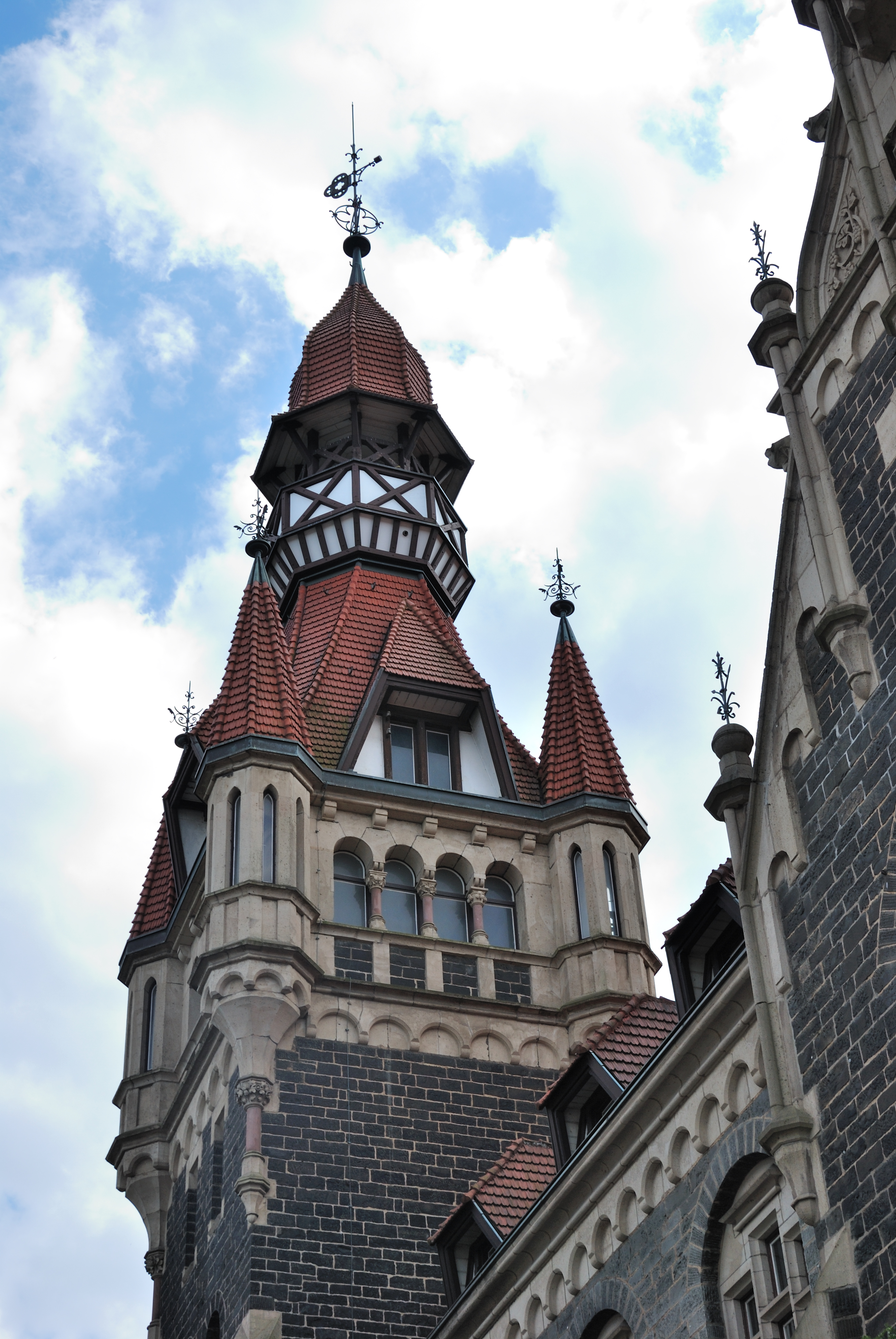
Das ehemalige Rathaus in Vohwinkel dient heute als Bezirksverwaltungsstelle mit Bezirksvertretung, Einwohnermeldestelle und Stadtbibliothek

- 1855–1879: Wilhelm August Bredt (1817–1895)
- 1879–1898: Friedrich Wilhelm Wegner (1836–1898)
- 1898–1899: Gustav Brodzina (1837–1909)
- 1899–1906: August Lentze (1860–1945)
- 1906–1912: Georg Voigt (1866–1927), NLP
- 1912–1929: Paul Hartmann (1869–1942), DDP, dann OB von Barmen-Elberfeld beziehungsweise Wuppertal

Oberbürgermeister von Elberfeld
- 1814–1837: Johann Rütger Brüning (1775–1837)
- 1837–1851: Johann Adolf von Carnap (1793–1871)
- 1851–1872: Karl Emil Lischke (1813–1886)
- 1873–1899: Adolf Hermann Jaeger (1832–1899)
- 1900–1919: Wilhelm Funck (1858–1923)
- 1919–1920: Paul Hopf (1875–1939)
- 1920–1929: Max Kirschbaum (1882–1932)

Oberbürgermeister von Wuppertal
- 1929–1930: Paul Hartmann (1869–1942), (zunächst mit dem Stadtnamen Barmen-Elberfeld), DDP, zuvor OB von Barmen
- 1931–1937: Julius Friedrich (1883–1977), DVP
- 1937:–0000 Wilhelm Eberhard Gelberg (1894–1940), NSDAP, auftragsweise
- 1937–1940: Robert Friedrich (1901–1986), NSDAP, kommissarisch
- 1940–1945: Heinz Gebauer (1902–1955), NSDAP
- 1945:–0000 Eugen Thomas (1895–1968)
- 1945–1946: Hans Bremme (1898–1970), CDU
- 1946:–0000 Eugen Richter (1883–1973), FDP
- 1946–1948: Robert Daum (1889–1962), SPD
- 1948–1949: Otto Schmidt (1902–1984), CDU
- 1949–1951: Robert Daum (1889–1962), SPD, zweite Amtszeit
- 1951–1956: Heinrich Schmeißing (1905–1979), CDU
- 1956–1961: Hermann Herberts (1900–1995), SPD
- 1961–1964: Heinz Frowein (1905–1994), CDU
- 1964–1969: Hermann Herberts (1900–1995), SPD, zweite Amtszeit
- 1969–1970: Johannes Rau (1931–2006), SPD
- 1970–1984: Gottfried Gurland (1918–2002), SPD
- 1984–1996: Ursula Kraus (1930–2021), SPD
- 1996–2004: Hans Kremendahl (1948–2015), SPD
- 2004–2015: Peter Jung (* 1955), CDU
- 2015–2020: Andreas Mucke (* 1966), SPD
- 0.seit 2020: Uwe Schneidewind (* 1966), Grüne

| Wahl des Wuppertaler Oberbürgermeisters 2020in Prozent %6050403020100 40,8 %37,0 %7,4 %4,8 %3,5 %3,3 %3,3 % Schneide wind (Grüne, CDU)Mucke (SPD)Hafke (FDP)Sander (Linke)Paschalis (parteilos)Dahlmann (WfW/FW)Lehner (PARTEI) |  | Stichwahlin Prozent %6050403020100 53,5 %46,5 % Schneide wind (Grüne, CDU)Mucke (SPD) |

### Bezirksvertretung
Wuppertal ist in zehn Stadtbezirke eingeteilt, die Bezirksvertretungen sind die von den Bürgern gewählten Stadtteilparlamente und bestehen aus je 15 bis 19 Mitgliedern. Der oder die Vorsitzende führt die Bezeichnung Bezirksbürgermeister/-in. Die Mitglieder der Bezirksvertretungen werden auf die Dauer von fünf Jahren gewählt.
In Angelegenheiten des Stadtbezirkes, die kein Geschäft der laufenden Verwaltung sind und für die nicht der Rat der Stadt ausschließlich zuständig ist, entscheiden die Bezirksvertretungen nach der Gemeindeordnung NRW unter Beachtung der Belange der gesamten Stadt und im Rahmen der vom Rat erlassenen allgemeinen Richtlinien.

### Stadtverwaltung
Die Stadtverwaltung ist mit allen öffentlichen Aufgaben der Stadt betraut und wird vom Oberbürgermeister geleitet, unter der Kontrolle des Rates. Die fünf hauptamtlichen Beigeordneten bilden zusammen mit dem Bürgermeister den Verwaltungsvorstand. Der Bürgermeister führt den Vorsitz und entscheidet bei Meinungsverschiedenheiten. Die Beigeordneten unterstehen direkt dem Bürgermeister, sie vertreten ihn in ihrem Dezernat. Die Beigeordneten sind kommunale Wahlbeamte. Sie werden vom Rat für die Dauer von acht Jahren gewählt.
Die Verwaltung betreibt das operative Geschäft und setzt die politischen Ziele in eigener Verantwortung um. Dabei sind Berechenbarkeit, Kontinuität und Einheitlichkeit der Entscheidungen und des Verwaltungshandelns zu gewährleisten. Die Spitzen der Verwaltung müssen dem gewählten Stadtrat gegenüber Rechenschaft ablegen. Dieses Selbstverwaltungsrecht ist im Grundgesetz garantiert (Art. 28 Abs. 2 GG) und in der Landesverfassung Nordrhein-Westfalen abgesichert. Die Abgrenzung der Kompetenzen ist in der Stadtverfassung festgelegt.
Die Wuppertaler Verwaltung gliedert sich in sechs Fachbereiche (Dezernate). Den Geschäftsbereichen sind verschiedene Ämter zugeordnet. Die Ämter sind die untersten Organisationseinheiten der Verwaltung. Traditionell wird bei der Wahl der Beigeordneten das Machtverhältnis der Parteien berücksichtigt.
|                      | |                                                                |
| Geschäftsbereich 0   | Geschäftsbereich des Oberbürgermeisters - Projektbüro Digitale Modellregion - Gleichstellung und Antidiskriminierung - Politische Koordination - Ressort Büro des Oberbürgermeisters - Rechnungsprüfungsamt - Presseamt - Gebäudemanagement Wuppertal | Oberbürgermeister Uwe Schneidewind (Bündnis 90/Die Grünen)     |
| Geschäftsbereich 1   | Stadtentwicklung, Bauen und Mobilität - Geschäftsbereichsbüro - Projektleitung Döppersberg - Vermessung, Katasteramt und Geodaten - Stadtentwicklung und Städtebau - Straßen und Verkehr - Bauen und Wohnen - Eigenbetrieb Straßenreinigung Wuppertal | Beigeordneter Gunnar Ohrndorf                                  |
| Geschäftsbereich 2.1 | Soziales, Jugend, Schule und Integration - Geschäftsbereichsbüro - Sozialamt - Tageseinrichtungen für Kinder – Jugendamt - Zuwanderung und Integration - Schulen - Kinder, Jugend und Familie – Jugendamt - Kinder- und Jugendwohngruppen - Alten- und Altenpflegeheime | Beigeordneter Matthias Nocke ab 1. Dezember 2024: Annette Berg |
| Geschäftsbereich 2.2 | Kultur und Sport & Sicherheit und Ordnung - Geschäftsbereichsbüro - Kulturbüro - Pina Bausch Zentrum - Krisenmanagement & Notfallplanung - Koordination wichtiger Bauprojekte der Feuerwehr - Bürgeramt - Sport- und Bäderamt - Bergische Musikschule - Zentrum für Stadtgeschichte und Industriekultur - Stadtbibliothek - Zoologischer Garten - Von der Heydt-Museum - Ordnungsamt - Feuerwehr - Stadtbetrieb ServiceCenter und Straßenverkehrsamt - Bergische Volkshochschule (VHS) - Bergisches Veterinär- und Lebensmittelüberwachungsamt (BVLA) - Chemisches und Veterinäruntersuchungsamt Rhein – Ruhr – Wupper - Kultursekretariat NRW Wuppertal | Beigeordneter Matthias Nocke                                   |
| Geschäftsbereich 3   | Klima- und Umweltschutz, Nachhaltigkeit, Grünflächen und Recht - Geschäftsbereichsbüro - Datenschutzbeauftragte - Vergabewesen, Digitalisierungsrecht und Datenschutz - Rechtsamt - Grünflächen und Forsten - Umweltschutz - Gesundheitsamt - Klimaschutz | Beigeordnete Katrin Linthorst                                  |
| Geschäftsbereich 4   | Finanzen und Beteiligungssteuerung - Geschäftsbereichsbüro - Zentrale Revision - Europa Förderung - Ressort Zentrales Fördermanagement - Finanzen - Wasser und Abwasser Wuppertal | Stadtkämmerer Thorsten Bunte                                   |
| Geschäftsbereich 5   | Personal, Digitalisierung und Wirtschaft - Geschäftsbereichsbüro - Gesundheit und Arbeitssicherheit - Wirtschaft - Amt für Informationstechnik und Digitalisierung - Haupt- und Personalamt | Beigeordnete Sandra Zeh                                        |

Liste der Stadtdirektoren Wuppertals
- 1946–1958: Hans Bremme (1898–1970), CDU, zuvor Oberbürgermeister
- 1958–1971: Werner Stelly (1909–1997)
- 1971–1980: Rolf Krumsiek (1934–2009), SPD
- 1980–1982: Friedrich Platte (1917–2009), SPD
- 1982–1988: Bodo Richter (1941–2019), SPD
- 1988–1996: Joachim Cornelius (1934–2012), SPD
- 1998–2022: Johannes Slawig (CDU)
- 2022–2024: Stefan Kühn (SPD)

- 2024–0000: Matthias Nocke (CDU)[97]

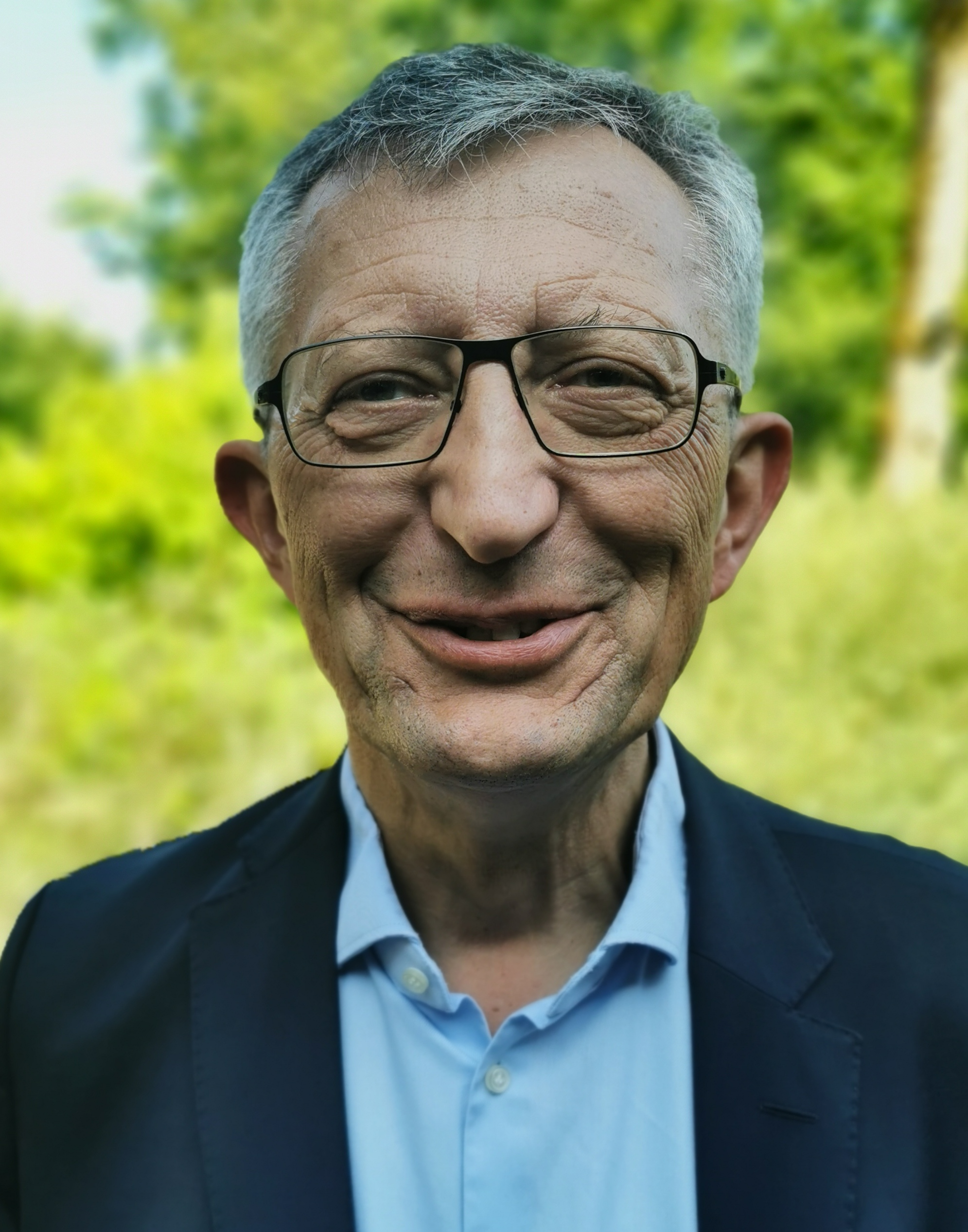
Matthias Nocke (2025)

Dieses Amt, früher Oberstadtdirektor genannt, wurde in Nordrhein-Westfalen zwischen 1994 und 1999 abgeschafft und mit dem des Oberbürgermeisters vereinigt.

### Hoheitssymbole

Wappen
Flagge
Bannerflagge
Stadtsignet (Bildmarke) der Stadt Wuppertal

Das Wappen der Stadt Wuppertal zeigt in Silber einen blau gekrönten, gezungten und bewehrten, zwiegeschwänzten roten Löwen auf einem goldenen Garnknäuel stehend und in den Pranken einen schwarzen Rost haltend. Der Entwurf dieses Wappens stammt von Wolfgang Pagenstecher. Die Stadtfarben sind Rot und Weiß. Das Wappen wurde am 29. Juni 1934 vom preußischen Staatsministerium verliehen. Die Wappensymbole verbinden einerseits den Bergischen Löwen, der seinen Ursprung im Limburgischen Löwen hatte, mit dem Rost als Attribut des heiligen Laurentius (ehemalige Wappenbilder Elberfelds), andererseits den bergischen Löwen und die Garnstränge als Sinnbild der Garnproduktion (ehemalige Wappenbilder Barmens). Diese Symbole sind bereits seit dem 14. Jahrhundert in den Siegeln beider Städte nachweisbar.
Das offizielle Logo der Stadt, umgangssprachlich als Wupperwurm bezeichnet, symbolisiert die Wuppertaler Schwebebahn sowie in Form des Buchstabens W den Fluss Wupper, der die Stadt durchfließt.

### Städtepartnerschaften

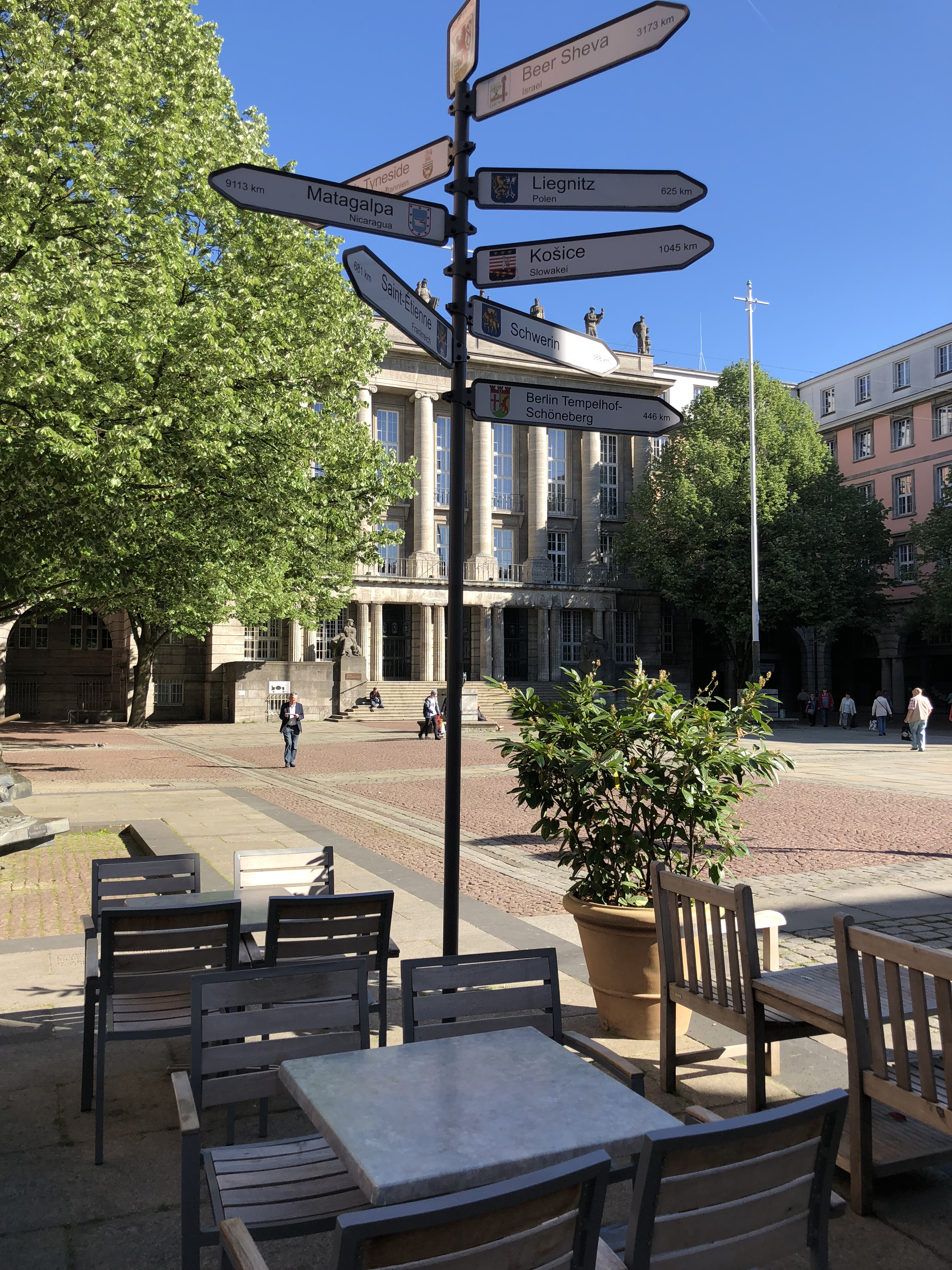
Ein Wegweiser mit den Wuppertaler Partnerstädten auf dem Rathausvorplatz im Stadtteil Barmen

Zu acht Städten weltweit bestehen Städtepartnerschaften. Zu weiteren Städten bestehen freundschaftliche Beziehungen und eine Kooperation.
|  | Die älteste Städtepartnerschaft besteht zur britischen Städteregion South Tyneside, zu der Kontakte und Freundschaften gepflegt werden. Mit dem 1951 geschlossenen Vertrag gehörte Wuppertal zu den ersten deutschen Städten, die eine Städtepartnerschaft eingingen. |
|  | Im Jahr 1960 waren freundschaftliche Kontakte ehemaliger Kriegsteilnehmer aus Saint-Étienne in Frankreich und Wuppertal Grundstein für die Städtepartnerschaft, die mit Ratsbeschluss am 12. Januar 1960 offiziell geschlossen wurde. Der Kontakt wird heute über einen Freundeskreis in beiden Städten gepflegt. |
|  | Auch zu deutschen Städten unterhält Wuppertal Partnerschaften, so mit dem Berliner Bezirk Schöneberg (heute Tempelhof-Schöneberg). Wegen der isolierten Lage West-Berlins während der Zeit des Kalten Krieges sollte so ein Zeichen der Solidarität und des Zusammenhalts gesetzt werden. Am 17. Februar 1964 wurde der Vertrag geschlossen, vielfältige Kontakte zwischen den Bürgern gab es bereits vorher. |
|  | Als erste deutsche Großstadt besiegelte Wuppertal am 29. September 1977 eine Freundschaftsvereinbarung mit einer israelischen Großstadt, Be’er Scheva. Die Kontakte werden auf deutscher Seite durch einen Freundeskreis organisiert. |
|  | Auch bei der Unterzeichnung des Partnerschaftsvertrages im Jahr 1980 mit der slowakischen Stadt Košice (dt.: Kaschau) gingen die Vertreter Wuppertals neue Wege, denn Wuppertal nahm als erste bundesdeutsche Großstadt partnerschaftliche Beziehungen zu einer Stadt in der damaligen Tschechoslowakei auf und wurde damit im politisch geteilten Europa ein Modellfall für Städtepartnerschaften zwischen Ost und West. Initiator und treibende Kraft hinter dieser Beziehung war der damalige Wuppertaler Stadtrat Klaus Kriesche, geboren in der Tschechoslowakei. Maßgeblich beteiligt war der mehrfache Oberbürgermeister Košices und zeitweilige Staatspräsident der Slowakei, Rudolf Schuster. |
|  | Wuppertal, nochmals mit Klaus Kriesche als Organisator, schloss als erste Stadt in Nordrhein-Westfalen vor der Wende eine „Ost-West“-Partnerschaft mit einer Stadt in der damaligen DDR. Um einen aktiven Beitrag zu gutnachbarschaftlichen Beziehungen zwischen beiden Teilen Deutschlands zu leisten, wurden am 9. Februar 1987 in Wuppertal und am 26. Februar 1987 in Schwerin die Verträge unterzeichnet. |
|  | Ein weiterer Städtepartnerschaftsvertrag wurde am 14. Dezember 1987 unterzeichnet. Über das Informationsbüro Nicaragua gab es bereits intensive Beziehungen zu der Stadt Matagalpa. Daraus entstand die Idee einer Bindung, um humanitären Hilfsprojekten eine Perspektive zu geben. |
|  | Wuppertal übernahm 1952 die Patenschaft für die Vertriebenen aus Liegnitz. Zugleich übernahm das Wilhelm Dörpfeld Gymnasium die Tradition des seit 1308 bestehenden Stadtgymnasium Liegnitz. Der am 15. Juni 1993 geschlossene Partnerschaftsvertrag festigte diese seit 1952 existierende Patenschaft, die für die ehemaligen Einwohner der vormals deutschen Stadt Liegnitz galt, zum polnischen Legnica. Auch hier organisiert ein Freundeskreis die Kontakte. |

Außerdem bestehen freundschaftliche Beziehungen zu:
|  | Seit 1993 bestehen außerdem freundschaftliche Beziehungen zur russischen Stadt Jekaterinburg. |
|  | Engels in Russland, seit 2012                                                                 |
|  | Tabarka in Tunesien, seit 2012                                                                |
|  | Qingdao, seit 2008, Xinxiang, seit 2012 (Kooperation), und Dongguan, seit 2015, in China.     |

### Konsularische Vertretungen
In den Jahren 1879 bis 1913 wurden in Elberfeld und Barmen mehrere Konsulate, Vizekonsulate oder Konsularagenturen geführt.
| Staat                            | Bezeichnung                                                                  | Sitz      | Eröffnung                                                                       | Schließung | Leiter                                                                                            |
| -------------------------------- | ---------------------------------------------------------------------------- | --------- | ------------------------------------------------------------------------------- | ---------- | ------------------------------------------------------------------------------------------------- |
| Vereinigte Staaten von Brasilien |                                                                              | Elberfeld |                                                                                 | 1895       |                                                                                                   |
| El Salvador                      |                                                                              |           |                                                                                 |            |                                                                                                   |
| Französische Republik            | Vizekonsulat oder eine Konsularagentur                                       | Elberfeld |                                                                                 |            |                                                                                                   |
| Königreich Griechenland          |                                                                              |           |                                                                                 |            |                                                                                                   |
| Iran                             |                                                                              | Elberfeld |                                                                                 | 1890       |                                                                                                   |
| Großkolumbien                    |                                                                              | Elberfeld |                                                                                 | 1889       |                                                                                                   |
| Königreich Portugal              |                                                                              |           |                                                                                 |            |                                                                                                   |
| Russisches Kaiserreich           | ein dem Konsulat in Frankfurt am Main nachgeordnetes russisches Vizekonsulat | Elberfeld | Oktober 1909                                                                    | April 1911 | Vizekonsul Carl (Charles) Frowein                                                                 |
| Russisches Kaiserreich           | Berufskonsulat                                                               | Elberfeld | 30. November 1913 (Julianischer Kalender); Exequatur wurde im März 1914 erteilt |            | Konsul Mokeiew (Alexander Nikolajewitsch Mokeew, Коллежский советник), vormals Konsul in Lissabon |
| Vereinigte Staaten von Amerika   | Konsulat                                                                     | Barmen    |                                                                                 |            |                                                                                                   |
| Vereinigte Staaten von Amerika   | Konsulat                                                                     | Elberfeld | 1900                                                                            |            |                                                                                                   |

## Kultur und Sehenswürdigkeiten

### Theater

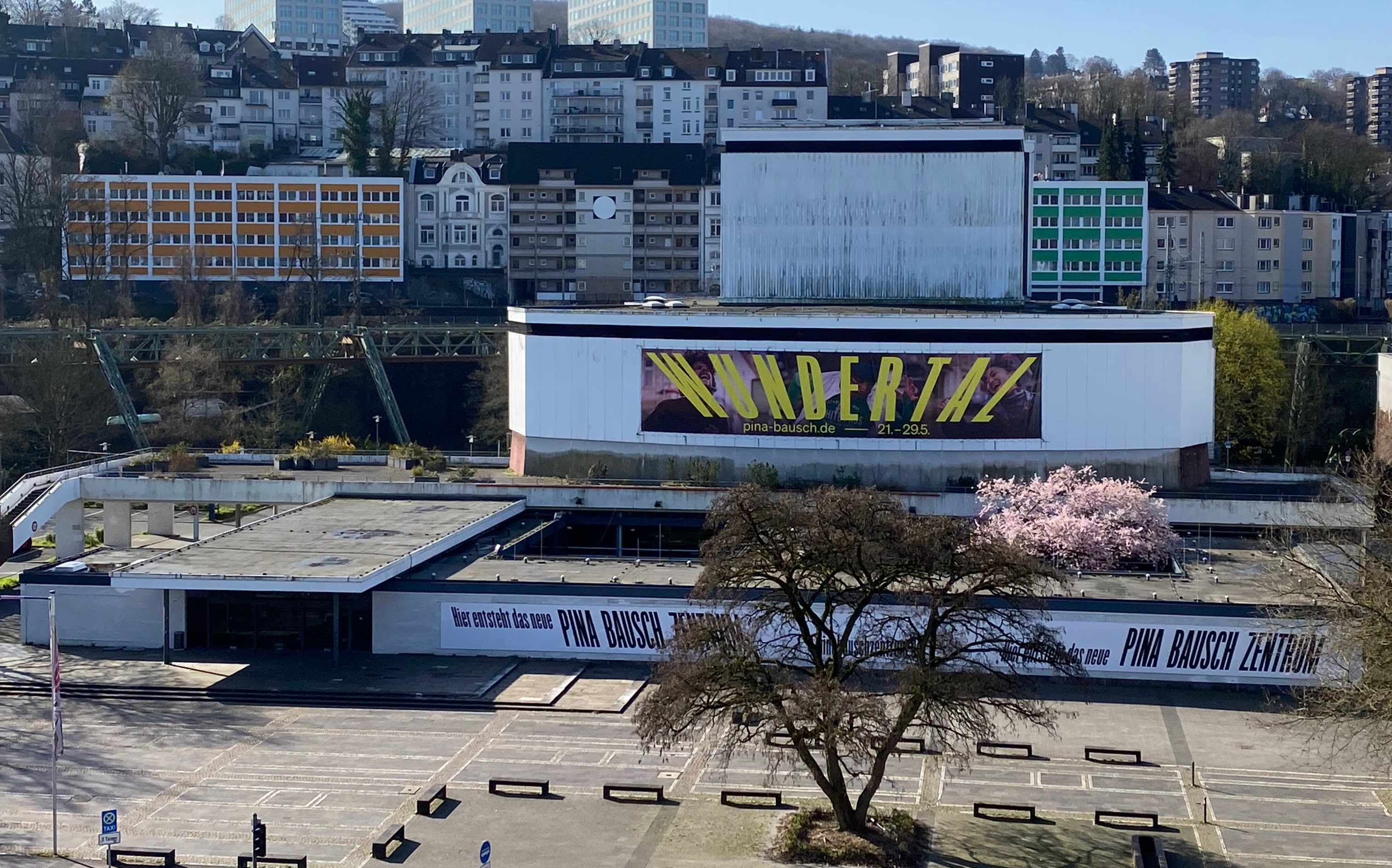
Wuppertaler Schauspielhaus

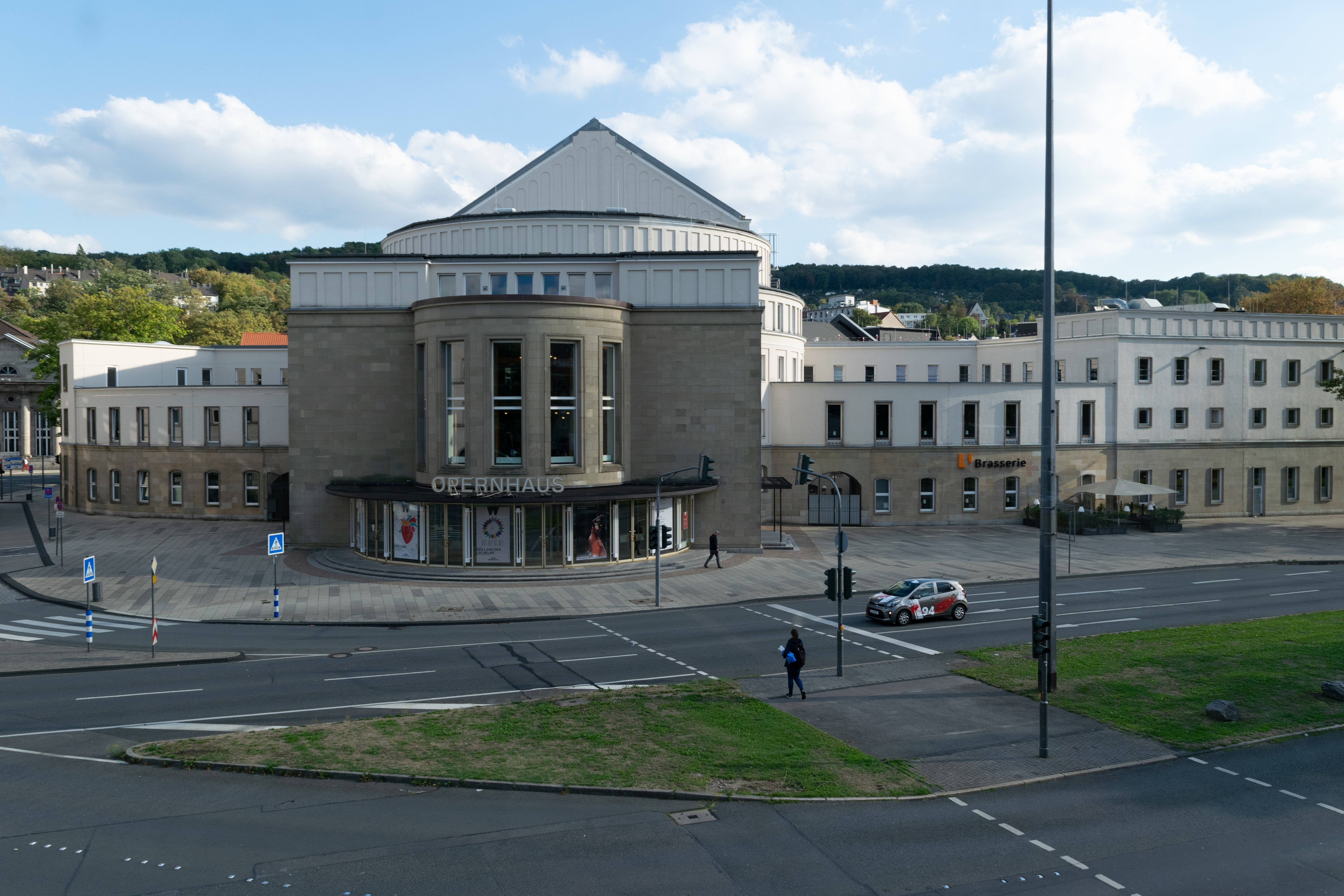
Wuppertaler Opernhaus

Zu den städtischen Wuppertaler Bühnen gehört neben dem Opernhaus im Stadtteil Barmen, das 1907 erbaut und im Zweiten Weltkrieg stark zerstört und bis 1956 wieder aufgebaut wurde auch das Schauspielhaus im Stadtteil Elberfeld, welches 1966 erbaut wurde. Neben einem Opern- und Schauspielensemble hat das für avantgardistische Choreografien weltweit bekannte Tanztheater Pina Bausch seinen Sitz bei den Wuppertaler Bühnen. Ende Juni 2013 wurde das Schauspielhaus wegen unbezahlbarer Sanierungs- und Unterhaltskosten geschlossen. Zudem verfügt die Stadt über zahlreiche kleinere Bühnenproduktionen. So zeigte Müllers Marionetten-Theater von 1993 bis 2020 rund 300 Aufführungen für Kinder und Erwachsene jährlich und wurde zu Gastspielen nach Russland und Japan eingeladen. An gleichem Standort soll das K4 – Theater für Menschlichkeit unter der Leitung von Mona und Kris Köhler eröffnet werden. Das Rex-Theater ist, 1887 gegründet, das älteste noch bestehende Theater des Bergischen Landes und zählte bis in die 1920er Jahre zu den führenden Adressen des Rheinlandes. Nach Umwandlung in ein Kino und zwischenzeitlicher Nutzung als Kleinkunstbühne ist heute wieder ein Kino in dem Theater beheimatet. Das Theater in Cronenberg (TiC) führt stadtweit vier Veranstaltungsorte mit bis zu 99 Plätzen und brachte schon bekannte Größen wie Axel Stein, Christoph Maria Herbst oder Patrick Stanke hervor. Ebenfalls über die Stadtgrenzen hinaus bekannt ist Das Vollplaybacktheater, das Hörspielkassetten lippensynchron als Theaterstück nachspielt und bereits auf Deutschlandtournee ging. Breit aufgestellt ist auch das TalTonTheater in der Elberfelder Nordstadt, das neben Theaterstücken auch Musik- und Literaturveranstaltungen abhält und seinen Sitz aktuell in dem Gebäude der ehemaligen Gold-Zack Werke hat.
Weitere Theater der Stadt sind das Leo-Theater in Langerfeld, das Wuppertaler Kinder- und Jugendtheater sowie das Griechische Theater Wuppertal. Die beiden Letztgenannten verfügen, wie auch das Vollplaybacktheater, nicht über eine eigene Spielstätte. Zudem verfügte die Stadt mit dem Thalia-Theater von 1906 bis zu dessen Abriss 1967 über eine der imposantesten Theater-Bauten der damaligen Zeit.

### Museen

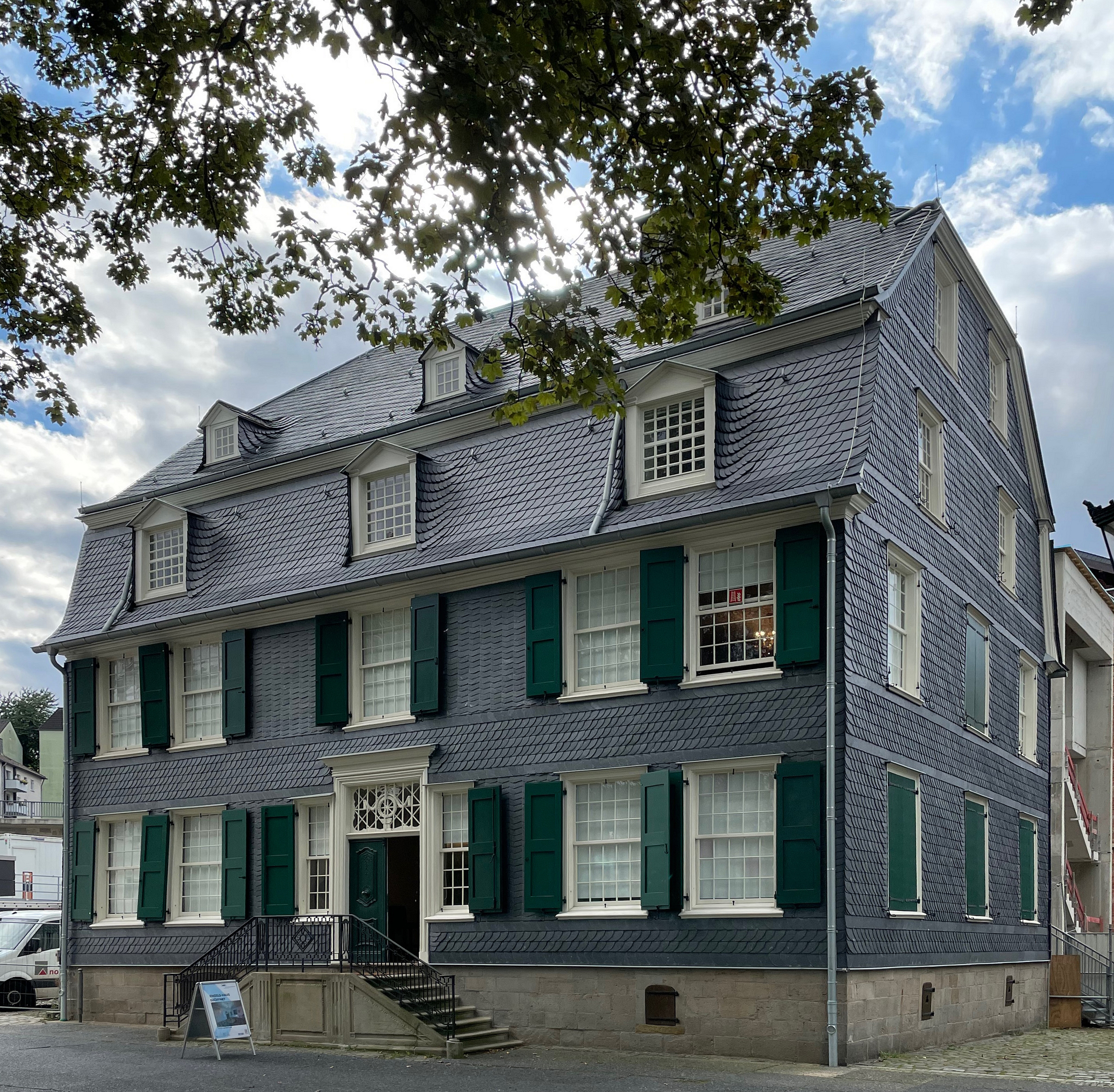
Engels-Haus (Museum Industriekultur Wuppertal)

Die Sammlung des Von-der-Heydt-Museums in der Elberfelder Innenstadt ist vor allem aus privaten Schenkungen der Wuppertaler Industrie des 19./20. Jahrhunderts hervorgegangen und birgt eine exzellente Sammlung mit Kunst vom 16. Jahrhundert bis in die Gegenwart. Hier wurden unter anderem Gemälde von Pablo Picasso erstmals prämiert und ausgestellt. Es dürfte eines der reichhaltigsten Museen in Nordrhein-Westfalen sein, die umfangreiche Sammlung der Werke der Moderne ging in der Zeit des Nationalsozialismus verloren. Die Familie von der Heydt stellte über lange Jahre den preußischen Finanzminister und teilfinanzierten militärische Auseinandersetzungen Preußens, die ansonsten möglicherweise nicht hätten geführt werden können. Früh entstand in der Familie ein Kunstsachverstand, der zum stetigen Wachsen der hochqualitativen Sammlung beitrug.
Das Museum Industriekultur Wuppertal zählt zu den bedeutendsten musealen Einrichtungen zur Frühindustrialisierung in Nordrhein-Westfalen. Es umfasst vier Standorte, die gemeinsam ein anschauliches Bild der industriellen Entwicklung im Wuppertal und des Alltags in einer der frühesten Industrieregionen Europas vermitteln.
Im Zentrum des Museumsverbunds stehen das Museum für Frühindustrialisierung und das benachbarte Engels-Haus im Stadtteil Barmen. Das Museum für Frühindustrialisierung präsentiert in einer authentischen Industriearchitektur des 19. Jahrhunderts eine umfassende Ausstellung zur sozialen, technischen und wirtschaftlichen Transformation während der Industrialisierung – mit Originalmaschinen, Textiltechnik, Arbeitswelten und Alltagsobjekten.
Das Engels-Haus ist ein 1775 erbautes bürgerliches Wohnhaus der Familie Engels. Die dortige moderne Dauerausstellung widmet sich dem Leben von Friedrich Engels, seinem Werk als Sozialtheoretiker, Mitbegründer des Sozialismus und seinem Wirken im Kontext von Industrialisierung, Gesellschaftskritik und Arbeiterbewegung. Das Museum ist zugleich ein zentraler Erinnerungsort der politischen Ideengeschichte des 19. Jahrhunderts.
Ergänzt wird das Museumsangebot durch zwei technisch orientierte Außenstellen: das Bandwebermuseum Wuppertal-Oberbarmen, in dem historische Jacquard-Webstühle noch in Betrieb gezeigt werden, sowie den Manuelskotten im Kaltenbachtal, eine wasserbetriebene Schleiferei, die die kleingewerbliche Werkzeugproduktion im Bergischen Land anschaulich dokumentiert. Alle vier Standorte des Museums Industriekultur Wuppertal bieten authentische Einblicke in die Arbeits- und Lebenswelt der Industrialisierungsepoche und sind auch touristisch lohnenswerte Ziele, die Geschichte lebendig erlebbar machen.
Der Skulpturenpark zeigt Werke des Gründers Tony Cragg sowie die Werke anderer Künstler, der seither zunehmend Interesse und Zuspruch aus dem regionalen Umfeld findet.
Das Museum auf der Hardt, ein Museum für Ethnologie und Mission in Geschichte und Gegenwart als eine Neukonzeption des Völkerkundemuseum, beherbergt Kult- und Gebrauchsgegenstände aus dem südlichen und östlichen Afrika, Indonesien, China und Neuguinea wie Masken, Schmuck, Waffen oder Statuen. Die Exponate sind von oft herausragender handwerklicher und schöpferischer Qualität.
Das Bergische Straßenbahnmuseum in Cronenberg-Kohlfurth beherbergt etwa 30 alte meterspurige Straßenbahnfahrzeuge, die bis 1970 im Tal der Wupper, im Bergischen Land und in den angrenzenden Regionen unterwegs waren. Das Museum konnte ein rund drei Kilometer langes Reststück der früheren Straßenbahnlinie 5, die zwischen Wuppertal und Solingen verkehrte und 1969 stillgelegt wurde, erhalten. Es handelt sich bei der Museumsbahn um einen der kleinsten Straßenbahnbetriebe der Welt.
Das Bibelmuseum zeigt unter anderem historische biblische Funde, die Geschichte der Schreibkunst und der deutschen Bibel sowie Bibeln in über 1200 Sprachen. Im 1910 angelegten Botanischen Garten auf der Hardt befinden sich auf 2,5 ha knapp 4000 unterschiedliche Pflanzenarten. Die Begegnungsstätte Alte Synagoge bietet Dauerausstellung zum jüdischen Leben in der Region, in der Vergangenheit ebenso wie in der Gegenwart.
Mit dem Fuhlrott-Museum, das seit 2008 geschlossen ist, verfügte Wuppertal über ein regionales naturkundliches Museum. Das vom Fuhlrott-Museum genutzte Gebäude wird nach einer Sanierung heute durch die Volkshochschule Wuppertal belegt. Ob und an welchem Ort die Museums-Exponate der Öffentlichkeit wieder zugänglich sein werden, ist zurzeit unklar.

### Musik
Die Stadt Wuppertal unterhält das Sinfonieorchester Wuppertal, welches 1919 aus den beiden Orchestern von Barmen und Elberfeld hervorgegangen ist. Weitere überregional bekannte Orchester und Musikvereine sind das Akkordeon-Orchester Wupperspatzen e. V., das Bundesbahn-Orchester Wuppertal, das Kammerorchester Wuppertal, die Mandolinen-Konzertgesellschaft Wuppertal und der Orchesterverein Bayer Wuppertal.
Ferner gibt es eine Vielzahl von Chören, darunter den überregional bekannten Knabenchor Wuppertaler Kurrende, die auf nationaler Ebene schon zahlreiche Preise gewinnen konnte und auch regelmäßig Auftritte im Ausland hat. Zudem befindet sich der Dienstsitz des Landespolizeiorchester Nordrhein-Westfalen auf Lichtscheid. Überregional bekannt sind auch die kirchenmusikalischen Aktivitäten durch die Kantorei Barmen-Gemarke, Wuppertaler Orgeltage sowie die Wupperfelder Abendmusiken.
Zudem findet das größte Rock-Popfestival für Nachwuchsmusiker in Deutschland, das Schüler-Rockfestival, seit 1987 jährlich in der Wuppertaler Unihalle statt und zieht tausende Besucher an.
Der U-Club in der ehemaligen Küpper-Brauerei gehört zu den bekanntesten Reggae-Clubs Deutschlands. Bis zur Schließung 2018 zählte außerdem der Butan Club zu den besten Technoclubs Deutschlands. Überregionale Bekanntheit genießen außerdem die börse sowie verschiedene Studentenparties der Bergischen Universität wie etwa die Caipirinha Wiwi Party oder der CampusBASH.
Im Bereich des freien Jazz hatte Wuppertal einen besonderen Ruf, da sich hier in den 1960ern ein Kraftfeld entwickeln konnte, das weit über Deutschland hinaus strahlte: Musiker um Peter Brötzmann und Peter Kowald werden zur ersten Generation des europäischen Free Jazz gezählt und spielten in ganz Europa. Seit den 1980ern erfuhren sie auch im amerikanischen „Mutterland des Jazz“ und in Japan Anerkennung. Diese Free Jazzer der ersten Generation haben die Wuppertaler Kulturszene nachhaltig geformt: Der Ort, das ehemalige Atelier von Peter Kowald, beherbergt heute Musiker oder andere Artists in Residence.
Der Pianist, Organist und Komponist Bernd Köppen hat 1995 den Verein Unerhört e. V. gegründet, der bis heute Konzerte veranstaltet. Auch danach hat das Tal originelle Improvisatoren wie Hans Reichel, Rüdiger Carl oder Gunda Gottschalk hervorgebracht.

### Film und Fernsehen
Neben einem Komplexkino und zwei Programmkinos verfügt Wuppertal im Sommer über das Open Air Kino Talflimmern, mit einem vielfach von der Film- und Medienstiftung NRW ausgezeichneten Programm. Darüber hinaus befindet sich in Wuppertal die Dienstleistungszentrale des Bundesweiten Verbundes Unabhängiger, Mittelständischer Kinounternehmen Cineplex, eine der größten Kinogruppen Europas.
Der WDR betreibt im Luisenviertel ein Regionalstudio.

#### Wuppertal als Filmkulisse
Steile Straßenzüge, Fabrikgemäuer, alte Gründerzeit-Villen und urbane Idyllen machen Wuppertal zu einem beliebten Produktionsort für Filme. Insgesamt sind seit 1901 mehr als 60 Kino- und TV-Produktionen sowie preisgekrönte Dokumentarfilme ganz oder teilweise in Wuppertal gedreht worden.
1972 drehte Rainer Werner Fassbinder dort die Arbeiter-Fernsehserie Acht Stunden sind kein Tag für den WDR und 1974 Wim Wenders den mit dem Preis der deutschen Filmkritik ausgezeichneten Klassiker der deutschen Filmgeschichte Alice in den Städten. Auch der Tatort Zabou von 1986 wurde teilweise in Wuppertal gedreht. Tom Tykwer ließ im Jahr 2000 den Kinohit Der Krieger und die Kaiserin in seiner Heimatstadt spielen. Zudem wurden schon die Erfolgsfilme Manta Manta (1991) und Knockin’ on Heaven’s Door (1997) mit Til Schweiger sowie Das Experiment (2001) mit Moritz Bleibtreu und im selben Jahr Nichts bereuen mit Daniel Brühl oder auch der Film Woche für Woche mit Tanja Wedhorn in Wuppertal gedreht. Im Juli 2008 kam der Film Freche Mädchen mit Anke Engelke in die Kinos. Das Drama Elli Makra, 42277 Wuppertal (2008) spielt in der griechischen Gemeinde Wuppertals. Im Februar 2011 hat Wim Wenders mit seinem 3D-Kinofilm Pina der Choreografin Pina Bausch und dem Tanztheater Wuppertal ein Denkmal gesetzt. In der schwarzen Komödie King Ping – Tippen Tappen Tödchen (in Anspielung auf die Wuppertaler Treppe Tippen-Tappen-Tönchen) mit Christoph Maria Herbst von 2013 muss sich ein Ermittler der Wuppertaler Polizei im Wuppertaler Zoo mit zwielichtigen Gestalten und Pinguinen (dem Wappentier des Zoos) herumschlagen.
Die Serie Der kleine Vampir – Neue Abenteuer wurden zum Großteil in Wuppertal gedreht, wo sich unter anderem auch das Haus der Familie Bohnsack befindet. Die Miniserie Wishlist (2016) spielt größtenteils in Wuppertal, da viele Darsteller dort wohnen. Die dritte Staffel der Fernsehserie Babylon Berlin (2018) wurde unter anderem in der Villa Amalia im Briller Viertel gedreht. In Wuppertal spielt auch die 2019 gedrehte Minireihe Väter allein zu Haus.
Für verschiedene Shows wie beispielsweise Deutschland sucht den Superstar oder The Voice of China werden des Öfteren Castings in der Historischen Stadthalle veranstaltet.

### Literarisches
Wuppertal ist Sitz der 1990 gegründeten Else-Lasker-Schüler-Gesellschaft, die ihre großen internationalen, politisch literarischen Foren auch in Wuppertal durchführt.
Auch ist Wuppertal ein Schauplatz im Comic Wotans Feuer (1984) der Serie Yoko Tsuno des franco-belgischen Comiczeichners Roger Leloup.

### Gastronomie
Aus der Tradition heraus ist die Elberfelder Altstadt, mit der Luisenstraße und der kleinen Friedrich-Ebert-Straße, das Ausgehviertel für ein breitgefächertes Publikum. Später kamen die Neumarktstraße in der Innenstadt und das Areal an der Nordbahntrasse um den Mirker Bahnhof hinzu. Weitere Ausgehmöglichkeiten gibt es eher vereinzelt, wie zum Beispiel das Tanzzentrum Ada, ehemalige Anlaufstelle von Pina Bausch, Die börse, der U-Club oder das Wuppertaler Brauhaus.

### Architektur

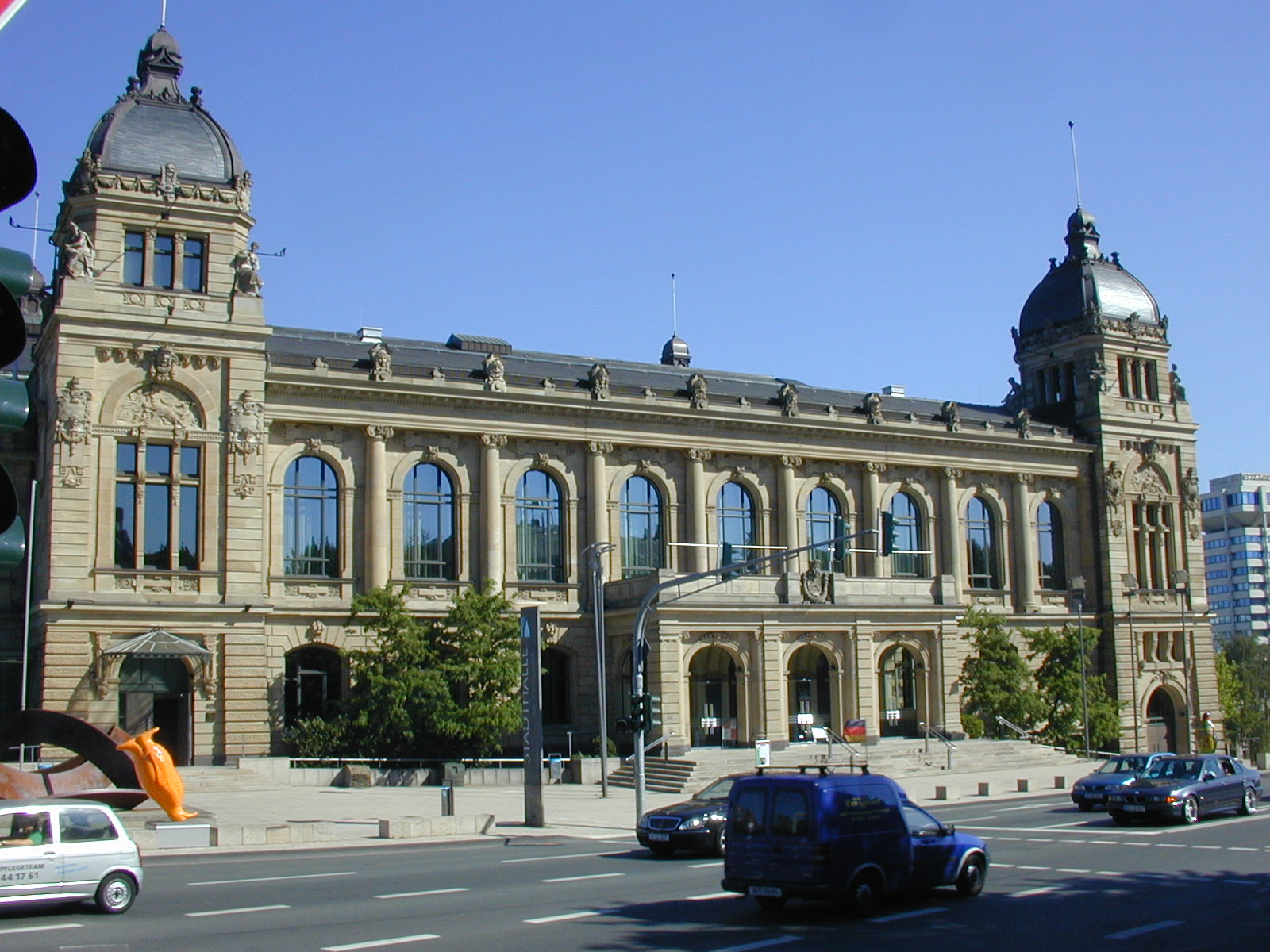
Stadthalle Wuppertal

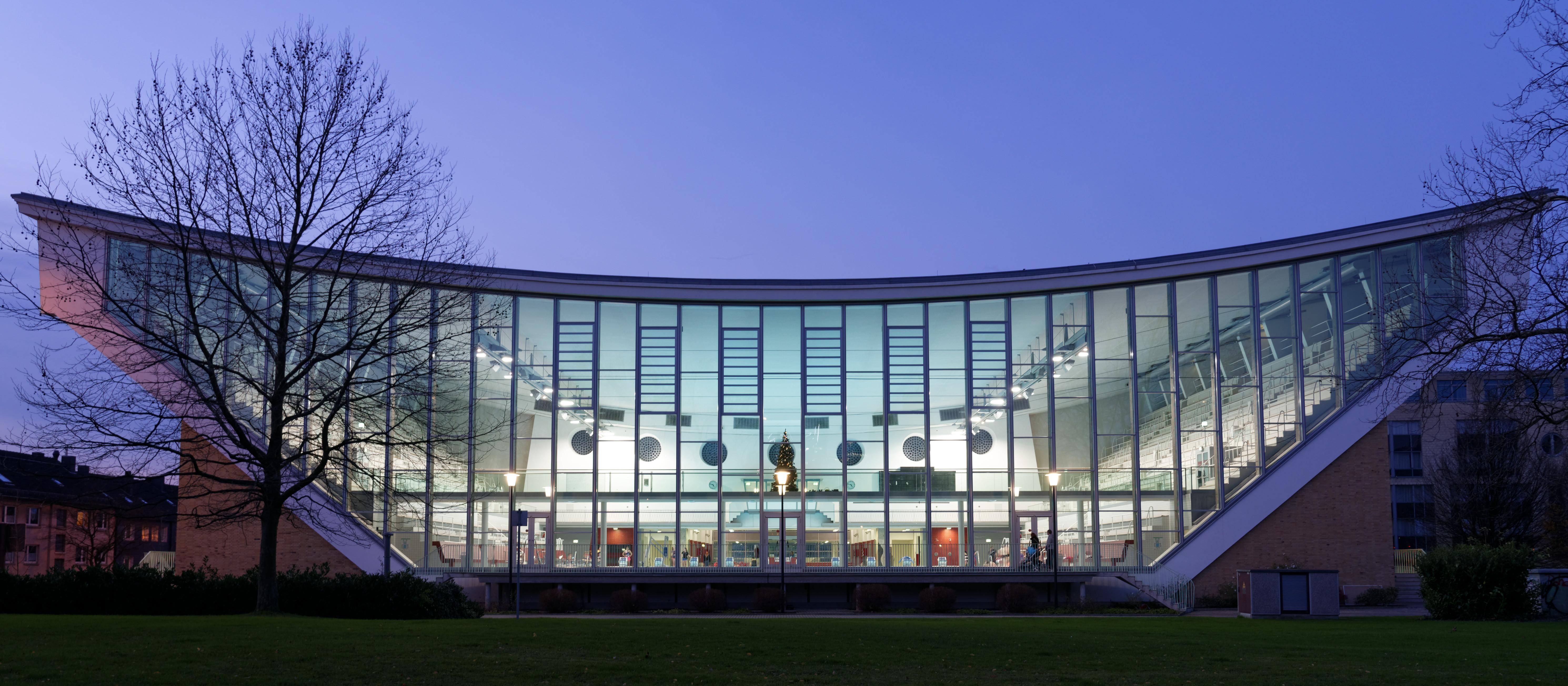
„Schwimmoper“ in Elberfeld

Trotz der starken Zerstörungen im Innenstadtbereich im Zweiten Weltkrieg verfügt Wuppertal mit rund 4500 Baudenkmälern über den zweitgrößten Bestand des Landes Nordrhein-Westfalen. Dabei ist besonders die Architektur des 19. Jahrhunderts mit einigen herausragenden Bauwerken vertreten. Die ersten Stadterweiterungen haben zahlreiche Beispiele des Klassizismus in Wuppertal hinterlassen, aus der Zeit des Historismus finden sich neben mehrgeschossiger Wohnbebauung einige geschlossene Villengegenden. Das Briller Viertel ist eines der größten und homogensten Villenviertel Deutschlands, später konzentrierte sich der gutbürgerliche Villenbau auf das Zooviertel. Von den rund 50.000 Wohngebäuden wurden etwa 85 % vor dem Jahr 1982 errichtet. Große Bauten der Jahrhundertwende wie die Schwebebahn oder die historische Stadthalle am Johannisberg dokumentieren den Reichtum der Städte Elberfeld und Barmen in dieser Zeit. Aus der Nachkriegszeit ist die Schwimmoper nennenswert.

#### Bauwerke

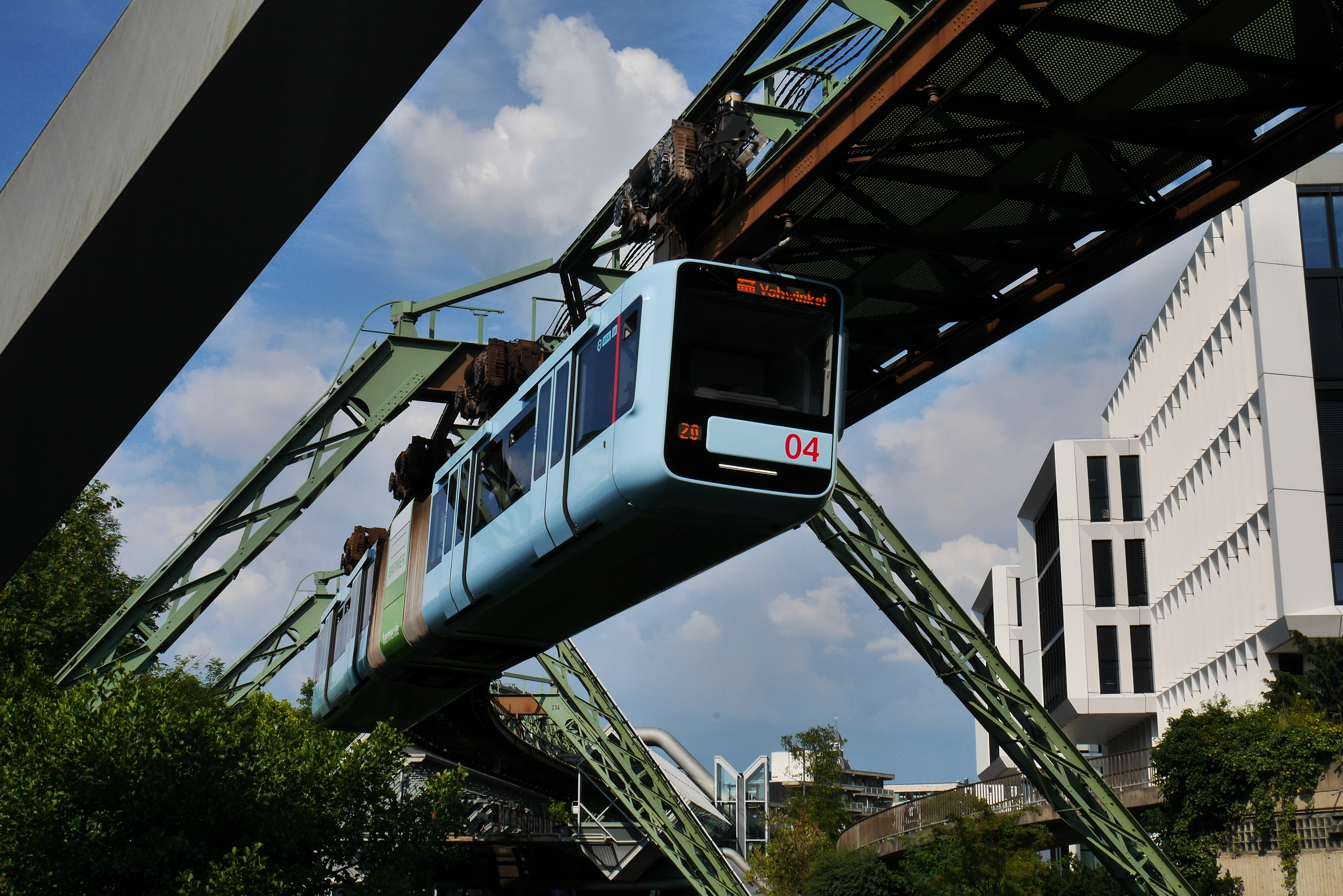
Wuppertaler Schwebebahn

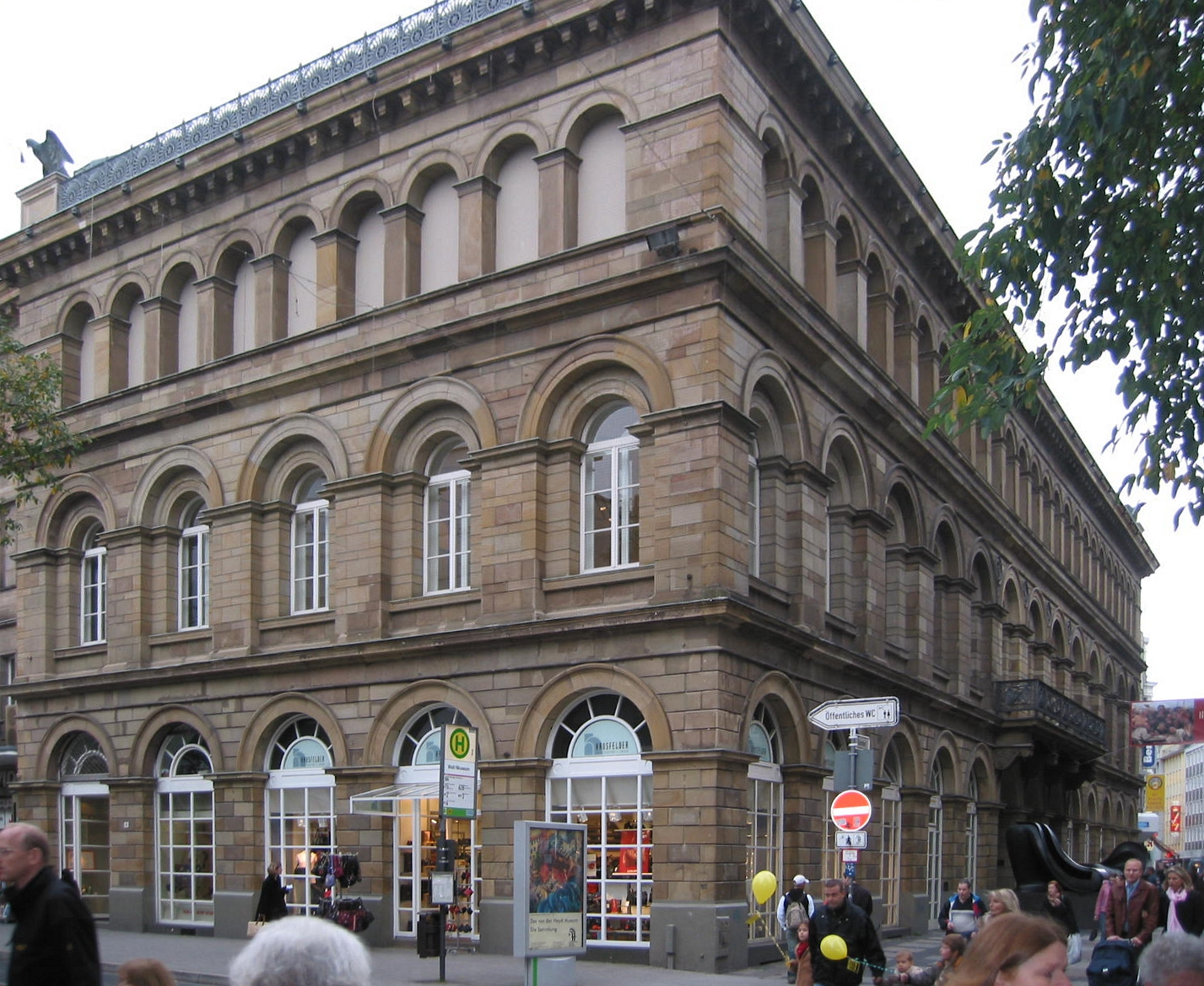
Von der Heydt-Museum im Elberfelder Zentrum

Wuppertal ist vor allem bekannt durch die von Eugen Langen konstruierte und 1901 offiziell eröffnete Schwebebahn. Die 13,3 Kilometer lange Strecke ist technisch eine Hängebahn und wurde schon bald nach ihrer Eröffnung zum Wahrzeichen der damaligen Städte. Ihr Tragegerüst – mit dem sie zu den 50 längsten „Brückenbauwerken“ der Welt gehört – wurde seit 1997 weitgehend historisch werkgetreu erneuert; gleichzeitig wurden alle Haltestellen umgebaut und modernisiert. Die Schwebebahn soll damit ein modernes, sicheres und schnelles Nahverkehrssystem bleiben, das täglich von über 75.000 Fahrgästen genutzt wird. Allerdings ging durch den Neubau der meisten Stationen sowie der beiden Endbahnhöfe ein großer Teil der originalen Bausubstanz verloren. Lediglich die Station Döppersberg wurde originalgetreu erhalten. Die Bahnhöfe Werther Brücke, Völklinger Straße und Landgericht wurden im historischen Stil neu errichtet und nur zurückhaltend mit modernen Einbauten ergänzt, z. B. mit Aufzügen. Sie allein geben noch einen Eindruck vom historischen Erscheinungsbild der Schwebebahnstationen. Legendär ist die Geschichte der Elefantendame Tuffi, die 1950 einen Sprung aus der Schwebebahn in die Wupper überlebte.
Viele Bauten sind im Stil des Klassizismus errichtet worden, zum Beispiel die Barmer Ruhmeshalle (heutiger Name: Haus der Jugend), das ehemalige Elberfelder Rathaus und heutige Von der Heydt-Museum, die alte Landesbank und das Landgericht, insbesondere sein Treppenhaus. Das kaum weniger ansehnliche Treppenhaus des Amtsgerichts ist wegen der Verlegung des Eingangs nicht unmittelbar zugänglich. Zwei weitere bedeutende Monumente dieser Zeit sind das Bahnhofsgebäude des Hauptbahnhofs, dessen Vorbau aktuell zur Freilegung des ursprünglichen Eingangs zurückgebaut wird, sowie das Gebäude der ehemaligen Bundesbahndirektion.
In den außerordentlich zahlreichen Villen aus der Gründerzeit sind vielfältige Baustile realisiert worden. Einen ähnlichen Stilmix weisen auch die großen Arbeiterviertel mit geschlossener gründerzeitlicher Wohnhausbebauung auf, die sich nördlich des Elberfelder Zentrums befinden. Interessant sind auch die Messebauten aus der Gründerzeit in der Hofaue nahe dem Elberfelder Zentrum, damals eine permanente Textilmesse, auf der man fast alles aus dem Bereich Textil kaufen oder ordern konnte. Aus der Zwischenkriegszeit sind einige repräsentative Villen im Bauhausstil zu erwähnen, vor allem eine Reihe von außerordentlich ansprechenden und großflächigen Wohnanlagen. Sie wurden in der Regel von Wohnungsbaugesellschaften errichtet, deren Gründer zumeist heimische Industrielle waren.

##### Kirchen

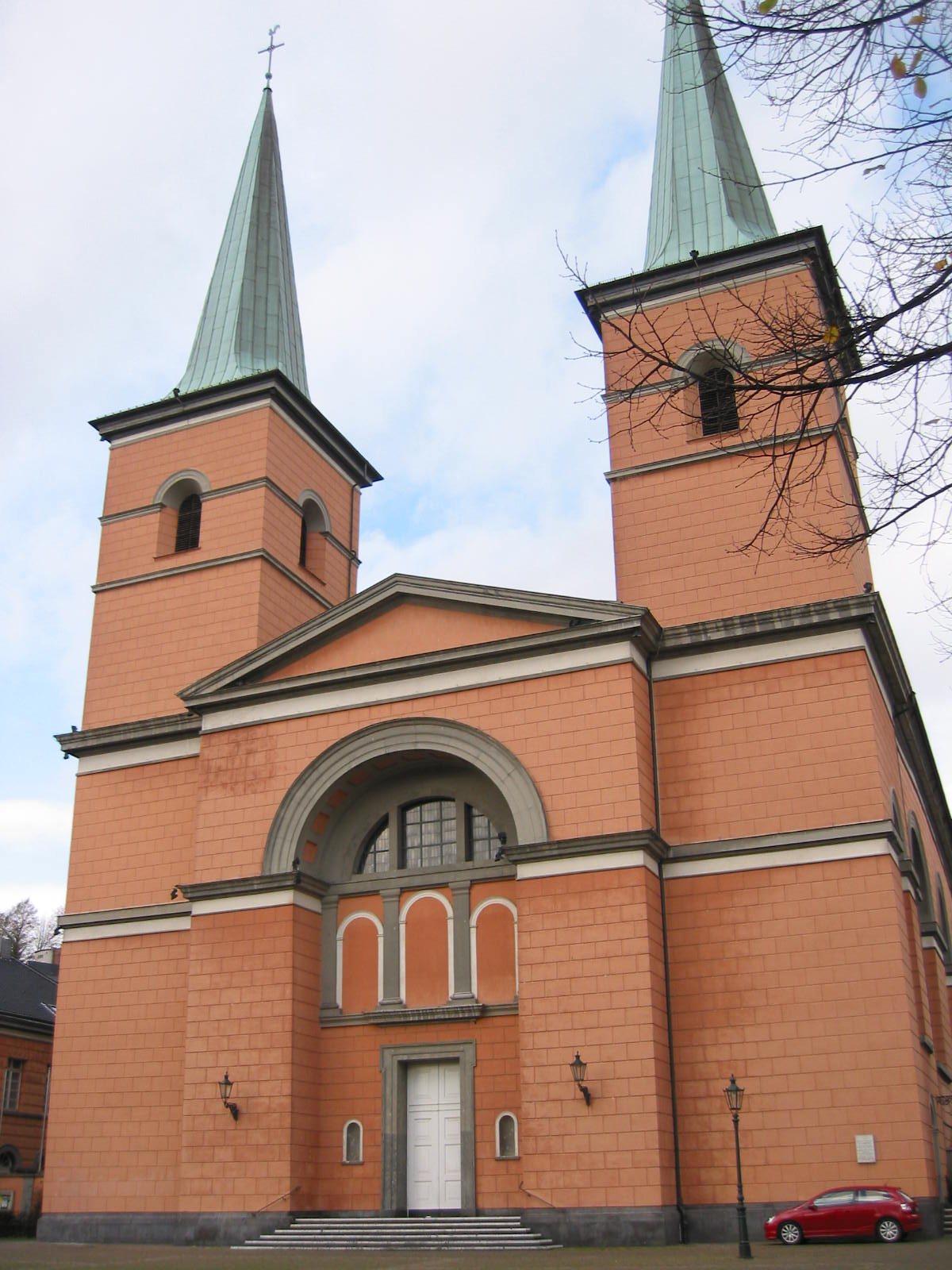
St.-Laurentius-Kirche

Durch die vielen religiösen Gemeinschaften (s. o.) gibt es zahlreiche Kirchen. Da erst in den 1980er Jahren die lutherischen und reformierten Gemeinden vereint wurden, gibt es in vielen Stadtteilen eine katholische und zwei evangelische Kirchen. Dies hat zur Profanierung einiger Bauten, wie etwa der Immanuelskirche, geführt. Älteste Wuppertaler Kirche ist die Alte reformierte Kirche, die architektonisch bedeutendste Kirche die St.-Laurentius-Kirche, die den Titel basilica minor trägt, im Luisenviertel. Viele Kirchen, darunter die kulturell bedeutende Alte Kirche Wupperfeld wurden geschlossen oder verkauft.
Viele Kirchen überragen mit ihrem Kirchenschiff nicht die umgebenden Wohnbauten, einzig die Türme sind höher. Sie wurden zumeist Mitte des 19. Jahrhunderts inmitten niedriger Fachwerkhäuser errichtet und verloren ihren dominierenden Status mit Bau der Gründerzeithäuser.

##### Türme

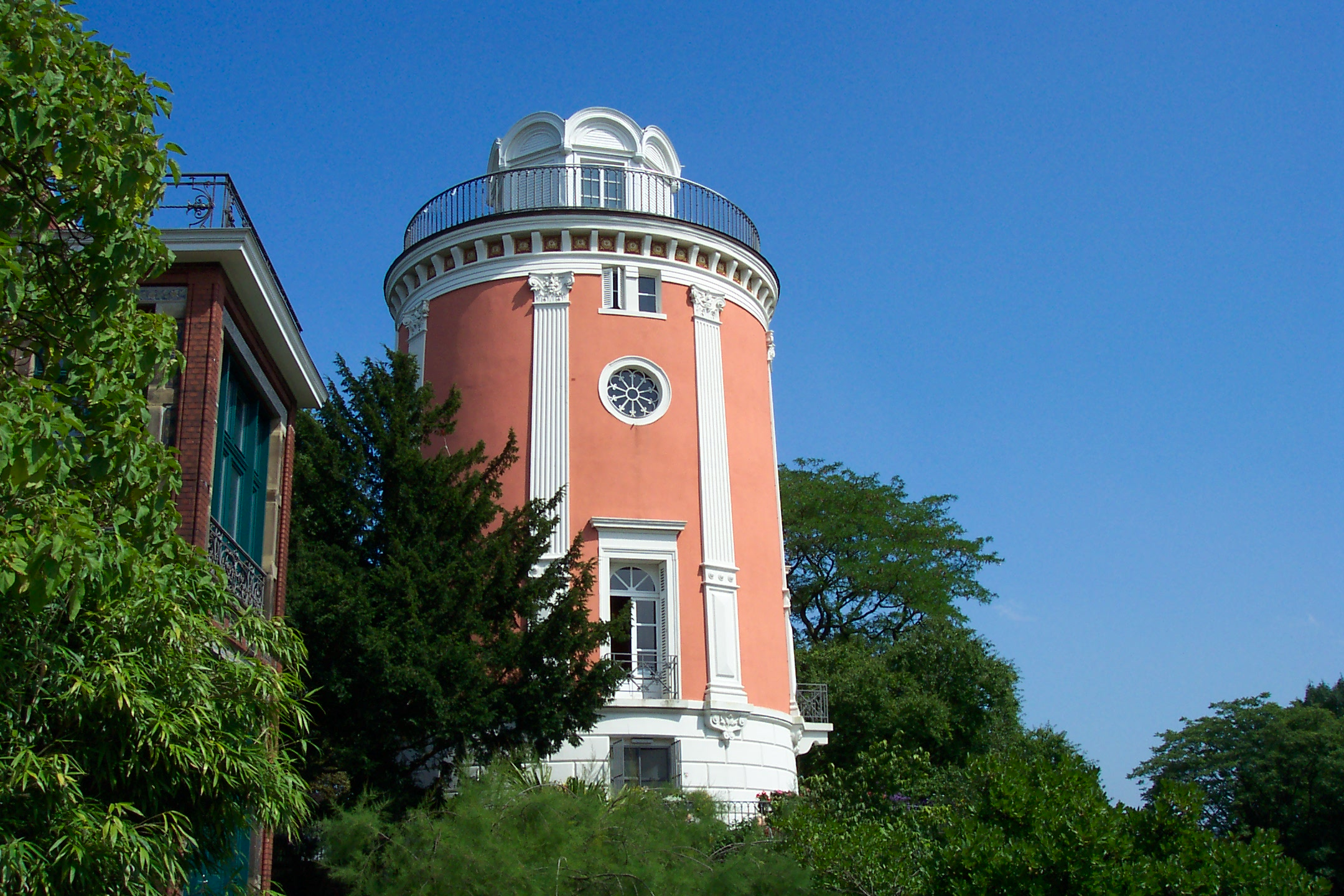
Elisenturm auf der Hardt

Auf den die Wupper säumenden Höhen stehen zahlreiche Türme, darunter fünf Aussichtstürme aus dem 19. und beginnenden 20. Jahrhundert: Der Bismarckturm ist einer von 173 weltweit noch erhaltenen Türme und befindet sich in der Hardt-Anlage. Der Elisenturm wurde 1838 zu Ehren der Königsgemahlin Elisabeth Ludovika von Bayern im Botanischen Garten errichtet, heute ist er für Führungen, Ausstellungen und Trauungen hergerichtet. Vom Bankier August Freiherr von der Heydt wurde 1892 der Von-der-Heydt-Turm auf dem Elberfelder Kiesberg gestiftet. Der Toelleturm befindet sich seit 1888 am Rande der Barmer Anlagen, einer der größten privaten Parkanlagen Deutschlands. Ein weiterer bekannter Turm ist der Weyerbuschturm, dessen Sanierung 2011 aus Kostengründen gestoppt wurde. Alle Türme bieten bei gutem Wetter eine Sicht bis ins Rheinland sowie das südliche Bergische Land und Teile des Ruhrgebiets.
Auch verschiedene Wassertürme prägen das Bild der Stadt. Sehr bekannt und aus vielen Teilen der Stadt sichtbar ist das Atadösken im Stadtbezirk Uellendahl-Katernberg.
Das höchste Bauwerk ist der 198 Meter hohe Schornstein des stillgelegten Heizkraftwerks Elberfeld.

##### Treppen

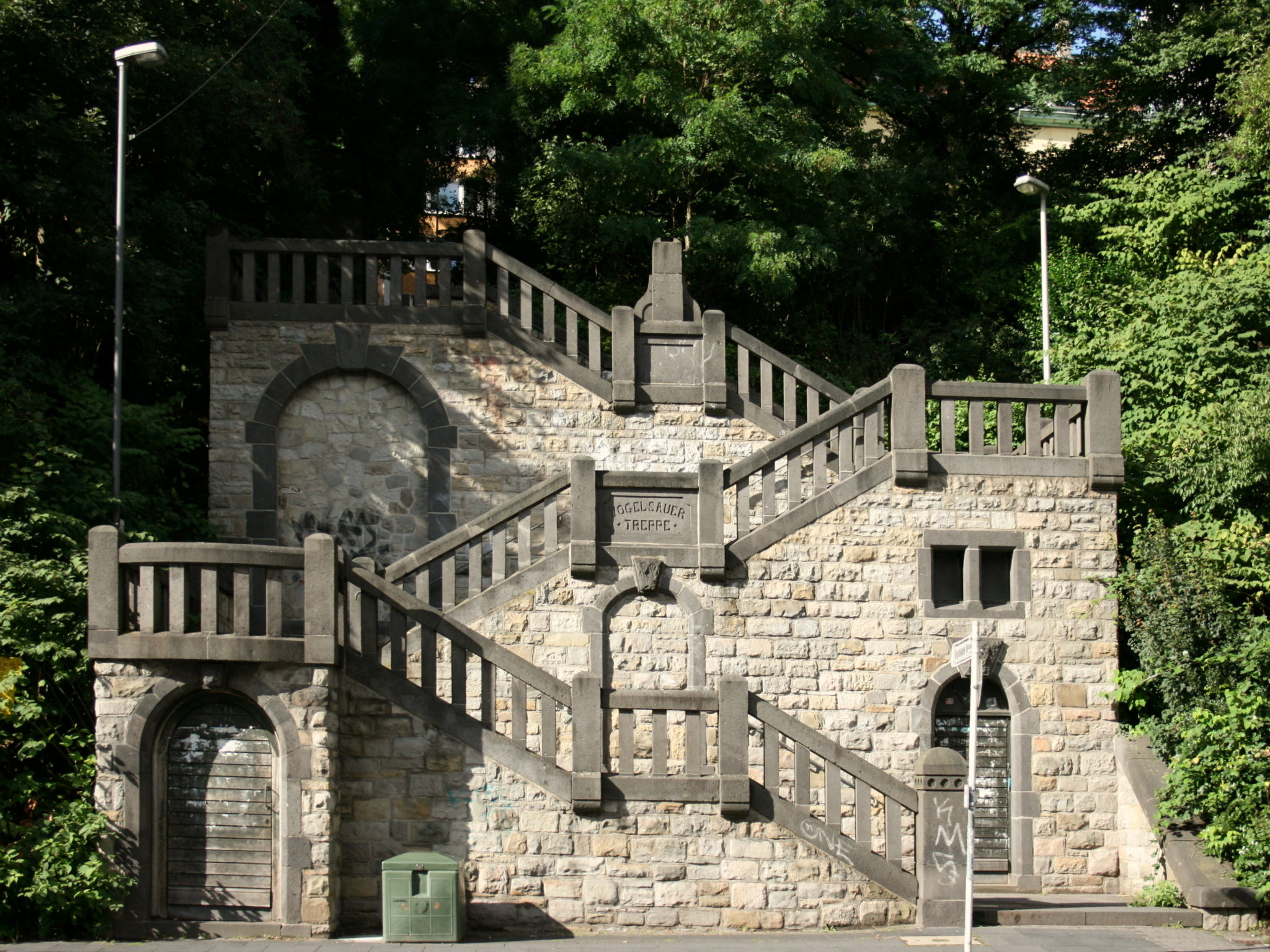
Vogelsauer Treppe in Elberfeld-West

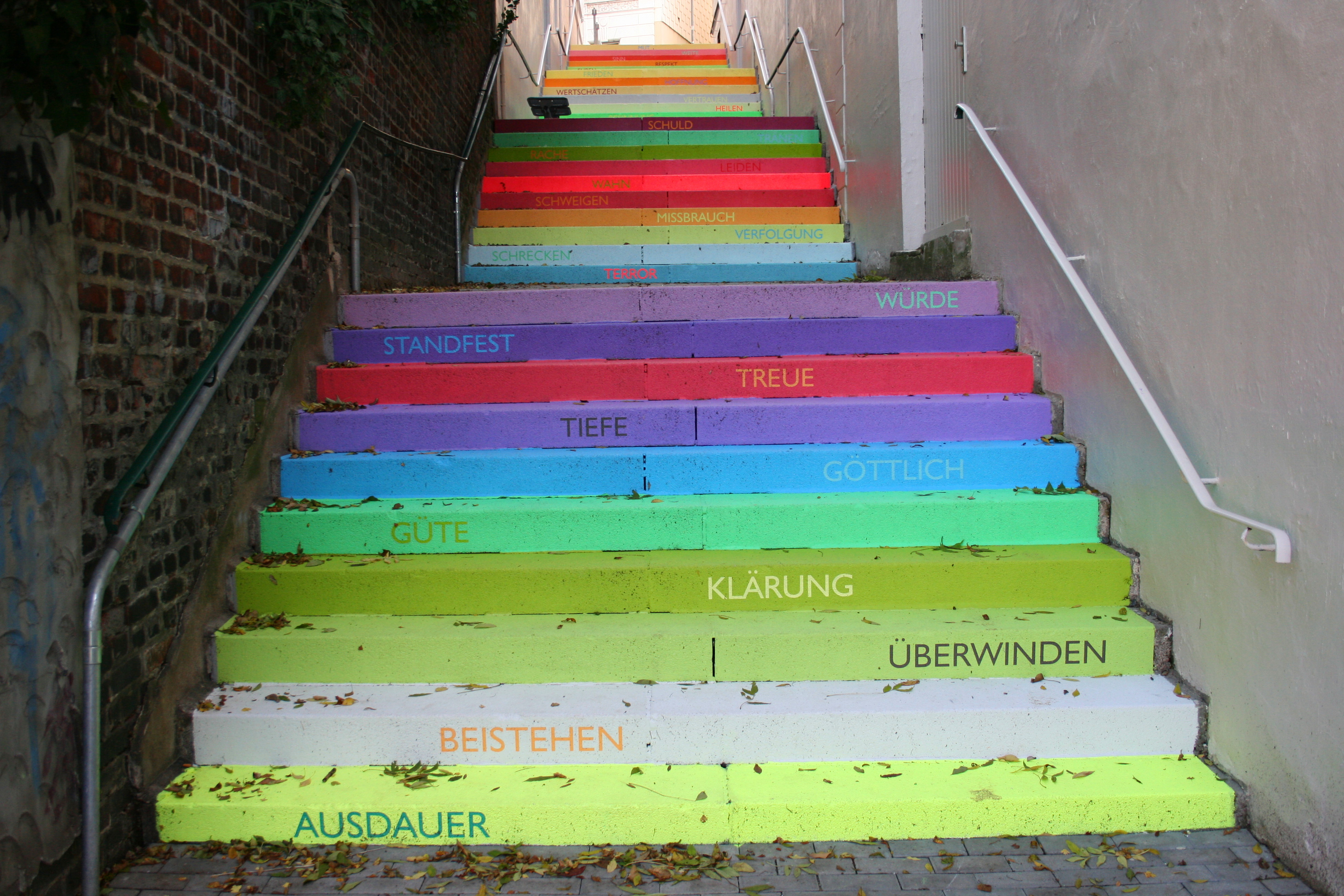
Die Holsteiner Treppe zeigt in 112 Stufen die neun Abschnitte des Lebens

Die Wohngebiete des 19. Jahrhunderts wurden für Fußgänger eingerichtet und befinden sich zumeist in Hang- oder Berglagen. Man zählt 469 öffentliche Treppen mit insgesamt 12.383 Stufen, 23 Treppen stehen unter Denkmalschutz. Die wohl bekannteste Treppe in Elberfeld ist das Tippen-Tappen-Tönchen, die längste durchgehend gerade Treppe ist die Jakobstreppe mit 155 Stufen, die die Friedrich-Ebert-Straße mit dem Nützenberg verbindet. Mit 168 Stufen ist die Anilintreppe die größte aller Wuppertaler Treppen. Als architektonisch interessant gelten die Vogelsauer Treppe sowie die Dicke-Ibach-Treppe. Beliebtes Fotomotiv ist auch die bunte Holsteiner Treppe.

##### Sportstätten

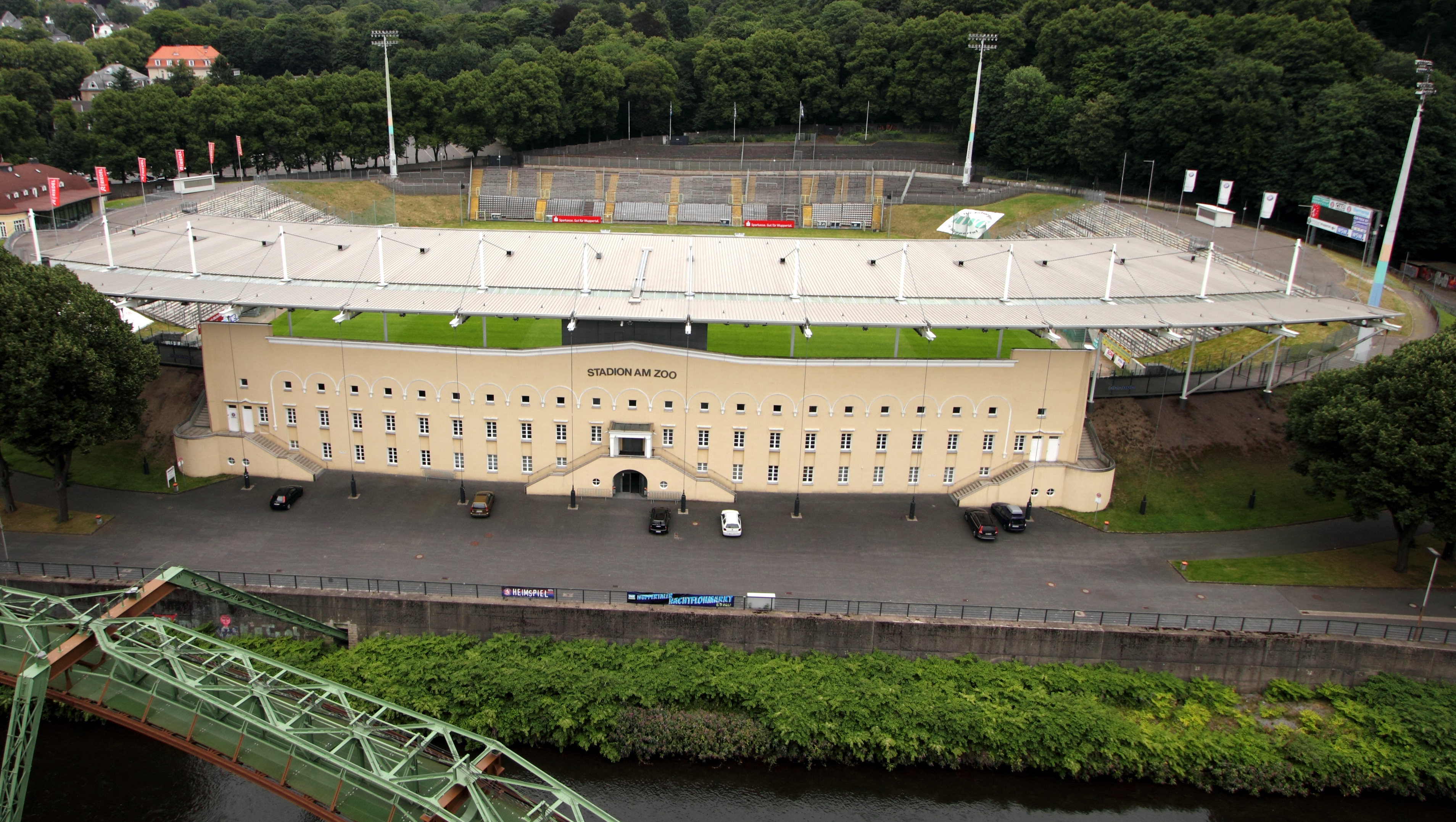
Stadion am Zoo, die Heimat des Wuppertaler SV

Das Stadion am Zoo wurde 1924 eröffnet und ist das größte Stadion im Bergischen Land. Hier wurden verschiedene Spitzensportveranstaltungen im Radsport, Motorradsport, Leichtathletik, Fußball und American Football abgehalten. Es ist unter anderem Austragungsort der Meisterschaftsspiele des Fußball-Regionalligisten Wuppertaler SV. Die alte Radrennbahn im Stadion ist teilweise heute noch erhalten und steht unter Denkmalschutz, wird jedoch zurzeit durch eine neue Tribüne ersetzt. Sie galt nach ihrer Errichtung als schnellste Radrennbahn der Welt.
Ein weiteres großes Veranstaltungszentrum für Sport und auch für Unterhaltung ist die Uni-Halle, die im November 1987 eröffnet wurde. Sie ist die größte Mehrzweckhalle im Bergischen Land mit etwa 3.000 Sitzplätzen. Hier wird unter anderem jeden Januar die Wuppertaler Hallenfußball-Meisterschaft ausgetragen, sowie die Heimspiele des BHC, zudem finden regelmäßig musikalische Veranstaltungen statt.

#### Parks
Während der Industrialisierung sicherten Großbürger und ihre Vereine viele unbebaute Talhänge und Hügel und legten dort große Parks an. Der erste von diesen Volksparks entstand ab 1807 auf der Hardt. Es folgten weitere Anlagen in allen Stadtteilen, die teilweise bis heute von den Vereinen unterhalten werden. Die sechs bedeutendsten Parks in Wuppertal sind Mitglied im Europäischen Gartennetzwerk, womit die Stadt die Liste anführt.

##### Zoo

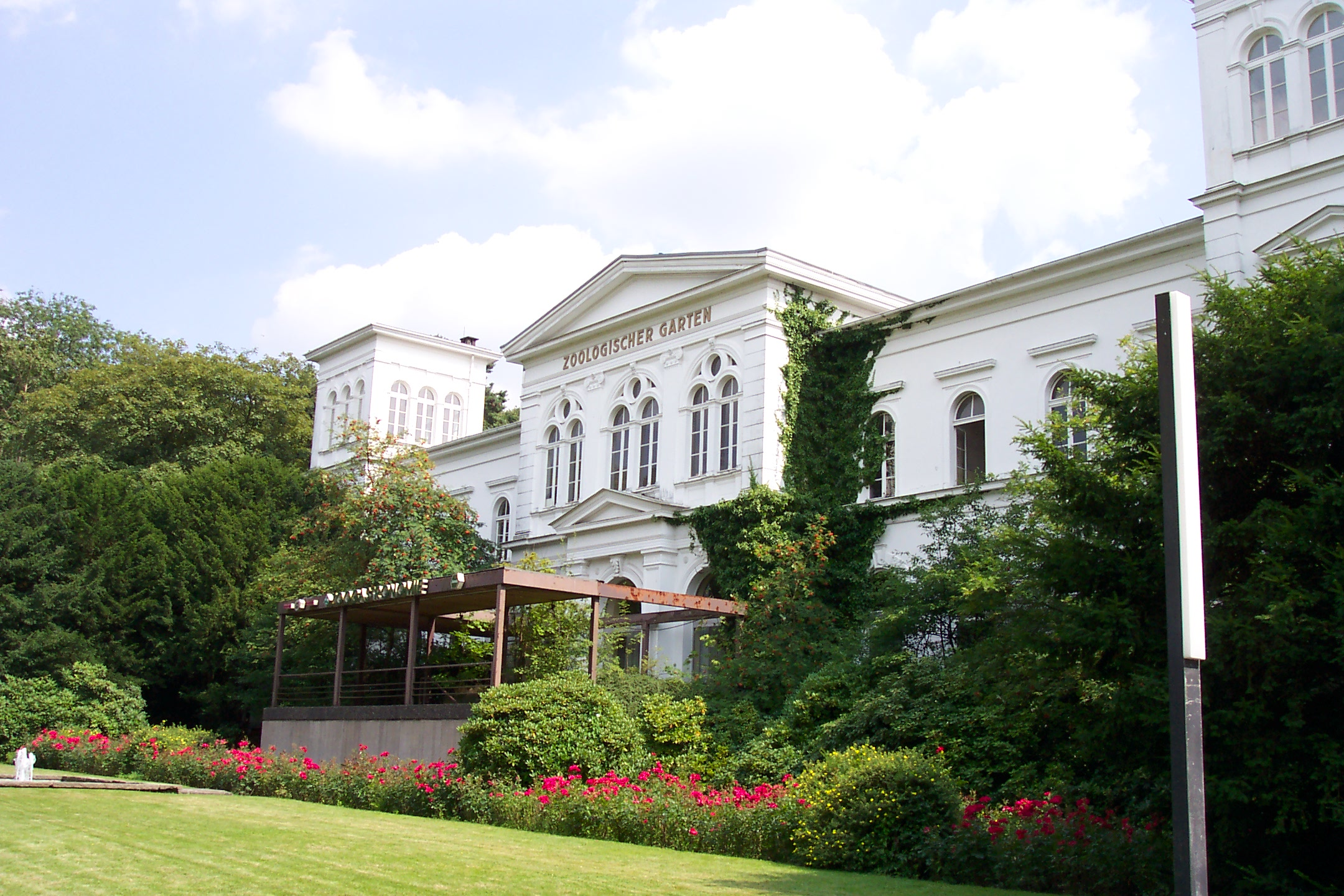
Gaststätten Zoologischer Garten

In einem ausgedehnten Parkgelände mit altem Baumbestand befindet sich am Hang des Kiesbergs der drittbeste deutsche Großzoo, Zoo Wuppertal, in dem rund 5000 Tiere von knapp 500 Arten aus allen Teilen der Erde gehalten werden. In zahlreichen Tierhäusern zeigt er unter anderem Menschenaffen, Bären, Großkatzen, Vögel, Fische und Reptilien. Beliebt sind die vier jungen Elefanten und europaweit einzigartig, ein Tapir-Haus mit Unterwasser-Beobachtung. Im Mai 2007 wurde die größte Raubtier-Anlage Deutschlands eröffnet, über sie hinweg führt eine Brücke des Radwanderweges Burgholzbahn. Zudem verfügt der Zoo über eine der größten Anlagen für Königspinguine und der einzigen für Zwergpinguine in Europa.
Im Jahr 2006 feierte der Wuppertaler Zoo sein 125-jähriges Bestehen mit der Pinguinale. Hierzu wurden im gesamten Stadtgebiet große, künstlerisch bearbeitete Pinguinfiguren aufgestellt, von denen viele noch heute im Stadtgebiet und im Zoo zu sehen sind.

##### Barmer Anlagen und Vorwerkpark

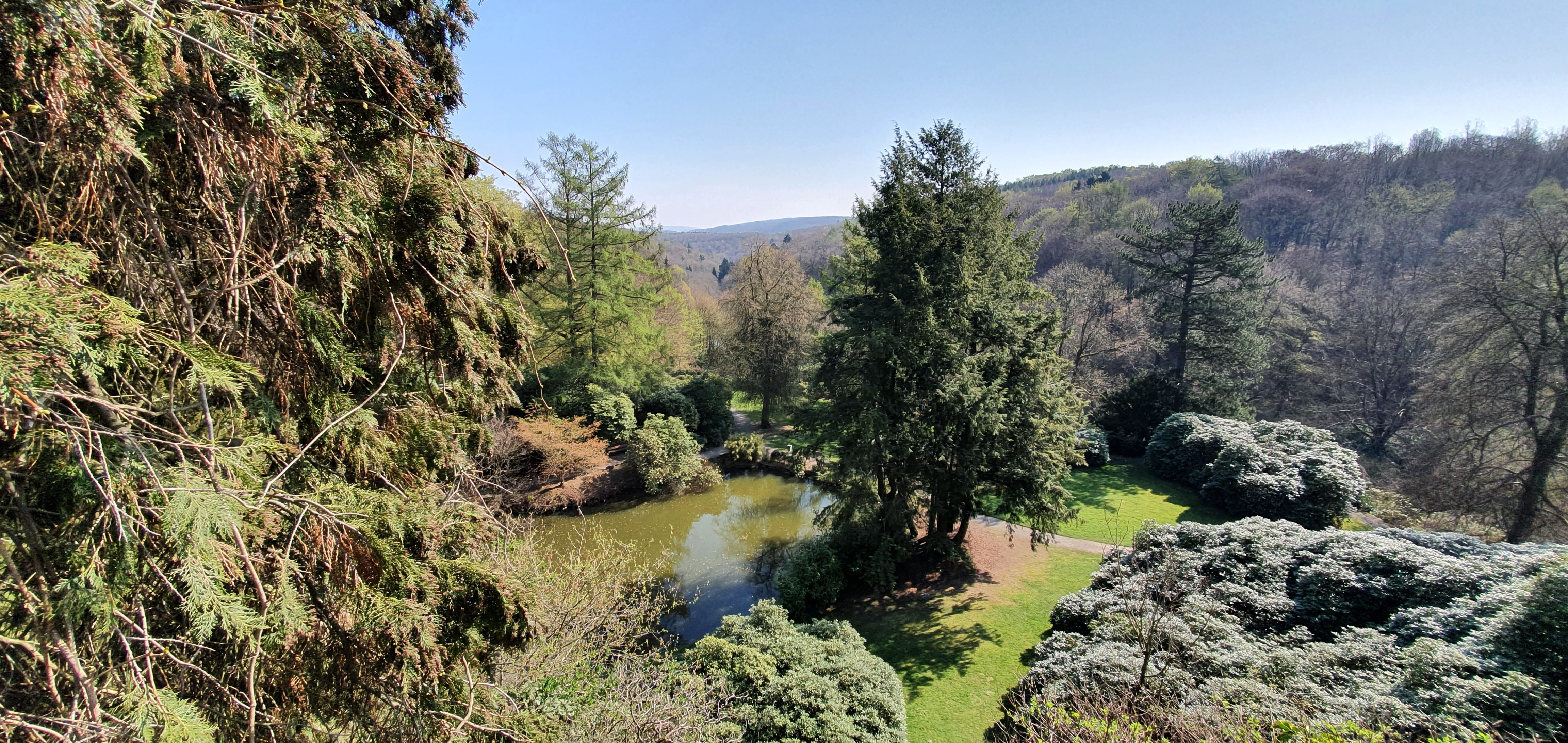
Vorwerkpark auf den Barmer Südhöhen

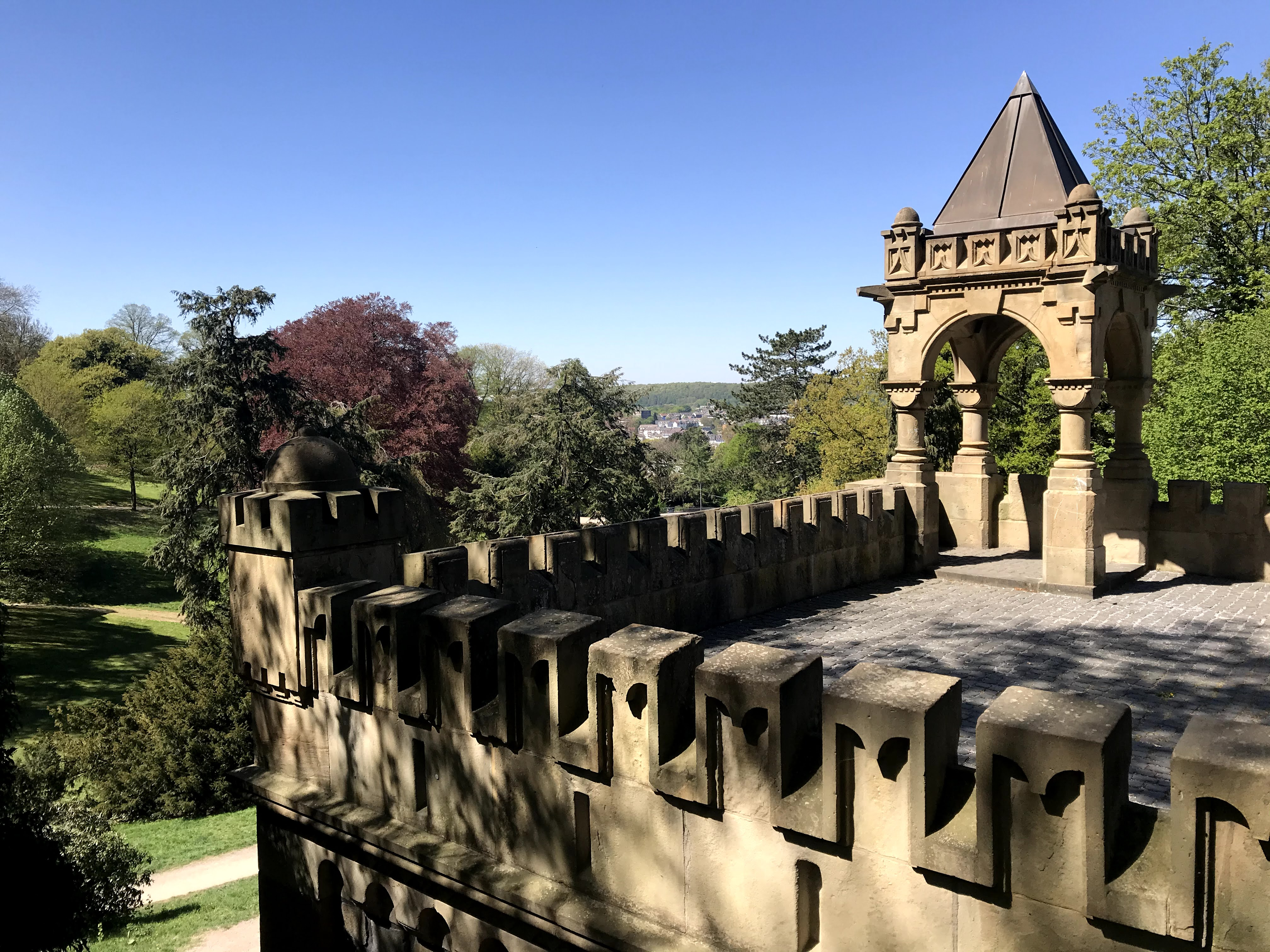
Barmer Anlagen

Die Barmer Anlagen sind ein Landschaftspark am Hang der Barmer Südhöhen, der in ein Waldgebiet übergeht und zu den größten privaten Parkanlagen Deutschlands zählt. In den Anlagen stand bis 1947 das erste Großplanetarium der Welt, das jedoch im Zweiten Weltkrieg zerstört und danach aus finanziellen Gründen nicht wieder aufgebaut wurde. Am westlichen Ende des Barmer Waldes befindet sich das Villenviertel Toelleturm mit dem gleichnamigen Aussichtsturm. Südlich des Barmer Waldes schließt sich der Vorwerkpark an, der ab 1895 von der Gründerfamilie des gleichnamigen Unternehmens angelegt und 2001 der Öffentlichkeit zugänglich gemacht wurde.

##### Hardt
Der zentral gelegene Bergrücken, der Hardtberg, beherbergt die Hardt-Anlagen mit unterschiedlichen Einrichtungen wie einer Freilichtbühne, dem Botanischen Garten, mit mehr als 5.000 interkontinentalen (Sonder-)Pflanzen, sowie dem Elisenturm und dem Wuppertaler Bismarckturm. Die Parkanlage ist binnen weniger Minuten aus dem Stadtzentrum Elberfelds zu Fuß erreichbar.

##### Nordpark
Der Nordpark befindet sich auf einem Bergrücken im Stadtteil Barmen und kommt auf seiner höchsten Erhebung, dem Wollspinnersberg, auf eine Höhe von 273 Metern. Es ist ein Park, der neben großen Waldflächen auch nach Süden geneigte Wiesen aufweist. Neben einem Ausflugslokal gibt es dort einen Spielplatz und ein 3,6 Hektar großes Wildgehege. Zudem wird er von einem Geologie-Lehrpfad durchquert.

##### Skulpturenpark Waldfrieden

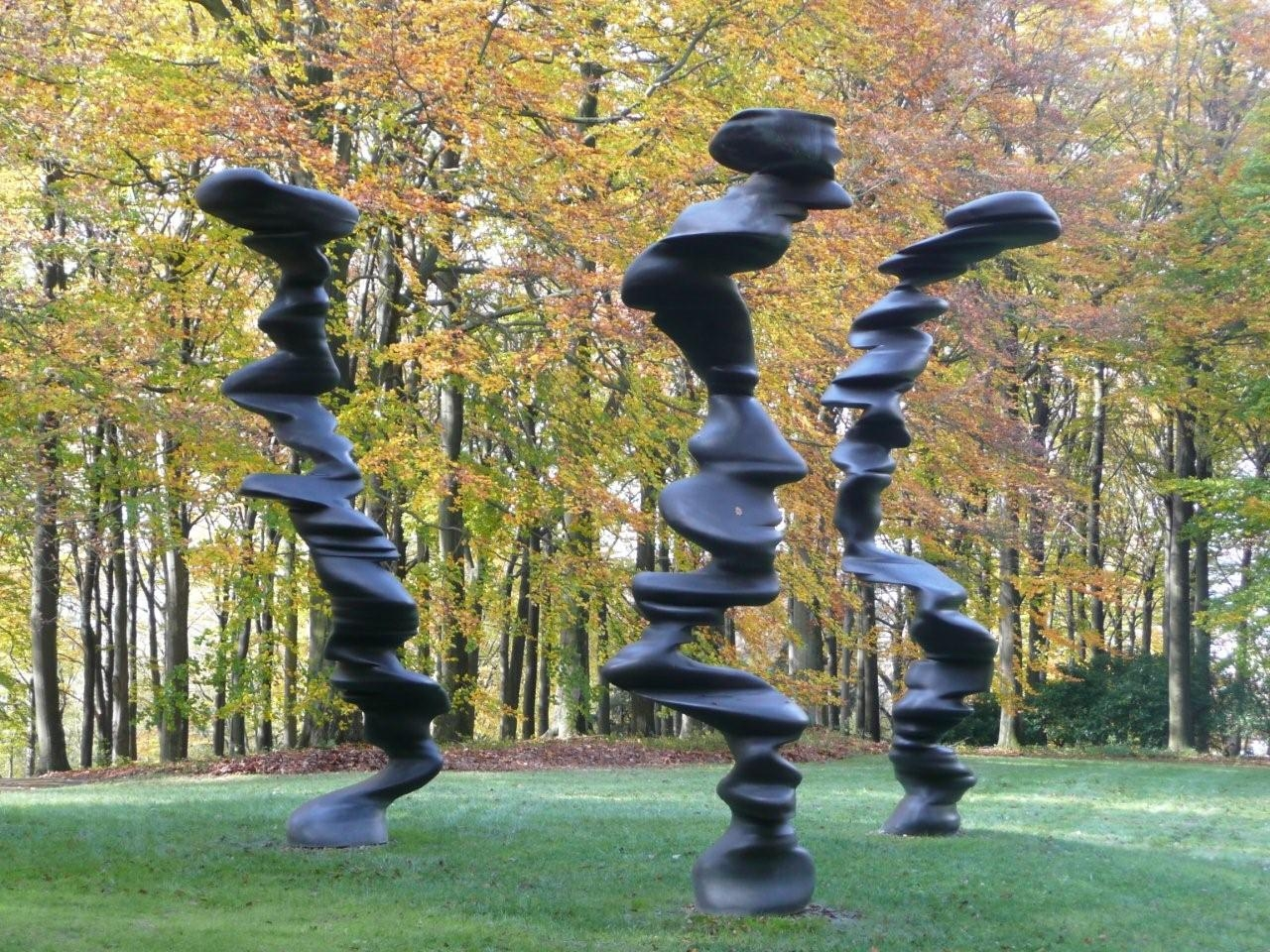
Sculpturepark Waldfrieden – Tony Cragg Points of View (2008)

Der Skulpturenpark Waldfrieden ist ein Skulpturenpark des englischen Bildhauers Tony Cragg, der im September 2008 eröffnet wurde. Der Park ist nach einer Erweiterung knapp 20 Hektar groß und zeigte bisher sowie zum Teil auch weiterhin unter anderem Werke von Eduardo Chillida, einem der bedeutendsten Bildhauer des 20. Jahrhunderts, oder John Chamberlain, dem Wegbereiter der Pop Art, zu sehen.

##### BUGA 2031
Wuppertal hat sich erfolgreich für die Ausrichtung der Bundesgartenschau im Jahr 2031 beworben.

##### Weitere Parks
Weitere Parks und kleinere Waldstücke sind der Mirker Hain, der Kaiser-Wilhelm-Hain, die Ronsdorfer Anlagen, das Gelände um den Weyerbuschturm, der Falken- und Hasenberg und der Vohwinkeler Stadtwald (Landschaftsschutzgebiet).

### Sport

#### Mannschaftssport
In den zahlreichen Sportvereinen betreiben etwa 80.000 Menschen aktiv Breitensport. Mit etwa 2000 Mitgliedern zählt der Barmer TV 1846 Wuppertal zu den größten Vereinen der Region. Innerhalb der Stadt ist nur der SV Bayer Wuppertal mit fast 8000 Mitgliedern größer. Der Wuppertaler SV hat etwa 1200 Mitglieder.

##### Basketball
National und internationale Titel holte der BTV Gold-Zack Wuppertal im Damen-Basketball. Der Verein wurde elfmal Deutscher Meister, zwölfmal Deutscher Pokalsieger und 1996 Europapokalsieger. Die Erfolgsgeschichte endete 2002 mit dem Ausstieg des Hauptsponsors Gold-Zack Werke.

##### Fußball

Wappen des Wuppertaler SV

Der bekannteste Fußballverein ist der Wuppertaler SV, der unter anderem von 1972 bis 1975 in der 1. Bundesliga spielte, zudem noch sieben Jahre in der 2. Bundesliga. In der Saison 2008/09 war der Verein Gründungsmitglied der 3. Liga, in der „Ewigen Tabelle“ des DFB steht er auf Platz 38. Seit dem Abstieg des WSV aus der 3. Liga im Jahr 2010 war die Stadt Wuppertal nur noch viertklassig in der Regionalliga West vertreten, zwischen 2013 und 2016 aufgrund einer im Mai 2013 beantragten Insolvenz sogar nur fünftklassig. In der Saison 2015/16 gelang dem WSV der Aufstieg in die vierte Liga.

##### Handball
Der ehemalige Erstligist LTV Wuppertal fusionierte 2006 mit der SG Solingen zum Bergischen HC, der in der Bundesliga spielt. Die ranghöchste Damenmannschaft ist der TV Beyeröhde, der nach einem kurzen Intermezzo in der 1. Bundesliga mittlerweile in der 2. Liga spielt.

#### Weiterer Mannschaftssport
Mit den A!B!C Titans Berg. Land (vormals SV Bayer Wuppertal und Wuppertal Titans) war die Stadt über mehrere Jahrzehnte auch in der 1. Volleyball-Bundesliga erfolgreich vertreten, bis sich der Verein 2012 aus finanziellen Gründen aus dem Profisport zurückzog. Bekannt ist zudem der Rollhockey-Club RSC Cronenberg im Süden der Stadt. Sowohl die Herren als auch die Damen konnten in der Rollhockey-Bundesliga bereits mehrere Meistertitel und Pokalsiege gewinnen und zählen zu den erfolgreichsten Mannschaften Deutschlands. In der 1. Bundesliga Snooker spielt mit dem Billard Sportverein Wuppertal 1929, zuvor bekannt als Barmer Billardfreunde, zudem ein weiterer deutscher Serien- und Rekordmeister, der in allen drei Billardsparten Pool, Snooker und Dreiband schon nationale Erfolge verbuchen konnte. Der 1. DC Wuppertal wurde 2002 Deutscher Dart-Meister. Die Wasserballer der Wasserfreunde Wuppertal spielen in der 2. Bundesliga West. Des Weiteren spielen sowohl die Damen- als auch die Herrenmannschaft des ESV Wuppertal West in der zweiten Faustball-Liga. Der einzige Baseballverein der Stadt, die Wuppertal Stingrays, spielte 2006 in der Baseball-Bundesliga. Die mittlerweile viertklassige ESG 1851 ist einer der ältesten Schachvereine Deutschlands und zugleich einer der erfolgreichsten im Damensport.

#### Individualsport
Schwimmen
International erfolgreichste Sportler sind seit Beginn des 21. Jahrhunderts die Schwimmer des SV Bayer Wuppertal. Zuvor waren über Jahrzehnte die Wasserfreunde Wuppertal einer der erfolgreichsten deutschen Schwimmvereine. In der Wuppertaler Schwimmoper finden zudem regelmäßig nationale und internationale Schwimmwettkämpfe statt.
Kanu
Über viele Jahre hinweg zählten die Kanurennsportler der KSG Wuppertal zu den erfolgreichsten Deutschlands und brachten über 200 Deutsche Meister und mehrere Olympiateilnehmer – darunter den späteren Olympiasieger Ulrich Eicke – hervor. Seit Mitte der 1990er Jahre ist die Drachenboot-Mannschaft des VfK Wuppertal in der Weltspitze vertreten.
Tanz
Der Tanzsportclub Grün-Gold Casino Wuppertal brachte diverse Titelträger bis hin zu Europameistern hervor. Auch andere Vereine erreichen regelmäßig gute Platzierungen bei nationalen und internationalen Wettbewerben. Zudem finden in der Historischen Stadthalle regelmäßig Tanzveranstaltungen auch internationalen Ausmaßes statt. Der Deutsche Tanzsportverband bietet dort regelmäßig Trainingscamps an. Im Juni 2013 feierte der ASV Wuppertal mit seiner Jazz- und Modern-Dance-Formation Arabesque seine erste deutsche Meisterschaft vor Serienmeister Autre Chose aus Saarlouis. Im gleichen Jahr wurde die Formation auch Weltmeister in der Small Group sowie im Ballett.
Fahrsport
Einer der berühmtesten Sportler ist der in Barmen geborene Springreiter Hans Günter Winkler, der mehrfach olympisches Gold gewann. Mit Walter Sirrenberg stammt ein vielfacher Deutscher Meister der 1960er Jahre im 4er-Gespannfahren aus Wuppertal.
Klettern
Seit 2006 besteht in Langerfeld das DAV Kletterzentrum Wupperwände, welches auch als Landesleistungszentrum NRW fungiert. Neben vielen nationalen Wettkämpfen wurde hier auch schon der European Youth Cup ausgetragen. Juliane Wurm und Jonas Baumann, beide vielfache deutsche Meister im Sportklettern und Bouldern, gehören zur Sektion Wuppertal des Deutschen Alpenvereins und waren auch international erfolgreich. Die Sektion Wuppertal wurde im Januar 1891 gegründet, sie betreibt 5 Schutzhütten und hat 5.876 Mitglieder (Stand: 31. Dezember 2024).
Golf
Der Golfclub Bergisch Land im Norden der Stadt ist einer der ältesten Golfclubs Deutschlands und wurde durch den deutschen Golfpionier Bernhard von Limburger mitgestaltet. Durch seine Hang- und Hügellage gilt der Par-72-Kurs als besonders anspruchsvoll. Der Mettmanner Berufsgolfer Martin Kaymer begann dort seine Profikarriere und gehört als ehemaliger Weltranglistenerster zu der internationalen Golf-Elite.
Parkour

Seit Januar 2014 steht im Stadtteil Wichlinghausen auf dem Gelände des 1995 stillgelegten Bahnhofs Wichlinghausen die größte Parkour-Anlage Deutschlands. Das etwa 1000 Quadratmeter große Gelände kostete 370.000 Euro und wurde zum größten Teil aus Landesförderungen finanziert. 

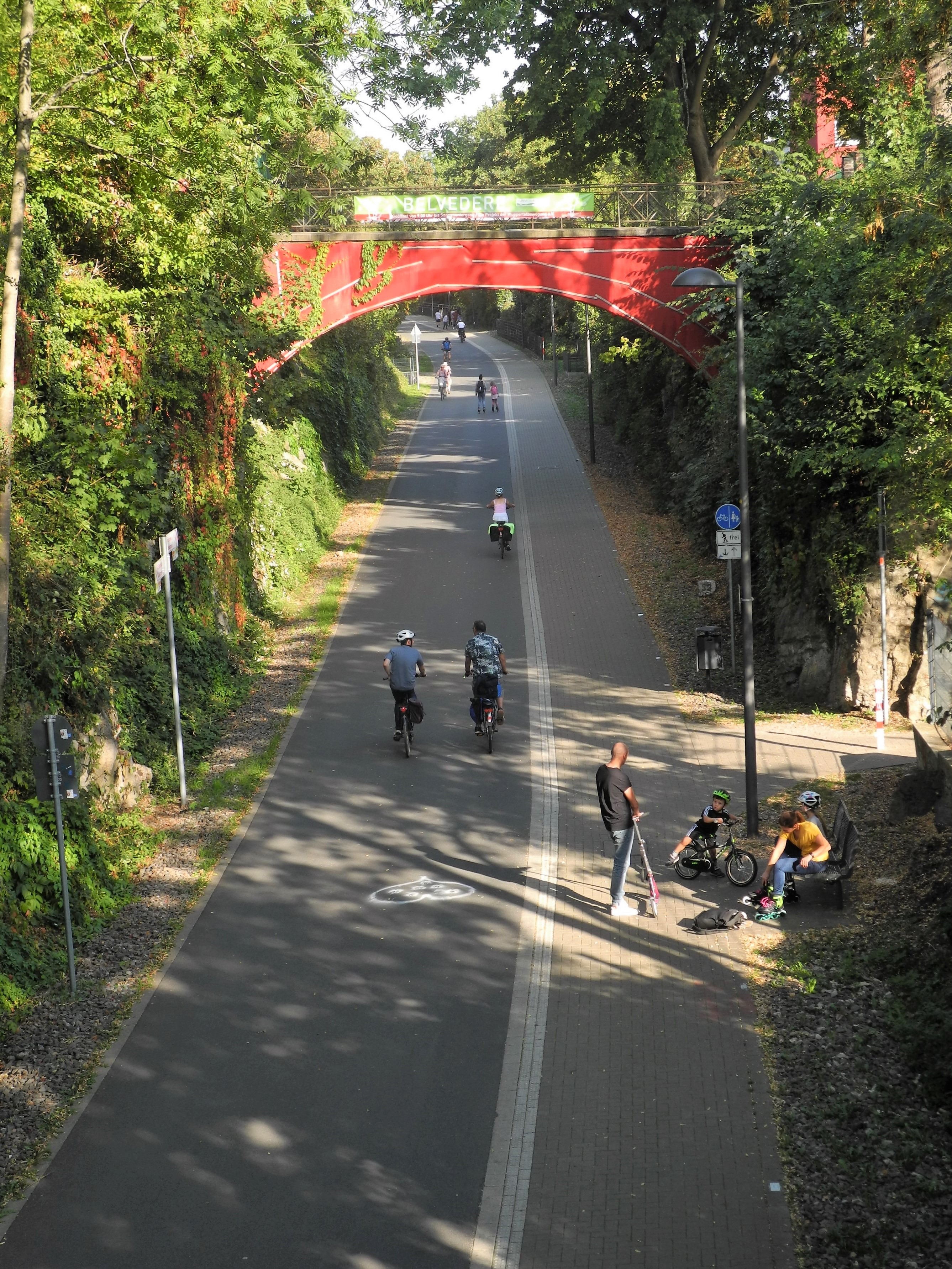
Die zu einem Fuß-, Rad- und Skateweg umgebaute ehemalige Nordbahntrasse

##### Wandern
Ein markierter Wanderweg, der Wuppertaler Rundweg, umrundet mit einer Länge von 106 Kilometer das ganze Stadtgebiet. Weitere 550 Kilometer markierte Ortswanderwege erschließen fast sämtliche Erholungsgebiete und Wälder der Stadt. Viele der Wanderwege besitzen über das Naturerlebnis hinaus eine kulturhistorische und naturwissenschaftliche Bedeutung, wie der 42 Kilometer lange Eulenkopfweg des Fuhlrott-Museums, die Kleingartenwanderwege, die Arboretumswege im Staatsforst Burgholz, der Industriegeschichtspfad im historischen Gelpetal oder der geologische Lehrpfad im Barmer Norden.
Als überregionale markierte Wanderwege durchqueren der Jakobsweg, der Residenzenweg X7 (Arnsberg–Düsseldorf–Gerresheim, 153 km), der Graf-Engelbert-Weg X28 (Hattingen–Schladern), der Bergische Weg X29 (Essen–Uckerath, 133 km) und der Wupperweg (von der Quelle der Wupper zur Mündung, 125 km) das Stadtgebiet. Die Straße der Arbeit beginnt in Wuppertal-Langerfeld.
In Zusammenarbeit des Vereins Wuppertal Bewegung e. V. und der Stadtverwaltung gelang zudem die Reaktivierung der Nordbahntrasse zu einem Fuß- und Radweg, mit gleichzeitiger Weiternutzung eines noch verbliebenen Gleises für Draisinenverkehr. Dadurch wurden über 23 Kilometer durch Tunnel und über Brücken die Zentren und nördlichen Stadtteile Wuppertals erschlossen, und es ist möglich, ohne Anstiege von Langerfeld bis nach Vohwinkel zu radeln, wo Anschlüsse ins Ruhrgebiet und nach Düsseldorf bereits vorhanden sind. Das Projekt wurde von der Jackstädt-Stiftung, die sich vor allem für kulturelle und soziale Projekte und Aktivitäten einsetzt, mit etwa einer Million Euro unterstützt.

##### Radfahren
Zudem gibt es zahlreiche hügelige Radwege, die teilweise bis nach Velbert, Wülfrath und Sprockhövel führen. Seit der Fertigstellung der Nordbahntrasse 2014 ist Wuppertal besser an die Radnetze im Ruhrgebiet und in Schwelm angeschlossen (Kohlenbahn). Weitere Bahntrassenwege im Tal sind etwa die Sambatrasse und die Schwarzbachtrasse. Die Kaiser-Route (Aachen–Paderborn), die Wuppertal-Schöller berührte, wird seit 2014 nicht mehr betrieben.
Mountainbiker haben im Kothener Busch eine 1,3 Kilometer lange Downhill-Strecke realisiert. Diese führt vom Lichtscheider Waldrand bis in die Nähe einer örtlichen Kleingartenanlage.
Im Zuge der Fußball-Weltmeisterschaft 2006 wurden in 15 nordrhein-westfälischen Städten zahlreiche Stationen aufgebaut und auf einer Länge von 550 km durch die Fußballroute NRW miteinander verbunden. Nach Düsseldorf und vor Duisburg ist Wuppertal die siebte Station des Radwanderweges. Innerhalb der Stadt gehören unter anderem das Stadion am Zoo, die Unihalle sowie das Rathaus Barmen zur Route.

### Veranstaltungen

#### Regelmäßige Veranstaltungen

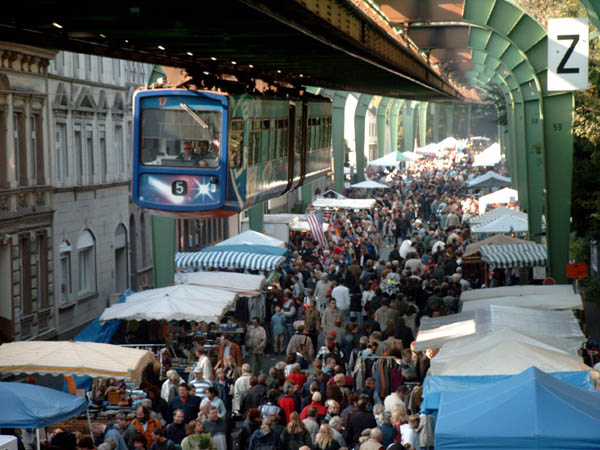
Vohwinkeler Flohmarkt

- Das Schüler-Rockfestival findet jährlich im Januar als größtes Nachwuchs-Rockfestival in Deutschland in der Uni-Halle statt
- Seit dem Jahr 2000 findet jährlich die Wuppertaler Tattoo-Convention statt[140]
- Das Feuertal-Festival, ein zweitägiges Festival mit Mittelalter-Rock, findet jährlich am letzten August-Wochenende statt
- Beim Ölbergfest glänzen alte Straßenzüge mit Altbauten, kultureller Vielfalt, Köstlichkeiten und Feuerwerk in der Nordstadt. Wiederholung im 2-jährlichen Rhythmus, Ende April.
- Der Autonomer 1. Mai ist eine jährliche autonome 1.-Mai-Demonstration am Platz der Republik mit anschließendem Straßenfest auf dem Schusterplatz in der Elberfelder Nordstadt
- Das Luisenfest findet jährlich im Mai in Form eines Trödelmarkts in der Altstadt Elberfelds und im Luisenviertel statt
- Barmen Live ist ein Musik-Festival in der Barmer Fußgängerzone am Himmelfahrtswochenende
- Das Bleicherfest in Heckinghausen lockt jährlich zehntausende Besucher aus aller Welt
- Das Elberfelder Cocktail ist ein Straßenfest in der Elberfelder Innenstadt, initiiert von der IG-1 (Interessensgemeinschaft für Elberfeld)
- Wuppertal – 24 Stunden live bietet 100 Veranstaltungen an 80 Orten. Eine Art „Tag der offenen Tür“ in Wuppertaler Betrieben, Einrichtungen und in historischen Gebäuden (jährlich im September)
- Der Vohwinkeler Flohmarkt am letzten Sonntag im September ist der weltgrößte Eintages-Flohmarkt mit etwa 300.000 Besuchern
- Das Wuppertaler Jazz Meeting findet im Herbst im Café Ada statt, veranstaltet von der Jazz AGe
- Die Cronenberger Werkzeugkiste ist ein Volksfest in Anlehnung an die bedeutsame Werkzeugindustrie im Stadtteil
- Der Ronsdorfer Liefersack ist ein Volksfest in Ronsdorf
- Die European Club Trophy Ladies ist ein Golfturnier, das seit 2007 im Golfclub Bergisch Land ausgetragen wird.
- Der Lange Tisch ist ein seit 1989 stattfindendes Stadtfest, bei dem eine fast 14 Kilometer lange Festtafel – von Vohwinkel bis Oberbarmen – gebaut und durch die Wuppertaler selbst mit Tischen und Stühlen bestückt wird.[141] Kulturhauptstadt Europas RUHR.2010 benutzte Logo und Idee. (Still-Leben auf dem Ruhrschnellweg / Die längste Tafel der Welt).
- Der jährliche Karnevalszug am Rosensonntag lockt um die 100.000 Besucher an den traditionell zwischen Elberfeld und Barmen verkehrenden Festzug. Wuppertal ist Sitz des Verbandes Rheinisch-Bergisch-Märkischer Karnevalsgesellschaften e. V. und verfügt – in Abgrenzung zu den Karnevalshochburgen in Düsseldorf und Köln – über einen eigenen Karnevalsschlachtruf: Wuppdika!
- Seit Oktober 2016 findet die „chocolART“, das größte Schokoladenfestival Deutschlands, regelmäßig in Wuppertal-Barmen statt.

#### Großveranstaltungen
- Im März 2007 war Wuppertal an den Jüdischen Kulturtagen im Rheinland beteiligt.
- Im Mai 2008 fand der Deutsche Orchesterwettbewerb in Wuppertal statt.
- Im August 2008 richtete Wuppertal den zweiten Nordrhein-Westfalen-Tag[142] aus. Zu diesem großen Landesgeburtstag, der jährlich in einer anderen Stadt gefeiert wird, kamen mehrere hunderttausend Besucher in die Stadt.

### Sprache
Ursprünglich lag Wuppertal auf der Sprachgrenze zwischen rheinischen (ripuarischen), südniederfränkischen und oberbergischen Mundarten. Heute herrscht Hochdeutsch mit geringem rheinisch-niederfränkischem Substrat vor.
Die Kultur der Mundart wird unter anderem im sogenannten Plattkaller-Abend gepflegt. Die Striekspöen interpretieren ihre Werke um aktuelle Themen in Mundart.

### Kulinarische Spezialitäten

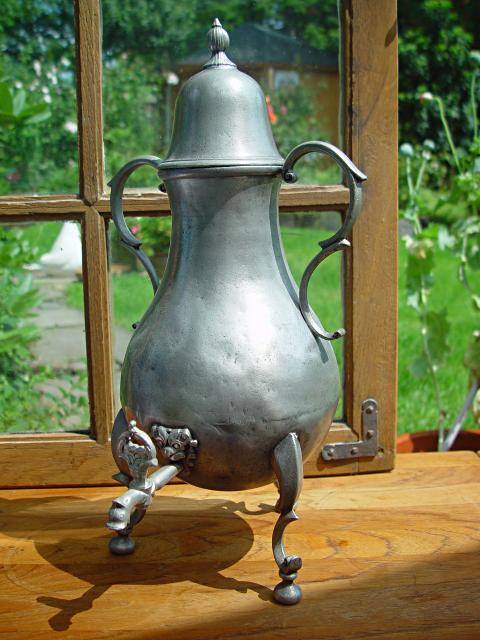
Typisch bergisch: Die Dröppelminna

Wuppertaler Spezialitäten sind der Rheinischen Küche zuzuordnen, die auch Ähnlichkeiten mit der Küche des angrenzenden Westfalen zeigen. Als typische regionale Küche spiegelt sie bis heute jahrhundertealte Ernährungsgewohnheiten der einfachen Bevölkerung wider. Auffällig ist die Bedeutung der Kartoffel als Grundlage vieler Gerichte. Eine Besonderheit des Wuppertaler Raums ist die bereits sehr frühzeitige Verwendung „exotischer“ Zutaten wie Kaffee, Kakao, Reis und Zucker. Weil sich das Tal der Wupper bereits im 18. Jahrhundert zu einer der führenden Gewerbe- und Industrieregionen entwickelte, entstand rasch ein wohlhabendes Unternehmer-Bürgertum, das gesteigerten Wert auf solche Genussmittel legte. Internationale Handelsbeziehungen ermöglichten den hiesigen Kaufleuten den Import solcher Zutaten früher als in anderen Gegenden Deutschlands. Im 19. Jahrhundert konnten sich ebendiese Genussmittel in weiten Teilen des Bürgertums durchsetzen.
Ausdruck der damaligen bürgerlichen Essgewohnheiten ist die Bergische Kaffeetafel. Zu dieser umfangreichen Mahlzeit gehören neben Waffeln mit Kirschen, Vanilleeis und Milchreis mit Zimtzucker diverse Sorten Grau- und Schwarzbrot, Hefeplatz oder Rosinenstuten, Zwieback, Wurst, Schnittkäse, Honig, Quark, Butter, Burger Brezeln und Apfelkraut. Der Kaffee wird aus der so genannten Dröppelminna, einer Gelderschen Zinnkanne mit Ausgusskran, serviert.
Rivkooche (Reibekuchen) sind kleine, kross gebratene Kartoffelpuffer. Traditionell werden sie mit Zuckerrübensirup oder einer gebutterten Scheibe Schwarzbrot gegessen, heute häufiger mit Apfelmus. Der Bergische Pillekuchen ist dagegen ein Kartoffelpuffer in Pfannkuchengröße, der gerne mit Speck kombiniert und mit Apfelmus serviert wird. Er stellt ein Gegenstück zum Schweizer Rösti dar.
Kottenbutter nennt man ein mit Wurst und Zwiebelringen belegtes Schwarzbrot, das früher im Bergischen Land die Schmiede als Frühstücksbrot zur Arbeit in die als Kotten bezeichneten Schmieden, Schleifereien oder kleinen Gießereien mitnahmen.
Bekannt ist auch der Rheinische Sauerbraten, möglichst als Pferde-Sauerbraten, dessen Soße traditionell mit Printen gebunden und mit Rosinen und Zuckerrübensirup süß-sauer abgeschmeckt wird.
Der Panhas ähnelt dem bayerischen Leberkäse, besteht jedoch aus Blut, Speck, Buchweizenmehl, Gewürzen und kleinen Fleischstücken. Er wird in Scheiben geschnitten, schwimmend in Fett gebacken und kann mit gebratenen Zwiebeln serviert werden.

## Wirtschaft und Infrastruktur

### Wirtschaftsgeschichte
Die industrielle Entwicklung wurde im 18. und 19. Jahrhundert durch die Textilindustrie geprägt, die bereits auf die Verleihung des landesherrlichen Privilegs der Garnnahrung im Jahr 1527 und damit auf die seit Jahrhunderten bestehende Verarbeitung von Garnen, Bändern und Tuchen hinweist. So hat das Zeichen der Bleicher stellvertretend für die Textilveredelung Eingang in das Stadtwappen gefunden. Der Niedergang der Textilindustrie durch Produktionsverlagerungen in Billiglohnländer erfolgte in mehreren Phasen, beginnend in der Zwischenkriegszeit, vor allem in den 1960er und 1970er Jahren. Inzwischen ist dieser Industriezweig in Wuppertal weitgehend bedeutungslos. Stattdessen sind heute Chemie, Maschinenbau und Elektrotechnik vorherrschend. Des Weiteren gibt es Verlage und Landwirtschaft. In Cronenberg haben mehrere national wie international führende Unternehmen der Werkzeugindustrie ihren Sitz.
Die Industrie in Wuppertal basiert großteils auf der seit dem 16. Jahrhundert sich entwickelnden Textil- und Metallindustrie. Die umfangreiche Kabelproduktion verwendete anfangs Isolierungen aus Textil, daraus folgte die Elektroindustrie. Unternehmen der Chemie, Farben, Kunststoffe und Pharmazie entwickelten sich wegen des Färbens und Bleichens von Garnen und Stoffen, Autozulieferer wegen der textilen Bestandteile. Der Maschinenbau konzentrierte sich zunächst auf Textilmaschinen, beispielsweise bei Barmag oder „Hacoba“. Die Werkzeugfertigung hat ihre Wurzeln in den alten Hammerwerken und Schleifkotten der bergischen Täler. So ist Remscheid mit Wuppertal-Cronenberg für Werkzeuge und Sägen bekannt, Velbert für Schlösser und Solingen für Schneidwaren. Die Familie Frowein mit den Fabrikanten Carl Frowein und dessen 1911 in London geborenen Sohn Werner Frowein (Vorsitzender der Fachgemeinschaft Maschinen für die Schuh- und Lederindustrie) betrieb in Wuppertal-Barmen die Maschinenfabrik Frobana.
26 Unternehmen haben sich mit der Stadt Wuppertal zur „Wuppertal Marketing GmbH“ zusammengeschlossen. Mehrere Inhaber und Führungskräfte von Unternehmen werben als Wuppertal-Botschafter für ihre Stadt. Zudem haben sich 20 Landwirte zu dem Arbeitskreis „Bauern in Wuppertal“ zusammengeschlossen, um ihre Produkte und Dienstleistungen gemeinsam anzubieten.
Im Jahre 2016 erbrachte Wuppertal, innerhalb der Stadtgrenzen, ein Bruttoinlandsprodukt (BIP) von 13,061 Milliarden € und belegte damit Platz 27 innerhalb der Rangliste der deutschen Städte nach Wirtschaftsleistung. Das BIP pro Kopf lag im selben Jahr bei 37.186 € (Nordrhein-Westfalen: 37.416 €; Deutschland 38.180 €) und war vergleichbar mit dem regionalen und nationalen Durchschnitt. In der Stadt sind 2017 ca. 171.200 Personen beschäftigt.
Die Arbeitslosenquote betrug Anfang 2008 11,2 %. Im Zuge des anhaltenden Aufschwungs in Deutschland sank die Quote im August 2018 auf 8,5 % und im Mai 2019 nochmals auf 8,1 %. Die Stadt hatte Anfang 2010 1,8 Milliarden Euro Schulden. 2014 hatte die Stadt 2,35 Milliarden Euro Schulden. 2016 waren es 2,51 Milliarden Euro. Die Zinsschuldenquote (Anhaltspunkt für die gezahlten Zinssätze) der Stadt Wuppertal betrug 2016 für Investitionskredite rund 3,4 %, für Liquiditätskredite rund 1,4 %.
Im Zukunftsatlas 2019 belegte die kreisfreie Stadt Wuppertal Platz 189 von 401 Landkreisen, Kommunalverbänden und kreisfreien Städten in Deutschland und zählt damit zu den Regionen mit „ausgeglichenem Chancen-Risiko Mix“ für die Zukunft. Verglichen mit der Ausgabe von 2016 zeigt sich eine positive Entwicklung.

### Weltmarktführer
In der Stadt Wuppertal sind 15 Weltmarktführer beheimatet. Hierzu gehören u. a. Coroplast, Gebr. Becker, K.A. Schmersal, Kromberg & Schubert, Stahlwille, Thielenhaus Technologies und Vorwerk & Co. Das entspricht Platz 5 in Deutschland, lediglich in Hamburg, München, Berlin und Köln befinden sich mehr Firmen dieser Kategorie.

### Märkte
Wuppertal hat zwei große Einkaufszonen in Barmen und Elberfeld. Daneben gibt es kleinere in den Stadtteilen Vohwinkel, Cronenberg, Ronsdorf und Langerfeld. Der Barmer Werth gilt als die erste Fußgängerzone sowie eine der ersten Einkaufsmeilen Deutschlands. Der „Werther Brunnen“ am östlichen Ende der Einkaufszone stellt als „Sonne“ zudem den Anfang des Astropfades dar, der sich auf einer Länge von 10,7 km durch Wuppertal zieht. Im Westen Barmens an der Grenze zu Elberfeld befindet sich das Fachmarktzentrum Wicküler City.
Die Elberfelder Innenstadt ist die größere und weitaus stärker frequentierte der beiden großen Einkaufszonen. Neben zahlreichen Einzelhändlern, Handelsketten und Gastronomiebetrieben finden sich hier zwei große Einkaufszentren, die Rathaus-Galerie mit knapp 50 sowie die City-Arkaden mit über 80 Geschäften. Neben dem Neumarkt, auf dem täglich Lebensmittel gehandelt werden, verfügt Elberfeld zudem über Filialen großer Bekleidungshausketten. Am südlichen Ende befindet sich der Wuppertaler Hauptbahnhof, der bis 2017 von einem reinen Verkehrsknotenpunkt zu einem erweiterten innerstädtischen Zentrum ausgebaut wurde. Im Westen schließt sich das Luisenviertel an, das auf lokaler Ebene auch als „Wuppertaler Altstadt“ bekannt ist.
Auch die anderen Stadtteile verfügen in der Regel über eigene Märkte, wobei hier keine größeren Handelsketten anzutreffen sind, zumal die Stadtteile zumeist noch sehr eigene und kleinstädtische Charakteristika aufweisen.

### Tourismus

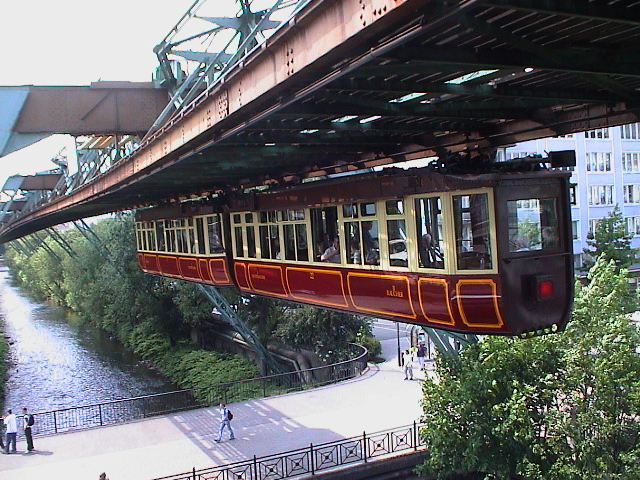
Bei Touristen und Einheimischen beliebt: Sonderfahrten mit dem historischen Kaiserwagen

Auf die 22 großen Hotels in der Stadt verteilen sich laut einer Statistik fast 2000 Betten (Stand 2019). Zusammen mit den anderen Beherbergungsbetrieben, darunter Gasthöfe, 13 privat geführte Hotel garnis und Pensionen sowie sieben Schulungsheime und Jugendherbergen, belief sich 2019 in den 45 Beherbergungsbetrieben die Gesamtzahl der Betten auf 4364 mit über 271.000 Gästen. Die Zahl der Übernachtungen betrug im gleichen Jahr knapp 700.000. Gut 15 % der Gäste kamen aus dem Ausland, etwa 3 % von außerhalb Europas.
Der amerikanische Fernsehsender CNN empfiehlt Wuppertal als einen von 20 Orten weltweit und einzige Stadt in Deutschland als Reiseziel für das Jahr 2020 aufgrund der einzigartigen Schwebebahn, der architektonischen Vielfalt in der Stadt und der Nordbahntrasse als Freizeitaktivität. Weitere touristische Hauptziele sind der Zoo, das Engels-Haus im historischen Zentrum sowie Ausstellungen des Von der Heydt-Museums. Der Marco-Polo-Reiseführer Trendguide – Die besten Reiseziele für 2025 führt Wuppertal als „deutschen Geheimtipp“ in der Rubrik noch weitestgehend unentdeckter Orte.

### Unternehmen

#### Ansässige Unternehmen

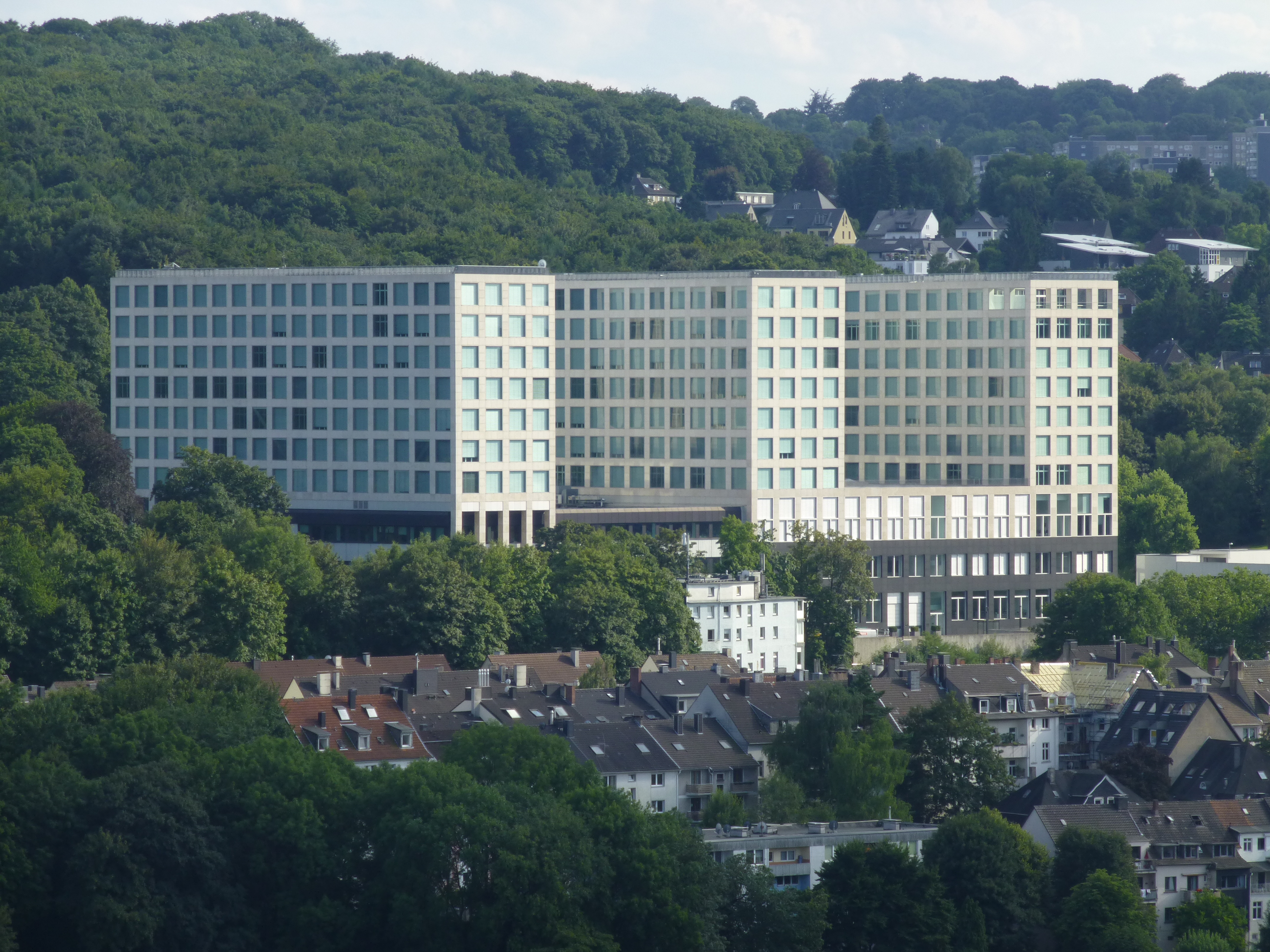
Hauptverwaltung der Barmenia Versicherungen

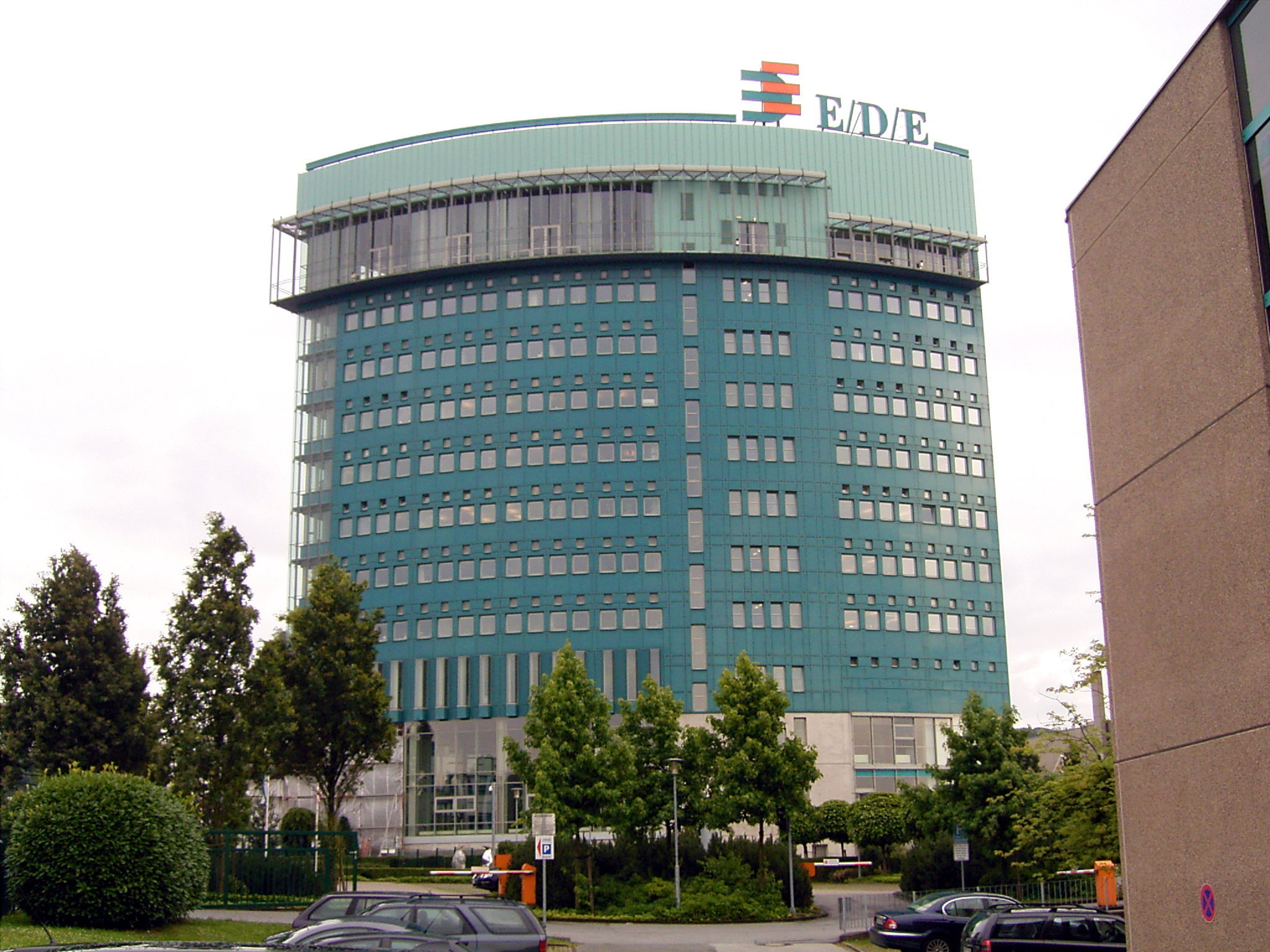
E/D/E-Hochhaus im Stadtteil Langerfeld

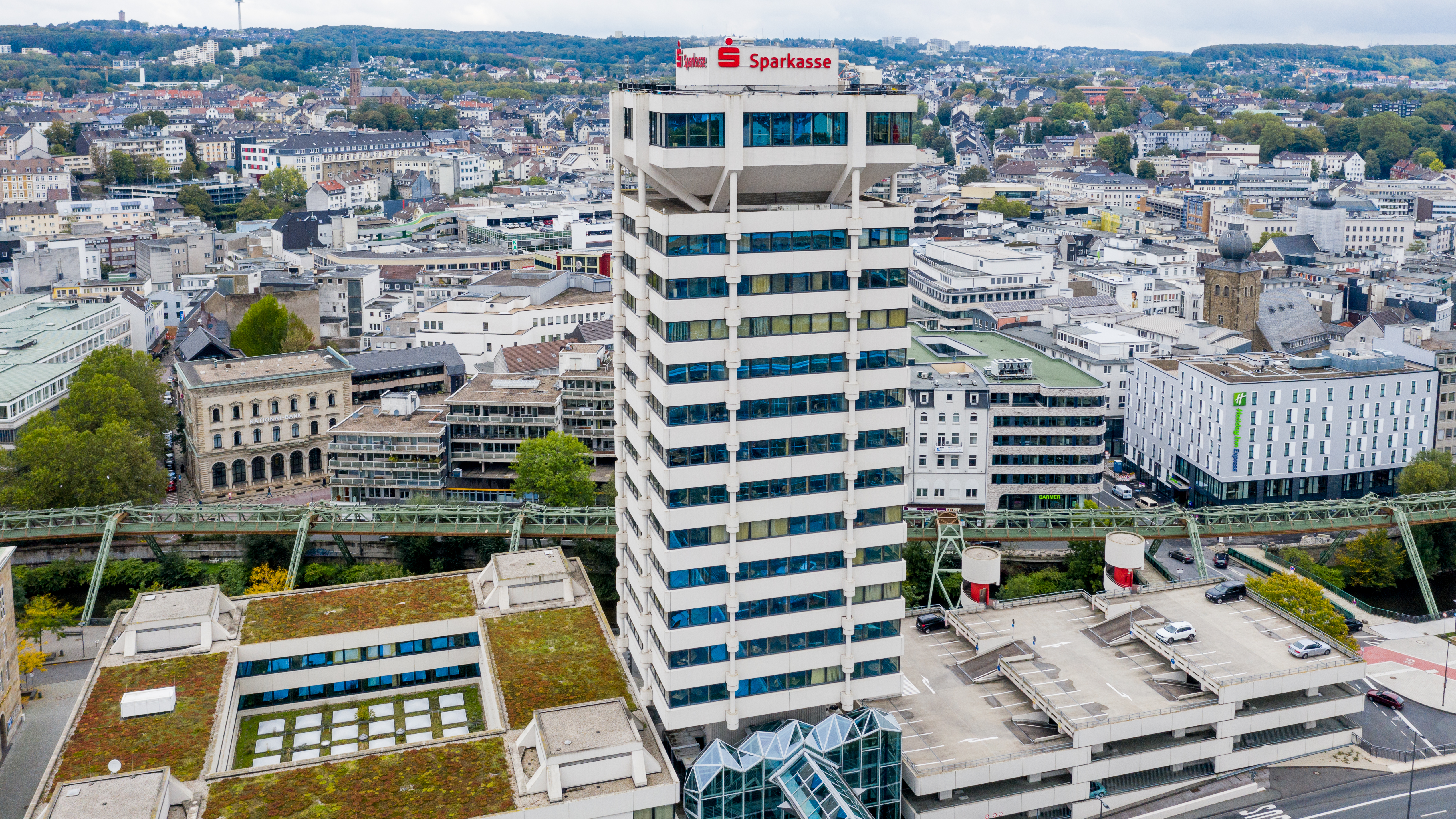
Hochhaus der Stadtsparkasse Wuppertal

- Aptiv, ehemals Delphi Corporation, ist ein amerikanischer Autozulieferer und wurde 1999 als eigenständig notiertes Börsenunternehmen aus der General Motors Corporation ausgegliedert. Der Deutschland-Sitz des Unternehmens im Technologiepark im Süden Elberfelds ging aus der 1874 von C. Reinshagen gegründeten Textilfabrik (später Kabelwerke Reinshagen GmbH) hervor. Aptiv betreibt auf den Wuppertaler Südhöhen eine Teststrecke für autonomes Fahren.
- Axalta Coating Systems (von 1999 bis 2012 DuPont Performance Coatings, bis 1999 Herberts GmbH als Lackunternehmen der Hoechst AG) ist der weltweit größte Hersteller von Autoserienlacken und zählt rund 2500 Beschäftigte an den beiden Standorten an der Märkischen Straße und am Christbusch.
- Die Barmenia Versicherungen mit ihrem Hauptsitz an der Kronprinzenallee (mittlerweile umbenannt in Barmenia-Allee) wurden 1904 als Gewerbekrankenkasse zu Leipzig gegründet und beschäftigen am Standort Wuppertal etwa 1400 Mitarbeiter.
- Die Krankenkasse Barmer, deren Hauptsitz seit 2010 Berlin ist, unterhält einen ihrer zwei Verwaltungssitze (neben Schwäbisch Gmünd) an der Lichtscheider Straße. Sie ist einer der größten Träger der bundesweiten gesetzlichen Krankenversicherung. Der Name geht auf den Wuppertaler Stadtteil zurück.
- Die Bayer AG wurde am 1. August 1863 in Barmen von Friedrich Bayer und Johann Friedrich Weskott gegründet. Das kurze Zeit später gegründete Werk Wuppertal-Elberfeld ist das Stammhaus der Bayer AG. Heute arbeiten an den beiden Wuppertaler Standorten im Forschungszentrum Aprath und im Werk an der Wupper jeweils rund 1300 Mitarbeiter.
- Berning hat sich seit seiner Abspaltung vom Mutterkonzern 1959 auf die Fertigung von Knöpfen und Nieten für die Textilindustrie spezialisiert und gilt als europäischer Marktführer. Das Unternehmen mit Kunden wie Tommy Hilfiger, Gant oder G-Star beschäftigt in der Wuppertaler Zentrale rund 100 Mitarbeiter.
- Die Brose Fahrzeugteile GmbH & Co. KG, Coburg mit einer Niederlassung an der Otto-Hahn-Straße in Ronsdorf ist einer der größten Anbieter von Auto-Türschlössern in Deutschland. Das seit 1904 in Ronsdorf ansässige Familienunternehmen Bomoro wurde zunächst von Bosch aufgekauft und wechselte im Jahr 2002 zu Brose. Der Standort Wuppertal ist innerhalb der Brose-Gruppe Sitz des Geschäftsbereichs Schließsysteme und beschäftigt rund 700 Mitarbeiter.
- Das international agierende Unternehmen Coroplast hat sich auf die Herstellung und den Vertrieb von Klebebändern, Kabeln & Leitungen und Leitungssatzsystemen spezialisiert. Mit 500 Millionen Euro Umsatz und über 5700 Mitarbeitern weltweit gilt es als Marktführer seiner Branche.
- Credit- und Volksbank eG, örtliche Genossenschaftsbank mit Hauptsitz in Wuppertal
- Die E/D/E Einkaufsbüro Deutscher Eisenhändler GmbH am EDE Platz ist ein Einkaufs- und Marketingverbund für rund 1.500 mittelständische Handelsunternehmen. Das Familienunternehmen wurde 1931 durch Ferdinand Trautwein gegründet und beschäftigt heute über 700 Mitarbeiter in der Zentrale in Wuppertal.
- Die Enka GmbH & Co KG produziert Chemiefasern und Spezialprodukte für textile und medizinische Anwendungen.
- Die Erfurt & Sohn KG ist Weltmarktführer bei der Entwicklung und Produktion von Wandbelägen und Tapeten. Das Unternehmen exportiert in über 40 Länder.
- Die GEFA Bank ist eine deutschlandweit führende Bank im Bereich der Absatz- und Investitionsfinanzierung und ist seit 2001 Teil der Großbank Société Générale.
- Die Gesco AG bündelt mittelständische Firmen aus dem Werkzeug- und Maschinenbau sowie der Kunststofftechnik durch Couching, Consulting und Controlling. Operativ agieren die angeschlossenen Unternehmen weiterhin selbständig.
- GEPA – The Fair Trade Company ist der größte Importeur fair gehandelter Lebensmittel und Handwerksprodukte Europas mit einem Jahresumsatz von etwa 62 Mio. Euro.
- Happich GmbH ist die Hauptgesellschaft der Happich-Gruppe, ein international tätiger Automobilzulieferer, der sich vor allem auf die Innenausstattung von Bussen und Lastkraftwagen spezialisiert hat.
- Johnson Controls, ein weltweit tätiger Automobilzulieferer und Gebäudetechniker, beschäftigt in Wuppertal circa 400 Mitarbeiter.[158]
- Kenvue produziert in Wuppertal o.b.-Tampons
- Picard produziert in Cronenberg als letzter Kompletthersteller in Deutschland Hämmer und andere Handwerkzeuge für Dachdecker, Bauhandwerk und Klempner. Seit 2017 gehört Picard der Erwin Halder KG aus Achstetten bei Ulm.[159]
- Karl Deutsch Prüf- und Messgerätebau GmbH + Co KG am Otto-Hausmann-Ring in Elberfeld ist eine inhabergeführte Firma und befasst sich seit ihrer Gründung im Jahre 1949 mit der Entwicklung und Herstellung von Geräten für die zerstörungsfreie Werkstoffprüfung.
- KNIPEX-Werk C. Gustav Putsch KG in Cronenberg wurde 1882 als Familienunternehmen von C. Gustav Putsch gegründet und ist ein Hersteller von Zangen für Industrie und Handwerk. Knipex beschäftigt am Standort Wuppertal mehr als 900 Mitarbeiter.
- Kromberg & Schubert ist ein Hersteller von Bordnetzsystemen für die Automobilindustrie.
- Riedel Funk- und Intercomtechnik ist ein Kommunikationsunternehmen, das analoge und digitale Funkgeräte herstellt und vertreibt. Mit 40.000 Geräten betreibt das Unternehmen einen der größten Vermietparks der Welt und stattet regelmäßig große Veranstaltungen wie Weltmeisterschaften und Olympische Spiele aus.
- Die Sachsenröder GmbH ist Weltmarktführer in der Vulkanfiber-Herstellung und beschäftigt auf dem Betriebsgelände in Barmen rund 80 Mitarbeiter.
- Schmersal stellt Sicherheitssysteme und -schaltgeräte her und ist weltweit tätig. Es hat die drei Geschäftsbereiche Sicherheit, Automatisierung und Aufzugtechnik.
- Die Stadtsparkasse Wuppertal ist als öffentlich-rechtliches Kreditinstitut Marktführer im Universalbankgeschäft im Stadtgebiet.
- Stahlwille ist ein Unternehmen mit Firmensitz in Wuppertal-Cronenberg und eines der führenden deutschen Unternehmen in der Herstellung von Handwerkzeugen.
- Die Storch-Ciret Group ist eine seit 1896 in Wuppertal-Elberfeld ansässige Unternehmensgruppe, die sich auf die Produktion und den Vertrieb von Malerwerkzeugen spezialisiert hat.
- Vok Dams GmbH ist die größte Eventagentur Deutschlands und zählt zu den international führenden Agenturen für Veranstaltungen und Live-Marketing. Sie beschäftigt circa 150 Mitarbeiter in weltweit 14 Niederlassungen.
- Vorwerk SE & Co. KG wurde 1883 als Barmer Teppichfabrik Vorwerk & Co von den Brüdern Carl und Adolf Vorwerk gegründet. Den Schwerpunkt der heute international tätigen Unternehmensgruppe bildet der Direktvertrieb verschiedener Produkte vor allem über selbstständige Handelsvertreter. Zum Produktportfolio gehören Haushaltsgeräte wie der Thermomix und der Kobold, Teppichböden, Einbauküchen und Kosmetika.
- Wagener & Simon WASI GmbH & Co. KG ist ein Handelsunternehmen für rostfreie Edelstahlverbindungselemente. Es gehört seit 1978 zur weltweit operierenden Würth-Gruppe.
- Die Walter Klein GmbH & Co. KG ist ein Unternehmen zur Aluminium-, Stahl- und Kunststoffverarbeitung. Es beschäftigt 4000 Mitarbeiter in weltweit 21 Niederlassungen.
- Die Wera-Werk Hermann Werner GmbH & Co. KG ist ein auf die Herstellung von Schraubwerkzeugen spezialisiertes Unternehmen mit Hauptsitz und Verwaltung im Wuppertaler Stadtteil Cronenberg.
- Der Wupperverband wurde 1930 gegründet und ist einer der größten Wasserverbände des Landes. Der Verband arbeitet im Einzugsgebiet der Wupper und betreut zehn große Talsperren.
- Der japanische Konzern YKK Stocko ist der weltgrößte Reißverschlusshersteller und hat drei Standorte in Deutschland, darunter ein Produktionswerk in Wuppertal.

#### Ehemals in Wuppertal ansässige Unternehmen
| - Ackermann Fahrzeugbau, Anhänger, Auflieger und Fahrzeugaufbauten - AkzoNobel - Barmag AG (1922 in Wuppertal als Barmer Maschinenfabrik Aktiengesellschaft gegründet) - Bergisch-Märkische Eisenbahn-Gesellschaft (1843–1886) - C. Blumhardt Fahrzeugwerke, Anhänger, Auflieger und Fahrzeugaufbauten - Bong GmbH, Umschläge und Verpackungen - Brauerei Carl Bremme - ELBA, Büroartikel und Ordner - Frobana Maschinenfabrik in Wuppertal-Barmen des Fabrikanten Carl Frowein und seines Nachfolgers Werner Frowein (* 1911 in London) - Gebhard & Co, Seidenweberei - Gold-Zack Werke AG | - Hohman-Werke, 1902 bis ca. Mitte der 1960er Jahre, Produzent von Herden, Öfen, Kühlschränken etc. - J. P. Bemberg, ehemaliges Textilunternehmen, aufgegangen in der Enka GmbH - Warenhaus Leonhard Tietz in der Herzogstraße in Elberfeld, Firmensitz 1890–1897 - Milchwerke Köln-Wuppertal, später Tuffi - Quante (Unternehmen), ehemaliges Telekommunikationsunternehmen und führend im Bereich der Ferntelekommunikation - Riri produzierte im „Tal“ den weltweit ersten in Serie gefertigten Reißverschluss | - TÜV Rheinland (1872 als Dampfkessel-Überwachungsverein in Wuppertal gegründet) - Tornax, ehem. Motorradfabrik - Glanzstoff, aufgegangen in der Enka GmbH - Wicküler-Brauerei - Zinco / Robert Zinn, Engels & Co. |

Viele frühere Textilunternehmen existieren zwar noch dem Namen nach, verwalten jedoch nur noch Immobilien und Vermögen; andere sind von größeren Unternehmen aufgekauft worden.

### Verkehr

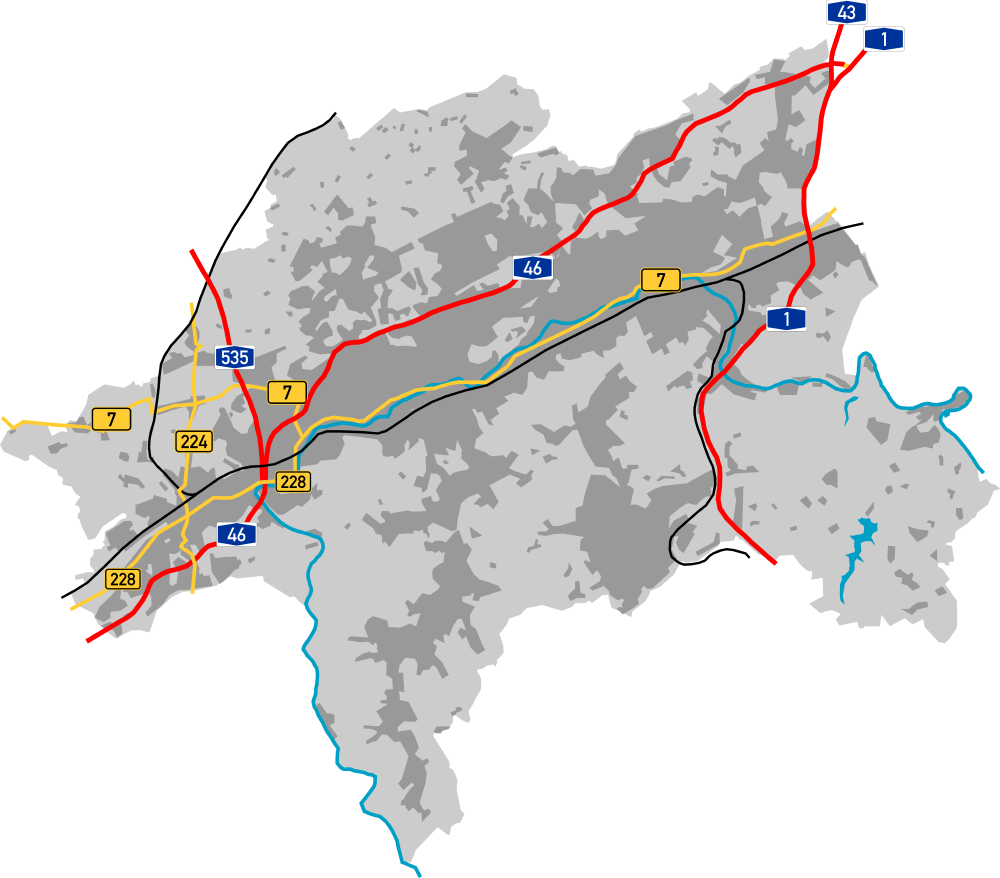
Autobahnen (rot), Bundesstraßen (gelb) und Eisenbahn (schwarz) in Wuppertal

Wuppertal ist eine Bandstadt, in der sich die Verkehrsströme auf den Talverlauf und seine Parallelen konzentrieren.

#### Bahnverkehr

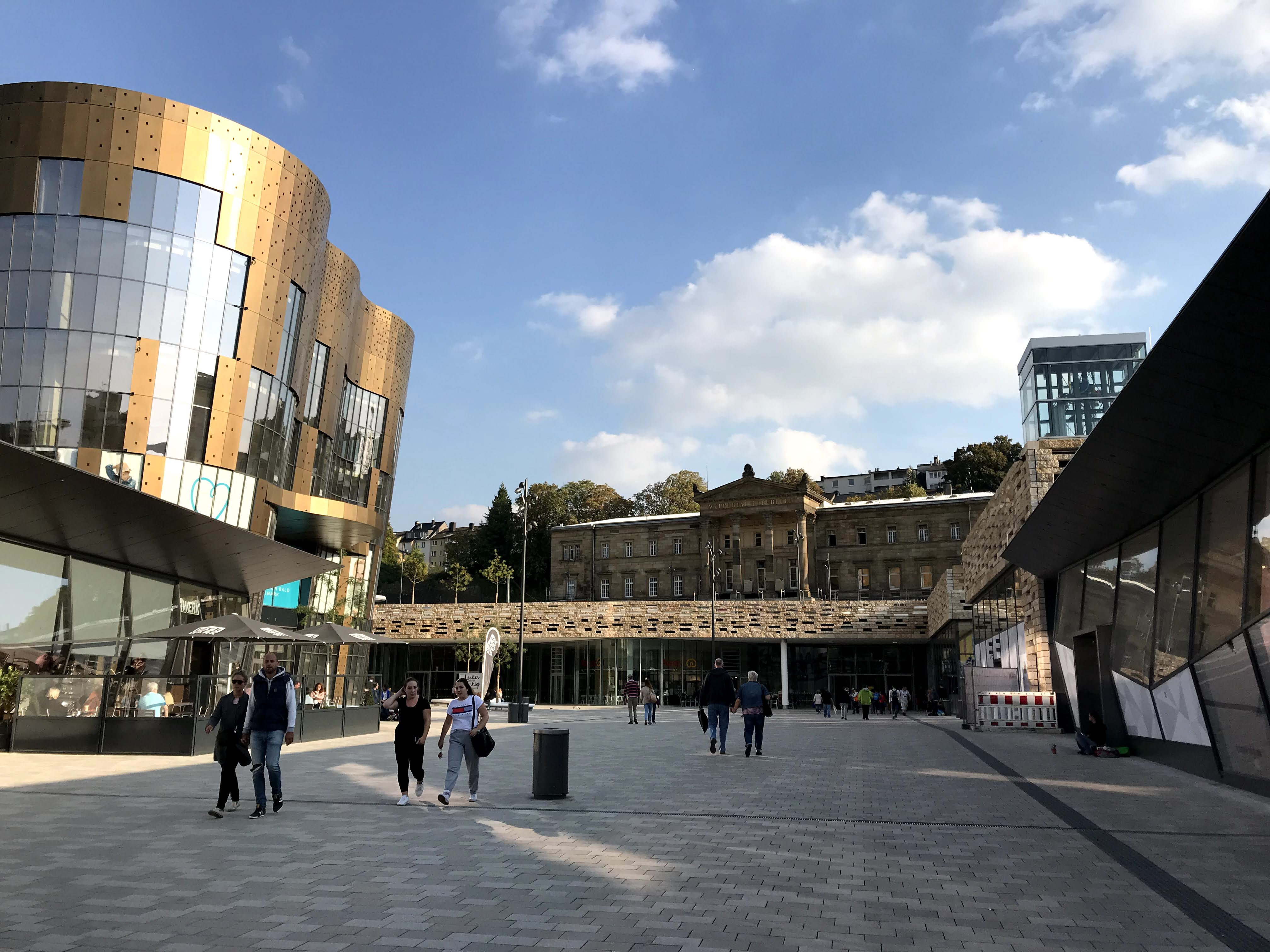
Blick auf das Empfangsgebäude des Hauptbahnhofs

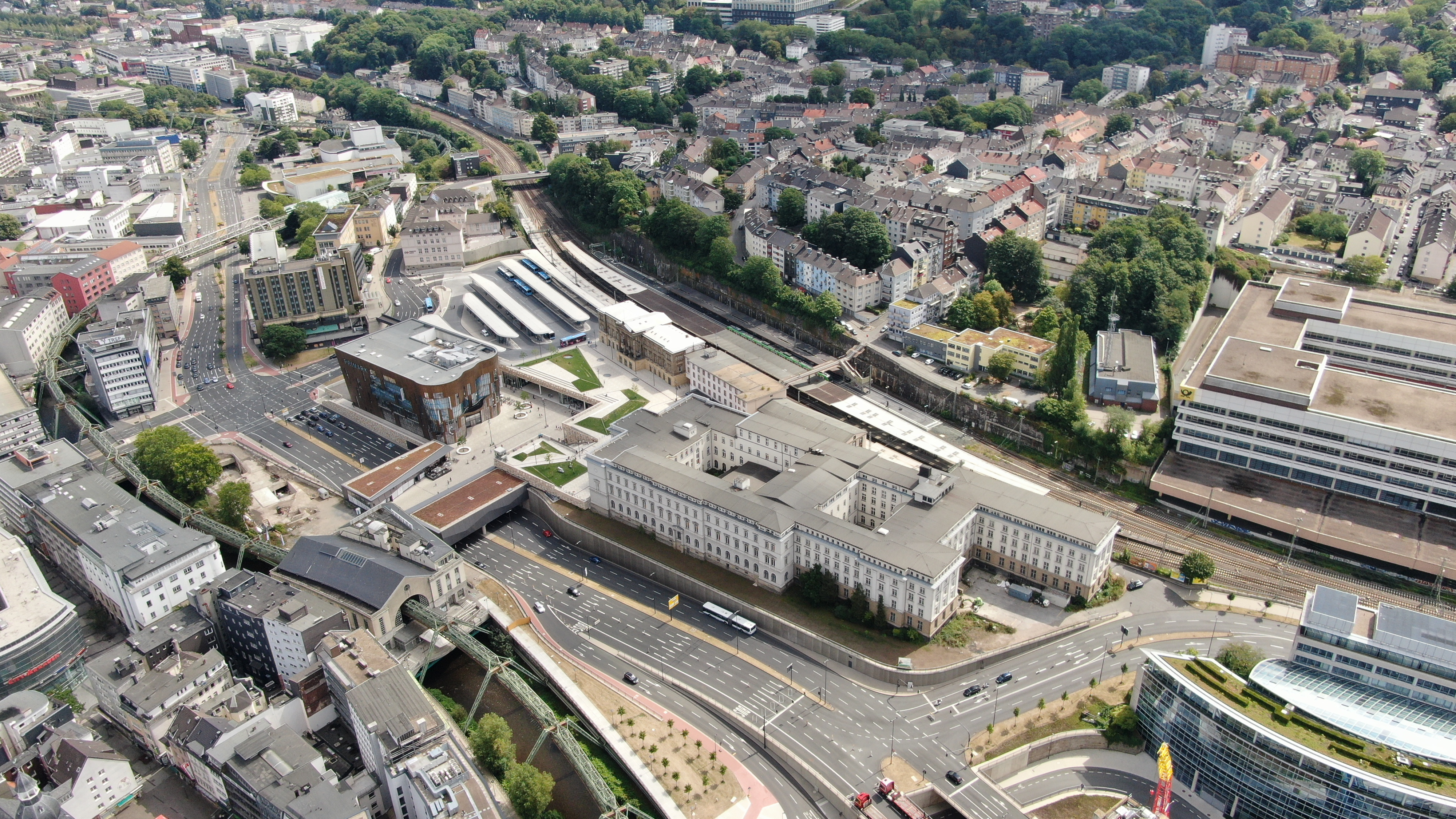
Hauptbahnhof mit Bahnhofsvorplatz und Bundesallee

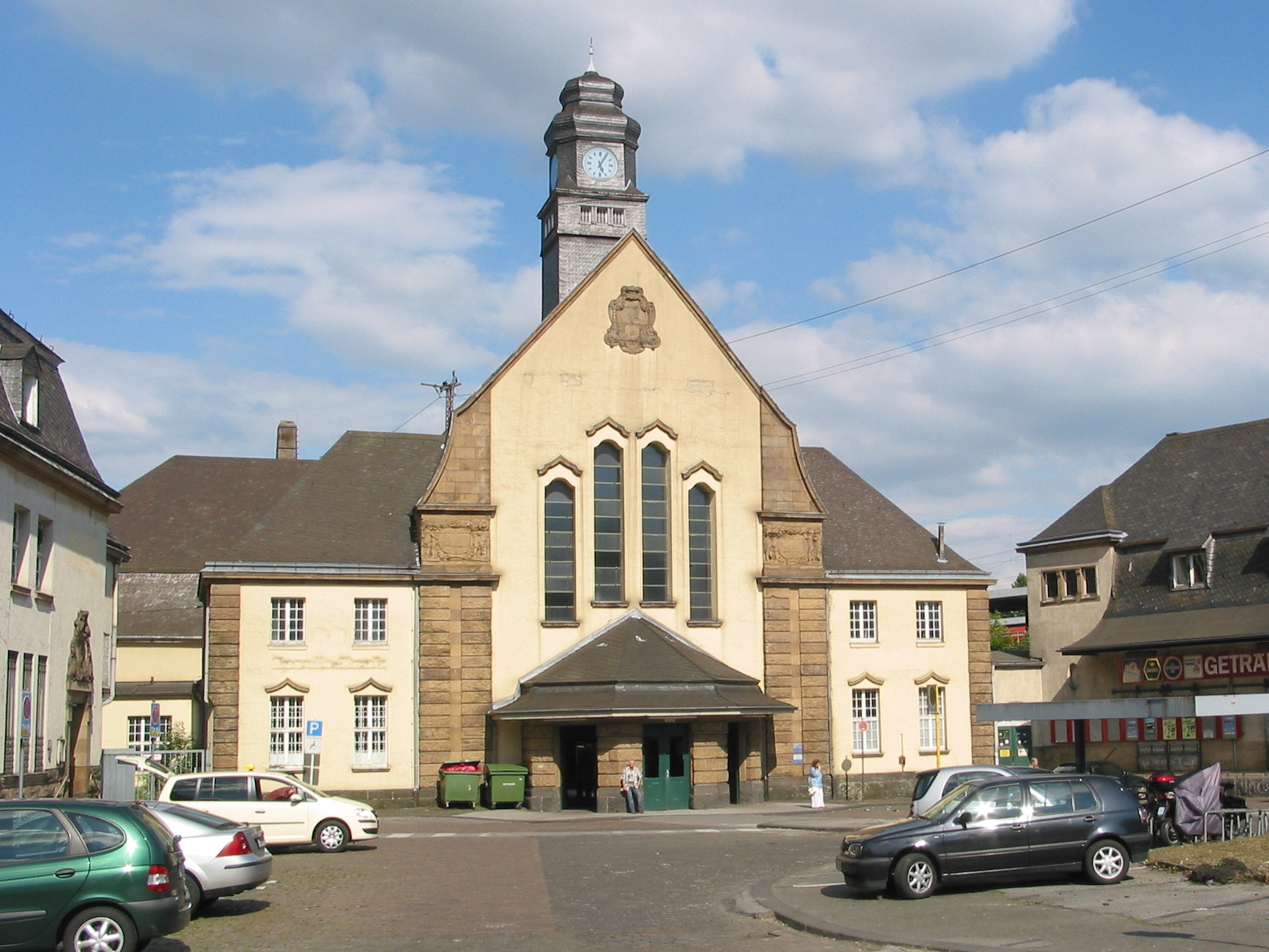
Bahnhof Wuppertal-Vohwinkel im Westen der Stadt

Die Stadt ist über die Bahnstrecke Düsseldorf–Elberfeld und die Bahnstrecke Elberfeld–Dortmund an das Schienennetz angebunden. Der Hauptbahnhof (bis 1992 Wuppertal-Elberfeld) ist Fernverkehrshalt und befindet sich in Elberfeld; die Regionalbahn-Züge und einige Regional-Express-Züge halten auch in Oberbarmen, Barmen und Vohwinkel. Daneben gibt es noch die S-Bahn-Haltepunkte Langerfeld, Unterbarmen, Steinbeck, Zoologischer Garten, Sonnborn und Ronsdorf.
Die Bahnhöfe und Haltepunkte im Tal werden von den Bahnlinien RE 4 „Wupper-Express“, RE 7 „Rhein-Münsterland-Express“, RE 13 „Maas-Wupper-Express“, RE 49 „Wupper-Lippe-Express“, RB 48 „Rhein-Wupper-Bahn“, S 7, S. 8, S. 9, S. 28 und S 68 bedient, darüber hinaus besteht am Hauptbahnhof viermal stündlich Anschluss an einen ICE bzw. alternativ einen IC oder EC.
Mit Ausnahme der Strecke Wuppertal-Oberbarmen–Remscheid-Lennep (S 7) und der Prinz-Wilhelm-Bahn nach Essen (S 9) sind sämtliche auf Wuppertaler Stadtgebiet von der oben genannten Hauptstrecke abzweigenden Äste stillgelegt und nur im Außenraum teilweise genutzt. Zu nennen sind hier unter anderen die Bahnstrecke Düsseldorf-Derendorf–Dortmund Süd („Wuppertaler Nordbahn“), die Burgholzbahn („Sambatrasse“), die Barmer Kohlenbahn, die Wuppertalbahn oder die Korkenzieherbahn. Somit sind von einstmals 31 Bahnhöfen und Haltepunkten auf Wuppertaler Gebiet noch zehn in Betrieb, davon neun Bahnhöfe auf der Hauptstrecke. Seit einiger Zeit kümmert sich der private Verein Wuppertal Bewegung e. V. darum, die Rheinische Strecke für Radfahrer, Fußgänger und Skater nutzbar zu machen und dabei gleichzeitig die zahlreichen Tunnel und Viadukte vor dem Verfall zu bewahren. Diese Strecke zieht sich über die gesamte Länge Wuppertals und wird als Nordbahntrasse bezeichnet.
In Langerfeld befindet sich zudem ein Umschlagbahnhof für Frachtcontainer.

#### Straßenverkehr

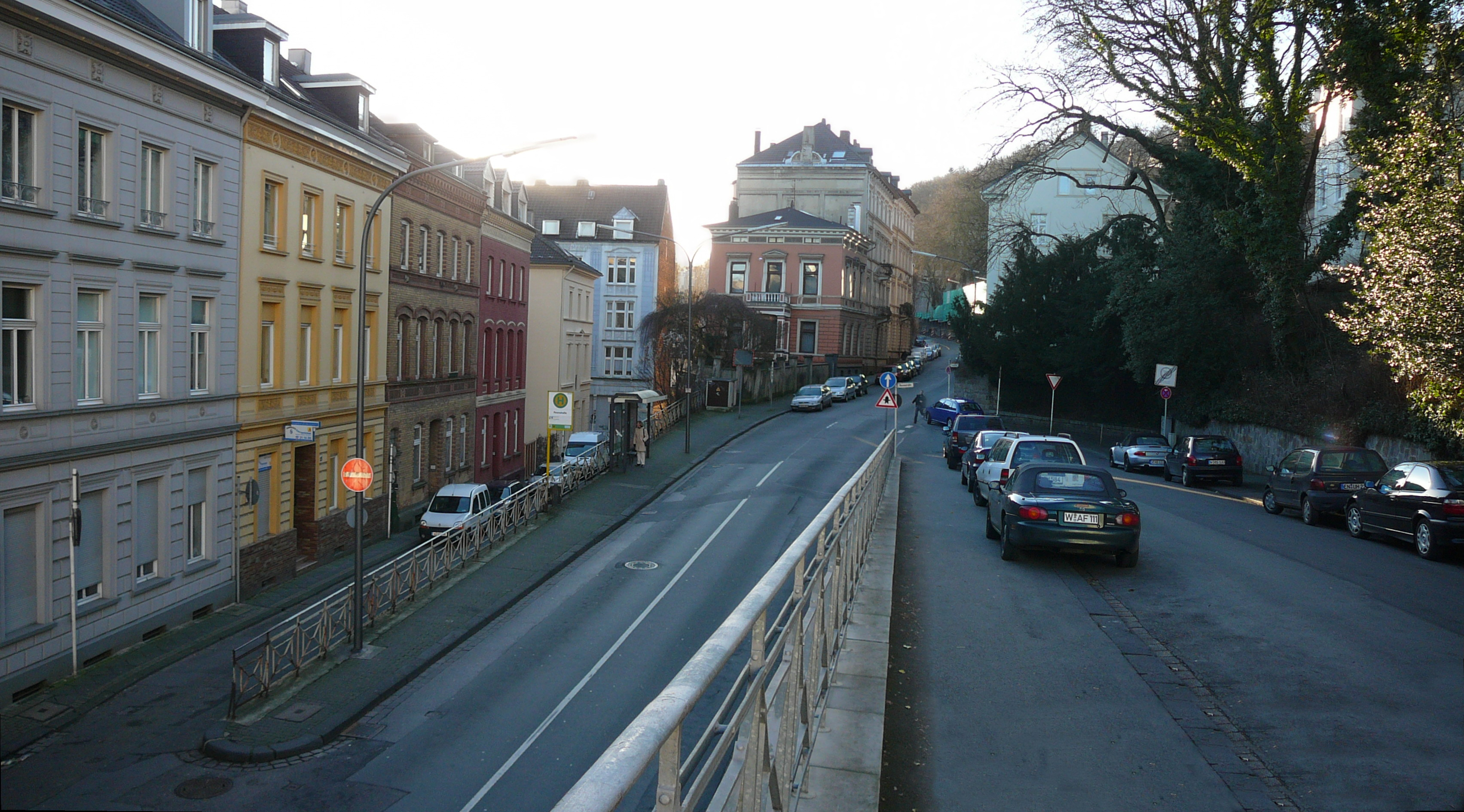
Typische Wohngegend mit engen Serpentinen

Am Döppersberg befindet sich der zentrale Knotenpunkt, der die Elberfelder Innenstadt mit dem Hauptbahnhof verbindet. Die Hofaue war bis zur Mitte des 20. Jahrhunderts ein globales Zentrum der Textilindustrie. Der Alte Markt mit dem Schwebebahn-Überbau ist das Barmer Pendant zum Döppersberg. Die Friedrich-Ebert-Straße und Friedrich-Engels-Allee sind in beiden Stadtteilen Teil der Bundesstraße 7 und werden von einer Vielzahl an denkmalgeschützten und stadtgeschichtlich wichtigen Gebäuden gesäumt.
Im Jahr 2021 gab es in Wuppertal 30.571 Straßenlampen, davon waren 76 % mit LED-Technologie ausgerüstet. Der Energieverbrauch für die Beleuchtung hat sich zwischen 2010 und 2020 mehr als halbiert (von 8,7 GWh auf 4,2 GWh).

##### Bundesautobahnen
Durch das nördliche Stadtgebiet führt von Düsseldorf kommend die A 46, die im Osten des Stadtgebiets im Autobahnkreuz Wuppertal-Nord auf die A 1 zwischen Köln und Dortmund trifft. Am Autobahnkreuz beginnt ebenfalls die über Recklinghausen nach Münster führende A 43. Im Westen der Stadt zweigt am Sonnborner Kreuz die A 535 von der A 46 in Richtung Velbert ab. Das Sonnborner Kreuz ist eines der größten Autobahnkreuze in Deutschland.

##### Bundesstraßen
An Bundesstraßen führen die B 7, die B 224 und die B 228, welche in Vohwinkel ihr östliches Ende hat, durch Wuppertal. Die B 7 ist die Hauptverkehrsachse der Stadt, denn sie verbindet seit 1788 die Stadtteile Barmen und Elberfeld und wird von zahlreichen denkmalgeschützten und stadtgeschichtlich bedeutsamen Bauten gesäumt. Bis in das Jahr 2007 durchlief die B 51 das Stadtgebiet in Nord-Süd-Richtung, die zwischen Sprockhövel und Remscheid am 1. Januar 2008 zur Landesstraße 58 umgewidmet wurde. Seitdem übernehmen die Bundesautobahnen 43 und 1 deren Verbindung.

##### Landesstraßen
Am südlichen Stadtrand führt seit 2006 die Landesstraße L 418 als vierspurige Schnellstraße durchgehend vom Sonnborner Kreuz nach Ronsdorf. Im Straßenverlauf der L 418 befindet sich mit einer Länge von 1,8 Kilometer der längste Straßentunnel Nordrhein-Westfalens. Bei Lichtscheid geht die L 418 in die L 419 über, die in näherer Zukunft direkt an die A 1 angebunden sein wird.
Durch den mehr als einen Kilometer langen Kiesbergtunnel ist die Elberfelder Innenstadt mittels der L 70 mit dem Sonnborner Kreuz verbunden. Die L 70 führt anschließend weiter nach Sprockhövel. Im Südwesten führt die vierspurige L 74 aus Remscheid kommend entlang der Wupper durch den Staatsforst Burgholz zum Sonnborner Kreuz.
Im Wuppertaler Osten führt die L 527 von Schwelm über Wuppertal-Beyenburg nach Wuppertal-Oberbarmen. Die L 414 führt entlang der Wupper von Radevormwald nach Beyenburg. Die L 411 verbindet auf der alten Trasse des mittelalterlichen Heerwegs Köln–Düsseldorf zusätzlich Beyenburg mit Remscheid-Lennep. Bei Wuppertal-Spieckern kreuzt die L 81 zwischen Radevormwald und Remscheid-Lüttringhausen.
Von Solingen führt die L 427 über Cronenberg nach Elberfeld. Die L 527 mündet von Remscheid kommend in diese bei Cronenfeld. Die L 417 führt von Elberfeld über Lichtscheid und Wuppertal-Ronsdorf nach Remscheid-Lüttringhausen. Die L 432 führt von Wuppertal-Hatzfeld nach Sprockhövel-Haßlinghausen. Von Hatzfeld geht die L 433 über Wuppertal-Dönberg nach Velbert-Langenberg ab. Von ihr geht die L 107 über Wuppertal-Siebeneick nach Velbert-Neviges ab.
Die L 726 verbindet Wuppertal-Oberbarmen über Wuppertal-Langerfeld mit Schwelm. Die L 891 führt von Wuppertal-Einern über Wuppertal-Wichlinghausen und Wuppertal-Nächstebreck nach Gevelsberg.

#### Flugverkehr
Der Flughafen Düsseldorf kann mit dem PKW in etwa 35 Minuten erreicht werden. Zu den Flughäfen Dortmund und Köln/Bonn braucht man etwa 45 Minuten. Diese drei Flughäfen bieten nationale wie auch internationale Linienflüge an. Der Verkehrslandeplatz Essen/Mülheim hat sich auf Geschäfts- und Ausbildungsflugverkehr spezialisiert. Zu allen Flughafen-Bahnhöfen muss an örtlichen Bahnhöfen umgestiegen werden.

#### Öffentlicher Personennahverkehr

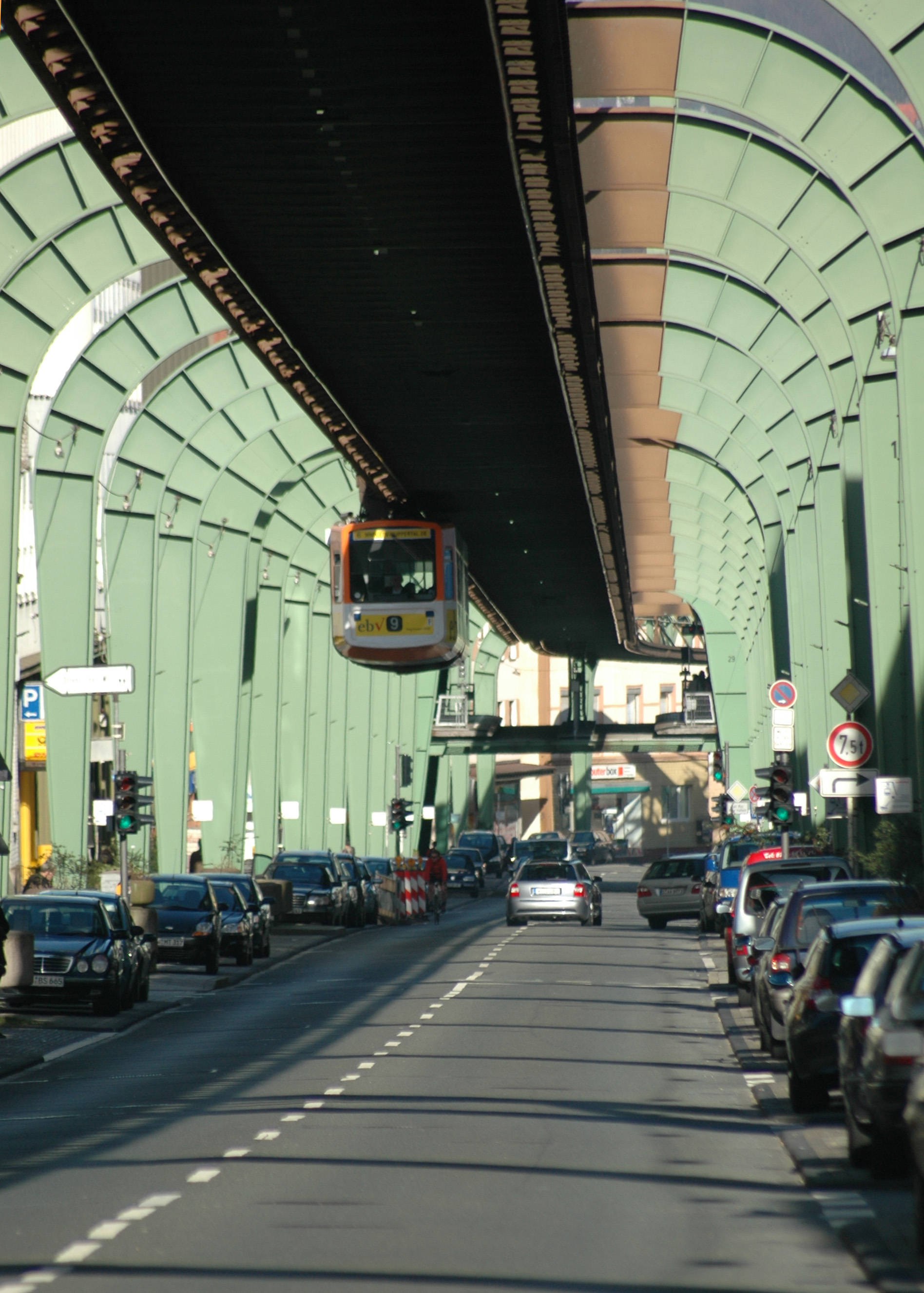
Die Schwebebahn über der Landstrecke im Westen der Stadt

Die WSW mobil betreibt neben der Schwebebahn ein Stadtbusnetz mit Cityexpress-, Nachtexpress- und normalen Stadtbuslinien. In die Nachbarstädte fahren zudem Schnellbusse. Im Busverkehr werden auch Wasserstoffbusse eingesetzt. Der gesamte ÖPNV ist in den Verkehrsverbund Rhein-Ruhr (VRR) integriert.
Im 20. Jahrhundert gab es mit der Barmer Bergbahn eine Zahnradbahn, die zwischen Toelleturm und der Straße Am Clef in Barmen verkehrte. Ein Oberleitungsbusnetz verfügte von 1949 bis 1972 über drei Linien und setzte als erster deutscher Obusbetrieb in den 1950er-Jahren Anderthalbdecker-Obusse (Krupp/Ludewig/Siemens) ein. Der Stadtteil Vohwinkel wird auch heute noch vom Oberleitungsbus Solingen bedient. Bis 1987 verkehrte die Straßenbahn Wuppertal, die aus Kosten- und Betriebsgründen jedoch stillgelegt wurde. Heute zeugen nur noch wenige verbliebene Schienenreste vom ehemals gut ausgebauten Netz.

#### Radverkehr

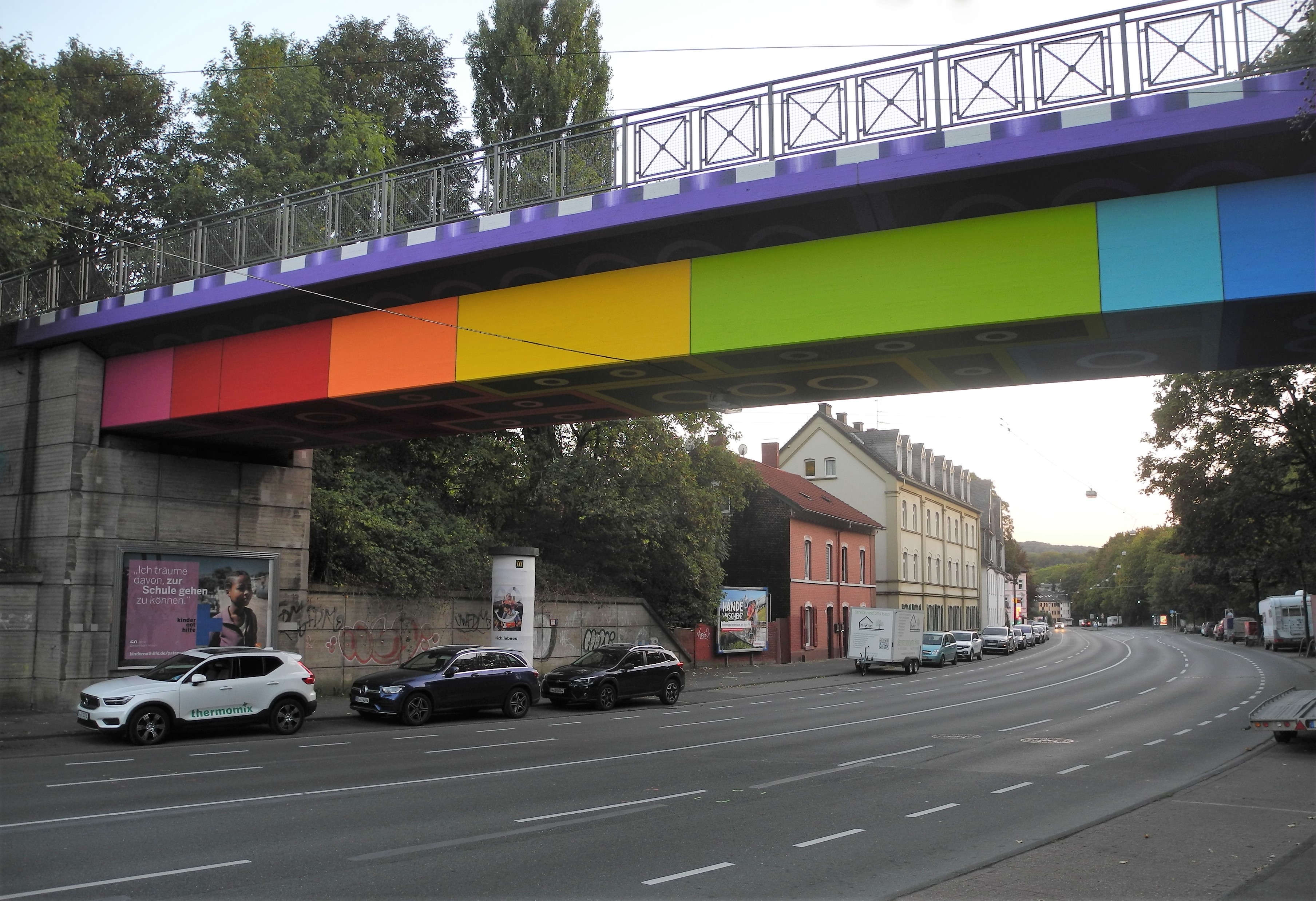
Lego-Brücke 2.0 der Schwarzbachtrasse über die B7 mit Fahrrad-Schutzstreifen in Langerfeld, 2020

Insgesamt ist die Geografie Wuppertals für den Fahrradverkehr ungünstig, da die Höhenrücken von der Talachse entlang der Wupper aus nur über stark ansteigende Straßen erreichbar sind. Mit 1,5 Prozent (Stand 2011) lag der Anteil das Radverkehrs am Personenverkehr relativ niedrig. Mit dem 2019 verabschiedeten Radverkehrskonzept will die Stadt bis 2025 den Fahrradverkehrsanteil deutlich steigern und Wuppertal zu einer Fahrradstadt machen. Das Potential der Nordbahntrasse, vorangetrieben vom Verein Wuppertalbewegung, sowie das vermehrte Aufkommen von Pedelecs sollen dieses Ziel unterstützen. Gleichzeitig wird vermehrt im Straßenraum die Förderung des Radverkehrs ermöglicht, z. B. durch die Öffnung von Einbahnstraßen in Gegenrichtung, das Öffnen von Anliegerstraßen, Durchlasse an Sackgassen oder radgerechten Umbau von Kreuzungen. Wuppertal verfügte 2015 über ein Radwegenetz von 210 km. Beim bundesdeutschen Fahrradklimatest 2024 des Allgemeinen Deutschen Fahrrad-Clubs (ADFC) kam Wuppertal in der Kategorie „Städte über 200.000 bis 500.000 Einwohner“ mit Platz 21 von 25 (Bewertung: 4,27). Nach einer Befragung aus dem gleichen Jahr wurden 8 % aller Wege in Wuppertal mit dem Rad zurückgelegt. Die Initiative Cycleride verlieh 2021 der Stadt Wuppertal angesichts der zahlreichen „Chaoszustände“ im Radverkehr den „goldenen Pannenflicken“.

#### Besondere Projekte zur Infrastruktur- und Stadtentwicklung seit 1990

##### Entlastungssammler Wupper
Im Entlastungssammler Wupper wird seit 2010 das Oberflächenwasser und das Regenwasser gesammelt und der Kläranlage zugeführt. Dadurch wird vermieden, dass verschmutzte Anteile dieses Wassers in den Fluss gelangen. Er liegt bis zu fünfzehn Meter tief, verläuft parallel zur Wupper und unterquert sie sechs Mal. Er wurde im Auftrag der Stadt und der Stadtwerke von 1990 bis 2003 im Rohrvortrieb unter Tage geschaffen. Die bis 2010 errichteten 60 Anschlussbauwerke erforderten viele Baugruben.

##### Döppersberg
Der Döppersberg, größter Verkehrsknotenpunkt in der Innenstadt Elberfelds, wurde neu gestaltet. Seit den späten 1990er Jahren waren dort Sanierungsarbeiten auf einen niedrigen Stand heruntergefahren. Nach der zunächst ungeklärten Finanzierung erfolgte im September 2006 die Zusage für Finanzmittel des Landes. Im April 2010 begannen die Bauarbeiten zu diesem Großprojekt. Der alte Bahnhofsvorbau wurde abgerissen und durch eine neue Geschäftspassage ersetzt. Eine Tiefgarage wurde 2015 im Rohbau fertiggestellt. Auf ihr wurde der neue Busbahnhof direkt am ersten Bahnsteig gebaut. Außerdem wurden mehrere Straßen abgesenkt und der gesamte Bahnhofsvorplatz großstadtgerecht umgebaut, sodass die Bundesstraße 7 frei von Haltestellen ist und die Passanten oberirdisch zwischen Innenstadt und Bahnhof verkehren können.

##### Regionale 2006
Die Regionale 2006 war ein vom Land Nordrhein-Westfalen gefördertes Projekt, das in Wuppertal zusammen mit den Nachbarstädten Solingen und Remscheid durchgeführt wurde. Seit 2001 haben die drei Städte gemeinsam Projekte für die städtebauliche, kulturelle und wirtschaftliche Weiterentwicklung des Bergischen Städtedreiecks entwickelt. Ziel war es, auf die Region aufmerksam sowie diese zukunftssicherer zu machen. Im Zuge des Projekts ist ein großes Netzwerk von Sachverständigen aus Wissenschaft, Politik, Verwaltung und Institutionen entstanden.
2006 wurden zum Abschluss des Programms auf der Bergischen Expo ’06 neben dem Stadion am Zoo in Wuppertal die Ergebnisse sowie Leistungen und Qualitäten des Städtedreiecks der Öffentlichkeit präsentiert.

##### Seilbahn
Darüber hinaus hat der Rat der Stadt Wuppertal im März 2016 entschieden, dass die „Realisierbarkeit einer Seilbahn von Seiten der Stadt ergebnisoffen geprüft werden und dieser Prozess durch eine Beteiligung der Bürgerinnen und Bürger begleitet werden soll.“ Die Seilbahn sollte den Döppersberg mit dem Campus Grifflenberg der Universität und mit dem Hahnerberg verbinden. Diese Achsen sind so stark ausgelastet, dass die Bewältigung des Fahrgastaufkommens mit den bestehenden Omnibusverkehr in Frage gestellt und ein leistungsfähigeres Verkehrsmittel gefordert wird. Das Projekt wurde nach einer Bürgerbefragung, in der sich 61,59 Prozent der teilnehmenden Bürger gegen die Seilbahn aussprachen, im Mai 2019 aufgegeben.

### Medien

#### Rundfunk und Fernsehen

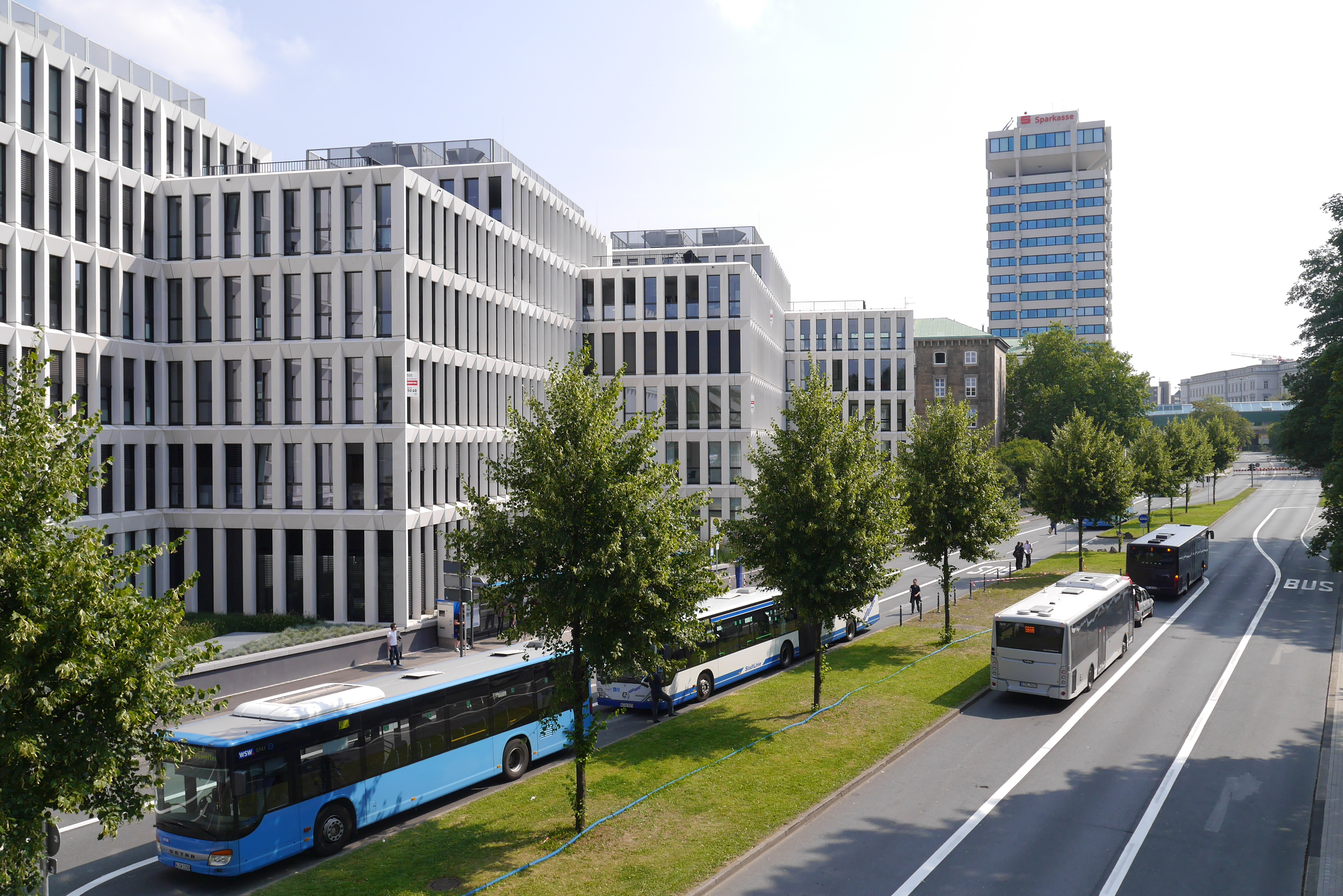
Der Standort der Westdeutschen Zeitung im Zentrum Elberfelds

In Wuppertal befindet sich seit 1983 ein Studio des Westdeutschen Rundfunks (WDR), zuvor gab es dort nur ein Büro für das Bergische Land. In diesem Studio werden die Regionalsendungen für Hörfunk und Fernsehen des WDR produziert, die unter den Namen WDR 2 – Nachrichten für das Bergische Land (im Hörfunk) und WDR Lokalzeit Bergisches Land (im Fernsehen) laufen.
Ferner sendet seit 1991 die Lokalradiostation Radio Wuppertal. Wuppertal ist darüber hinaus auch Sitz und Sendestation von Radio Ennepe Ruhr, dem Lokalradio-Sender für den Ennepe-Ruhr-Kreis.

#### Printmedien
Als einzige lokale Tageszeitung erscheint der General-Anzeiger, die Wuppertaler Ausgabe der Westdeutschen Zeitung (WZ), die in Wuppertal neben Düsseldorf und Krefeld ein Pressehaus betreibt. Daneben gibt beziehungsweise gab es eine Vielzahl regionaler Anzeigenblätter beziehungsweise Wochenmagazine, darunter die Wuppertaler Rundschau, talwaerts (2015 eingestellt), das Ronsdorfer Sonntagsblatt, die Ronsdorfer Wochenschau, die Cronenberger Woche, den Cronenberger Anzeiger und die Bergischen Blätter.
Eine Regionalredaktion in Wuppertal betreibt neben dem HEINZ-Magazin auch coolibri, ein städteübergreifendes Magazin für das Rheinland, Ruhrgebiet und Bergische Land mit einer Auflage von über 200.000 Exemplaren. Schon seit 1863 gibt der Bergische Geschichtsverein alle zwei Jahre eine 400 bis 500 Seiten starke Zeitschrift heraus.
Zusätzlich zu den Zeitungen haben mehrere Buchverlage ihren Sitz in Wuppertal. So der Arco Verlag, der seit 2002 Literatur aus Ostmitteleuropa, insbesondere aus den böhmischen Ländern, veröffentlicht und vertreibt. Edition 52 ist ein Comicverlag, der Werke grafisch und literarisch anspruchsvoller Zeichner und Autoren publiziert. Der Peter Hammer Verlag besteht seit 1966 und gibt einen großen Teil der in Deutschland erscheinenden afrikanischen Belletristik heraus.

#### Online-Medien
Im Februar 2016 startete die Online-Community Wuppertal total, die mit Nachrichten, Kleinanzeigen, Veranstaltungen, Polizeimeldungen sowie aktuellen Meldungen das Zeitgeschehen in Wuppertal abbildet. Darüber hinaus gibt es seit Dezember 2009 das ausschließlich internetbasierte Medium njuuz online, das sich vorwiegend städtisch relevanten Themen widmet und täglich Berichte und Neuigkeiten veröffentlicht. Mitte 2011 hat sich zudem die von Studierenden initiierte und unabhängige CampusZeitung blickfeld gegründet. Neben universitären Themen behandelt die Redaktion auch das kulturelle und gesellschaftliche Leben in der Stadt Wuppertal.

### Öffentliche Einrichtungen

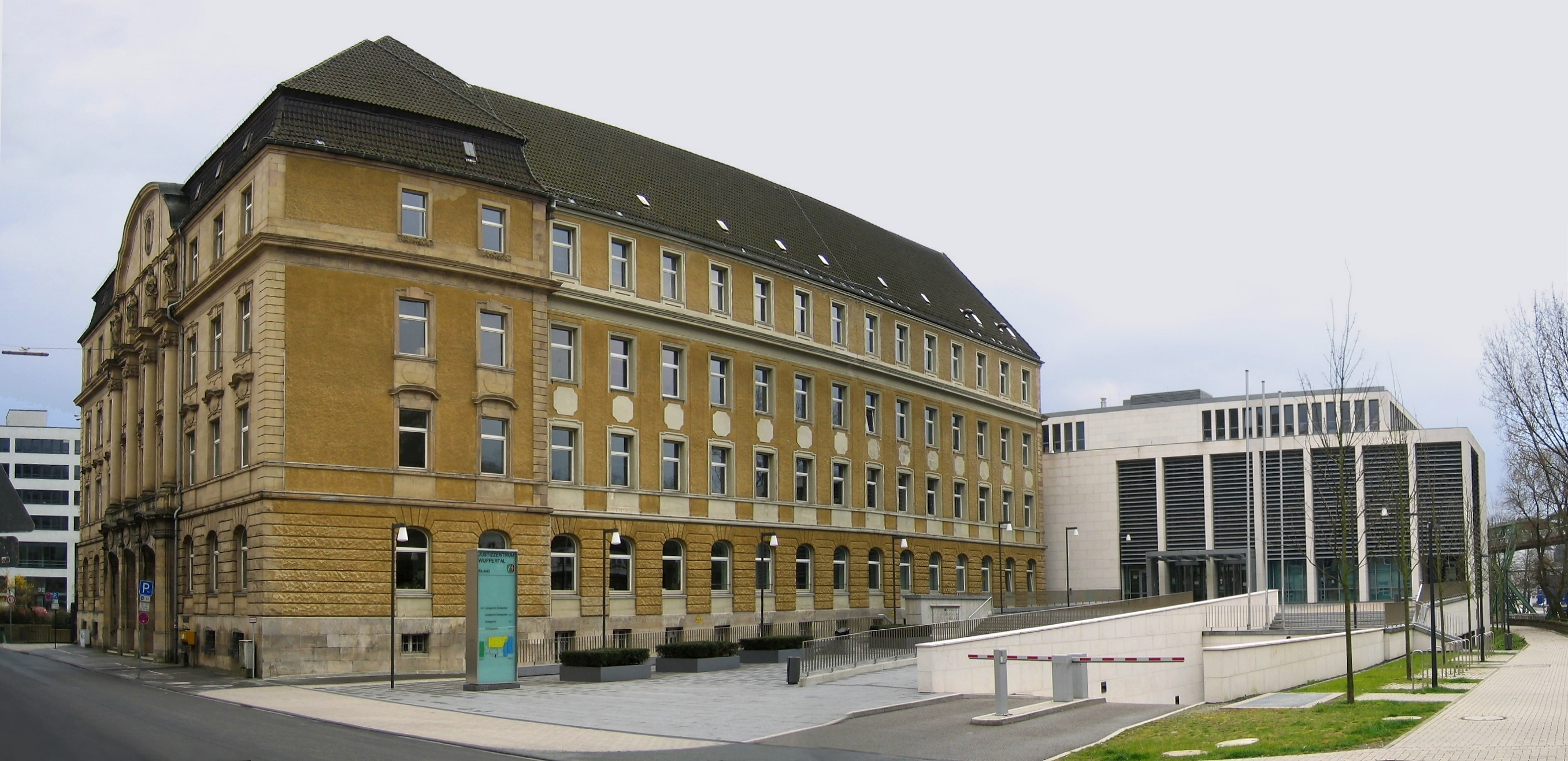
Das historische Gebäude des Amtsgerichtes mit modernem Anbau

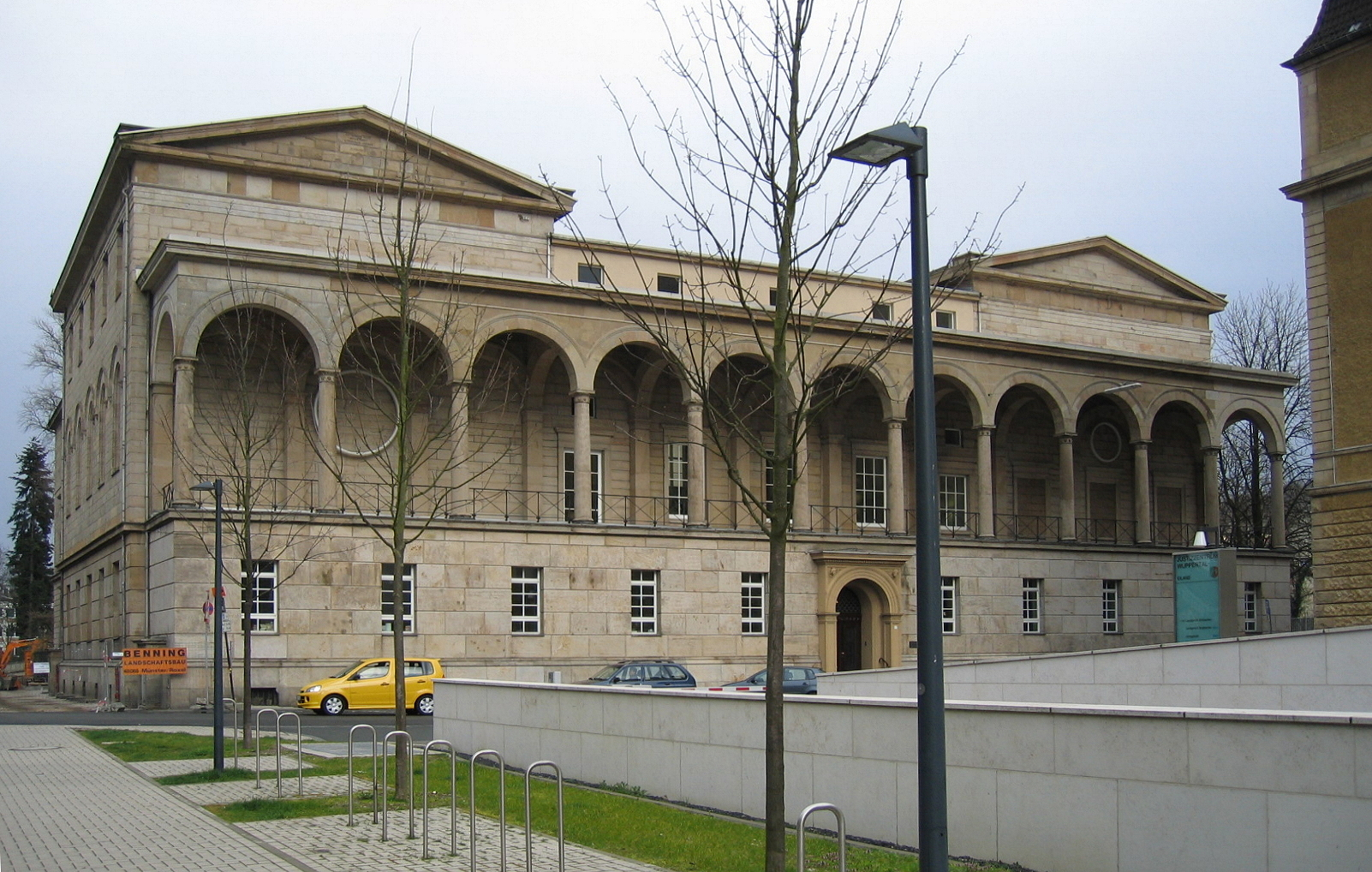
Wuppertaler Landgericht

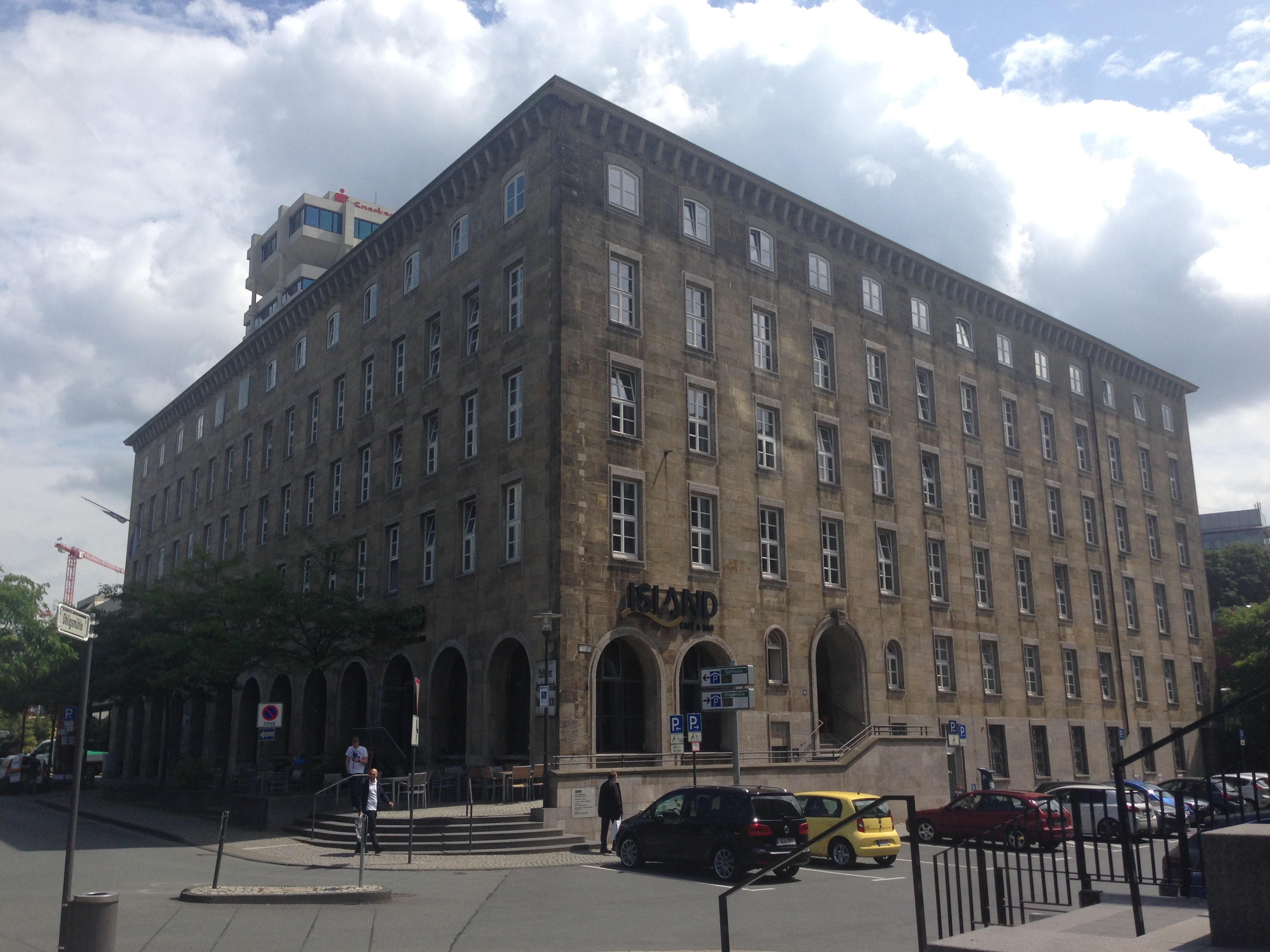
Das Hauptgebäude der Industrie- und Handelskammer Wuppertal-Solingen-Remscheid

Wuppertal ist Sitz mehrerer öffentlicher Einrichtungen auch überregionaler Bedeutung. Das Amtsgericht Wuppertal ist als Teil der ordentlichen Gerichtsbarkeit dem Landgericht untergeordnet. Es wurde 1907 als Amtsgericht Elberfeld gegründet. Das 1848 errichtete Gebäude wurde 2005 um einen Neubau ergänzt. Das Landgericht Wuppertal ist eines von sechs Landgerichten im Bezirk des Oberlandesgerichtes Düsseldorf. Neben Wuppertal umfasst der Gerichtsbezirk die Städte Solingen, Remscheid, Erkrath, Haan, Mettmann, Wülfrath, Heiligenhaus und Velbert. Das Gerichtsgebäude gehört mit dem Baujahr 1854 zu den ältesten Deutschlands. Die beiden Gerichte sind zusammen mit dem Arbeitsgericht Wuppertal Teil der Gerichtsinsel und haben direkten Anschluss an die Wuppertaler Schwebebahn sowie mehrere Buslinien.
Auch außerhalb des Gerichtswesens haben öffentliche Einrichtungen ihren Sitz in der Stadt. So unter anderem die Interessenvertretung der Wirtschaft des Städtischen Städtedreiecks, die Bergische Industrie- und Handelskammer Wuppertal-Solingen-Remscheid. Die Ausgangsform der modernen IHK war die Handelskammer von Elberfeld und Barmen, die als erste am Prinzip der Selbstverwaltung der Wirtschaft ausgerichtete Handelskammer Deutschlands gilt und 1830 gegründet wurde. Auch das Polizeipräsidium Wuppertal ist als Kreispolizeibehörde für das Städtedreieck zuständig. Es gliedert sich in die vier Direktionen Gefahrenabwehr, Kriminalität, Verkehr und Zentrale Aufgaben.
Als dem Umweltministerium NRW untergeordnete Dienstleistungsagentur ist die Energieagentur NRW für die öffentliche Aufklärung, Beratung und Weiterbildung zum Thema Energieeffizienz und Erneuerbare Energien. Sie ist Teil des Europäischen Fonds für regionale Entwicklung und koordiniert unter anderem Projekte an Forschungsinstituten und Bildungseinrichtungen bei nordrhein-westfälischen Unternehmen, Kommunen und Bürgern.

### Gesundheitswesen

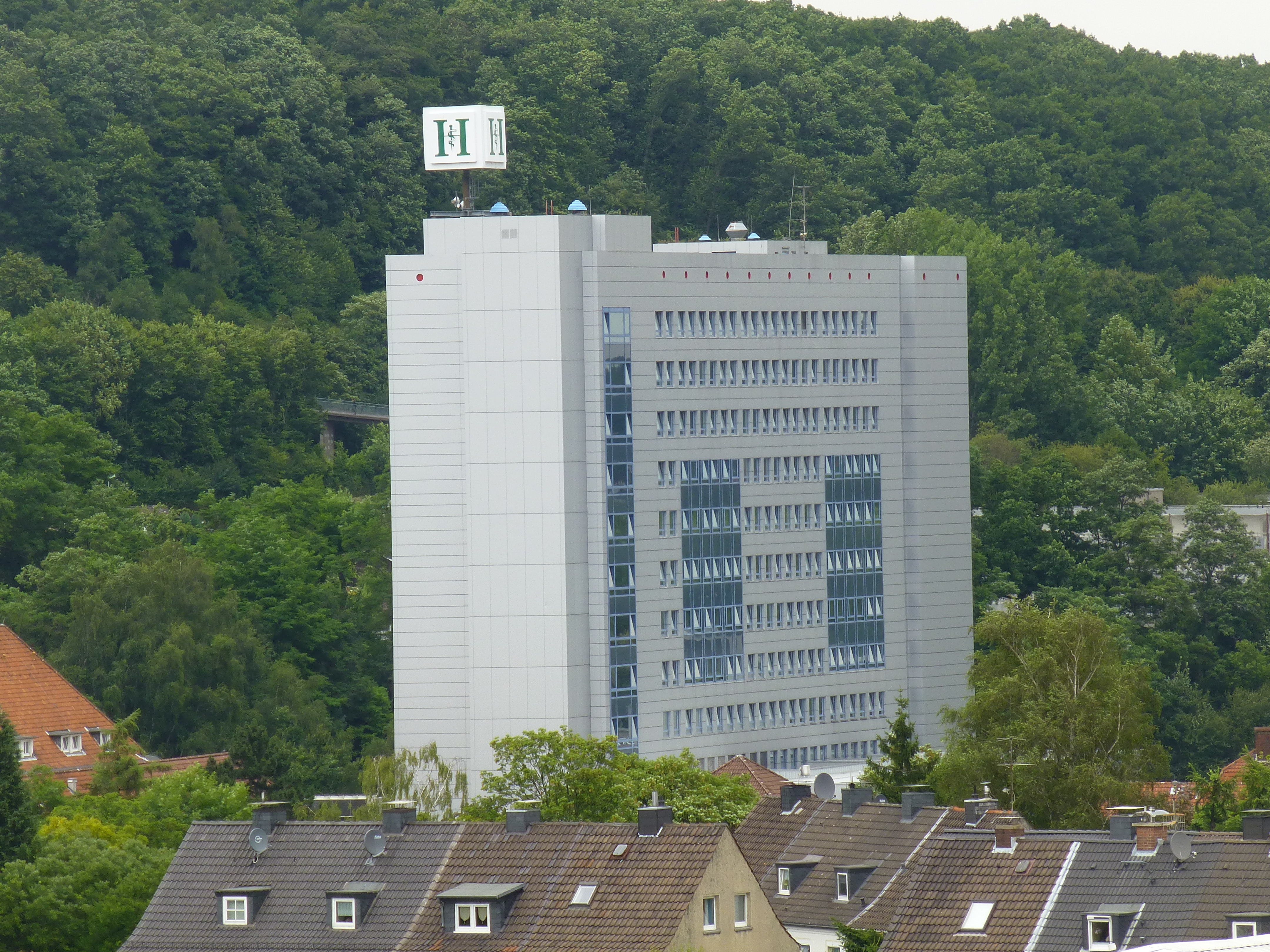
Das Hochhaus des Helios Klinikums im Stadtteil Barmen

Wuppertal verfügt über mehrere Krankenhäuser, die zu den bekanntesten und größten der Region zählen. Das Agaplesion Bethesda Krankenhaus besteht seit 1886 in Elberfeld und unterhält sieben Fachkliniken, darunter eine neurochirurgische Abteilung sowie eine weitere für interventionelle Gefäßmedizin. Jedes Jahr werden etwa 40.000 Patienten ambulant und stationär behandelt. Das größte Krankenhaus der Stadt und des Bergischen Landes ist das Helios Klinikum in Barmen und Elberfeld mit 26 Fachabteilungen und 50.000 Patienten pro Jahr. Es gehört zum Verbund der Helios Kliniken und ist Universitätsklinikum der Universität Witten/Herdecke. Es ging hervor aus zwei städtischen Kliniken, die 1820 als Ferdinand-Sauerbruch-Klinikum Elberfeld und 1907 als Städtische Krankenanstalten Barmen gegründet wurden.
Weitere größere Krankenhäuser sind die Kliniken St. Antonius und Sankt Josef, die beide zur Hospitalvereinigung St. Marien GmbH in Köln gehören. Darüber hinaus verfügt die Stadt über zehn weitere Kliniken mit teilweise spezieller Fachausrichtung wie der Rheumatologie oder der Geriatrischen Rehabilitation.

### Soziale Einrichtungen
In Wuppertal gibt es 179 Tageseinrichtungen für Kinder, von denen 120 unter Trägerschaft der freien Jugendhilfe betrieben werden.
Die politischen Gremien der Stadt Wuppertal werden von den Bürgern durch einen Behindertenbeirat, einen Seniorenbeirat und durch Bezirksjugendräte in ihrer Arbeit beraten. Außerdem gibt es eine Gleichstellungsstelle für Frau und Mann und die Regionale Arbeitsstelle zur Förderung von Kindern und Jugendlichen aus Zuwandererfamilien.
In Wuppertal befinden sich die Hauptstellen des Vereins Blaues Kreuz in Deutschland e. V., einer christlichen Organisation der Suchtkrankenhilfe, und des Deutschen Paritätischen Wohlfahrtsverbandes, Landesverband Nordrhein-Westfalen.
In der Stadt gibt es etwa 200 Selbsthilfegruppen zu unterschiedlichen Krankheiten, Behinderungen sowie psychischen oder sozialen Problemen.
Die Wuppertaler Tafel ist eine gemeinnützige Hilfsorganisation, die Lebensmittel, Kleidung, Hausrat und Möbel an Bedürftige verteilt und eine kostenlose medizinische Betreuung anbietet. Der Verein Hilfe für Wuppertaler in Not e. V. (WIN) ist eine Aktion ortsansässiger Medien, die notleidenden Bürgern aus Spendenmitteln unbürokratisch und unkompliziert schnelle Hilfe anbietet.

### Bildung

#### Schulen
Wuppertal verfügt über insgesamt 61 Grundschulen, zwölf Hauptschulen, fünf Gesamtschulen, beispielsweise die Erich-Fried-Gesamtschule, acht Realschulen und elf Gymnasien, beispielsweise das Wilhelm-Dörpfeld-Gymnasium, das Gymnasium Sedanstraße, das Erzbischöfliche St. Anna Gymnasium, das Gymnasium Bayreutherstraße oder das Carl-Fuhlrott-Gymnasium. Dazu kommen acht private Schulen, 13 Berufskollegs sowie 14 Förderschulen.

#### Volkshochschule
Die Volkshochschulen und Familienbildungsstätten von Wuppertal und Solingen haben sich zur Bergischen Volkshochschule zusammengeschlossen. Seit 2006 erscheint zweimal pro Jahr ein gemeinsames Kursprogramm für beide Städte. Neben der beruflichen wird auch eine allgemeine Ausbildung mit kulturellen, politischen, ökonomischen und linguistischen Aspekten angeboten. Zudem werden die Teilnehmer nach Wunsch auch bei Fragestellungen zur Familienbildung unterstützt.

#### Hochschulen

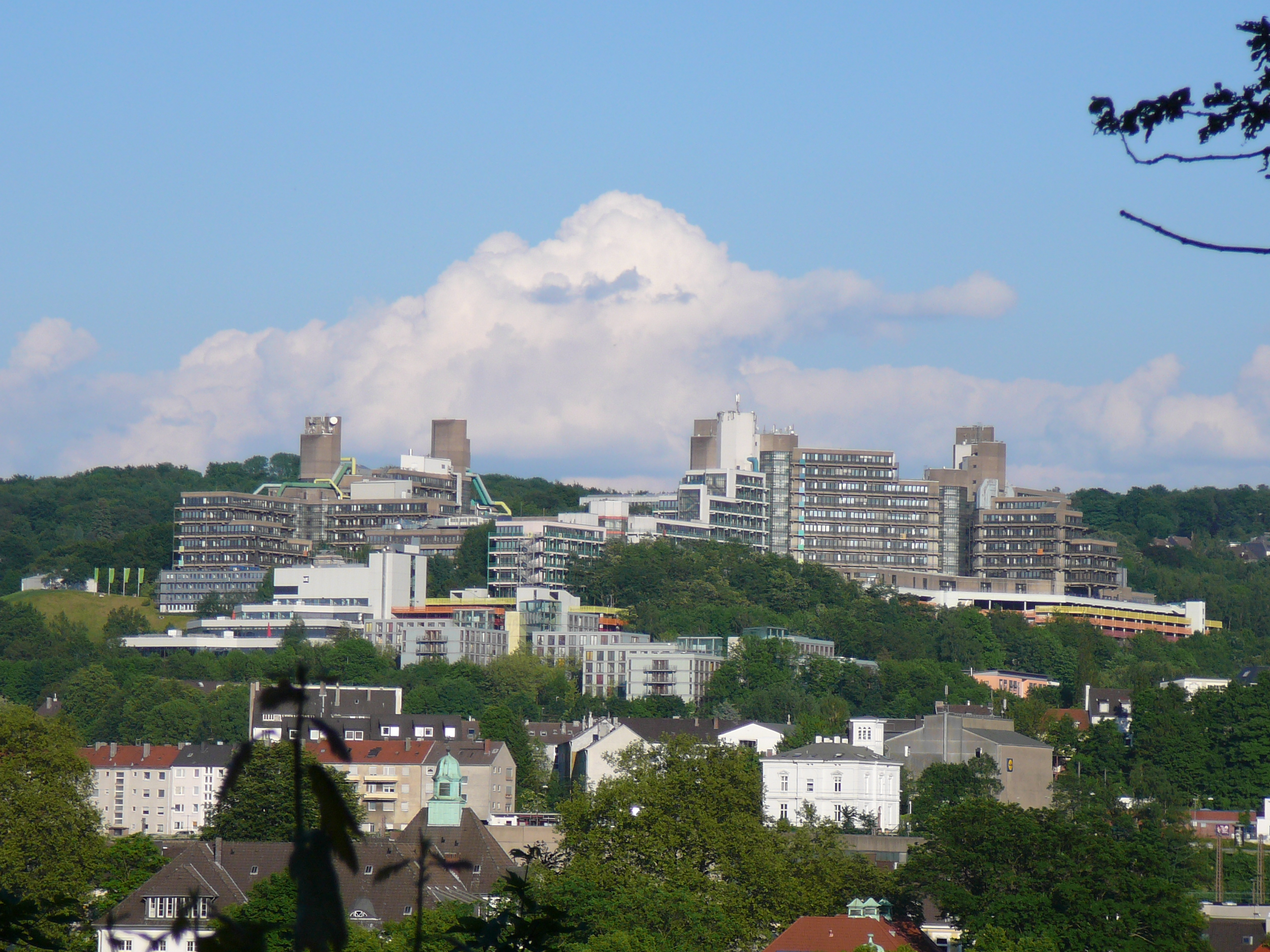
Der Hauptcampus der Bergischen Universität

##### Bergische Universität Wuppertal
Die Bergische Universität Wuppertal (BUW) entstand 1972 als Gesamthochschule Wuppertal durch den Zusammenschluss der Abteilung Wuppertal der pädagogischen Hochschule Rheinland und der Fachhochschule Wuppertal. 1983 wurde sie zur Universität-Gesamthochschule erweitert. Seit 2003 wird sie unter dem heutigen Namen als Universität geführt. An der Bergischen Universität lehren 250 Hochschullehrer in sieben Fachbereichen, im Sommersemester 2016 waren über 20.000 Studenten immatrikuliert. Außer durch die traditionellen Ingenieurstudiengänge Maschinenbau, Elektrotechnik und Bauingenieurwesen wird die Hochschule durch den seltenen Studiengang Sicherheitstechnik gekennzeichnet. Auch der Studiengang Gesundheitsökonomie wird hier speziell angeboten. Neben zahlreichen Bachelor- und Masterstudiengängen gibt es hier viel beachtete neue Forschungsprojekte mit ausgeprägtem Praxisbezug, unter anderem Visionlabs und das BKG. Seit 2008 ist der Universität außerdem das Europäische Institut für internationale Wirtschaftsbeziehungen (EIIW) angegliedert, das durch Hochschulprofessor Paul J. J. Welfens gegründet wurde. Außerhalb des Hauptcampus am Grifflenberg existieren noch zwei kleinere Campus am Haspel sowie am Freudenberg.

##### Kirchliche Hochschule Wuppertal

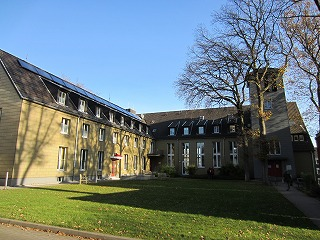
Kirchliche Hochschule Wuppertal

Die Kirchliche Hochschule Wuppertal wurde 1935 als „Hochschule für reformatorische Theologie“ als Ausbildungsstätte der Bekennenden Kirche gegründet. Sie wurde von den Nationalsozialisten sofort verboten, konnte jedoch bis 1941 im Untergrund weiterarbeiten. Nach dem Zweiten Weltkrieg wurde sie neu eröffnet und war seit 1976 eine Einrichtung der Evangelischen Kirche im Rheinland und seit 2003 Teil des Theologischen Zentrums Wuppertal, in dem schwerpunktartig die Aus- und Fortbildung für hauptberuflich sowie ehrenamtlich Mitarbeitende der Evangelischen Kirche im Rheinland konzentriert war. Die Hochschule kooperiert mit der Bergischen Universität Wuppertal und wird heute von den Evangelischen Kirchen im Rheinland und von Westfalen getragen.

##### Weitere Hochschulen
In der kleinen Abteilung der Musikhochschule Köln am Sedansberg in Wuppertal studieren etwa 220 Studenten. Sie ging aus dem Wuppertaler Konservatorium hervor, das 1972 an die Kölner Hochschule angeschlossen wurde. Hier befindet sich der europaweit einzige Lehrstuhl für Mandoline. Darüber hinaus ist Wuppertal einer von bundesweit 24 Standorten der privat geführten FOM Hochschule für Oekonomie & Management mit Sitz in Essen.
Zudem verfügte Wuppertal von Ende 2009 bis Ende 2012 über einen provisorischen Standort der Folkwang Universität der Künste mit Sitz im Kloster Werden in Essen. Der Studiengang Kommunikationsdesign lief an der Bergischen Universität zum Wintersemester 2009/2010 aus, fortan schrieben sich Erstsemester direkt an der Folkwang Universität ein. Um den 200 noch immatrikulierten Studenten ein fortgeführtes Studium zu ermöglichen, blieben dem Wuppertaler Standort bis zum Sommersemester 2012 sechs Professoren sowie wissenschaftliche Mitarbeiter erhalten, die seit dem darauffolgenden Wintersemester am Standort Essen lehren.

#### Weitere Bildungs- und Forschungseinrichtungen

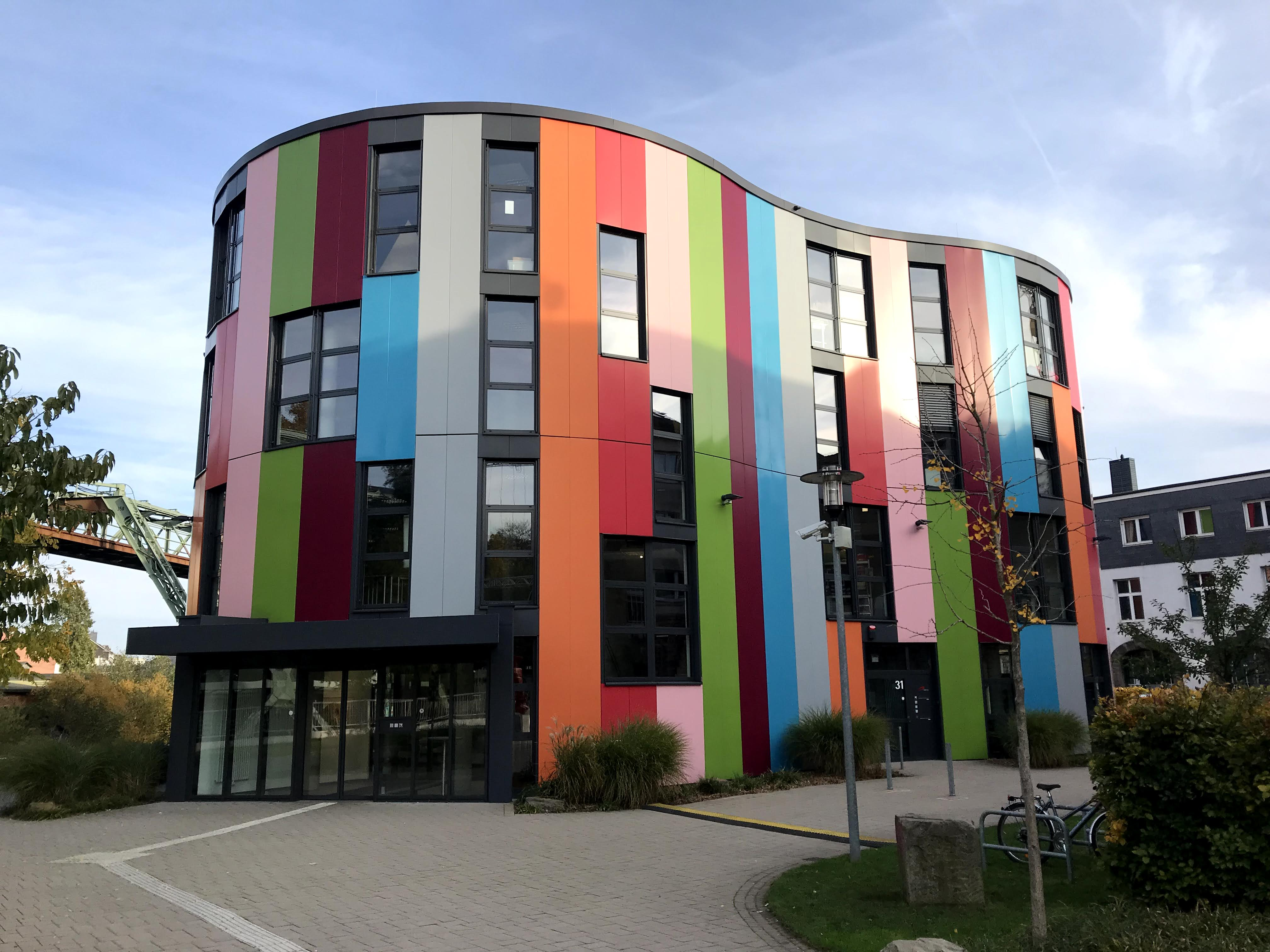
Junior-Uni Wuppertal

Seit 1948 finden in der Technischen Akademie Wuppertal Seminare, Tagungen und andere Weiterbildungsangebote statt. Des Weiteren beherbergt die TAW auch die Verwaltungsakademie. Sie ist eines der größten und ältesten deutschen Weiterbildungsinstitute und unterrichtet an fünf deutschen und drei weiteren europäischen Standorten. Zudem ist sie ein Außeninstitut der renommierten RWTH Aachen. Auch das renommierte Wuppertal Institut für Klima, Umwelt, Energie hat seinen Sitz in Wuppertal. Es erforscht und entwickelt Leitbilder, Strategien und Instrumente für Übergänge zu einer nachhaltigen Entwicklung auf regionaler, nationaler und internationaler Ebene. Im Jahr 1985 wurde das Institut ASER e. V. als rechtlich unabhängige und gemeinnützige arbeitswissenschaftliche Forschungseinrichtung am Standort Wuppertal gegründet. Die Justizvollzugsschule Nordrhein-Westfalen ist die zentrale Ausbildungsstätte für den mittleren Justizvollzugsdienst des Landes NRW.
Die Station Natur und Umwelt in Hahnerberg besteht seit 1984 und ist die größte kommunale Einrichtung für Umweltbildung und Umwelterziehung im Bergischen Land. Ein Waldpädagogisches Zentrum im Arboretum im Staatsforst Burgholz und die Zooschule Wuppertal leisten weitere umweltpädagogische Arbeit.
Die Junior-Uni Wuppertal ist eine private, gemeinnützige Bildungseinrichtung mit dem Ziel, junge Menschen im Alter von 4 bis 18 Jahren an naturwissenschaftliche und technische Berufe heranzuführen. Das deutschlandweit einzigartige Projekt startete im Dezember 2008 mit zunächst mehr als 40 Kursen für 600 Studierende aus vier Altersklassen und will jährlich rund 4700 Kinder und Jugendliche in speziellen Veranstaltungen für Natur und Technik begeistern. Auch Studenten erhalten hier die Möglichkeit zu lehren.

## Persönlichkeiten

### Ehrenbürger
Die Stadt hat seit ihrer Gründung dreizehn Personen das Ehrenbürgerrecht verliehen. So wurde 1991 der spätere Bundespräsident Johannes Rau für seine vielfältigen Verdienste um die Stadt, vor allem die Gründung der Bergischen Universität, ausgezeichnet. Die ersten drei Verleihungen 1933 an Reichskanzler Adolf Hitler, Reichspräsident Paul von Hindenburg und SA-Oberführer August Wilhelm von Preußen wurden nach dem Zweiten Weltkrieg, wie in zahlreichen weiteren deutschen Städten, wieder aberkannt.
Neben dem Ehrenbürgerrecht stiftet die Stadt seit 1966 den Ehrenring der Stadt Wuppertal, der an Persönlichkeiten verliehen werden kann, die sich um das Wohl der Stadt in besonderer Weise verdient gemacht haben. Er wurde seither schon mehr als fünfzig Mal verliehen.

### Söhne und Töchter der Stadt

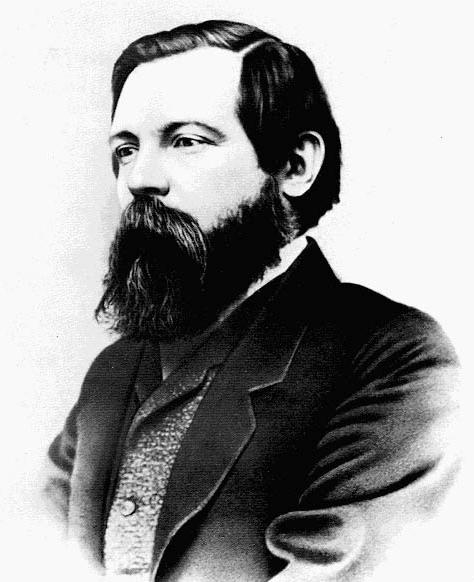
Friedrich Engels
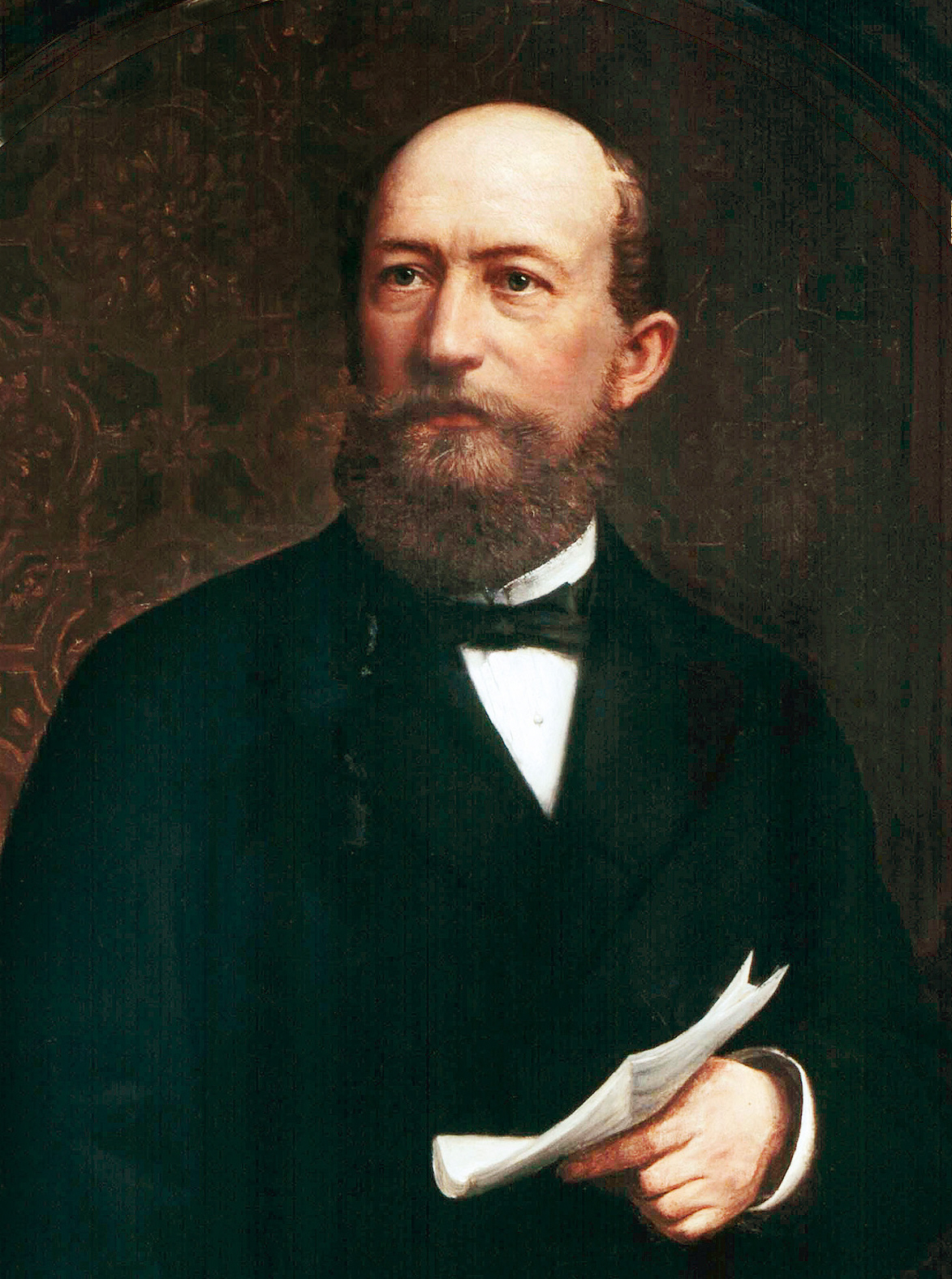
Friedrich Bayer (1863)
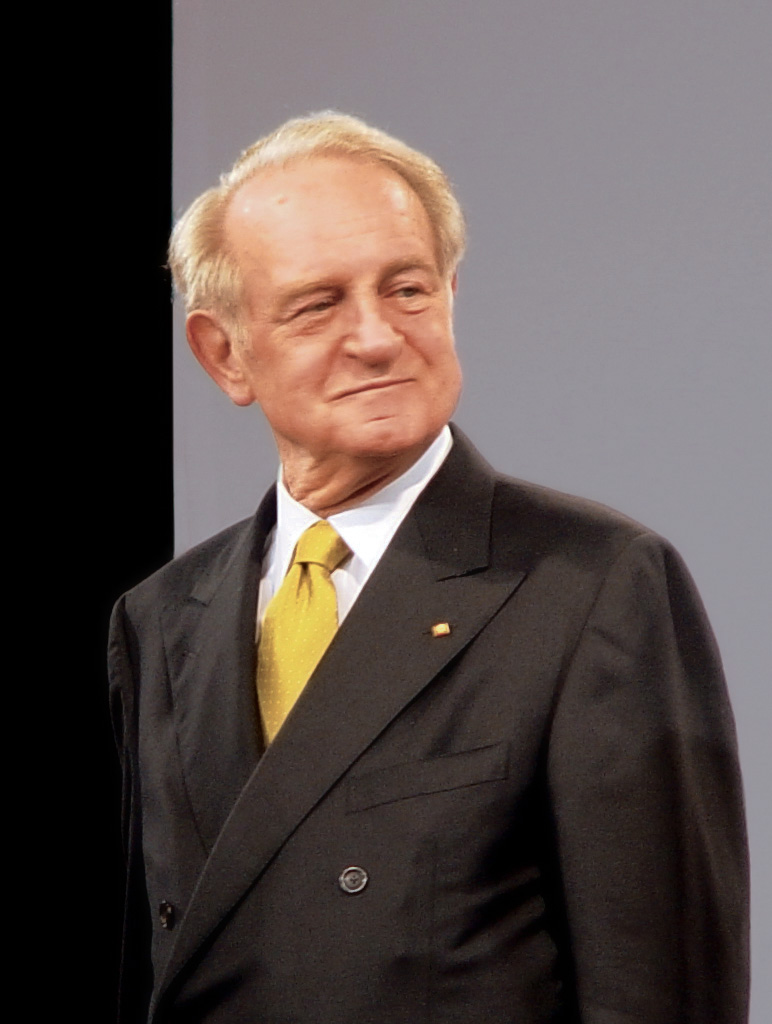
Bundespräsident Johannes Rau (2004)
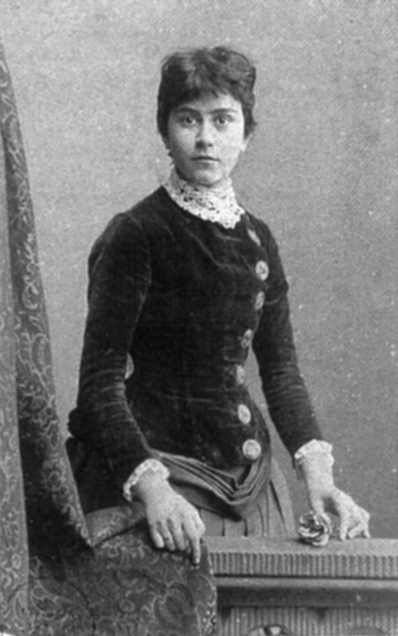
Else Lasker-Schüler (1875)

In Wuppertal und den Vorgängerstädten sind eine Reihe von Personen geboren, die über die Stadtgrenzen hinaus berühmt geworden sind. Ihr Wirkungskreis lag häufig außerhalb der Stadt. Zu erwähnen ist der 1820 in Barmen geborene Friedrich Engels, der gemeinsam mit Karl Marx den Marxismus entwickelte. Der Architekt Wilhelm Dörpfeld, 1853 in Barmen geboren, war unter anderem als Mitarbeiter von Heinrich Schliemann an den Ausgrabungen von Troja, Tiryns und Pergamon beteiligt. Friedrich Carl Duisberg, geboren 1861, war als Chemiker und Industrieller Ende des 19. Jahrhunderts maßgeblich an der Entwicklung der chemischen Industrie in Deutschland beteiligt, ebenso wie Friedrich Bayer, geboren 1825 im heutigen Stadtteil Heckinghausen, der 1863 in Elberfeld die Farbenfabrik Friedrich Bayer, die heutige Bayer AG gründete. Im Bereich der Lyrik machte sich die 1869 geborene Else Lasker-Schüler einen Namen. 1875 wurde Ferdinand Sauerbruch geboren, der bedeutendste Chirurg seiner Zeit. 1891 wurde der Philosoph Rudolf Carnap in Ronsdorf geboren, er war ein bedeutender Vertreter des logischen Empirismus. 1901 wurde in Elberfeld die bekannte Illustratorin Sulamith Wülfing geboren.
Beliebt als Fernsehkommissar war der Schauspieler Horst Tappert (1923–2008), der im Stadtteil Elberfeld geboren wurde. Auch die Schauspieler Harald Leipnitz (1926–2000), Ann-Kathrin Kramer (* 1966), Steffen Möller (* 1969), Schauspieler und Comedian Christoph Maria Herbst (* 1966), Parodist und Entertainer Jörg Knör (* 1959), der Comedian Axel Stein (* 1982), Filmregisseur und Produzent Tom Tykwer (* 1965) und die Fernsehmoderatorin Bettina Tietjen (* 1960) sind geborene Wuppertaler, ebenso wie der Musiker Sascha Gutzeit (* 1972), der Musicaldarsteller Patrick Stanke (* 1979) und die Kinderbuch- und Romanautorin Tanya Stewner (* 1974). Sandy Mölling (* 1981) war drei Jahre lang Mitglied der Popband No Angels.
Zwei Jahre lang war der in Barmen geborene Johannes Rau (1931–2006) Oberbürgermeister von Wuppertal, später 20 Jahre Ministerpräsident von Nordrhein-Westfalen und achter deutscher Bundespräsident. Auch die langjährige Bundestagspräsidentin Rita Süssmuth (* 1937) stammt aus Wuppertal sowie die FDP-Politiker Silvana Koch-Mehrin (* 1970; von 2004 bis 2014 Mitglied des Europäischen Parlaments) und Christian Lindner (* 1979; von 2021 bis 2024 Bundesminister der Finanzen). Alice Schwarzer, bekannte Vertreterin des deutschen Feminismus des 20. Jahrhunderts, wurde 1942 in Wuppertal geboren. Rezo, deutscher Webvideoproduzent, Musiker und Journalist, wurde 1992 in Wuppertal geboren.
Mit Gonzalo Castro (* 1987), Daniel Keita-Ruel (* 1989), Richard Sukuta-Pasu (* 1990), Kolja Pusch (* 1993) und David Niepsuj (* 1995) stammen fünf aktuelle Profifußballer aus der Stadt. Auch Olympia-Schwimmer Christian vom Lehn (* 1992) wurde hier geboren.

### Wuppertaler Originale

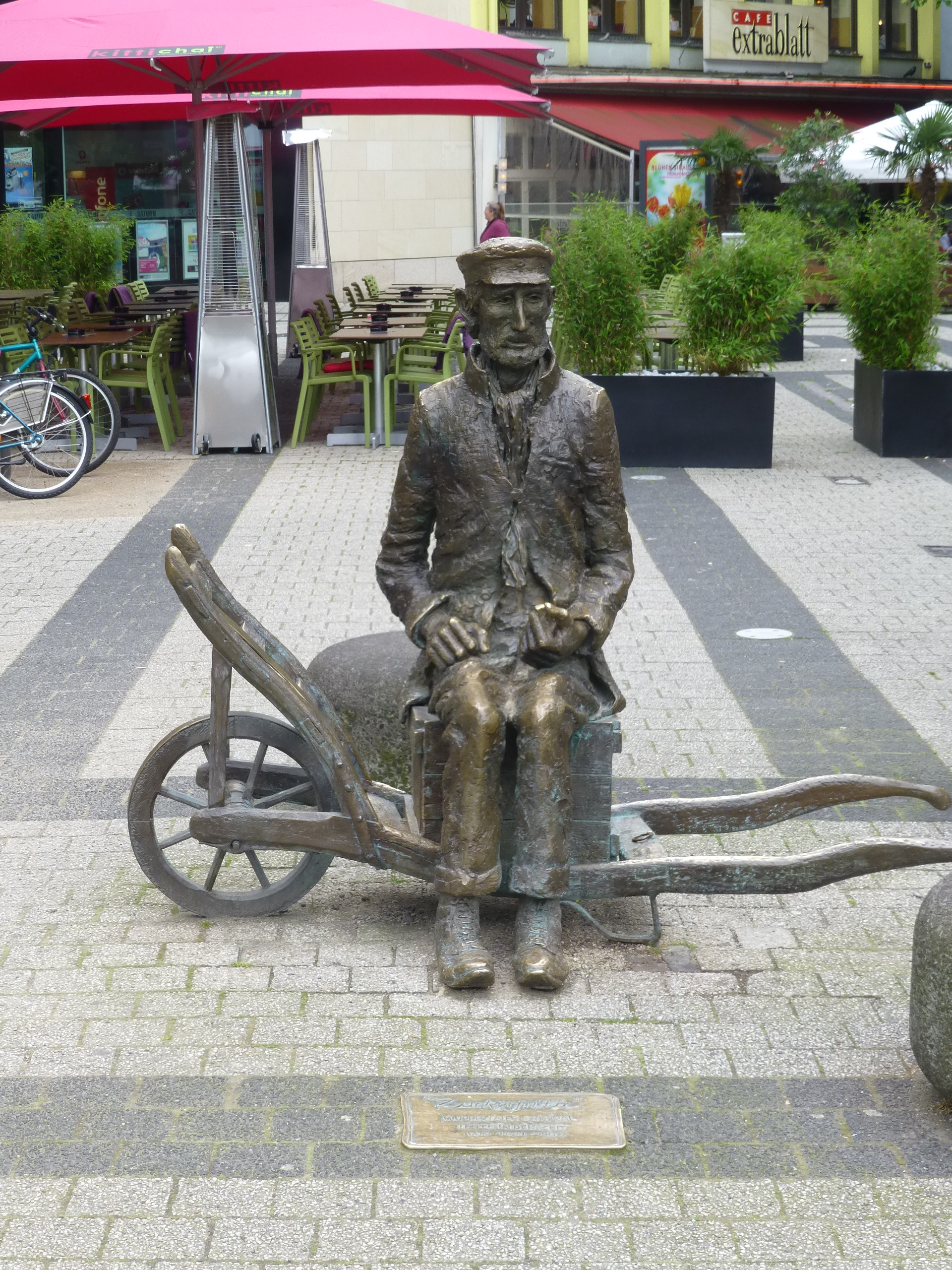
Zuckerfritz-Denkmal

Fritz Pothen lebte von 1830 bis 1906. Er beförderte Gepäck und Waren mit einer Schubkarre durch die Stadt Elberfeld. Da er besonders gerne Süßwaren transportierte, hatte er den Spitznamen Zuckerfritz. Heute steht sein Denkmal gegenüber dem ehemaligen Rathaus in Elberfeld.
Neben dem Zuckerfritz zählen auch Minna Knallenfalls, Husch Husch und August Kallenbach zu den Wuppertaler Originalen, die durch ihr unverwechselbares Auftreten oder ihr Erscheinungsbild einen nachhaltig hohen Bekanntheitsgrad in der lokalen Bevölkerung erlangt haben.

### Andere Persönlichkeiten
In Wuppertal leben und wirken (oder lebten und wirkten) eine Reihe bekannter Personen, die zwar nicht in der Stadt oder den Vorgängerstädten geboren wurden, die jedoch über die Stadtgrenzen hinaus bedeutend wurden.
Der in Liverpool geborene bildende Künstler Tony Cragg lebt und arbeitet in Wuppertal. Ebenso der in London geborene Sänger und Rapper Neal Antone Dyer, der unter dem Künstlernamen Tony T. mit Projekten wie Beat System und R.I.O. bekannt wurde. Gerhard Domagk erhielt 1939 den Nobelpreis für Medizin und wurde 1951 Ehrenbürger der Stadt Wuppertal. Er lebte in der ehemaligen Villa Schmidt, die direkt neben dem Wuppertaler Zoo errichtet wurde.
Heinrich Carl Alexander Pagenstecher lebte von 1799 bis 1869. Er war Arzt in Elberfeld und bis zum 2. November 1848 Abgeordneter für den Wahlkreis Barmen/Elberfeld in der Frankfurter Nationalversammlung. Außerdem gehörte er dem Fünfzigerausschuss an. Friedrich Senger (1886–1936) war Stadtrat in Wuppertal und Widerstandskämpfer gegen den Nationalsozialismus. Sigrid Wylach (* 1941) ist eine Designerin, die in Wuppertal lebt und arbeitet. Hans-Dietrich Genscher (1927–2016) war 33 Jahre lang FDP-Bundestagsabgeordneter für den Wahlkreis im Wuppertaler Westen. Der afro-amerikanische Sänger Kenneth Spencer lebte von 1954 bis zu seinem Tod 1964 bei einem Flugzeugabsturz in Wuppertal.

## Sonstiges
- 1829 gründete der Barmer Johann Gottfried Leipoldt im Auftrag der Rheinischen Missionsgesellschaft die Missionsstation und heutige Kleinstadt Wupperthal in Südafrika.
- In Wuppertal hat die Bundesgeschäftsstelle des Frauenverbands Courage ihren Sitz.
- Das zentrale Fundbüro der Deutschen Bahn befindet sich in Wuppertal.
- Die zum geflügelten Wort gewordene Herrenboutique in Wuppertal entstammt dem 1975 gedrehten Sketch Der Lottogewinner von Loriot.